# Difesa Grünfeld
La difesa Grünfeld è un'apertura degli scacchi, caratterizzata dalle mosse
1.d4 Cf6
2.c4 g6
3.Cc3 d5
Questa apertura fu inventata negli anni venti del XX secolo da Ernst Grünfeld ed è stata impiegata per la prima volta in tornei ufficiali nell'incontro tenutosi a Vienna con Aleksandr Alechin. In seguito è stata impiegata da molti giocatori, tra i quali Vasilij Smyslov, Viktor Korčnoj, Bobby Fischer e Garri Kasparov.
Si ispira ad una concezione ipermoderna degli scacchi: a differenza degli schemi classici, che prevedevano l'occupazione del centro con i pedoni come misura necessaria per uno sviluppo adeguato del gioco, la Grünfeld si basa sull'idea di controllare il centro con i pezzi leggeri, consentendo al Bianco la formazione di un’imponente massa di pedoni centrali, per poi cercare di indebolirla con spinte laterali di pedoni e bersagliarla, senza indebolirsi.
La mossa che caratterizza l'impianto e lo definisce in modo chiaro è la spinta in d5 del Nero, necessaria per impedire al Bianco di realizzare subito una fila di 3 pedoni centrali (c4, d4, e4), che è invece caratteristica della difesa est-indiana. Una simile configurazione richiederebbe misure di contrasto energiche da parte del Nero che, al contrario, con la Grünfeld punta innanzitutto ad ottenere uno sviluppo semplice con una posizione solida e priva di debolezze.
Tipicamente il Nero colloca il proprio alfiere di Re in g7, procede all'arrocco corto e realizza la spinta di pedone in c5 per minare il centro bianco, seguita dallo sviluppo del Cavallo b8 in c6 per rafforzare la pressione, cercando di obbligare l'avversario a spingere i pedoni centrali (in particolare quello in d4) ed occupare le case che rimangono senza sufficiente controllo. Generalmente il gioco del Bianco si sviluppa al centro, dove cerca di sfruttare la preponderanza di spazio e di pedoni per restringere il raggio d'azione dei pezzi avversari; in questa zona, può piazzare i propri pezzi leggeri, supportati dalle Torri sulle colonne "c" e "d" e dalla Donna.
Il Nero deve stare molto attento a realizzare le opportune spinte di pedone tempestivamente, per creare problemi al Bianco nel mantenimento del centro occupato ed evitare di finire in posizione passiva. Principalmente il controgioco nero sfrutta la colonna "c", dove in genere, dopo lo sviluppo dell'Alfiere c8, viene collocata una Torre.
Il gioco si sviluppa essenzialmente in due modi diversi, a seconda che il Bianco decida di scambiare il pedone c4 con quello in d5 (nel qual caso, dopo la ripresa ...Cxd5 del Nero, segue la spinta del pedone e2 in e4 attaccandolo con guadagno di tempo e spazio) o meno. Nel primo caso, il Nero recupera il pedone catturando in d5 con il Cavallo f6, che si trova esposto alle spinte di pedone avversarie e deve successivamente ritirarsi, di solito sull'ala di Donna.

## Continuazioni

### Variante russa 4. Db3
|   | a | b | c | d | e | f | g | h |   |
| 8 | a8 torre del nero · b8 cavallo del nero · c8 alfiere del nero · d8 donna del nero · e8 re del nero · f8 alfiere del nero · h8 torre del nero · a7 pedone del nero · b7 pedone del nero · c7 pedone del nero · e7 pedone del nero · f7 pedone del nero · h7 pedone del nero · f6 cavallo del nero · g6 pedone del nero · d5 pedone del nero · c4 pedone del bianco · d4 pedone del bianco · b3 donna del bianco · c3 cavallo del bianco · a2 pedone del bianco · b2 pedone del bianco · e2 pedone del bianco · f2 pedone del bianco · g2 pedone del bianco · h2 pedone del bianco · a1 torre del bianco · c1 alfiere del bianco · e1 re del bianco · f1 alfiere del bianco · g1 cavallo del bianco · h1 torre del bianco | a8 torre del nero · b8 cavallo del nero · c8 alfiere del nero · d8 donna del nero · e8 re del nero · f8 alfiere del nero · h8 torre del nero · a7 pedone del nero · b7 pedone del nero · c7 pedone del nero · e7 pedone del nero · f7 pedone del nero · h7 pedone del nero · f6 cavallo del nero · g6 pedone del nero · d5 pedone del nero · c4 pedone del bianco · d4 pedone del bianco · b3 donna del bianco · c3 cavallo del bianco · a2 pedone del bianco · b2 pedone del bianco · e2 pedone del bianco · f2 pedone del bianco · g2 pedone del bianco · h2 pedone del bianco · a1 torre del bianco · c1 alfiere del bianco · e1 re del bianco · f1 alfiere del bianco · g1 cavallo del bianco · h1 torre del bianco | a8 torre del nero · b8 cavallo del nero · c8 alfiere del nero · d8 donna del nero · e8 re del nero · f8 alfiere del nero · h8 torre del nero · a7 pedone del nero · b7 pedone del nero · c7 pedone del nero · e7 pedone del nero · f7 pedone del nero · h7 pedone del nero · f6 cavallo del nero · g6 pedone del nero · d5 pedone del nero · c4 pedone del bianco · d4 pedone del bianco · b3 donna del bianco · c3 cavallo del bianco · a2 pedone del bianco · b2 pedone del bianco · e2 pedone del bianco · f2 pedone del bianco · g2 pedone del bianco · h2 pedone del bianco · a1 torre del bianco · c1 alfiere del bianco · e1 re del bianco · f1 alfiere del bianco · g1 cavallo del bianco · h1 torre del bianco | a8 torre del nero · b8 cavallo del nero · c8 alfiere del nero · d8 donna del nero · e8 re del nero · f8 alfiere del nero · h8 torre del nero · a7 pedone del nero · b7 pedone del nero · c7 pedone del nero · e7 pedone del nero · f7 pedone del nero · h7 pedone del nero · f6 cavallo del nero · g6 pedone del nero · d5 pedone del nero · c4 pedone del bianco · d4 pedone del bianco · b3 donna del bianco · c3 cavallo del bianco · a2 pedone del bianco · b2 pedone del bianco · e2 pedone del bianco · f2 pedone del bianco · g2 pedone del bianco · h2 pedone del bianco · a1 torre del bianco · c1 alfiere del bianco · e1 re del bianco · f1 alfiere del bianco · g1 cavallo del bianco · h1 torre del bianco | a8 torre del nero · b8 cavallo del nero · c8 alfiere del nero · d8 donna del nero · e8 re del nero · f8 alfiere del nero · h8 torre del nero · a7 pedone del nero · b7 pedone del nero · c7 pedone del nero · e7 pedone del nero · f7 pedone del nero · h7 pedone del nero · f6 cavallo del nero · g6 pedone del nero · d5 pedone del nero · c4 pedone del bianco · d4 pedone del bianco · b3 donna del bianco · c3 cavallo del bianco · a2 pedone del bianco · b2 pedone del bianco · e2 pedone del bianco · f2 pedone del bianco · g2 pedone del bianco · h2 pedone del bianco · a1 torre del bianco · c1 alfiere del bianco · e1 re del bianco · f1 alfiere del bianco · g1 cavallo del bianco · h1 torre del bianco | a8 torre del nero · b8 cavallo del nero · c8 alfiere del nero · d8 donna del nero · e8 re del nero · f8 alfiere del nero · h8 torre del nero · a7 pedone del nero · b7 pedone del nero · c7 pedone del nero · e7 pedone del nero · f7 pedone del nero · h7 pedone del nero · f6 cavallo del nero · g6 pedone del nero · d5 pedone del nero · c4 pedone del bianco · d4 pedone del bianco · b3 donna del bianco · c3 cavallo del bianco · a2 pedone del bianco · b2 pedone del bianco · e2 pedone del bianco · f2 pedone del bianco · g2 pedone del bianco · h2 pedone del bianco · a1 torre del bianco · c1 alfiere del bianco · e1 re del bianco · f1 alfiere del bianco · g1 cavallo del bianco · h1 torre del bianco | a8 torre del nero · b8 cavallo del nero · c8 alfiere del nero · d8 donna del nero · e8 re del nero · f8 alfiere del nero · h8 torre del nero · a7 pedone del nero · b7 pedone del nero · c7 pedone del nero · e7 pedone del nero · f7 pedone del nero · h7 pedone del nero · f6 cavallo del nero · g6 pedone del nero · d5 pedone del nero · c4 pedone del bianco · d4 pedone del bianco · b3 donna del bianco · c3 cavallo del bianco · a2 pedone del bianco · b2 pedone del bianco · e2 pedone del bianco · f2 pedone del bianco · g2 pedone del bianco · h2 pedone del bianco · a1 torre del bianco · c1 alfiere del bianco · e1 re del bianco · f1 alfiere del bianco · g1 cavallo del bianco · h1 torre del bianco | a8 torre del nero · b8 cavallo del nero · c8 alfiere del nero · d8 donna del nero · e8 re del nero · f8 alfiere del nero · h8 torre del nero · a7 pedone del nero · b7 pedone del nero · c7 pedone del nero · e7 pedone del nero · f7 pedone del nero · h7 pedone del nero · f6 cavallo del nero · g6 pedone del nero · d5 pedone del nero · c4 pedone del bianco · d4 pedone del bianco · b3 donna del bianco · c3 cavallo del bianco · a2 pedone del bianco · b2 pedone del bianco · e2 pedone del bianco · f2 pedone del bianco · g2 pedone del bianco · h2 pedone del bianco · a1 torre del bianco · c1 alfiere del bianco · e1 re del bianco · f1 alfiere del bianco · g1 cavallo del bianco · h1 torre del bianco | 8 |
| 7 | a8 torre del nero · b8 cavallo del nero · c8 alfiere del nero · d8 donna del nero · e8 re del nero · f8 alfiere del nero · h8 torre del nero · a7 pedone del nero · b7 pedone del nero · c7 pedone del nero · e7 pedone del nero · f7 pedone del nero · h7 pedone del nero · f6 cavallo del nero · g6 pedone del nero · d5 pedone del nero · c4 pedone del bianco · d4 pedone del bianco · b3 donna del bianco · c3 cavallo del bianco · a2 pedone del bianco · b2 pedone del bianco · e2 pedone del bianco · f2 pedone del bianco · g2 pedone del bianco · h2 pedone del bianco · a1 torre del bianco · c1 alfiere del bianco · e1 re del bianco · f1 alfiere del bianco · g1 cavallo del bianco · h1 torre del bianco | a8 torre del nero · b8 cavallo del nero · c8 alfiere del nero · d8 donna del nero · e8 re del nero · f8 alfiere del nero · h8 torre del nero · a7 pedone del nero · b7 pedone del nero · c7 pedone del nero · e7 pedone del nero · f7 pedone del nero · h7 pedone del nero · f6 cavallo del nero · g6 pedone del nero · d5 pedone del nero · c4 pedone del bianco · d4 pedone del bianco · b3 donna del bianco · c3 cavallo del bianco · a2 pedone del bianco · b2 pedone del bianco · e2 pedone del bianco · f2 pedone del bianco · g2 pedone del bianco · h2 pedone del bianco · a1 torre del bianco · c1 alfiere del bianco · e1 re del bianco · f1 alfiere del bianco · g1 cavallo del bianco · h1 torre del bianco | a8 torre del nero · b8 cavallo del nero · c8 alfiere del nero · d8 donna del nero · e8 re del nero · f8 alfiere del nero · h8 torre del nero · a7 pedone del nero · b7 pedone del nero · c7 pedone del nero · e7 pedone del nero · f7 pedone del nero · h7 pedone del nero · f6 cavallo del nero · g6 pedone del nero · d5 pedone del nero · c4 pedone del bianco · d4 pedone del bianco · b3 donna del bianco · c3 cavallo del bianco · a2 pedone del bianco · b2 pedone del bianco · e2 pedone del bianco · f2 pedone del bianco · g2 pedone del bianco · h2 pedone del bianco · a1 torre del bianco · c1 alfiere del bianco · e1 re del bianco · f1 alfiere del bianco · g1 cavallo del bianco · h1 torre del bianco | a8 torre del nero · b8 cavallo del nero · c8 alfiere del nero · d8 donna del nero · e8 re del nero · f8 alfiere del nero · h8 torre del nero · a7 pedone del nero · b7 pedone del nero · c7 pedone del nero · e7 pedone del nero · f7 pedone del nero · h7 pedone del nero · f6 cavallo del nero · g6 pedone del nero · d5 pedone del nero · c4 pedone del bianco · d4 pedone del bianco · b3 donna del bianco · c3 cavallo del bianco · a2 pedone del bianco · b2 pedone del bianco · e2 pedone del bianco · f2 pedone del bianco · g2 pedone del bianco · h2 pedone del bianco · a1 torre del bianco · c1 alfiere del bianco · e1 re del bianco · f1 alfiere del bianco · g1 cavallo del bianco · h1 torre del bianco | a8 torre del nero · b8 cavallo del nero · c8 alfiere del nero · d8 donna del nero · e8 re del nero · f8 alfiere del nero · h8 torre del nero · a7 pedone del nero · b7 pedone del nero · c7 pedone del nero · e7 pedone del nero · f7 pedone del nero · h7 pedone del nero · f6 cavallo del nero · g6 pedone del nero · d5 pedone del nero · c4 pedone del bianco · d4 pedone del bianco · b3 donna del bianco · c3 cavallo del bianco · a2 pedone del bianco · b2 pedone del bianco · e2 pedone del bianco · f2 pedone del bianco · g2 pedone del bianco · h2 pedone del bianco · a1 torre del bianco · c1 alfiere del bianco · e1 re del bianco · f1 alfiere del bianco · g1 cavallo del bianco · h1 torre del bianco | a8 torre del nero · b8 cavallo del nero · c8 alfiere del nero · d8 donna del nero · e8 re del nero · f8 alfiere del nero · h8 torre del nero · a7 pedone del nero · b7 pedone del nero · c7 pedone del nero · e7 pedone del nero · f7 pedone del nero · h7 pedone del nero · f6 cavallo del nero · g6 pedone del nero · d5 pedone del nero · c4 pedone del bianco · d4 pedone del bianco · b3 donna del bianco · c3 cavallo del bianco · a2 pedone del bianco · b2 pedone del bianco · e2 pedone del bianco · f2 pedone del bianco · g2 pedone del bianco · h2 pedone del bianco · a1 torre del bianco · c1 alfiere del bianco · e1 re del bianco · f1 alfiere del bianco · g1 cavallo del bianco · h1 torre del bianco | a8 torre del nero · b8 cavallo del nero · c8 alfiere del nero · d8 donna del nero · e8 re del nero · f8 alfiere del nero · h8 torre del nero · a7 pedone del nero · b7 pedone del nero · c7 pedone del nero · e7 pedone del nero · f7 pedone del nero · h7 pedone del nero · f6 cavallo del nero · g6 pedone del nero · d5 pedone del nero · c4 pedone del bianco · d4 pedone del bianco · b3 donna del bianco · c3 cavallo del bianco · a2 pedone del bianco · b2 pedone del bianco · e2 pedone del bianco · f2 pedone del bianco · g2 pedone del bianco · h2 pedone del bianco · a1 torre del bianco · c1 alfiere del bianco · e1 re del bianco · f1 alfiere del bianco · g1 cavallo del bianco · h1 torre del bianco | a8 torre del nero · b8 cavallo del nero · c8 alfiere del nero · d8 donna del nero · e8 re del nero · f8 alfiere del nero · h8 torre del nero · a7 pedone del nero · b7 pedone del nero · c7 pedone del nero · e7 pedone del nero · f7 pedone del nero · h7 pedone del nero · f6 cavallo del nero · g6 pedone del nero · d5 pedone del nero · c4 pedone del bianco · d4 pedone del bianco · b3 donna del bianco · c3 cavallo del bianco · a2 pedone del bianco · b2 pedone del bianco · e2 pedone del bianco · f2 pedone del bianco · g2 pedone del bianco · h2 pedone del bianco · a1 torre del bianco · c1 alfiere del bianco · e1 re del bianco · f1 alfiere del bianco · g1 cavallo del bianco · h1 torre del bianco | 7 |
| 6 | a8 torre del nero · b8 cavallo del nero · c8 alfiere del nero · d8 donna del nero · e8 re del nero · f8 alfiere del nero · h8 torre del nero · a7 pedone del nero · b7 pedone del nero · c7 pedone del nero · e7 pedone del nero · f7 pedone del nero · h7 pedone del nero · f6 cavallo del nero · g6 pedone del nero · d5 pedone del nero · c4 pedone del bianco · d4 pedone del bianco · b3 donna del bianco · c3 cavallo del bianco · a2 pedone del bianco · b2 pedone del bianco · e2 pedone del bianco · f2 pedone del bianco · g2 pedone del bianco · h2 pedone del bianco · a1 torre del bianco · c1 alfiere del bianco · e1 re del bianco · f1 alfiere del bianco · g1 cavallo del bianco · h1 torre del bianco | a8 torre del nero · b8 cavallo del nero · c8 alfiere del nero · d8 donna del nero · e8 re del nero · f8 alfiere del nero · h8 torre del nero · a7 pedone del nero · b7 pedone del nero · c7 pedone del nero · e7 pedone del nero · f7 pedone del nero · h7 pedone del nero · f6 cavallo del nero · g6 pedone del nero · d5 pedone del nero · c4 pedone del bianco · d4 pedone del bianco · b3 donna del bianco · c3 cavallo del bianco · a2 pedone del bianco · b2 pedone del bianco · e2 pedone del bianco · f2 pedone del bianco · g2 pedone del bianco · h2 pedone del bianco · a1 torre del bianco · c1 alfiere del bianco · e1 re del bianco · f1 alfiere del bianco · g1 cavallo del bianco · h1 torre del bianco | a8 torre del nero · b8 cavallo del nero · c8 alfiere del nero · d8 donna del nero · e8 re del nero · f8 alfiere del nero · h8 torre del nero · a7 pedone del nero · b7 pedone del nero · c7 pedone del nero · e7 pedone del nero · f7 pedone del nero · h7 pedone del nero · f6 cavallo del nero · g6 pedone del nero · d5 pedone del nero · c4 pedone del bianco · d4 pedone del bianco · b3 donna del bianco · c3 cavallo del bianco · a2 pedone del bianco · b2 pedone del bianco · e2 pedone del bianco · f2 pedone del bianco · g2 pedone del bianco · h2 pedone del bianco · a1 torre del bianco · c1 alfiere del bianco · e1 re del bianco · f1 alfiere del bianco · g1 cavallo del bianco · h1 torre del bianco | a8 torre del nero · b8 cavallo del nero · c8 alfiere del nero · d8 donna del nero · e8 re del nero · f8 alfiere del nero · h8 torre del nero · a7 pedone del nero · b7 pedone del nero · c7 pedone del nero · e7 pedone del nero · f7 pedone del nero · h7 pedone del nero · f6 cavallo del nero · g6 pedone del nero · d5 pedone del nero · c4 pedone del bianco · d4 pedone del bianco · b3 donna del bianco · c3 cavallo del bianco · a2 pedone del bianco · b2 pedone del bianco · e2 pedone del bianco · f2 pedone del bianco · g2 pedone del bianco · h2 pedone del bianco · a1 torre del bianco · c1 alfiere del bianco · e1 re del bianco · f1 alfiere del bianco · g1 cavallo del bianco · h1 torre del bianco | a8 torre del nero · b8 cavallo del nero · c8 alfiere del nero · d8 donna del nero · e8 re del nero · f8 alfiere del nero · h8 torre del nero · a7 pedone del nero · b7 pedone del nero · c7 pedone del nero · e7 pedone del nero · f7 pedone del nero · h7 pedone del nero · f6 cavallo del nero · g6 pedone del nero · d5 pedone del nero · c4 pedone del bianco · d4 pedone del bianco · b3 donna del bianco · c3 cavallo del bianco · a2 pedone del bianco · b2 pedone del bianco · e2 pedone del bianco · f2 pedone del bianco · g2 pedone del bianco · h2 pedone del bianco · a1 torre del bianco · c1 alfiere del bianco · e1 re del bianco · f1 alfiere del bianco · g1 cavallo del bianco · h1 torre del bianco | a8 torre del nero · b8 cavallo del nero · c8 alfiere del nero · d8 donna del nero · e8 re del nero · f8 alfiere del nero · h8 torre del nero · a7 pedone del nero · b7 pedone del nero · c7 pedone del nero · e7 pedone del nero · f7 pedone del nero · h7 pedone del nero · f6 cavallo del nero · g6 pedone del nero · d5 pedone del nero · c4 pedone del bianco · d4 pedone del bianco · b3 donna del bianco · c3 cavallo del bianco · a2 pedone del bianco · b2 pedone del bianco · e2 pedone del bianco · f2 pedone del bianco · g2 pedone del bianco · h2 pedone del bianco · a1 torre del bianco · c1 alfiere del bianco · e1 re del bianco · f1 alfiere del bianco · g1 cavallo del bianco · h1 torre del bianco | a8 torre del nero · b8 cavallo del nero · c8 alfiere del nero · d8 donna del nero · e8 re del nero · f8 alfiere del nero · h8 torre del nero · a7 pedone del nero · b7 pedone del nero · c7 pedone del nero · e7 pedone del nero · f7 pedone del nero · h7 pedone del nero · f6 cavallo del nero · g6 pedone del nero · d5 pedone del nero · c4 pedone del bianco · d4 pedone del bianco · b3 donna del bianco · c3 cavallo del bianco · a2 pedone del bianco · b2 pedone del bianco · e2 pedone del bianco · f2 pedone del bianco · g2 pedone del bianco · h2 pedone del bianco · a1 torre del bianco · c1 alfiere del bianco · e1 re del bianco · f1 alfiere del bianco · g1 cavallo del bianco · h1 torre del bianco | a8 torre del nero · b8 cavallo del nero · c8 alfiere del nero · d8 donna del nero · e8 re del nero · f8 alfiere del nero · h8 torre del nero · a7 pedone del nero · b7 pedone del nero · c7 pedone del nero · e7 pedone del nero · f7 pedone del nero · h7 pedone del nero · f6 cavallo del nero · g6 pedone del nero · d5 pedone del nero · c4 pedone del bianco · d4 pedone del bianco · b3 donna del bianco · c3 cavallo del bianco · a2 pedone del bianco · b2 pedone del bianco · e2 pedone del bianco · f2 pedone del bianco · g2 pedone del bianco · h2 pedone del bianco · a1 torre del bianco · c1 alfiere del bianco · e1 re del bianco · f1 alfiere del bianco · g1 cavallo del bianco · h1 torre del bianco | 6 |
| 5 | a8 torre del nero · b8 cavallo del nero · c8 alfiere del nero · d8 donna del nero · e8 re del nero · f8 alfiere del nero · h8 torre del nero · a7 pedone del nero · b7 pedone del nero · c7 pedone del nero · e7 pedone del nero · f7 pedone del nero · h7 pedone del nero · f6 cavallo del nero · g6 pedone del nero · d5 pedone del nero · c4 pedone del bianco · d4 pedone del bianco · b3 donna del bianco · c3 cavallo del bianco · a2 pedone del bianco · b2 pedone del bianco · e2 pedone del bianco · f2 pedone del bianco · g2 pedone del bianco · h2 pedone del bianco · a1 torre del bianco · c1 alfiere del bianco · e1 re del bianco · f1 alfiere del bianco · g1 cavallo del bianco · h1 torre del bianco | a8 torre del nero · b8 cavallo del nero · c8 alfiere del nero · d8 donna del nero · e8 re del nero · f8 alfiere del nero · h8 torre del nero · a7 pedone del nero · b7 pedone del nero · c7 pedone del nero · e7 pedone del nero · f7 pedone del nero · h7 pedone del nero · f6 cavallo del nero · g6 pedone del nero · d5 pedone del nero · c4 pedone del bianco · d4 pedone del bianco · b3 donna del bianco · c3 cavallo del bianco · a2 pedone del bianco · b2 pedone del bianco · e2 pedone del bianco · f2 pedone del bianco · g2 pedone del bianco · h2 pedone del bianco · a1 torre del bianco · c1 alfiere del bianco · e1 re del bianco · f1 alfiere del bianco · g1 cavallo del bianco · h1 torre del bianco | a8 torre del nero · b8 cavallo del nero · c8 alfiere del nero · d8 donna del nero · e8 re del nero · f8 alfiere del nero · h8 torre del nero · a7 pedone del nero · b7 pedone del nero · c7 pedone del nero · e7 pedone del nero · f7 pedone del nero · h7 pedone del nero · f6 cavallo del nero · g6 pedone del nero · d5 pedone del nero · c4 pedone del bianco · d4 pedone del bianco · b3 donna del bianco · c3 cavallo del bianco · a2 pedone del bianco · b2 pedone del bianco · e2 pedone del bianco · f2 pedone del bianco · g2 pedone del bianco · h2 pedone del bianco · a1 torre del bianco · c1 alfiere del bianco · e1 re del bianco · f1 alfiere del bianco · g1 cavallo del bianco · h1 torre del bianco | a8 torre del nero · b8 cavallo del nero · c8 alfiere del nero · d8 donna del nero · e8 re del nero · f8 alfiere del nero · h8 torre del nero · a7 pedone del nero · b7 pedone del nero · c7 pedone del nero · e7 pedone del nero · f7 pedone del nero · h7 pedone del nero · f6 cavallo del nero · g6 pedone del nero · d5 pedone del nero · c4 pedone del bianco · d4 pedone del bianco · b3 donna del bianco · c3 cavallo del bianco · a2 pedone del bianco · b2 pedone del bianco · e2 pedone del bianco · f2 pedone del bianco · g2 pedone del bianco · h2 pedone del bianco · a1 torre del bianco · c1 alfiere del bianco · e1 re del bianco · f1 alfiere del bianco · g1 cavallo del bianco · h1 torre del bianco | a8 torre del nero · b8 cavallo del nero · c8 alfiere del nero · d8 donna del nero · e8 re del nero · f8 alfiere del nero · h8 torre del nero · a7 pedone del nero · b7 pedone del nero · c7 pedone del nero · e7 pedone del nero · f7 pedone del nero · h7 pedone del nero · f6 cavallo del nero · g6 pedone del nero · d5 pedone del nero · c4 pedone del bianco · d4 pedone del bianco · b3 donna del bianco · c3 cavallo del bianco · a2 pedone del bianco · b2 pedone del bianco · e2 pedone del bianco · f2 pedone del bianco · g2 pedone del bianco · h2 pedone del bianco · a1 torre del bianco · c1 alfiere del bianco · e1 re del bianco · f1 alfiere del bianco · g1 cavallo del bianco · h1 torre del bianco | a8 torre del nero · b8 cavallo del nero · c8 alfiere del nero · d8 donna del nero · e8 re del nero · f8 alfiere del nero · h8 torre del nero · a7 pedone del nero · b7 pedone del nero · c7 pedone del nero · e7 pedone del nero · f7 pedone del nero · h7 pedone del nero · f6 cavallo del nero · g6 pedone del nero · d5 pedone del nero · c4 pedone del bianco · d4 pedone del bianco · b3 donna del bianco · c3 cavallo del bianco · a2 pedone del bianco · b2 pedone del bianco · e2 pedone del bianco · f2 pedone del bianco · g2 pedone del bianco · h2 pedone del bianco · a1 torre del bianco · c1 alfiere del bianco · e1 re del bianco · f1 alfiere del bianco · g1 cavallo del bianco · h1 torre del bianco | a8 torre del nero · b8 cavallo del nero · c8 alfiere del nero · d8 donna del nero · e8 re del nero · f8 alfiere del nero · h8 torre del nero · a7 pedone del nero · b7 pedone del nero · c7 pedone del nero · e7 pedone del nero · f7 pedone del nero · h7 pedone del nero · f6 cavallo del nero · g6 pedone del nero · d5 pedone del nero · c4 pedone del bianco · d4 pedone del bianco · b3 donna del bianco · c3 cavallo del bianco · a2 pedone del bianco · b2 pedone del bianco · e2 pedone del bianco · f2 pedone del bianco · g2 pedone del bianco · h2 pedone del bianco · a1 torre del bianco · c1 alfiere del bianco · e1 re del bianco · f1 alfiere del bianco · g1 cavallo del bianco · h1 torre del bianco | a8 torre del nero · b8 cavallo del nero · c8 alfiere del nero · d8 donna del nero · e8 re del nero · f8 alfiere del nero · h8 torre del nero · a7 pedone del nero · b7 pedone del nero · c7 pedone del nero · e7 pedone del nero · f7 pedone del nero · h7 pedone del nero · f6 cavallo del nero · g6 pedone del nero · d5 pedone del nero · c4 pedone del bianco · d4 pedone del bianco · b3 donna del bianco · c3 cavallo del bianco · a2 pedone del bianco · b2 pedone del bianco · e2 pedone del bianco · f2 pedone del bianco · g2 pedone del bianco · h2 pedone del bianco · a1 torre del bianco · c1 alfiere del bianco · e1 re del bianco · f1 alfiere del bianco · g1 cavallo del bianco · h1 torre del bianco | 5 |
| 4 | a8 torre del nero · b8 cavallo del nero · c8 alfiere del nero · d8 donna del nero · e8 re del nero · f8 alfiere del nero · h8 torre del nero · a7 pedone del nero · b7 pedone del nero · c7 pedone del nero · e7 pedone del nero · f7 pedone del nero · h7 pedone del nero · f6 cavallo del nero · g6 pedone del nero · d5 pedone del nero · c4 pedone del bianco · d4 pedone del bianco · b3 donna del bianco · c3 cavallo del bianco · a2 pedone del bianco · b2 pedone del bianco · e2 pedone del bianco · f2 pedone del bianco · g2 pedone del bianco · h2 pedone del bianco · a1 torre del bianco · c1 alfiere del bianco · e1 re del bianco · f1 alfiere del bianco · g1 cavallo del bianco · h1 torre del bianco | a8 torre del nero · b8 cavallo del nero · c8 alfiere del nero · d8 donna del nero · e8 re del nero · f8 alfiere del nero · h8 torre del nero · a7 pedone del nero · b7 pedone del nero · c7 pedone del nero · e7 pedone del nero · f7 pedone del nero · h7 pedone del nero · f6 cavallo del nero · g6 pedone del nero · d5 pedone del nero · c4 pedone del bianco · d4 pedone del bianco · b3 donna del bianco · c3 cavallo del bianco · a2 pedone del bianco · b2 pedone del bianco · e2 pedone del bianco · f2 pedone del bianco · g2 pedone del bianco · h2 pedone del bianco · a1 torre del bianco · c1 alfiere del bianco · e1 re del bianco · f1 alfiere del bianco · g1 cavallo del bianco · h1 torre del bianco | a8 torre del nero · b8 cavallo del nero · c8 alfiere del nero · d8 donna del nero · e8 re del nero · f8 alfiere del nero · h8 torre del nero · a7 pedone del nero · b7 pedone del nero · c7 pedone del nero · e7 pedone del nero · f7 pedone del nero · h7 pedone del nero · f6 cavallo del nero · g6 pedone del nero · d5 pedone del nero · c4 pedone del bianco · d4 pedone del bianco · b3 donna del bianco · c3 cavallo del bianco · a2 pedone del bianco · b2 pedone del bianco · e2 pedone del bianco · f2 pedone del bianco · g2 pedone del bianco · h2 pedone del bianco · a1 torre del bianco · c1 alfiere del bianco · e1 re del bianco · f1 alfiere del bianco · g1 cavallo del bianco · h1 torre del bianco | a8 torre del nero · b8 cavallo del nero · c8 alfiere del nero · d8 donna del nero · e8 re del nero · f8 alfiere del nero · h8 torre del nero · a7 pedone del nero · b7 pedone del nero · c7 pedone del nero · e7 pedone del nero · f7 pedone del nero · h7 pedone del nero · f6 cavallo del nero · g6 pedone del nero · d5 pedone del nero · c4 pedone del bianco · d4 pedone del bianco · b3 donna del bianco · c3 cavallo del bianco · a2 pedone del bianco · b2 pedone del bianco · e2 pedone del bianco · f2 pedone del bianco · g2 pedone del bianco · h2 pedone del bianco · a1 torre del bianco · c1 alfiere del bianco · e1 re del bianco · f1 alfiere del bianco · g1 cavallo del bianco · h1 torre del bianco | a8 torre del nero · b8 cavallo del nero · c8 alfiere del nero · d8 donna del nero · e8 re del nero · f8 alfiere del nero · h8 torre del nero · a7 pedone del nero · b7 pedone del nero · c7 pedone del nero · e7 pedone del nero · f7 pedone del nero · h7 pedone del nero · f6 cavallo del nero · g6 pedone del nero · d5 pedone del nero · c4 pedone del bianco · d4 pedone del bianco · b3 donna del bianco · c3 cavallo del bianco · a2 pedone del bianco · b2 pedone del bianco · e2 pedone del bianco · f2 pedone del bianco · g2 pedone del bianco · h2 pedone del bianco · a1 torre del bianco · c1 alfiere del bianco · e1 re del bianco · f1 alfiere del bianco · g1 cavallo del bianco · h1 torre del bianco | a8 torre del nero · b8 cavallo del nero · c8 alfiere del nero · d8 donna del nero · e8 re del nero · f8 alfiere del nero · h8 torre del nero · a7 pedone del nero · b7 pedone del nero · c7 pedone del nero · e7 pedone del nero · f7 pedone del nero · h7 pedone del nero · f6 cavallo del nero · g6 pedone del nero · d5 pedone del nero · c4 pedone del bianco · d4 pedone del bianco · b3 donna del bianco · c3 cavallo del bianco · a2 pedone del bianco · b2 pedone del bianco · e2 pedone del bianco · f2 pedone del bianco · g2 pedone del bianco · h2 pedone del bianco · a1 torre del bianco · c1 alfiere del bianco · e1 re del bianco · f1 alfiere del bianco · g1 cavallo del bianco · h1 torre del bianco | a8 torre del nero · b8 cavallo del nero · c8 alfiere del nero · d8 donna del nero · e8 re del nero · f8 alfiere del nero · h8 torre del nero · a7 pedone del nero · b7 pedone del nero · c7 pedone del nero · e7 pedone del nero · f7 pedone del nero · h7 pedone del nero · f6 cavallo del nero · g6 pedone del nero · d5 pedone del nero · c4 pedone del bianco · d4 pedone del bianco · b3 donna del bianco · c3 cavallo del bianco · a2 pedone del bianco · b2 pedone del bianco · e2 pedone del bianco · f2 pedone del bianco · g2 pedone del bianco · h2 pedone del bianco · a1 torre del bianco · c1 alfiere del bianco · e1 re del bianco · f1 alfiere del bianco · g1 cavallo del bianco · h1 torre del bianco | a8 torre del nero · b8 cavallo del nero · c8 alfiere del nero · d8 donna del nero · e8 re del nero · f8 alfiere del nero · h8 torre del nero · a7 pedone del nero · b7 pedone del nero · c7 pedone del nero · e7 pedone del nero · f7 pedone del nero · h7 pedone del nero · f6 cavallo del nero · g6 pedone del nero · d5 pedone del nero · c4 pedone del bianco · d4 pedone del bianco · b3 donna del bianco · c3 cavallo del bianco · a2 pedone del bianco · b2 pedone del bianco · e2 pedone del bianco · f2 pedone del bianco · g2 pedone del bianco · h2 pedone del bianco · a1 torre del bianco · c1 alfiere del bianco · e1 re del bianco · f1 alfiere del bianco · g1 cavallo del bianco · h1 torre del bianco | 4 |
| 3 | a8 torre del nero · b8 cavallo del nero · c8 alfiere del nero · d8 donna del nero · e8 re del nero · f8 alfiere del nero · h8 torre del nero · a7 pedone del nero · b7 pedone del nero · c7 pedone del nero · e7 pedone del nero · f7 pedone del nero · h7 pedone del nero · f6 cavallo del nero · g6 pedone del nero · d5 pedone del nero · c4 pedone del bianco · d4 pedone del bianco · b3 donna del bianco · c3 cavallo del bianco · a2 pedone del bianco · b2 pedone del bianco · e2 pedone del bianco · f2 pedone del bianco · g2 pedone del bianco · h2 pedone del bianco · a1 torre del bianco · c1 alfiere del bianco · e1 re del bianco · f1 alfiere del bianco · g1 cavallo del bianco · h1 torre del bianco | a8 torre del nero · b8 cavallo del nero · c8 alfiere del nero · d8 donna del nero · e8 re del nero · f8 alfiere del nero · h8 torre del nero · a7 pedone del nero · b7 pedone del nero · c7 pedone del nero · e7 pedone del nero · f7 pedone del nero · h7 pedone del nero · f6 cavallo del nero · g6 pedone del nero · d5 pedone del nero · c4 pedone del bianco · d4 pedone del bianco · b3 donna del bianco · c3 cavallo del bianco · a2 pedone del bianco · b2 pedone del bianco · e2 pedone del bianco · f2 pedone del bianco · g2 pedone del bianco · h2 pedone del bianco · a1 torre del bianco · c1 alfiere del bianco · e1 re del bianco · f1 alfiere del bianco · g1 cavallo del bianco · h1 torre del bianco | a8 torre del nero · b8 cavallo del nero · c8 alfiere del nero · d8 donna del nero · e8 re del nero · f8 alfiere del nero · h8 torre del nero · a7 pedone del nero · b7 pedone del nero · c7 pedone del nero · e7 pedone del nero · f7 pedone del nero · h7 pedone del nero · f6 cavallo del nero · g6 pedone del nero · d5 pedone del nero · c4 pedone del bianco · d4 pedone del bianco · b3 donna del bianco · c3 cavallo del bianco · a2 pedone del bianco · b2 pedone del bianco · e2 pedone del bianco · f2 pedone del bianco · g2 pedone del bianco · h2 pedone del bianco · a1 torre del bianco · c1 alfiere del bianco · e1 re del bianco · f1 alfiere del bianco · g1 cavallo del bianco · h1 torre del bianco | a8 torre del nero · b8 cavallo del nero · c8 alfiere del nero · d8 donna del nero · e8 re del nero · f8 alfiere del nero · h8 torre del nero · a7 pedone del nero · b7 pedone del nero · c7 pedone del nero · e7 pedone del nero · f7 pedone del nero · h7 pedone del nero · f6 cavallo del nero · g6 pedone del nero · d5 pedone del nero · c4 pedone del bianco · d4 pedone del bianco · b3 donna del bianco · c3 cavallo del bianco · a2 pedone del bianco · b2 pedone del bianco · e2 pedone del bianco · f2 pedone del bianco · g2 pedone del bianco · h2 pedone del bianco · a1 torre del bianco · c1 alfiere del bianco · e1 re del bianco · f1 alfiere del bianco · g1 cavallo del bianco · h1 torre del bianco | a8 torre del nero · b8 cavallo del nero · c8 alfiere del nero · d8 donna del nero · e8 re del nero · f8 alfiere del nero · h8 torre del nero · a7 pedone del nero · b7 pedone del nero · c7 pedone del nero · e7 pedone del nero · f7 pedone del nero · h7 pedone del nero · f6 cavallo del nero · g6 pedone del nero · d5 pedone del nero · c4 pedone del bianco · d4 pedone del bianco · b3 donna del bianco · c3 cavallo del bianco · a2 pedone del bianco · b2 pedone del bianco · e2 pedone del bianco · f2 pedone del bianco · g2 pedone del bianco · h2 pedone del bianco · a1 torre del bianco · c1 alfiere del bianco · e1 re del bianco · f1 alfiere del bianco · g1 cavallo del bianco · h1 torre del bianco | a8 torre del nero · b8 cavallo del nero · c8 alfiere del nero · d8 donna del nero · e8 re del nero · f8 alfiere del nero · h8 torre del nero · a7 pedone del nero · b7 pedone del nero · c7 pedone del nero · e7 pedone del nero · f7 pedone del nero · h7 pedone del nero · f6 cavallo del nero · g6 pedone del nero · d5 pedone del nero · c4 pedone del bianco · d4 pedone del bianco · b3 donna del bianco · c3 cavallo del bianco · a2 pedone del bianco · b2 pedone del bianco · e2 pedone del bianco · f2 pedone del bianco · g2 pedone del bianco · h2 pedone del bianco · a1 torre del bianco · c1 alfiere del bianco · e1 re del bianco · f1 alfiere del bianco · g1 cavallo del bianco · h1 torre del bianco | a8 torre del nero · b8 cavallo del nero · c8 alfiere del nero · d8 donna del nero · e8 re del nero · f8 alfiere del nero · h8 torre del nero · a7 pedone del nero · b7 pedone del nero · c7 pedone del nero · e7 pedone del nero · f7 pedone del nero · h7 pedone del nero · f6 cavallo del nero · g6 pedone del nero · d5 pedone del nero · c4 pedone del bianco · d4 pedone del bianco · b3 donna del bianco · c3 cavallo del bianco · a2 pedone del bianco · b2 pedone del bianco · e2 pedone del bianco · f2 pedone del bianco · g2 pedone del bianco · h2 pedone del bianco · a1 torre del bianco · c1 alfiere del bianco · e1 re del bianco · f1 alfiere del bianco · g1 cavallo del bianco · h1 torre del bianco | a8 torre del nero · b8 cavallo del nero · c8 alfiere del nero · d8 donna del nero · e8 re del nero · f8 alfiere del nero · h8 torre del nero · a7 pedone del nero · b7 pedone del nero · c7 pedone del nero · e7 pedone del nero · f7 pedone del nero · h7 pedone del nero · f6 cavallo del nero · g6 pedone del nero · d5 pedone del nero · c4 pedone del bianco · d4 pedone del bianco · b3 donna del bianco · c3 cavallo del bianco · a2 pedone del bianco · b2 pedone del bianco · e2 pedone del bianco · f2 pedone del bianco · g2 pedone del bianco · h2 pedone del bianco · a1 torre del bianco · c1 alfiere del bianco · e1 re del bianco · f1 alfiere del bianco · g1 cavallo del bianco · h1 torre del bianco | 3 |
| 2 | a8 torre del nero · b8 cavallo del nero · c8 alfiere del nero · d8 donna del nero · e8 re del nero · f8 alfiere del nero · h8 torre del nero · a7 pedone del nero · b7 pedone del nero · c7 pedone del nero · e7 pedone del nero · f7 pedone del nero · h7 pedone del nero · f6 cavallo del nero · g6 pedone del nero · d5 pedone del nero · c4 pedone del bianco · d4 pedone del bianco · b3 donna del bianco · c3 cavallo del bianco · a2 pedone del bianco · b2 pedone del bianco · e2 pedone del bianco · f2 pedone del bianco · g2 pedone del bianco · h2 pedone del bianco · a1 torre del bianco · c1 alfiere del bianco · e1 re del bianco · f1 alfiere del bianco · g1 cavallo del bianco · h1 torre del bianco | a8 torre del nero · b8 cavallo del nero · c8 alfiere del nero · d8 donna del nero · e8 re del nero · f8 alfiere del nero · h8 torre del nero · a7 pedone del nero · b7 pedone del nero · c7 pedone del nero · e7 pedone del nero · f7 pedone del nero · h7 pedone del nero · f6 cavallo del nero · g6 pedone del nero · d5 pedone del nero · c4 pedone del bianco · d4 pedone del bianco · b3 donna del bianco · c3 cavallo del bianco · a2 pedone del bianco · b2 pedone del bianco · e2 pedone del bianco · f2 pedone del bianco · g2 pedone del bianco · h2 pedone del bianco · a1 torre del bianco · c1 alfiere del bianco · e1 re del bianco · f1 alfiere del bianco · g1 cavallo del bianco · h1 torre del bianco | a8 torre del nero · b8 cavallo del nero · c8 alfiere del nero · d8 donna del nero · e8 re del nero · f8 alfiere del nero · h8 torre del nero · a7 pedone del nero · b7 pedone del nero · c7 pedone del nero · e7 pedone del nero · f7 pedone del nero · h7 pedone del nero · f6 cavallo del nero · g6 pedone del nero · d5 pedone del nero · c4 pedone del bianco · d4 pedone del bianco · b3 donna del bianco · c3 cavallo del bianco · a2 pedone del bianco · b2 pedone del bianco · e2 pedone del bianco · f2 pedone del bianco · g2 pedone del bianco · h2 pedone del bianco · a1 torre del bianco · c1 alfiere del bianco · e1 re del bianco · f1 alfiere del bianco · g1 cavallo del bianco · h1 torre del bianco | a8 torre del nero · b8 cavallo del nero · c8 alfiere del nero · d8 donna del nero · e8 re del nero · f8 alfiere del nero · h8 torre del nero · a7 pedone del nero · b7 pedone del nero · c7 pedone del nero · e7 pedone del nero · f7 pedone del nero · h7 pedone del nero · f6 cavallo del nero · g6 pedone del nero · d5 pedone del nero · c4 pedone del bianco · d4 pedone del bianco · b3 donna del bianco · c3 cavallo del bianco · a2 pedone del bianco · b2 pedone del bianco · e2 pedone del bianco · f2 pedone del bianco · g2 pedone del bianco · h2 pedone del bianco · a1 torre del bianco · c1 alfiere del bianco · e1 re del bianco · f1 alfiere del bianco · g1 cavallo del bianco · h1 torre del bianco | a8 torre del nero · b8 cavallo del nero · c8 alfiere del nero · d8 donna del nero · e8 re del nero · f8 alfiere del nero · h8 torre del nero · a7 pedone del nero · b7 pedone del nero · c7 pedone del nero · e7 pedone del nero · f7 pedone del nero · h7 pedone del nero · f6 cavallo del nero · g6 pedone del nero · d5 pedone del nero · c4 pedone del bianco · d4 pedone del bianco · b3 donna del bianco · c3 cavallo del bianco · a2 pedone del bianco · b2 pedone del bianco · e2 pedone del bianco · f2 pedone del bianco · g2 pedone del bianco · h2 pedone del bianco · a1 torre del bianco · c1 alfiere del bianco · e1 re del bianco · f1 alfiere del bianco · g1 cavallo del bianco · h1 torre del bianco | a8 torre del nero · b8 cavallo del nero · c8 alfiere del nero · d8 donna del nero · e8 re del nero · f8 alfiere del nero · h8 torre del nero · a7 pedone del nero · b7 pedone del nero · c7 pedone del nero · e7 pedone del nero · f7 pedone del nero · h7 pedone del nero · f6 cavallo del nero · g6 pedone del nero · d5 pedone del nero · c4 pedone del bianco · d4 pedone del bianco · b3 donna del bianco · c3 cavallo del bianco · a2 pedone del bianco · b2 pedone del bianco · e2 pedone del bianco · f2 pedone del bianco · g2 pedone del bianco · h2 pedone del bianco · a1 torre del bianco · c1 alfiere del bianco · e1 re del bianco · f1 alfiere del bianco · g1 cavallo del bianco · h1 torre del bianco | a8 torre del nero · b8 cavallo del nero · c8 alfiere del nero · d8 donna del nero · e8 re del nero · f8 alfiere del nero · h8 torre del nero · a7 pedone del nero · b7 pedone del nero · c7 pedone del nero · e7 pedone del nero · f7 pedone del nero · h7 pedone del nero · f6 cavallo del nero · g6 pedone del nero · d5 pedone del nero · c4 pedone del bianco · d4 pedone del bianco · b3 donna del bianco · c3 cavallo del bianco · a2 pedone del bianco · b2 pedone del bianco · e2 pedone del bianco · f2 pedone del bianco · g2 pedone del bianco · h2 pedone del bianco · a1 torre del bianco · c1 alfiere del bianco · e1 re del bianco · f1 alfiere del bianco · g1 cavallo del bianco · h1 torre del bianco | a8 torre del nero · b8 cavallo del nero · c8 alfiere del nero · d8 donna del nero · e8 re del nero · f8 alfiere del nero · h8 torre del nero · a7 pedone del nero · b7 pedone del nero · c7 pedone del nero · e7 pedone del nero · f7 pedone del nero · h7 pedone del nero · f6 cavallo del nero · g6 pedone del nero · d5 pedone del nero · c4 pedone del bianco · d4 pedone del bianco · b3 donna del bianco · c3 cavallo del bianco · a2 pedone del bianco · b2 pedone del bianco · e2 pedone del bianco · f2 pedone del bianco · g2 pedone del bianco · h2 pedone del bianco · a1 torre del bianco · c1 alfiere del bianco · e1 re del bianco · f1 alfiere del bianco · g1 cavallo del bianco · h1 torre del bianco | 2 |
| 1 | a8 torre del nero · b8 cavallo del nero · c8 alfiere del nero · d8 donna del nero · e8 re del nero · f8 alfiere del nero · h8 torre del nero · a7 pedone del nero · b7 pedone del nero · c7 pedone del nero · e7 pedone del nero · f7 pedone del nero · h7 pedone del nero · f6 cavallo del nero · g6 pedone del nero · d5 pedone del nero · c4 pedone del bianco · d4 pedone del bianco · b3 donna del bianco · c3 cavallo del bianco · a2 pedone del bianco · b2 pedone del bianco · e2 pedone del bianco · f2 pedone del bianco · g2 pedone del bianco · h2 pedone del bianco · a1 torre del bianco · c1 alfiere del bianco · e1 re del bianco · f1 alfiere del bianco · g1 cavallo del bianco · h1 torre del bianco | a8 torre del nero · b8 cavallo del nero · c8 alfiere del nero · d8 donna del nero · e8 re del nero · f8 alfiere del nero · h8 torre del nero · a7 pedone del nero · b7 pedone del nero · c7 pedone del nero · e7 pedone del nero · f7 pedone del nero · h7 pedone del nero · f6 cavallo del nero · g6 pedone del nero · d5 pedone del nero · c4 pedone del bianco · d4 pedone del bianco · b3 donna del bianco · c3 cavallo del bianco · a2 pedone del bianco · b2 pedone del bianco · e2 pedone del bianco · f2 pedone del bianco · g2 pedone del bianco · h2 pedone del bianco · a1 torre del bianco · c1 alfiere del bianco · e1 re del bianco · f1 alfiere del bianco · g1 cavallo del bianco · h1 torre del bianco | a8 torre del nero · b8 cavallo del nero · c8 alfiere del nero · d8 donna del nero · e8 re del nero · f8 alfiere del nero · h8 torre del nero · a7 pedone del nero · b7 pedone del nero · c7 pedone del nero · e7 pedone del nero · f7 pedone del nero · h7 pedone del nero · f6 cavallo del nero · g6 pedone del nero · d5 pedone del nero · c4 pedone del bianco · d4 pedone del bianco · b3 donna del bianco · c3 cavallo del bianco · a2 pedone del bianco · b2 pedone del bianco · e2 pedone del bianco · f2 pedone del bianco · g2 pedone del bianco · h2 pedone del bianco · a1 torre del bianco · c1 alfiere del bianco · e1 re del bianco · f1 alfiere del bianco · g1 cavallo del bianco · h1 torre del bianco | a8 torre del nero · b8 cavallo del nero · c8 alfiere del nero · d8 donna del nero · e8 re del nero · f8 alfiere del nero · h8 torre del nero · a7 pedone del nero · b7 pedone del nero · c7 pedone del nero · e7 pedone del nero · f7 pedone del nero · h7 pedone del nero · f6 cavallo del nero · g6 pedone del nero · d5 pedone del nero · c4 pedone del bianco · d4 pedone del bianco · b3 donna del bianco · c3 cavallo del bianco · a2 pedone del bianco · b2 pedone del bianco · e2 pedone del bianco · f2 pedone del bianco · g2 pedone del bianco · h2 pedone del bianco · a1 torre del bianco · c1 alfiere del bianco · e1 re del bianco · f1 alfiere del bianco · g1 cavallo del bianco · h1 torre del bianco | a8 torre del nero · b8 cavallo del nero · c8 alfiere del nero · d8 donna del nero · e8 re del nero · f8 alfiere del nero · h8 torre del nero · a7 pedone del nero · b7 pedone del nero · c7 pedone del nero · e7 pedone del nero · f7 pedone del nero · h7 pedone del nero · f6 cavallo del nero · g6 pedone del nero · d5 pedone del nero · c4 pedone del bianco · d4 pedone del bianco · b3 donna del bianco · c3 cavallo del bianco · a2 pedone del bianco · b2 pedone del bianco · e2 pedone del bianco · f2 pedone del bianco · g2 pedone del bianco · h2 pedone del bianco · a1 torre del bianco · c1 alfiere del bianco · e1 re del bianco · f1 alfiere del bianco · g1 cavallo del bianco · h1 torre del bianco | a8 torre del nero · b8 cavallo del nero · c8 alfiere del nero · d8 donna del nero · e8 re del nero · f8 alfiere del nero · h8 torre del nero · a7 pedone del nero · b7 pedone del nero · c7 pedone del nero · e7 pedone del nero · f7 pedone del nero · h7 pedone del nero · f6 cavallo del nero · g6 pedone del nero · d5 pedone del nero · c4 pedone del bianco · d4 pedone del bianco · b3 donna del bianco · c3 cavallo del bianco · a2 pedone del bianco · b2 pedone del bianco · e2 pedone del bianco · f2 pedone del bianco · g2 pedone del bianco · h2 pedone del bianco · a1 torre del bianco · c1 alfiere del bianco · e1 re del bianco · f1 alfiere del bianco · g1 cavallo del bianco · h1 torre del bianco | a8 torre del nero · b8 cavallo del nero · c8 alfiere del nero · d8 donna del nero · e8 re del nero · f8 alfiere del nero · h8 torre del nero · a7 pedone del nero · b7 pedone del nero · c7 pedone del nero · e7 pedone del nero · f7 pedone del nero · h7 pedone del nero · f6 cavallo del nero · g6 pedone del nero · d5 pedone del nero · c4 pedone del bianco · d4 pedone del bianco · b3 donna del bianco · c3 cavallo del bianco · a2 pedone del bianco · b2 pedone del bianco · e2 pedone del bianco · f2 pedone del bianco · g2 pedone del bianco · h2 pedone del bianco · a1 torre del bianco · c1 alfiere del bianco · e1 re del bianco · f1 alfiere del bianco · g1 cavallo del bianco · h1 torre del bianco | a8 torre del nero · b8 cavallo del nero · c8 alfiere del nero · d8 donna del nero · e8 re del nero · f8 alfiere del nero · h8 torre del nero · a7 pedone del nero · b7 pedone del nero · c7 pedone del nero · e7 pedone del nero · f7 pedone del nero · h7 pedone del nero · f6 cavallo del nero · g6 pedone del nero · d5 pedone del nero · c4 pedone del bianco · d4 pedone del bianco · b3 donna del bianco · c3 cavallo del bianco · a2 pedone del bianco · b2 pedone del bianco · e2 pedone del bianco · f2 pedone del bianco · g2 pedone del bianco · h2 pedone del bianco · a1 torre del bianco · c1 alfiere del bianco · e1 re del bianco · f1 alfiere del bianco · g1 cavallo del bianco · h1 torre del bianco | 1 |
|   | a | b | c | d | e | f | g | h |   |

Tra i fautori di questa mossa troviamo Botvinnik e Petrosjan. Donna in b3 aumenta la pressione su d5.
Il Nero deve scegliere tra la protezione del pedone con la spinta c6 o l'abbandono del centro con la presa dxc4. 
Nel primo caso il Nero priva il cavallo di Donna della sua casa naturale di sviluppo grazie ad una spinta certamente solida ma, per la ragione indicata, anche piuttosto passiva. Tuttavia la presa in c4 introduce il gioco verso complicate varianti per il Nero. Si raccomanda per questo il consolidamento della posizione 4...c6

### Variante di cambio
4.cxd5 (variante di cambio)
|   | a | b | c | d | e | f | g | h |   |
| 8 | a8 torre del nero · b8 cavallo del nero · c8 alfiere del nero · d8 donna del nero · e8 re del nero · f8 alfiere del nero · h8 torre del nero · a7 pedone del nero · b7 pedone del nero · c7 pedone del nero · e7 pedone del nero · f7 pedone del nero · h7 pedone del nero · f6 cavallo del nero · g6 pedone del nero · d5 pedone del bianco · d4 pedone del bianco · c3 cavallo del bianco · a2 pedone del bianco · b2 pedone del bianco · e2 pedone del bianco · f2 pedone del bianco · g2 pedone del bianco · h2 pedone del bianco · a1 torre del bianco · c1 alfiere del bianco · d1 donna del bianco · e1 re del bianco · f1 alfiere del bianco · g1 cavallo del bianco · h1 torre del bianco | a8 torre del nero · b8 cavallo del nero · c8 alfiere del nero · d8 donna del nero · e8 re del nero · f8 alfiere del nero · h8 torre del nero · a7 pedone del nero · b7 pedone del nero · c7 pedone del nero · e7 pedone del nero · f7 pedone del nero · h7 pedone del nero · f6 cavallo del nero · g6 pedone del nero · d5 pedone del bianco · d4 pedone del bianco · c3 cavallo del bianco · a2 pedone del bianco · b2 pedone del bianco · e2 pedone del bianco · f2 pedone del bianco · g2 pedone del bianco · h2 pedone del bianco · a1 torre del bianco · c1 alfiere del bianco · d1 donna del bianco · e1 re del bianco · f1 alfiere del bianco · g1 cavallo del bianco · h1 torre del bianco | a8 torre del nero · b8 cavallo del nero · c8 alfiere del nero · d8 donna del nero · e8 re del nero · f8 alfiere del nero · h8 torre del nero · a7 pedone del nero · b7 pedone del nero · c7 pedone del nero · e7 pedone del nero · f7 pedone del nero · h7 pedone del nero · f6 cavallo del nero · g6 pedone del nero · d5 pedone del bianco · d4 pedone del bianco · c3 cavallo del bianco · a2 pedone del bianco · b2 pedone del bianco · e2 pedone del bianco · f2 pedone del bianco · g2 pedone del bianco · h2 pedone del bianco · a1 torre del bianco · c1 alfiere del bianco · d1 donna del bianco · e1 re del bianco · f1 alfiere del bianco · g1 cavallo del bianco · h1 torre del bianco | a8 torre del nero · b8 cavallo del nero · c8 alfiere del nero · d8 donna del nero · e8 re del nero · f8 alfiere del nero · h8 torre del nero · a7 pedone del nero · b7 pedone del nero · c7 pedone del nero · e7 pedone del nero · f7 pedone del nero · h7 pedone del nero · f6 cavallo del nero · g6 pedone del nero · d5 pedone del bianco · d4 pedone del bianco · c3 cavallo del bianco · a2 pedone del bianco · b2 pedone del bianco · e2 pedone del bianco · f2 pedone del bianco · g2 pedone del bianco · h2 pedone del bianco · a1 torre del bianco · c1 alfiere del bianco · d1 donna del bianco · e1 re del bianco · f1 alfiere del bianco · g1 cavallo del bianco · h1 torre del bianco | a8 torre del nero · b8 cavallo del nero · c8 alfiere del nero · d8 donna del nero · e8 re del nero · f8 alfiere del nero · h8 torre del nero · a7 pedone del nero · b7 pedone del nero · c7 pedone del nero · e7 pedone del nero · f7 pedone del nero · h7 pedone del nero · f6 cavallo del nero · g6 pedone del nero · d5 pedone del bianco · d4 pedone del bianco · c3 cavallo del bianco · a2 pedone del bianco · b2 pedone del bianco · e2 pedone del bianco · f2 pedone del bianco · g2 pedone del bianco · h2 pedone del bianco · a1 torre del bianco · c1 alfiere del bianco · d1 donna del bianco · e1 re del bianco · f1 alfiere del bianco · g1 cavallo del bianco · h1 torre del bianco | a8 torre del nero · b8 cavallo del nero · c8 alfiere del nero · d8 donna del nero · e8 re del nero · f8 alfiere del nero · h8 torre del nero · a7 pedone del nero · b7 pedone del nero · c7 pedone del nero · e7 pedone del nero · f7 pedone del nero · h7 pedone del nero · f6 cavallo del nero · g6 pedone del nero · d5 pedone del bianco · d4 pedone del bianco · c3 cavallo del bianco · a2 pedone del bianco · b2 pedone del bianco · e2 pedone del bianco · f2 pedone del bianco · g2 pedone del bianco · h2 pedone del bianco · a1 torre del bianco · c1 alfiere del bianco · d1 donna del bianco · e1 re del bianco · f1 alfiere del bianco · g1 cavallo del bianco · h1 torre del bianco | a8 torre del nero · b8 cavallo del nero · c8 alfiere del nero · d8 donna del nero · e8 re del nero · f8 alfiere del nero · h8 torre del nero · a7 pedone del nero · b7 pedone del nero · c7 pedone del nero · e7 pedone del nero · f7 pedone del nero · h7 pedone del nero · f6 cavallo del nero · g6 pedone del nero · d5 pedone del bianco · d4 pedone del bianco · c3 cavallo del bianco · a2 pedone del bianco · b2 pedone del bianco · e2 pedone del bianco · f2 pedone del bianco · g2 pedone del bianco · h2 pedone del bianco · a1 torre del bianco · c1 alfiere del bianco · d1 donna del bianco · e1 re del bianco · f1 alfiere del bianco · g1 cavallo del bianco · h1 torre del bianco | a8 torre del nero · b8 cavallo del nero · c8 alfiere del nero · d8 donna del nero · e8 re del nero · f8 alfiere del nero · h8 torre del nero · a7 pedone del nero · b7 pedone del nero · c7 pedone del nero · e7 pedone del nero · f7 pedone del nero · h7 pedone del nero · f6 cavallo del nero · g6 pedone del nero · d5 pedone del bianco · d4 pedone del bianco · c3 cavallo del bianco · a2 pedone del bianco · b2 pedone del bianco · e2 pedone del bianco · f2 pedone del bianco · g2 pedone del bianco · h2 pedone del bianco · a1 torre del bianco · c1 alfiere del bianco · d1 donna del bianco · e1 re del bianco · f1 alfiere del bianco · g1 cavallo del bianco · h1 torre del bianco | 8 |
| 7 | a8 torre del nero · b8 cavallo del nero · c8 alfiere del nero · d8 donna del nero · e8 re del nero · f8 alfiere del nero · h8 torre del nero · a7 pedone del nero · b7 pedone del nero · c7 pedone del nero · e7 pedone del nero · f7 pedone del nero · h7 pedone del nero · f6 cavallo del nero · g6 pedone del nero · d5 pedone del bianco · d4 pedone del bianco · c3 cavallo del bianco · a2 pedone del bianco · b2 pedone del bianco · e2 pedone del bianco · f2 pedone del bianco · g2 pedone del bianco · h2 pedone del bianco · a1 torre del bianco · c1 alfiere del bianco · d1 donna del bianco · e1 re del bianco · f1 alfiere del bianco · g1 cavallo del bianco · h1 torre del bianco | a8 torre del nero · b8 cavallo del nero · c8 alfiere del nero · d8 donna del nero · e8 re del nero · f8 alfiere del nero · h8 torre del nero · a7 pedone del nero · b7 pedone del nero · c7 pedone del nero · e7 pedone del nero · f7 pedone del nero · h7 pedone del nero · f6 cavallo del nero · g6 pedone del nero · d5 pedone del bianco · d4 pedone del bianco · c3 cavallo del bianco · a2 pedone del bianco · b2 pedone del bianco · e2 pedone del bianco · f2 pedone del bianco · g2 pedone del bianco · h2 pedone del bianco · a1 torre del bianco · c1 alfiere del bianco · d1 donna del bianco · e1 re del bianco · f1 alfiere del bianco · g1 cavallo del bianco · h1 torre del bianco | a8 torre del nero · b8 cavallo del nero · c8 alfiere del nero · d8 donna del nero · e8 re del nero · f8 alfiere del nero · h8 torre del nero · a7 pedone del nero · b7 pedone del nero · c7 pedone del nero · e7 pedone del nero · f7 pedone del nero · h7 pedone del nero · f6 cavallo del nero · g6 pedone del nero · d5 pedone del bianco · d4 pedone del bianco · c3 cavallo del bianco · a2 pedone del bianco · b2 pedone del bianco · e2 pedone del bianco · f2 pedone del bianco · g2 pedone del bianco · h2 pedone del bianco · a1 torre del bianco · c1 alfiere del bianco · d1 donna del bianco · e1 re del bianco · f1 alfiere del bianco · g1 cavallo del bianco · h1 torre del bianco | a8 torre del nero · b8 cavallo del nero · c8 alfiere del nero · d8 donna del nero · e8 re del nero · f8 alfiere del nero · h8 torre del nero · a7 pedone del nero · b7 pedone del nero · c7 pedone del nero · e7 pedone del nero · f7 pedone del nero · h7 pedone del nero · f6 cavallo del nero · g6 pedone del nero · d5 pedone del bianco · d4 pedone del bianco · c3 cavallo del bianco · a2 pedone del bianco · b2 pedone del bianco · e2 pedone del bianco · f2 pedone del bianco · g2 pedone del bianco · h2 pedone del bianco · a1 torre del bianco · c1 alfiere del bianco · d1 donna del bianco · e1 re del bianco · f1 alfiere del bianco · g1 cavallo del bianco · h1 torre del bianco | a8 torre del nero · b8 cavallo del nero · c8 alfiere del nero · d8 donna del nero · e8 re del nero · f8 alfiere del nero · h8 torre del nero · a7 pedone del nero · b7 pedone del nero · c7 pedone del nero · e7 pedone del nero · f7 pedone del nero · h7 pedone del nero · f6 cavallo del nero · g6 pedone del nero · d5 pedone del bianco · d4 pedone del bianco · c3 cavallo del bianco · a2 pedone del bianco · b2 pedone del bianco · e2 pedone del bianco · f2 pedone del bianco · g2 pedone del bianco · h2 pedone del bianco · a1 torre del bianco · c1 alfiere del bianco · d1 donna del bianco · e1 re del bianco · f1 alfiere del bianco · g1 cavallo del bianco · h1 torre del bianco | a8 torre del nero · b8 cavallo del nero · c8 alfiere del nero · d8 donna del nero · e8 re del nero · f8 alfiere del nero · h8 torre del nero · a7 pedone del nero · b7 pedone del nero · c7 pedone del nero · e7 pedone del nero · f7 pedone del nero · h7 pedone del nero · f6 cavallo del nero · g6 pedone del nero · d5 pedone del bianco · d4 pedone del bianco · c3 cavallo del bianco · a2 pedone del bianco · b2 pedone del bianco · e2 pedone del bianco · f2 pedone del bianco · g2 pedone del bianco · h2 pedone del bianco · a1 torre del bianco · c1 alfiere del bianco · d1 donna del bianco · e1 re del bianco · f1 alfiere del bianco · g1 cavallo del bianco · h1 torre del bianco | a8 torre del nero · b8 cavallo del nero · c8 alfiere del nero · d8 donna del nero · e8 re del nero · f8 alfiere del nero · h8 torre del nero · a7 pedone del nero · b7 pedone del nero · c7 pedone del nero · e7 pedone del nero · f7 pedone del nero · h7 pedone del nero · f6 cavallo del nero · g6 pedone del nero · d5 pedone del bianco · d4 pedone del bianco · c3 cavallo del bianco · a2 pedone del bianco · b2 pedone del bianco · e2 pedone del bianco · f2 pedone del bianco · g2 pedone del bianco · h2 pedone del bianco · a1 torre del bianco · c1 alfiere del bianco · d1 donna del bianco · e1 re del bianco · f1 alfiere del bianco · g1 cavallo del bianco · h1 torre del bianco | a8 torre del nero · b8 cavallo del nero · c8 alfiere del nero · d8 donna del nero · e8 re del nero · f8 alfiere del nero · h8 torre del nero · a7 pedone del nero · b7 pedone del nero · c7 pedone del nero · e7 pedone del nero · f7 pedone del nero · h7 pedone del nero · f6 cavallo del nero · g6 pedone del nero · d5 pedone del bianco · d4 pedone del bianco · c3 cavallo del bianco · a2 pedone del bianco · b2 pedone del bianco · e2 pedone del bianco · f2 pedone del bianco · g2 pedone del bianco · h2 pedone del bianco · a1 torre del bianco · c1 alfiere del bianco · d1 donna del bianco · e1 re del bianco · f1 alfiere del bianco · g1 cavallo del bianco · h1 torre del bianco | 7 |
| 6 | a8 torre del nero · b8 cavallo del nero · c8 alfiere del nero · d8 donna del nero · e8 re del nero · f8 alfiere del nero · h8 torre del nero · a7 pedone del nero · b7 pedone del nero · c7 pedone del nero · e7 pedone del nero · f7 pedone del nero · h7 pedone del nero · f6 cavallo del nero · g6 pedone del nero · d5 pedone del bianco · d4 pedone del bianco · c3 cavallo del bianco · a2 pedone del bianco · b2 pedone del bianco · e2 pedone del bianco · f2 pedone del bianco · g2 pedone del bianco · h2 pedone del bianco · a1 torre del bianco · c1 alfiere del bianco · d1 donna del bianco · e1 re del bianco · f1 alfiere del bianco · g1 cavallo del bianco · h1 torre del bianco | a8 torre del nero · b8 cavallo del nero · c8 alfiere del nero · d8 donna del nero · e8 re del nero · f8 alfiere del nero · h8 torre del nero · a7 pedone del nero · b7 pedone del nero · c7 pedone del nero · e7 pedone del nero · f7 pedone del nero · h7 pedone del nero · f6 cavallo del nero · g6 pedone del nero · d5 pedone del bianco · d4 pedone del bianco · c3 cavallo del bianco · a2 pedone del bianco · b2 pedone del bianco · e2 pedone del bianco · f2 pedone del bianco · g2 pedone del bianco · h2 pedone del bianco · a1 torre del bianco · c1 alfiere del bianco · d1 donna del bianco · e1 re del bianco · f1 alfiere del bianco · g1 cavallo del bianco · h1 torre del bianco | a8 torre del nero · b8 cavallo del nero · c8 alfiere del nero · d8 donna del nero · e8 re del nero · f8 alfiere del nero · h8 torre del nero · a7 pedone del nero · b7 pedone del nero · c7 pedone del nero · e7 pedone del nero · f7 pedone del nero · h7 pedone del nero · f6 cavallo del nero · g6 pedone del nero · d5 pedone del bianco · d4 pedone del bianco · c3 cavallo del bianco · a2 pedone del bianco · b2 pedone del bianco · e2 pedone del bianco · f2 pedone del bianco · g2 pedone del bianco · h2 pedone del bianco · a1 torre del bianco · c1 alfiere del bianco · d1 donna del bianco · e1 re del bianco · f1 alfiere del bianco · g1 cavallo del bianco · h1 torre del bianco | a8 torre del nero · b8 cavallo del nero · c8 alfiere del nero · d8 donna del nero · e8 re del nero · f8 alfiere del nero · h8 torre del nero · a7 pedone del nero · b7 pedone del nero · c7 pedone del nero · e7 pedone del nero · f7 pedone del nero · h7 pedone del nero · f6 cavallo del nero · g6 pedone del nero · d5 pedone del bianco · d4 pedone del bianco · c3 cavallo del bianco · a2 pedone del bianco · b2 pedone del bianco · e2 pedone del bianco · f2 pedone del bianco · g2 pedone del bianco · h2 pedone del bianco · a1 torre del bianco · c1 alfiere del bianco · d1 donna del bianco · e1 re del bianco · f1 alfiere del bianco · g1 cavallo del bianco · h1 torre del bianco | a8 torre del nero · b8 cavallo del nero · c8 alfiere del nero · d8 donna del nero · e8 re del nero · f8 alfiere del nero · h8 torre del nero · a7 pedone del nero · b7 pedone del nero · c7 pedone del nero · e7 pedone del nero · f7 pedone del nero · h7 pedone del nero · f6 cavallo del nero · g6 pedone del nero · d5 pedone del bianco · d4 pedone del bianco · c3 cavallo del bianco · a2 pedone del bianco · b2 pedone del bianco · e2 pedone del bianco · f2 pedone del bianco · g2 pedone del bianco · h2 pedone del bianco · a1 torre del bianco · c1 alfiere del bianco · d1 donna del bianco · e1 re del bianco · f1 alfiere del bianco · g1 cavallo del bianco · h1 torre del bianco | a8 torre del nero · b8 cavallo del nero · c8 alfiere del nero · d8 donna del nero · e8 re del nero · f8 alfiere del nero · h8 torre del nero · a7 pedone del nero · b7 pedone del nero · c7 pedone del nero · e7 pedone del nero · f7 pedone del nero · h7 pedone del nero · f6 cavallo del nero · g6 pedone del nero · d5 pedone del bianco · d4 pedone del bianco · c3 cavallo del bianco · a2 pedone del bianco · b2 pedone del bianco · e2 pedone del bianco · f2 pedone del bianco · g2 pedone del bianco · h2 pedone del bianco · a1 torre del bianco · c1 alfiere del bianco · d1 donna del bianco · e1 re del bianco · f1 alfiere del bianco · g1 cavallo del bianco · h1 torre del bianco | a8 torre del nero · b8 cavallo del nero · c8 alfiere del nero · d8 donna del nero · e8 re del nero · f8 alfiere del nero · h8 torre del nero · a7 pedone del nero · b7 pedone del nero · c7 pedone del nero · e7 pedone del nero · f7 pedone del nero · h7 pedone del nero · f6 cavallo del nero · g6 pedone del nero · d5 pedone del bianco · d4 pedone del bianco · c3 cavallo del bianco · a2 pedone del bianco · b2 pedone del bianco · e2 pedone del bianco · f2 pedone del bianco · g2 pedone del bianco · h2 pedone del bianco · a1 torre del bianco · c1 alfiere del bianco · d1 donna del bianco · e1 re del bianco · f1 alfiere del bianco · g1 cavallo del bianco · h1 torre del bianco | a8 torre del nero · b8 cavallo del nero · c8 alfiere del nero · d8 donna del nero · e8 re del nero · f8 alfiere del nero · h8 torre del nero · a7 pedone del nero · b7 pedone del nero · c7 pedone del nero · e7 pedone del nero · f7 pedone del nero · h7 pedone del nero · f6 cavallo del nero · g6 pedone del nero · d5 pedone del bianco · d4 pedone del bianco · c3 cavallo del bianco · a2 pedone del bianco · b2 pedone del bianco · e2 pedone del bianco · f2 pedone del bianco · g2 pedone del bianco · h2 pedone del bianco · a1 torre del bianco · c1 alfiere del bianco · d1 donna del bianco · e1 re del bianco · f1 alfiere del bianco · g1 cavallo del bianco · h1 torre del bianco | 6 |
| 5 | a8 torre del nero · b8 cavallo del nero · c8 alfiere del nero · d8 donna del nero · e8 re del nero · f8 alfiere del nero · h8 torre del nero · a7 pedone del nero · b7 pedone del nero · c7 pedone del nero · e7 pedone del nero · f7 pedone del nero · h7 pedone del nero · f6 cavallo del nero · g6 pedone del nero · d5 pedone del bianco · d4 pedone del bianco · c3 cavallo del bianco · a2 pedone del bianco · b2 pedone del bianco · e2 pedone del bianco · f2 pedone del bianco · g2 pedone del bianco · h2 pedone del bianco · a1 torre del bianco · c1 alfiere del bianco · d1 donna del bianco · e1 re del bianco · f1 alfiere del bianco · g1 cavallo del bianco · h1 torre del bianco | a8 torre del nero · b8 cavallo del nero · c8 alfiere del nero · d8 donna del nero · e8 re del nero · f8 alfiere del nero · h8 torre del nero · a7 pedone del nero · b7 pedone del nero · c7 pedone del nero · e7 pedone del nero · f7 pedone del nero · h7 pedone del nero · f6 cavallo del nero · g6 pedone del nero · d5 pedone del bianco · d4 pedone del bianco · c3 cavallo del bianco · a2 pedone del bianco · b2 pedone del bianco · e2 pedone del bianco · f2 pedone del bianco · g2 pedone del bianco · h2 pedone del bianco · a1 torre del bianco · c1 alfiere del bianco · d1 donna del bianco · e1 re del bianco · f1 alfiere del bianco · g1 cavallo del bianco · h1 torre del bianco | a8 torre del nero · b8 cavallo del nero · c8 alfiere del nero · d8 donna del nero · e8 re del nero · f8 alfiere del nero · h8 torre del nero · a7 pedone del nero · b7 pedone del nero · c7 pedone del nero · e7 pedone del nero · f7 pedone del nero · h7 pedone del nero · f6 cavallo del nero · g6 pedone del nero · d5 pedone del bianco · d4 pedone del bianco · c3 cavallo del bianco · a2 pedone del bianco · b2 pedone del bianco · e2 pedone del bianco · f2 pedone del bianco · g2 pedone del bianco · h2 pedone del bianco · a1 torre del bianco · c1 alfiere del bianco · d1 donna del bianco · e1 re del bianco · f1 alfiere del bianco · g1 cavallo del bianco · h1 torre del bianco | a8 torre del nero · b8 cavallo del nero · c8 alfiere del nero · d8 donna del nero · e8 re del nero · f8 alfiere del nero · h8 torre del nero · a7 pedone del nero · b7 pedone del nero · c7 pedone del nero · e7 pedone del nero · f7 pedone del nero · h7 pedone del nero · f6 cavallo del nero · g6 pedone del nero · d5 pedone del bianco · d4 pedone del bianco · c3 cavallo del bianco · a2 pedone del bianco · b2 pedone del bianco · e2 pedone del bianco · f2 pedone del bianco · g2 pedone del bianco · h2 pedone del bianco · a1 torre del bianco · c1 alfiere del bianco · d1 donna del bianco · e1 re del bianco · f1 alfiere del bianco · g1 cavallo del bianco · h1 torre del bianco | a8 torre del nero · b8 cavallo del nero · c8 alfiere del nero · d8 donna del nero · e8 re del nero · f8 alfiere del nero · h8 torre del nero · a7 pedone del nero · b7 pedone del nero · c7 pedone del nero · e7 pedone del nero · f7 pedone del nero · h7 pedone del nero · f6 cavallo del nero · g6 pedone del nero · d5 pedone del bianco · d4 pedone del bianco · c3 cavallo del bianco · a2 pedone del bianco · b2 pedone del bianco · e2 pedone del bianco · f2 pedone del bianco · g2 pedone del bianco · h2 pedone del bianco · a1 torre del bianco · c1 alfiere del bianco · d1 donna del bianco · e1 re del bianco · f1 alfiere del bianco · g1 cavallo del bianco · h1 torre del bianco | a8 torre del nero · b8 cavallo del nero · c8 alfiere del nero · d8 donna del nero · e8 re del nero · f8 alfiere del nero · h8 torre del nero · a7 pedone del nero · b7 pedone del nero · c7 pedone del nero · e7 pedone del nero · f7 pedone del nero · h7 pedone del nero · f6 cavallo del nero · g6 pedone del nero · d5 pedone del bianco · d4 pedone del bianco · c3 cavallo del bianco · a2 pedone del bianco · b2 pedone del bianco · e2 pedone del bianco · f2 pedone del bianco · g2 pedone del bianco · h2 pedone del bianco · a1 torre del bianco · c1 alfiere del bianco · d1 donna del bianco · e1 re del bianco · f1 alfiere del bianco · g1 cavallo del bianco · h1 torre del bianco | a8 torre del nero · b8 cavallo del nero · c8 alfiere del nero · d8 donna del nero · e8 re del nero · f8 alfiere del nero · h8 torre del nero · a7 pedone del nero · b7 pedone del nero · c7 pedone del nero · e7 pedone del nero · f7 pedone del nero · h7 pedone del nero · f6 cavallo del nero · g6 pedone del nero · d5 pedone del bianco · d4 pedone del bianco · c3 cavallo del bianco · a2 pedone del bianco · b2 pedone del bianco · e2 pedone del bianco · f2 pedone del bianco · g2 pedone del bianco · h2 pedone del bianco · a1 torre del bianco · c1 alfiere del bianco · d1 donna del bianco · e1 re del bianco · f1 alfiere del bianco · g1 cavallo del bianco · h1 torre del bianco | a8 torre del nero · b8 cavallo del nero · c8 alfiere del nero · d8 donna del nero · e8 re del nero · f8 alfiere del nero · h8 torre del nero · a7 pedone del nero · b7 pedone del nero · c7 pedone del nero · e7 pedone del nero · f7 pedone del nero · h7 pedone del nero · f6 cavallo del nero · g6 pedone del nero · d5 pedone del bianco · d4 pedone del bianco · c3 cavallo del bianco · a2 pedone del bianco · b2 pedone del bianco · e2 pedone del bianco · f2 pedone del bianco · g2 pedone del bianco · h2 pedone del bianco · a1 torre del bianco · c1 alfiere del bianco · d1 donna del bianco · e1 re del bianco · f1 alfiere del bianco · g1 cavallo del bianco · h1 torre del bianco | 5 |
| 4 | a8 torre del nero · b8 cavallo del nero · c8 alfiere del nero · d8 donna del nero · e8 re del nero · f8 alfiere del nero · h8 torre del nero · a7 pedone del nero · b7 pedone del nero · c7 pedone del nero · e7 pedone del nero · f7 pedone del nero · h7 pedone del nero · f6 cavallo del nero · g6 pedone del nero · d5 pedone del bianco · d4 pedone del bianco · c3 cavallo del bianco · a2 pedone del bianco · b2 pedone del bianco · e2 pedone del bianco · f2 pedone del bianco · g2 pedone del bianco · h2 pedone del bianco · a1 torre del bianco · c1 alfiere del bianco · d1 donna del bianco · e1 re del bianco · f1 alfiere del bianco · g1 cavallo del bianco · h1 torre del bianco | a8 torre del nero · b8 cavallo del nero · c8 alfiere del nero · d8 donna del nero · e8 re del nero · f8 alfiere del nero · h8 torre del nero · a7 pedone del nero · b7 pedone del nero · c7 pedone del nero · e7 pedone del nero · f7 pedone del nero · h7 pedone del nero · f6 cavallo del nero · g6 pedone del nero · d5 pedone del bianco · d4 pedone del bianco · c3 cavallo del bianco · a2 pedone del bianco · b2 pedone del bianco · e2 pedone del bianco · f2 pedone del bianco · g2 pedone del bianco · h2 pedone del bianco · a1 torre del bianco · c1 alfiere del bianco · d1 donna del bianco · e1 re del bianco · f1 alfiere del bianco · g1 cavallo del bianco · h1 torre del bianco | a8 torre del nero · b8 cavallo del nero · c8 alfiere del nero · d8 donna del nero · e8 re del nero · f8 alfiere del nero · h8 torre del nero · a7 pedone del nero · b7 pedone del nero · c7 pedone del nero · e7 pedone del nero · f7 pedone del nero · h7 pedone del nero · f6 cavallo del nero · g6 pedone del nero · d5 pedone del bianco · d4 pedone del bianco · c3 cavallo del bianco · a2 pedone del bianco · b2 pedone del bianco · e2 pedone del bianco · f2 pedone del bianco · g2 pedone del bianco · h2 pedone del bianco · a1 torre del bianco · c1 alfiere del bianco · d1 donna del bianco · e1 re del bianco · f1 alfiere del bianco · g1 cavallo del bianco · h1 torre del bianco | a8 torre del nero · b8 cavallo del nero · c8 alfiere del nero · d8 donna del nero · e8 re del nero · f8 alfiere del nero · h8 torre del nero · a7 pedone del nero · b7 pedone del nero · c7 pedone del nero · e7 pedone del nero · f7 pedone del nero · h7 pedone del nero · f6 cavallo del nero · g6 pedone del nero · d5 pedone del bianco · d4 pedone del bianco · c3 cavallo del bianco · a2 pedone del bianco · b2 pedone del bianco · e2 pedone del bianco · f2 pedone del bianco · g2 pedone del bianco · h2 pedone del bianco · a1 torre del bianco · c1 alfiere del bianco · d1 donna del bianco · e1 re del bianco · f1 alfiere del bianco · g1 cavallo del bianco · h1 torre del bianco | a8 torre del nero · b8 cavallo del nero · c8 alfiere del nero · d8 donna del nero · e8 re del nero · f8 alfiere del nero · h8 torre del nero · a7 pedone del nero · b7 pedone del nero · c7 pedone del nero · e7 pedone del nero · f7 pedone del nero · h7 pedone del nero · f6 cavallo del nero · g6 pedone del nero · d5 pedone del bianco · d4 pedone del bianco · c3 cavallo del bianco · a2 pedone del bianco · b2 pedone del bianco · e2 pedone del bianco · f2 pedone del bianco · g2 pedone del bianco · h2 pedone del bianco · a1 torre del bianco · c1 alfiere del bianco · d1 donna del bianco · e1 re del bianco · f1 alfiere del bianco · g1 cavallo del bianco · h1 torre del bianco | a8 torre del nero · b8 cavallo del nero · c8 alfiere del nero · d8 donna del nero · e8 re del nero · f8 alfiere del nero · h8 torre del nero · a7 pedone del nero · b7 pedone del nero · c7 pedone del nero · e7 pedone del nero · f7 pedone del nero · h7 pedone del nero · f6 cavallo del nero · g6 pedone del nero · d5 pedone del bianco · d4 pedone del bianco · c3 cavallo del bianco · a2 pedone del bianco · b2 pedone del bianco · e2 pedone del bianco · f2 pedone del bianco · g2 pedone del bianco · h2 pedone del bianco · a1 torre del bianco · c1 alfiere del bianco · d1 donna del bianco · e1 re del bianco · f1 alfiere del bianco · g1 cavallo del bianco · h1 torre del bianco | a8 torre del nero · b8 cavallo del nero · c8 alfiere del nero · d8 donna del nero · e8 re del nero · f8 alfiere del nero · h8 torre del nero · a7 pedone del nero · b7 pedone del nero · c7 pedone del nero · e7 pedone del nero · f7 pedone del nero · h7 pedone del nero · f6 cavallo del nero · g6 pedone del nero · d5 pedone del bianco · d4 pedone del bianco · c3 cavallo del bianco · a2 pedone del bianco · b2 pedone del bianco · e2 pedone del bianco · f2 pedone del bianco · g2 pedone del bianco · h2 pedone del bianco · a1 torre del bianco · c1 alfiere del bianco · d1 donna del bianco · e1 re del bianco · f1 alfiere del bianco · g1 cavallo del bianco · h1 torre del bianco | a8 torre del nero · b8 cavallo del nero · c8 alfiere del nero · d8 donna del nero · e8 re del nero · f8 alfiere del nero · h8 torre del nero · a7 pedone del nero · b7 pedone del nero · c7 pedone del nero · e7 pedone del nero · f7 pedone del nero · h7 pedone del nero · f6 cavallo del nero · g6 pedone del nero · d5 pedone del bianco · d4 pedone del bianco · c3 cavallo del bianco · a2 pedone del bianco · b2 pedone del bianco · e2 pedone del bianco · f2 pedone del bianco · g2 pedone del bianco · h2 pedone del bianco · a1 torre del bianco · c1 alfiere del bianco · d1 donna del bianco · e1 re del bianco · f1 alfiere del bianco · g1 cavallo del bianco · h1 torre del bianco | 4 |
| 3 | a8 torre del nero · b8 cavallo del nero · c8 alfiere del nero · d8 donna del nero · e8 re del nero · f8 alfiere del nero · h8 torre del nero · a7 pedone del nero · b7 pedone del nero · c7 pedone del nero · e7 pedone del nero · f7 pedone del nero · h7 pedone del nero · f6 cavallo del nero · g6 pedone del nero · d5 pedone del bianco · d4 pedone del bianco · c3 cavallo del bianco · a2 pedone del bianco · b2 pedone del bianco · e2 pedone del bianco · f2 pedone del bianco · g2 pedone del bianco · h2 pedone del bianco · a1 torre del bianco · c1 alfiere del bianco · d1 donna del bianco · e1 re del bianco · f1 alfiere del bianco · g1 cavallo del bianco · h1 torre del bianco | a8 torre del nero · b8 cavallo del nero · c8 alfiere del nero · d8 donna del nero · e8 re del nero · f8 alfiere del nero · h8 torre del nero · a7 pedone del nero · b7 pedone del nero · c7 pedone del nero · e7 pedone del nero · f7 pedone del nero · h7 pedone del nero · f6 cavallo del nero · g6 pedone del nero · d5 pedone del bianco · d4 pedone del bianco · c3 cavallo del bianco · a2 pedone del bianco · b2 pedone del bianco · e2 pedone del bianco · f2 pedone del bianco · g2 pedone del bianco · h2 pedone del bianco · a1 torre del bianco · c1 alfiere del bianco · d1 donna del bianco · e1 re del bianco · f1 alfiere del bianco · g1 cavallo del bianco · h1 torre del bianco | a8 torre del nero · b8 cavallo del nero · c8 alfiere del nero · d8 donna del nero · e8 re del nero · f8 alfiere del nero · h8 torre del nero · a7 pedone del nero · b7 pedone del nero · c7 pedone del nero · e7 pedone del nero · f7 pedone del nero · h7 pedone del nero · f6 cavallo del nero · g6 pedone del nero · d5 pedone del bianco · d4 pedone del bianco · c3 cavallo del bianco · a2 pedone del bianco · b2 pedone del bianco · e2 pedone del bianco · f2 pedone del bianco · g2 pedone del bianco · h2 pedone del bianco · a1 torre del bianco · c1 alfiere del bianco · d1 donna del bianco · e1 re del bianco · f1 alfiere del bianco · g1 cavallo del bianco · h1 torre del bianco | a8 torre del nero · b8 cavallo del nero · c8 alfiere del nero · d8 donna del nero · e8 re del nero · f8 alfiere del nero · h8 torre del nero · a7 pedone del nero · b7 pedone del nero · c7 pedone del nero · e7 pedone del nero · f7 pedone del nero · h7 pedone del nero · f6 cavallo del nero · g6 pedone del nero · d5 pedone del bianco · d4 pedone del bianco · c3 cavallo del bianco · a2 pedone del bianco · b2 pedone del bianco · e2 pedone del bianco · f2 pedone del bianco · g2 pedone del bianco · h2 pedone del bianco · a1 torre del bianco · c1 alfiere del bianco · d1 donna del bianco · e1 re del bianco · f1 alfiere del bianco · g1 cavallo del bianco · h1 torre del bianco | a8 torre del nero · b8 cavallo del nero · c8 alfiere del nero · d8 donna del nero · e8 re del nero · f8 alfiere del nero · h8 torre del nero · a7 pedone del nero · b7 pedone del nero · c7 pedone del nero · e7 pedone del nero · f7 pedone del nero · h7 pedone del nero · f6 cavallo del nero · g6 pedone del nero · d5 pedone del bianco · d4 pedone del bianco · c3 cavallo del bianco · a2 pedone del bianco · b2 pedone del bianco · e2 pedone del bianco · f2 pedone del bianco · g2 pedone del bianco · h2 pedone del bianco · a1 torre del bianco · c1 alfiere del bianco · d1 donna del bianco · e1 re del bianco · f1 alfiere del bianco · g1 cavallo del bianco · h1 torre del bianco | a8 torre del nero · b8 cavallo del nero · c8 alfiere del nero · d8 donna del nero · e8 re del nero · f8 alfiere del nero · h8 torre del nero · a7 pedone del nero · b7 pedone del nero · c7 pedone del nero · e7 pedone del nero · f7 pedone del nero · h7 pedone del nero · f6 cavallo del nero · g6 pedone del nero · d5 pedone del bianco · d4 pedone del bianco · c3 cavallo del bianco · a2 pedone del bianco · b2 pedone del bianco · e2 pedone del bianco · f2 pedone del bianco · g2 pedone del bianco · h2 pedone del bianco · a1 torre del bianco · c1 alfiere del bianco · d1 donna del bianco · e1 re del bianco · f1 alfiere del bianco · g1 cavallo del bianco · h1 torre del bianco | a8 torre del nero · b8 cavallo del nero · c8 alfiere del nero · d8 donna del nero · e8 re del nero · f8 alfiere del nero · h8 torre del nero · a7 pedone del nero · b7 pedone del nero · c7 pedone del nero · e7 pedone del nero · f7 pedone del nero · h7 pedone del nero · f6 cavallo del nero · g6 pedone del nero · d5 pedone del bianco · d4 pedone del bianco · c3 cavallo del bianco · a2 pedone del bianco · b2 pedone del bianco · e2 pedone del bianco · f2 pedone del bianco · g2 pedone del bianco · h2 pedone del bianco · a1 torre del bianco · c1 alfiere del bianco · d1 donna del bianco · e1 re del bianco · f1 alfiere del bianco · g1 cavallo del bianco · h1 torre del bianco | a8 torre del nero · b8 cavallo del nero · c8 alfiere del nero · d8 donna del nero · e8 re del nero · f8 alfiere del nero · h8 torre del nero · a7 pedone del nero · b7 pedone del nero · c7 pedone del nero · e7 pedone del nero · f7 pedone del nero · h7 pedone del nero · f6 cavallo del nero · g6 pedone del nero · d5 pedone del bianco · d4 pedone del bianco · c3 cavallo del bianco · a2 pedone del bianco · b2 pedone del bianco · e2 pedone del bianco · f2 pedone del bianco · g2 pedone del bianco · h2 pedone del bianco · a1 torre del bianco · c1 alfiere del bianco · d1 donna del bianco · e1 re del bianco · f1 alfiere del bianco · g1 cavallo del bianco · h1 torre del bianco | 3 |
| 2 | a8 torre del nero · b8 cavallo del nero · c8 alfiere del nero · d8 donna del nero · e8 re del nero · f8 alfiere del nero · h8 torre del nero · a7 pedone del nero · b7 pedone del nero · c7 pedone del nero · e7 pedone del nero · f7 pedone del nero · h7 pedone del nero · f6 cavallo del nero · g6 pedone del nero · d5 pedone del bianco · d4 pedone del bianco · c3 cavallo del bianco · a2 pedone del bianco · b2 pedone del bianco · e2 pedone del bianco · f2 pedone del bianco · g2 pedone del bianco · h2 pedone del bianco · a1 torre del bianco · c1 alfiere del bianco · d1 donna del bianco · e1 re del bianco · f1 alfiere del bianco · g1 cavallo del bianco · h1 torre del bianco | a8 torre del nero · b8 cavallo del nero · c8 alfiere del nero · d8 donna del nero · e8 re del nero · f8 alfiere del nero · h8 torre del nero · a7 pedone del nero · b7 pedone del nero · c7 pedone del nero · e7 pedone del nero · f7 pedone del nero · h7 pedone del nero · f6 cavallo del nero · g6 pedone del nero · d5 pedone del bianco · d4 pedone del bianco · c3 cavallo del bianco · a2 pedone del bianco · b2 pedone del bianco · e2 pedone del bianco · f2 pedone del bianco · g2 pedone del bianco · h2 pedone del bianco · a1 torre del bianco · c1 alfiere del bianco · d1 donna del bianco · e1 re del bianco · f1 alfiere del bianco · g1 cavallo del bianco · h1 torre del bianco | a8 torre del nero · b8 cavallo del nero · c8 alfiere del nero · d8 donna del nero · e8 re del nero · f8 alfiere del nero · h8 torre del nero · a7 pedone del nero · b7 pedone del nero · c7 pedone del nero · e7 pedone del nero · f7 pedone del nero · h7 pedone del nero · f6 cavallo del nero · g6 pedone del nero · d5 pedone del bianco · d4 pedone del bianco · c3 cavallo del bianco · a2 pedone del bianco · b2 pedone del bianco · e2 pedone del bianco · f2 pedone del bianco · g2 pedone del bianco · h2 pedone del bianco · a1 torre del bianco · c1 alfiere del bianco · d1 donna del bianco · e1 re del bianco · f1 alfiere del bianco · g1 cavallo del bianco · h1 torre del bianco | a8 torre del nero · b8 cavallo del nero · c8 alfiere del nero · d8 donna del nero · e8 re del nero · f8 alfiere del nero · h8 torre del nero · a7 pedone del nero · b7 pedone del nero · c7 pedone del nero · e7 pedone del nero · f7 pedone del nero · h7 pedone del nero · f6 cavallo del nero · g6 pedone del nero · d5 pedone del bianco · d4 pedone del bianco · c3 cavallo del bianco · a2 pedone del bianco · b2 pedone del bianco · e2 pedone del bianco · f2 pedone del bianco · g2 pedone del bianco · h2 pedone del bianco · a1 torre del bianco · c1 alfiere del bianco · d1 donna del bianco · e1 re del bianco · f1 alfiere del bianco · g1 cavallo del bianco · h1 torre del bianco | a8 torre del nero · b8 cavallo del nero · c8 alfiere del nero · d8 donna del nero · e8 re del nero · f8 alfiere del nero · h8 torre del nero · a7 pedone del nero · b7 pedone del nero · c7 pedone del nero · e7 pedone del nero · f7 pedone del nero · h7 pedone del nero · f6 cavallo del nero · g6 pedone del nero · d5 pedone del bianco · d4 pedone del bianco · c3 cavallo del bianco · a2 pedone del bianco · b2 pedone del bianco · e2 pedone del bianco · f2 pedone del bianco · g2 pedone del bianco · h2 pedone del bianco · a1 torre del bianco · c1 alfiere del bianco · d1 donna del bianco · e1 re del bianco · f1 alfiere del bianco · g1 cavallo del bianco · h1 torre del bianco | a8 torre del nero · b8 cavallo del nero · c8 alfiere del nero · d8 donna del nero · e8 re del nero · f8 alfiere del nero · h8 torre del nero · a7 pedone del nero · b7 pedone del nero · c7 pedone del nero · e7 pedone del nero · f7 pedone del nero · h7 pedone del nero · f6 cavallo del nero · g6 pedone del nero · d5 pedone del bianco · d4 pedone del bianco · c3 cavallo del bianco · a2 pedone del bianco · b2 pedone del bianco · e2 pedone del bianco · f2 pedone del bianco · g2 pedone del bianco · h2 pedone del bianco · a1 torre del bianco · c1 alfiere del bianco · d1 donna del bianco · e1 re del bianco · f1 alfiere del bianco · g1 cavallo del bianco · h1 torre del bianco | a8 torre del nero · b8 cavallo del nero · c8 alfiere del nero · d8 donna del nero · e8 re del nero · f8 alfiere del nero · h8 torre del nero · a7 pedone del nero · b7 pedone del nero · c7 pedone del nero · e7 pedone del nero · f7 pedone del nero · h7 pedone del nero · f6 cavallo del nero · g6 pedone del nero · d5 pedone del bianco · d4 pedone del bianco · c3 cavallo del bianco · a2 pedone del bianco · b2 pedone del bianco · e2 pedone del bianco · f2 pedone del bianco · g2 pedone del bianco · h2 pedone del bianco · a1 torre del bianco · c1 alfiere del bianco · d1 donna del bianco · e1 re del bianco · f1 alfiere del bianco · g1 cavallo del bianco · h1 torre del bianco | a8 torre del nero · b8 cavallo del nero · c8 alfiere del nero · d8 donna del nero · e8 re del nero · f8 alfiere del nero · h8 torre del nero · a7 pedone del nero · b7 pedone del nero · c7 pedone del nero · e7 pedone del nero · f7 pedone del nero · h7 pedone del nero · f6 cavallo del nero · g6 pedone del nero · d5 pedone del bianco · d4 pedone del bianco · c3 cavallo del bianco · a2 pedone del bianco · b2 pedone del bianco · e2 pedone del bianco · f2 pedone del bianco · g2 pedone del bianco · h2 pedone del bianco · a1 torre del bianco · c1 alfiere del bianco · d1 donna del bianco · e1 re del bianco · f1 alfiere del bianco · g1 cavallo del bianco · h1 torre del bianco | 2 |
| 1 | a8 torre del nero · b8 cavallo del nero · c8 alfiere del nero · d8 donna del nero · e8 re del nero · f8 alfiere del nero · h8 torre del nero · a7 pedone del nero · b7 pedone del nero · c7 pedone del nero · e7 pedone del nero · f7 pedone del nero · h7 pedone del nero · f6 cavallo del nero · g6 pedone del nero · d5 pedone del bianco · d4 pedone del bianco · c3 cavallo del bianco · a2 pedone del bianco · b2 pedone del bianco · e2 pedone del bianco · f2 pedone del bianco · g2 pedone del bianco · h2 pedone del bianco · a1 torre del bianco · c1 alfiere del bianco · d1 donna del bianco · e1 re del bianco · f1 alfiere del bianco · g1 cavallo del bianco · h1 torre del bianco | a8 torre del nero · b8 cavallo del nero · c8 alfiere del nero · d8 donna del nero · e8 re del nero · f8 alfiere del nero · h8 torre del nero · a7 pedone del nero · b7 pedone del nero · c7 pedone del nero · e7 pedone del nero · f7 pedone del nero · h7 pedone del nero · f6 cavallo del nero · g6 pedone del nero · d5 pedone del bianco · d4 pedone del bianco · c3 cavallo del bianco · a2 pedone del bianco · b2 pedone del bianco · e2 pedone del bianco · f2 pedone del bianco · g2 pedone del bianco · h2 pedone del bianco · a1 torre del bianco · c1 alfiere del bianco · d1 donna del bianco · e1 re del bianco · f1 alfiere del bianco · g1 cavallo del bianco · h1 torre del bianco | a8 torre del nero · b8 cavallo del nero · c8 alfiere del nero · d8 donna del nero · e8 re del nero · f8 alfiere del nero · h8 torre del nero · a7 pedone del nero · b7 pedone del nero · c7 pedone del nero · e7 pedone del nero · f7 pedone del nero · h7 pedone del nero · f6 cavallo del nero · g6 pedone del nero · d5 pedone del bianco · d4 pedone del bianco · c3 cavallo del bianco · a2 pedone del bianco · b2 pedone del bianco · e2 pedone del bianco · f2 pedone del bianco · g2 pedone del bianco · h2 pedone del bianco · a1 torre del bianco · c1 alfiere del bianco · d1 donna del bianco · e1 re del bianco · f1 alfiere del bianco · g1 cavallo del bianco · h1 torre del bianco | a8 torre del nero · b8 cavallo del nero · c8 alfiere del nero · d8 donna del nero · e8 re del nero · f8 alfiere del nero · h8 torre del nero · a7 pedone del nero · b7 pedone del nero · c7 pedone del nero · e7 pedone del nero · f7 pedone del nero · h7 pedone del nero · f6 cavallo del nero · g6 pedone del nero · d5 pedone del bianco · d4 pedone del bianco · c3 cavallo del bianco · a2 pedone del bianco · b2 pedone del bianco · e2 pedone del bianco · f2 pedone del bianco · g2 pedone del bianco · h2 pedone del bianco · a1 torre del bianco · c1 alfiere del bianco · d1 donna del bianco · e1 re del bianco · f1 alfiere del bianco · g1 cavallo del bianco · h1 torre del bianco | a8 torre del nero · b8 cavallo del nero · c8 alfiere del nero · d8 donna del nero · e8 re del nero · f8 alfiere del nero · h8 torre del nero · a7 pedone del nero · b7 pedone del nero · c7 pedone del nero · e7 pedone del nero · f7 pedone del nero · h7 pedone del nero · f6 cavallo del nero · g6 pedone del nero · d5 pedone del bianco · d4 pedone del bianco · c3 cavallo del bianco · a2 pedone del bianco · b2 pedone del bianco · e2 pedone del bianco · f2 pedone del bianco · g2 pedone del bianco · h2 pedone del bianco · a1 torre del bianco · c1 alfiere del bianco · d1 donna del bianco · e1 re del bianco · f1 alfiere del bianco · g1 cavallo del bianco · h1 torre del bianco | a8 torre del nero · b8 cavallo del nero · c8 alfiere del nero · d8 donna del nero · e8 re del nero · f8 alfiere del nero · h8 torre del nero · a7 pedone del nero · b7 pedone del nero · c7 pedone del nero · e7 pedone del nero · f7 pedone del nero · h7 pedone del nero · f6 cavallo del nero · g6 pedone del nero · d5 pedone del bianco · d4 pedone del bianco · c3 cavallo del bianco · a2 pedone del bianco · b2 pedone del bianco · e2 pedone del bianco · f2 pedone del bianco · g2 pedone del bianco · h2 pedone del bianco · a1 torre del bianco · c1 alfiere del bianco · d1 donna del bianco · e1 re del bianco · f1 alfiere del bianco · g1 cavallo del bianco · h1 torre del bianco | a8 torre del nero · b8 cavallo del nero · c8 alfiere del nero · d8 donna del nero · e8 re del nero · f8 alfiere del nero · h8 torre del nero · a7 pedone del nero · b7 pedone del nero · c7 pedone del nero · e7 pedone del nero · f7 pedone del nero · h7 pedone del nero · f6 cavallo del nero · g6 pedone del nero · d5 pedone del bianco · d4 pedone del bianco · c3 cavallo del bianco · a2 pedone del bianco · b2 pedone del bianco · e2 pedone del bianco · f2 pedone del bianco · g2 pedone del bianco · h2 pedone del bianco · a1 torre del bianco · c1 alfiere del bianco · d1 donna del bianco · e1 re del bianco · f1 alfiere del bianco · g1 cavallo del bianco · h1 torre del bianco | a8 torre del nero · b8 cavallo del nero · c8 alfiere del nero · d8 donna del nero · e8 re del nero · f8 alfiere del nero · h8 torre del nero · a7 pedone del nero · b7 pedone del nero · c7 pedone del nero · e7 pedone del nero · f7 pedone del nero · h7 pedone del nero · f6 cavallo del nero · g6 pedone del nero · d5 pedone del bianco · d4 pedone del bianco · c3 cavallo del bianco · a2 pedone del bianco · b2 pedone del bianco · e2 pedone del bianco · f2 pedone del bianco · g2 pedone del bianco · h2 pedone del bianco · a1 torre del bianco · c1 alfiere del bianco · d1 donna del bianco · e1 re del bianco · f1 alfiere del bianco · g1 cavallo del bianco · h1 torre del bianco | 1 |
|   | a | b | c | d | e | f | g | h |   |

Il Bianco sceglie il cambio per contrastare l'ultima mossa del Nero.

#### Sistema classico
|   | a | b | c | d | e | f | g | h |   |
| 8 | a8 torre del nero · b8 cavallo del nero · c8 alfiere del nero · d8 donna del nero · e8 re del nero · h8 torre del nero · a7 pedone del nero · b7 pedone del nero · c7 pedone del nero · e7 pedone del nero · f7 pedone del nero · g7 alfiere del nero · h7 pedone del nero · g6 pedone del nero · c4 alfiere del bianco · d4 pedone del bianco · e4 pedone del bianco · c3 pedone del bianco · a2 pedone del bianco · f2 pedone del bianco · g2 pedone del bianco · h2 pedone del bianco · a1 torre del bianco · c1 alfiere del bianco · d1 donna del bianco · e1 re del bianco · g1 cavallo del bianco · h1 torre del bianco | a8 torre del nero · b8 cavallo del nero · c8 alfiere del nero · d8 donna del nero · e8 re del nero · h8 torre del nero · a7 pedone del nero · b7 pedone del nero · c7 pedone del nero · e7 pedone del nero · f7 pedone del nero · g7 alfiere del nero · h7 pedone del nero · g6 pedone del nero · c4 alfiere del bianco · d4 pedone del bianco · e4 pedone del bianco · c3 pedone del bianco · a2 pedone del bianco · f2 pedone del bianco · g2 pedone del bianco · h2 pedone del bianco · a1 torre del bianco · c1 alfiere del bianco · d1 donna del bianco · e1 re del bianco · g1 cavallo del bianco · h1 torre del bianco | a8 torre del nero · b8 cavallo del nero · c8 alfiere del nero · d8 donna del nero · e8 re del nero · h8 torre del nero · a7 pedone del nero · b7 pedone del nero · c7 pedone del nero · e7 pedone del nero · f7 pedone del nero · g7 alfiere del nero · h7 pedone del nero · g6 pedone del nero · c4 alfiere del bianco · d4 pedone del bianco · e4 pedone del bianco · c3 pedone del bianco · a2 pedone del bianco · f2 pedone del bianco · g2 pedone del bianco · h2 pedone del bianco · a1 torre del bianco · c1 alfiere del bianco · d1 donna del bianco · e1 re del bianco · g1 cavallo del bianco · h1 torre del bianco | a8 torre del nero · b8 cavallo del nero · c8 alfiere del nero · d8 donna del nero · e8 re del nero · h8 torre del nero · a7 pedone del nero · b7 pedone del nero · c7 pedone del nero · e7 pedone del nero · f7 pedone del nero · g7 alfiere del nero · h7 pedone del nero · g6 pedone del nero · c4 alfiere del bianco · d4 pedone del bianco · e4 pedone del bianco · c3 pedone del bianco · a2 pedone del bianco · f2 pedone del bianco · g2 pedone del bianco · h2 pedone del bianco · a1 torre del bianco · c1 alfiere del bianco · d1 donna del bianco · e1 re del bianco · g1 cavallo del bianco · h1 torre del bianco | a8 torre del nero · b8 cavallo del nero · c8 alfiere del nero · d8 donna del nero · e8 re del nero · h8 torre del nero · a7 pedone del nero · b7 pedone del nero · c7 pedone del nero · e7 pedone del nero · f7 pedone del nero · g7 alfiere del nero · h7 pedone del nero · g6 pedone del nero · c4 alfiere del bianco · d4 pedone del bianco · e4 pedone del bianco · c3 pedone del bianco · a2 pedone del bianco · f2 pedone del bianco · g2 pedone del bianco · h2 pedone del bianco · a1 torre del bianco · c1 alfiere del bianco · d1 donna del bianco · e1 re del bianco · g1 cavallo del bianco · h1 torre del bianco | a8 torre del nero · b8 cavallo del nero · c8 alfiere del nero · d8 donna del nero · e8 re del nero · h8 torre del nero · a7 pedone del nero · b7 pedone del nero · c7 pedone del nero · e7 pedone del nero · f7 pedone del nero · g7 alfiere del nero · h7 pedone del nero · g6 pedone del nero · c4 alfiere del bianco · d4 pedone del bianco · e4 pedone del bianco · c3 pedone del bianco · a2 pedone del bianco · f2 pedone del bianco · g2 pedone del bianco · h2 pedone del bianco · a1 torre del bianco · c1 alfiere del bianco · d1 donna del bianco · e1 re del bianco · g1 cavallo del bianco · h1 torre del bianco | a8 torre del nero · b8 cavallo del nero · c8 alfiere del nero · d8 donna del nero · e8 re del nero · h8 torre del nero · a7 pedone del nero · b7 pedone del nero · c7 pedone del nero · e7 pedone del nero · f7 pedone del nero · g7 alfiere del nero · h7 pedone del nero · g6 pedone del nero · c4 alfiere del bianco · d4 pedone del bianco · e4 pedone del bianco · c3 pedone del bianco · a2 pedone del bianco · f2 pedone del bianco · g2 pedone del bianco · h2 pedone del bianco · a1 torre del bianco · c1 alfiere del bianco · d1 donna del bianco · e1 re del bianco · g1 cavallo del bianco · h1 torre del bianco | a8 torre del nero · b8 cavallo del nero · c8 alfiere del nero · d8 donna del nero · e8 re del nero · h8 torre del nero · a7 pedone del nero · b7 pedone del nero · c7 pedone del nero · e7 pedone del nero · f7 pedone del nero · g7 alfiere del nero · h7 pedone del nero · g6 pedone del nero · c4 alfiere del bianco · d4 pedone del bianco · e4 pedone del bianco · c3 pedone del bianco · a2 pedone del bianco · f2 pedone del bianco · g2 pedone del bianco · h2 pedone del bianco · a1 torre del bianco · c1 alfiere del bianco · d1 donna del bianco · e1 re del bianco · g1 cavallo del bianco · h1 torre del bianco | 8 |
| 7 | a8 torre del nero · b8 cavallo del nero · c8 alfiere del nero · d8 donna del nero · e8 re del nero · h8 torre del nero · a7 pedone del nero · b7 pedone del nero · c7 pedone del nero · e7 pedone del nero · f7 pedone del nero · g7 alfiere del nero · h7 pedone del nero · g6 pedone del nero · c4 alfiere del bianco · d4 pedone del bianco · e4 pedone del bianco · c3 pedone del bianco · a2 pedone del bianco · f2 pedone del bianco · g2 pedone del bianco · h2 pedone del bianco · a1 torre del bianco · c1 alfiere del bianco · d1 donna del bianco · e1 re del bianco · g1 cavallo del bianco · h1 torre del bianco | a8 torre del nero · b8 cavallo del nero · c8 alfiere del nero · d8 donna del nero · e8 re del nero · h8 torre del nero · a7 pedone del nero · b7 pedone del nero · c7 pedone del nero · e7 pedone del nero · f7 pedone del nero · g7 alfiere del nero · h7 pedone del nero · g6 pedone del nero · c4 alfiere del bianco · d4 pedone del bianco · e4 pedone del bianco · c3 pedone del bianco · a2 pedone del bianco · f2 pedone del bianco · g2 pedone del bianco · h2 pedone del bianco · a1 torre del bianco · c1 alfiere del bianco · d1 donna del bianco · e1 re del bianco · g1 cavallo del bianco · h1 torre del bianco | a8 torre del nero · b8 cavallo del nero · c8 alfiere del nero · d8 donna del nero · e8 re del nero · h8 torre del nero · a7 pedone del nero · b7 pedone del nero · c7 pedone del nero · e7 pedone del nero · f7 pedone del nero · g7 alfiere del nero · h7 pedone del nero · g6 pedone del nero · c4 alfiere del bianco · d4 pedone del bianco · e4 pedone del bianco · c3 pedone del bianco · a2 pedone del bianco · f2 pedone del bianco · g2 pedone del bianco · h2 pedone del bianco · a1 torre del bianco · c1 alfiere del bianco · d1 donna del bianco · e1 re del bianco · g1 cavallo del bianco · h1 torre del bianco | a8 torre del nero · b8 cavallo del nero · c8 alfiere del nero · d8 donna del nero · e8 re del nero · h8 torre del nero · a7 pedone del nero · b7 pedone del nero · c7 pedone del nero · e7 pedone del nero · f7 pedone del nero · g7 alfiere del nero · h7 pedone del nero · g6 pedone del nero · c4 alfiere del bianco · d4 pedone del bianco · e4 pedone del bianco · c3 pedone del bianco · a2 pedone del bianco · f2 pedone del bianco · g2 pedone del bianco · h2 pedone del bianco · a1 torre del bianco · c1 alfiere del bianco · d1 donna del bianco · e1 re del bianco · g1 cavallo del bianco · h1 torre del bianco | a8 torre del nero · b8 cavallo del nero · c8 alfiere del nero · d8 donna del nero · e8 re del nero · h8 torre del nero · a7 pedone del nero · b7 pedone del nero · c7 pedone del nero · e7 pedone del nero · f7 pedone del nero · g7 alfiere del nero · h7 pedone del nero · g6 pedone del nero · c4 alfiere del bianco · d4 pedone del bianco · e4 pedone del bianco · c3 pedone del bianco · a2 pedone del bianco · f2 pedone del bianco · g2 pedone del bianco · h2 pedone del bianco · a1 torre del bianco · c1 alfiere del bianco · d1 donna del bianco · e1 re del bianco · g1 cavallo del bianco · h1 torre del bianco | a8 torre del nero · b8 cavallo del nero · c8 alfiere del nero · d8 donna del nero · e8 re del nero · h8 torre del nero · a7 pedone del nero · b7 pedone del nero · c7 pedone del nero · e7 pedone del nero · f7 pedone del nero · g7 alfiere del nero · h7 pedone del nero · g6 pedone del nero · c4 alfiere del bianco · d4 pedone del bianco · e4 pedone del bianco · c3 pedone del bianco · a2 pedone del bianco · f2 pedone del bianco · g2 pedone del bianco · h2 pedone del bianco · a1 torre del bianco · c1 alfiere del bianco · d1 donna del bianco · e1 re del bianco · g1 cavallo del bianco · h1 torre del bianco | a8 torre del nero · b8 cavallo del nero · c8 alfiere del nero · d8 donna del nero · e8 re del nero · h8 torre del nero · a7 pedone del nero · b7 pedone del nero · c7 pedone del nero · e7 pedone del nero · f7 pedone del nero · g7 alfiere del nero · h7 pedone del nero · g6 pedone del nero · c4 alfiere del bianco · d4 pedone del bianco · e4 pedone del bianco · c3 pedone del bianco · a2 pedone del bianco · f2 pedone del bianco · g2 pedone del bianco · h2 pedone del bianco · a1 torre del bianco · c1 alfiere del bianco · d1 donna del bianco · e1 re del bianco · g1 cavallo del bianco · h1 torre del bianco | a8 torre del nero · b8 cavallo del nero · c8 alfiere del nero · d8 donna del nero · e8 re del nero · h8 torre del nero · a7 pedone del nero · b7 pedone del nero · c7 pedone del nero · e7 pedone del nero · f7 pedone del nero · g7 alfiere del nero · h7 pedone del nero · g6 pedone del nero · c4 alfiere del bianco · d4 pedone del bianco · e4 pedone del bianco · c3 pedone del bianco · a2 pedone del bianco · f2 pedone del bianco · g2 pedone del bianco · h2 pedone del bianco · a1 torre del bianco · c1 alfiere del bianco · d1 donna del bianco · e1 re del bianco · g1 cavallo del bianco · h1 torre del bianco | 7 |
| 6 | a8 torre del nero · b8 cavallo del nero · c8 alfiere del nero · d8 donna del nero · e8 re del nero · h8 torre del nero · a7 pedone del nero · b7 pedone del nero · c7 pedone del nero · e7 pedone del nero · f7 pedone del nero · g7 alfiere del nero · h7 pedone del nero · g6 pedone del nero · c4 alfiere del bianco · d4 pedone del bianco · e4 pedone del bianco · c3 pedone del bianco · a2 pedone del bianco · f2 pedone del bianco · g2 pedone del bianco · h2 pedone del bianco · a1 torre del bianco · c1 alfiere del bianco · d1 donna del bianco · e1 re del bianco · g1 cavallo del bianco · h1 torre del bianco | a8 torre del nero · b8 cavallo del nero · c8 alfiere del nero · d8 donna del nero · e8 re del nero · h8 torre del nero · a7 pedone del nero · b7 pedone del nero · c7 pedone del nero · e7 pedone del nero · f7 pedone del nero · g7 alfiere del nero · h7 pedone del nero · g6 pedone del nero · c4 alfiere del bianco · d4 pedone del bianco · e4 pedone del bianco · c3 pedone del bianco · a2 pedone del bianco · f2 pedone del bianco · g2 pedone del bianco · h2 pedone del bianco · a1 torre del bianco · c1 alfiere del bianco · d1 donna del bianco · e1 re del bianco · g1 cavallo del bianco · h1 torre del bianco | a8 torre del nero · b8 cavallo del nero · c8 alfiere del nero · d8 donna del nero · e8 re del nero · h8 torre del nero · a7 pedone del nero · b7 pedone del nero · c7 pedone del nero · e7 pedone del nero · f7 pedone del nero · g7 alfiere del nero · h7 pedone del nero · g6 pedone del nero · c4 alfiere del bianco · d4 pedone del bianco · e4 pedone del bianco · c3 pedone del bianco · a2 pedone del bianco · f2 pedone del bianco · g2 pedone del bianco · h2 pedone del bianco · a1 torre del bianco · c1 alfiere del bianco · d1 donna del bianco · e1 re del bianco · g1 cavallo del bianco · h1 torre del bianco | a8 torre del nero · b8 cavallo del nero · c8 alfiere del nero · d8 donna del nero · e8 re del nero · h8 torre del nero · a7 pedone del nero · b7 pedone del nero · c7 pedone del nero · e7 pedone del nero · f7 pedone del nero · g7 alfiere del nero · h7 pedone del nero · g6 pedone del nero · c4 alfiere del bianco · d4 pedone del bianco · e4 pedone del bianco · c3 pedone del bianco · a2 pedone del bianco · f2 pedone del bianco · g2 pedone del bianco · h2 pedone del bianco · a1 torre del bianco · c1 alfiere del bianco · d1 donna del bianco · e1 re del bianco · g1 cavallo del bianco · h1 torre del bianco | a8 torre del nero · b8 cavallo del nero · c8 alfiere del nero · d8 donna del nero · e8 re del nero · h8 torre del nero · a7 pedone del nero · b7 pedone del nero · c7 pedone del nero · e7 pedone del nero · f7 pedone del nero · g7 alfiere del nero · h7 pedone del nero · g6 pedone del nero · c4 alfiere del bianco · d4 pedone del bianco · e4 pedone del bianco · c3 pedone del bianco · a2 pedone del bianco · f2 pedone del bianco · g2 pedone del bianco · h2 pedone del bianco · a1 torre del bianco · c1 alfiere del bianco · d1 donna del bianco · e1 re del bianco · g1 cavallo del bianco · h1 torre del bianco | a8 torre del nero · b8 cavallo del nero · c8 alfiere del nero · d8 donna del nero · e8 re del nero · h8 torre del nero · a7 pedone del nero · b7 pedone del nero · c7 pedone del nero · e7 pedone del nero · f7 pedone del nero · g7 alfiere del nero · h7 pedone del nero · g6 pedone del nero · c4 alfiere del bianco · d4 pedone del bianco · e4 pedone del bianco · c3 pedone del bianco · a2 pedone del bianco · f2 pedone del bianco · g2 pedone del bianco · h2 pedone del bianco · a1 torre del bianco · c1 alfiere del bianco · d1 donna del bianco · e1 re del bianco · g1 cavallo del bianco · h1 torre del bianco | a8 torre del nero · b8 cavallo del nero · c8 alfiere del nero · d8 donna del nero · e8 re del nero · h8 torre del nero · a7 pedone del nero · b7 pedone del nero · c7 pedone del nero · e7 pedone del nero · f7 pedone del nero · g7 alfiere del nero · h7 pedone del nero · g6 pedone del nero · c4 alfiere del bianco · d4 pedone del bianco · e4 pedone del bianco · c3 pedone del bianco · a2 pedone del bianco · f2 pedone del bianco · g2 pedone del bianco · h2 pedone del bianco · a1 torre del bianco · c1 alfiere del bianco · d1 donna del bianco · e1 re del bianco · g1 cavallo del bianco · h1 torre del bianco | a8 torre del nero · b8 cavallo del nero · c8 alfiere del nero · d8 donna del nero · e8 re del nero · h8 torre del nero · a7 pedone del nero · b7 pedone del nero · c7 pedone del nero · e7 pedone del nero · f7 pedone del nero · g7 alfiere del nero · h7 pedone del nero · g6 pedone del nero · c4 alfiere del bianco · d4 pedone del bianco · e4 pedone del bianco · c3 pedone del bianco · a2 pedone del bianco · f2 pedone del bianco · g2 pedone del bianco · h2 pedone del bianco · a1 torre del bianco · c1 alfiere del bianco · d1 donna del bianco · e1 re del bianco · g1 cavallo del bianco · h1 torre del bianco | 6 |
| 5 | a8 torre del nero · b8 cavallo del nero · c8 alfiere del nero · d8 donna del nero · e8 re del nero · h8 torre del nero · a7 pedone del nero · b7 pedone del nero · c7 pedone del nero · e7 pedone del nero · f7 pedone del nero · g7 alfiere del nero · h7 pedone del nero · g6 pedone del nero · c4 alfiere del bianco · d4 pedone del bianco · e4 pedone del bianco · c3 pedone del bianco · a2 pedone del bianco · f2 pedone del bianco · g2 pedone del bianco · h2 pedone del bianco · a1 torre del bianco · c1 alfiere del bianco · d1 donna del bianco · e1 re del bianco · g1 cavallo del bianco · h1 torre del bianco | a8 torre del nero · b8 cavallo del nero · c8 alfiere del nero · d8 donna del nero · e8 re del nero · h8 torre del nero · a7 pedone del nero · b7 pedone del nero · c7 pedone del nero · e7 pedone del nero · f7 pedone del nero · g7 alfiere del nero · h7 pedone del nero · g6 pedone del nero · c4 alfiere del bianco · d4 pedone del bianco · e4 pedone del bianco · c3 pedone del bianco · a2 pedone del bianco · f2 pedone del bianco · g2 pedone del bianco · h2 pedone del bianco · a1 torre del bianco · c1 alfiere del bianco · d1 donna del bianco · e1 re del bianco · g1 cavallo del bianco · h1 torre del bianco | a8 torre del nero · b8 cavallo del nero · c8 alfiere del nero · d8 donna del nero · e8 re del nero · h8 torre del nero · a7 pedone del nero · b7 pedone del nero · c7 pedone del nero · e7 pedone del nero · f7 pedone del nero · g7 alfiere del nero · h7 pedone del nero · g6 pedone del nero · c4 alfiere del bianco · d4 pedone del bianco · e4 pedone del bianco · c3 pedone del bianco · a2 pedone del bianco · f2 pedone del bianco · g2 pedone del bianco · h2 pedone del bianco · a1 torre del bianco · c1 alfiere del bianco · d1 donna del bianco · e1 re del bianco · g1 cavallo del bianco · h1 torre del bianco | a8 torre del nero · b8 cavallo del nero · c8 alfiere del nero · d8 donna del nero · e8 re del nero · h8 torre del nero · a7 pedone del nero · b7 pedone del nero · c7 pedone del nero · e7 pedone del nero · f7 pedone del nero · g7 alfiere del nero · h7 pedone del nero · g6 pedone del nero · c4 alfiere del bianco · d4 pedone del bianco · e4 pedone del bianco · c3 pedone del bianco · a2 pedone del bianco · f2 pedone del bianco · g2 pedone del bianco · h2 pedone del bianco · a1 torre del bianco · c1 alfiere del bianco · d1 donna del bianco · e1 re del bianco · g1 cavallo del bianco · h1 torre del bianco | a8 torre del nero · b8 cavallo del nero · c8 alfiere del nero · d8 donna del nero · e8 re del nero · h8 torre del nero · a7 pedone del nero · b7 pedone del nero · c7 pedone del nero · e7 pedone del nero · f7 pedone del nero · g7 alfiere del nero · h7 pedone del nero · g6 pedone del nero · c4 alfiere del bianco · d4 pedone del bianco · e4 pedone del bianco · c3 pedone del bianco · a2 pedone del bianco · f2 pedone del bianco · g2 pedone del bianco · h2 pedone del bianco · a1 torre del bianco · c1 alfiere del bianco · d1 donna del bianco · e1 re del bianco · g1 cavallo del bianco · h1 torre del bianco | a8 torre del nero · b8 cavallo del nero · c8 alfiere del nero · d8 donna del nero · e8 re del nero · h8 torre del nero · a7 pedone del nero · b7 pedone del nero · c7 pedone del nero · e7 pedone del nero · f7 pedone del nero · g7 alfiere del nero · h7 pedone del nero · g6 pedone del nero · c4 alfiere del bianco · d4 pedone del bianco · e4 pedone del bianco · c3 pedone del bianco · a2 pedone del bianco · f2 pedone del bianco · g2 pedone del bianco · h2 pedone del bianco · a1 torre del bianco · c1 alfiere del bianco · d1 donna del bianco · e1 re del bianco · g1 cavallo del bianco · h1 torre del bianco | a8 torre del nero · b8 cavallo del nero · c8 alfiere del nero · d8 donna del nero · e8 re del nero · h8 torre del nero · a7 pedone del nero · b7 pedone del nero · c7 pedone del nero · e7 pedone del nero · f7 pedone del nero · g7 alfiere del nero · h7 pedone del nero · g6 pedone del nero · c4 alfiere del bianco · d4 pedone del bianco · e4 pedone del bianco · c3 pedone del bianco · a2 pedone del bianco · f2 pedone del bianco · g2 pedone del bianco · h2 pedone del bianco · a1 torre del bianco · c1 alfiere del bianco · d1 donna del bianco · e1 re del bianco · g1 cavallo del bianco · h1 torre del bianco | a8 torre del nero · b8 cavallo del nero · c8 alfiere del nero · d8 donna del nero · e8 re del nero · h8 torre del nero · a7 pedone del nero · b7 pedone del nero · c7 pedone del nero · e7 pedone del nero · f7 pedone del nero · g7 alfiere del nero · h7 pedone del nero · g6 pedone del nero · c4 alfiere del bianco · d4 pedone del bianco · e4 pedone del bianco · c3 pedone del bianco · a2 pedone del bianco · f2 pedone del bianco · g2 pedone del bianco · h2 pedone del bianco · a1 torre del bianco · c1 alfiere del bianco · d1 donna del bianco · e1 re del bianco · g1 cavallo del bianco · h1 torre del bianco | 5 |
| 4 | a8 torre del nero · b8 cavallo del nero · c8 alfiere del nero · d8 donna del nero · e8 re del nero · h8 torre del nero · a7 pedone del nero · b7 pedone del nero · c7 pedone del nero · e7 pedone del nero · f7 pedone del nero · g7 alfiere del nero · h7 pedone del nero · g6 pedone del nero · c4 alfiere del bianco · d4 pedone del bianco · e4 pedone del bianco · c3 pedone del bianco · a2 pedone del bianco · f2 pedone del bianco · g2 pedone del bianco · h2 pedone del bianco · a1 torre del bianco · c1 alfiere del bianco · d1 donna del bianco · e1 re del bianco · g1 cavallo del bianco · h1 torre del bianco | a8 torre del nero · b8 cavallo del nero · c8 alfiere del nero · d8 donna del nero · e8 re del nero · h8 torre del nero · a7 pedone del nero · b7 pedone del nero · c7 pedone del nero · e7 pedone del nero · f7 pedone del nero · g7 alfiere del nero · h7 pedone del nero · g6 pedone del nero · c4 alfiere del bianco · d4 pedone del bianco · e4 pedone del bianco · c3 pedone del bianco · a2 pedone del bianco · f2 pedone del bianco · g2 pedone del bianco · h2 pedone del bianco · a1 torre del bianco · c1 alfiere del bianco · d1 donna del bianco · e1 re del bianco · g1 cavallo del bianco · h1 torre del bianco | a8 torre del nero · b8 cavallo del nero · c8 alfiere del nero · d8 donna del nero · e8 re del nero · h8 torre del nero · a7 pedone del nero · b7 pedone del nero · c7 pedone del nero · e7 pedone del nero · f7 pedone del nero · g7 alfiere del nero · h7 pedone del nero · g6 pedone del nero · c4 alfiere del bianco · d4 pedone del bianco · e4 pedone del bianco · c3 pedone del bianco · a2 pedone del bianco · f2 pedone del bianco · g2 pedone del bianco · h2 pedone del bianco · a1 torre del bianco · c1 alfiere del bianco · d1 donna del bianco · e1 re del bianco · g1 cavallo del bianco · h1 torre del bianco | a8 torre del nero · b8 cavallo del nero · c8 alfiere del nero · d8 donna del nero · e8 re del nero · h8 torre del nero · a7 pedone del nero · b7 pedone del nero · c7 pedone del nero · e7 pedone del nero · f7 pedone del nero · g7 alfiere del nero · h7 pedone del nero · g6 pedone del nero · c4 alfiere del bianco · d4 pedone del bianco · e4 pedone del bianco · c3 pedone del bianco · a2 pedone del bianco · f2 pedone del bianco · g2 pedone del bianco · h2 pedone del bianco · a1 torre del bianco · c1 alfiere del bianco · d1 donna del bianco · e1 re del bianco · g1 cavallo del bianco · h1 torre del bianco | a8 torre del nero · b8 cavallo del nero · c8 alfiere del nero · d8 donna del nero · e8 re del nero · h8 torre del nero · a7 pedone del nero · b7 pedone del nero · c7 pedone del nero · e7 pedone del nero · f7 pedone del nero · g7 alfiere del nero · h7 pedone del nero · g6 pedone del nero · c4 alfiere del bianco · d4 pedone del bianco · e4 pedone del bianco · c3 pedone del bianco · a2 pedone del bianco · f2 pedone del bianco · g2 pedone del bianco · h2 pedone del bianco · a1 torre del bianco · c1 alfiere del bianco · d1 donna del bianco · e1 re del bianco · g1 cavallo del bianco · h1 torre del bianco | a8 torre del nero · b8 cavallo del nero · c8 alfiere del nero · d8 donna del nero · e8 re del nero · h8 torre del nero · a7 pedone del nero · b7 pedone del nero · c7 pedone del nero · e7 pedone del nero · f7 pedone del nero · g7 alfiere del nero · h7 pedone del nero · g6 pedone del nero · c4 alfiere del bianco · d4 pedone del bianco · e4 pedone del bianco · c3 pedone del bianco · a2 pedone del bianco · f2 pedone del bianco · g2 pedone del bianco · h2 pedone del bianco · a1 torre del bianco · c1 alfiere del bianco · d1 donna del bianco · e1 re del bianco · g1 cavallo del bianco · h1 torre del bianco | a8 torre del nero · b8 cavallo del nero · c8 alfiere del nero · d8 donna del nero · e8 re del nero · h8 torre del nero · a7 pedone del nero · b7 pedone del nero · c7 pedone del nero · e7 pedone del nero · f7 pedone del nero · g7 alfiere del nero · h7 pedone del nero · g6 pedone del nero · c4 alfiere del bianco · d4 pedone del bianco · e4 pedone del bianco · c3 pedone del bianco · a2 pedone del bianco · f2 pedone del bianco · g2 pedone del bianco · h2 pedone del bianco · a1 torre del bianco · c1 alfiere del bianco · d1 donna del bianco · e1 re del bianco · g1 cavallo del bianco · h1 torre del bianco | a8 torre del nero · b8 cavallo del nero · c8 alfiere del nero · d8 donna del nero · e8 re del nero · h8 torre del nero · a7 pedone del nero · b7 pedone del nero · c7 pedone del nero · e7 pedone del nero · f7 pedone del nero · g7 alfiere del nero · h7 pedone del nero · g6 pedone del nero · c4 alfiere del bianco · d4 pedone del bianco · e4 pedone del bianco · c3 pedone del bianco · a2 pedone del bianco · f2 pedone del bianco · g2 pedone del bianco · h2 pedone del bianco · a1 torre del bianco · c1 alfiere del bianco · d1 donna del bianco · e1 re del bianco · g1 cavallo del bianco · h1 torre del bianco | 4 |
| 3 | a8 torre del nero · b8 cavallo del nero · c8 alfiere del nero · d8 donna del nero · e8 re del nero · h8 torre del nero · a7 pedone del nero · b7 pedone del nero · c7 pedone del nero · e7 pedone del nero · f7 pedone del nero · g7 alfiere del nero · h7 pedone del nero · g6 pedone del nero · c4 alfiere del bianco · d4 pedone del bianco · e4 pedone del bianco · c3 pedone del bianco · a2 pedone del bianco · f2 pedone del bianco · g2 pedone del bianco · h2 pedone del bianco · a1 torre del bianco · c1 alfiere del bianco · d1 donna del bianco · e1 re del bianco · g1 cavallo del bianco · h1 torre del bianco | a8 torre del nero · b8 cavallo del nero · c8 alfiere del nero · d8 donna del nero · e8 re del nero · h8 torre del nero · a7 pedone del nero · b7 pedone del nero · c7 pedone del nero · e7 pedone del nero · f7 pedone del nero · g7 alfiere del nero · h7 pedone del nero · g6 pedone del nero · c4 alfiere del bianco · d4 pedone del bianco · e4 pedone del bianco · c3 pedone del bianco · a2 pedone del bianco · f2 pedone del bianco · g2 pedone del bianco · h2 pedone del bianco · a1 torre del bianco · c1 alfiere del bianco · d1 donna del bianco · e1 re del bianco · g1 cavallo del bianco · h1 torre del bianco | a8 torre del nero · b8 cavallo del nero · c8 alfiere del nero · d8 donna del nero · e8 re del nero · h8 torre del nero · a7 pedone del nero · b7 pedone del nero · c7 pedone del nero · e7 pedone del nero · f7 pedone del nero · g7 alfiere del nero · h7 pedone del nero · g6 pedone del nero · c4 alfiere del bianco · d4 pedone del bianco · e4 pedone del bianco · c3 pedone del bianco · a2 pedone del bianco · f2 pedone del bianco · g2 pedone del bianco · h2 pedone del bianco · a1 torre del bianco · c1 alfiere del bianco · d1 donna del bianco · e1 re del bianco · g1 cavallo del bianco · h1 torre del bianco | a8 torre del nero · b8 cavallo del nero · c8 alfiere del nero · d8 donna del nero · e8 re del nero · h8 torre del nero · a7 pedone del nero · b7 pedone del nero · c7 pedone del nero · e7 pedone del nero · f7 pedone del nero · g7 alfiere del nero · h7 pedone del nero · g6 pedone del nero · c4 alfiere del bianco · d4 pedone del bianco · e4 pedone del bianco · c3 pedone del bianco · a2 pedone del bianco · f2 pedone del bianco · g2 pedone del bianco · h2 pedone del bianco · a1 torre del bianco · c1 alfiere del bianco · d1 donna del bianco · e1 re del bianco · g1 cavallo del bianco · h1 torre del bianco | a8 torre del nero · b8 cavallo del nero · c8 alfiere del nero · d8 donna del nero · e8 re del nero · h8 torre del nero · a7 pedone del nero · b7 pedone del nero · c7 pedone del nero · e7 pedone del nero · f7 pedone del nero · g7 alfiere del nero · h7 pedone del nero · g6 pedone del nero · c4 alfiere del bianco · d4 pedone del bianco · e4 pedone del bianco · c3 pedone del bianco · a2 pedone del bianco · f2 pedone del bianco · g2 pedone del bianco · h2 pedone del bianco · a1 torre del bianco · c1 alfiere del bianco · d1 donna del bianco · e1 re del bianco · g1 cavallo del bianco · h1 torre del bianco | a8 torre del nero · b8 cavallo del nero · c8 alfiere del nero · d8 donna del nero · e8 re del nero · h8 torre del nero · a7 pedone del nero · b7 pedone del nero · c7 pedone del nero · e7 pedone del nero · f7 pedone del nero · g7 alfiere del nero · h7 pedone del nero · g6 pedone del nero · c4 alfiere del bianco · d4 pedone del bianco · e4 pedone del bianco · c3 pedone del bianco · a2 pedone del bianco · f2 pedone del bianco · g2 pedone del bianco · h2 pedone del bianco · a1 torre del bianco · c1 alfiere del bianco · d1 donna del bianco · e1 re del bianco · g1 cavallo del bianco · h1 torre del bianco | a8 torre del nero · b8 cavallo del nero · c8 alfiere del nero · d8 donna del nero · e8 re del nero · h8 torre del nero · a7 pedone del nero · b7 pedone del nero · c7 pedone del nero · e7 pedone del nero · f7 pedone del nero · g7 alfiere del nero · h7 pedone del nero · g6 pedone del nero · c4 alfiere del bianco · d4 pedone del bianco · e4 pedone del bianco · c3 pedone del bianco · a2 pedone del bianco · f2 pedone del bianco · g2 pedone del bianco · h2 pedone del bianco · a1 torre del bianco · c1 alfiere del bianco · d1 donna del bianco · e1 re del bianco · g1 cavallo del bianco · h1 torre del bianco | a8 torre del nero · b8 cavallo del nero · c8 alfiere del nero · d8 donna del nero · e8 re del nero · h8 torre del nero · a7 pedone del nero · b7 pedone del nero · c7 pedone del nero · e7 pedone del nero · f7 pedone del nero · g7 alfiere del nero · h7 pedone del nero · g6 pedone del nero · c4 alfiere del bianco · d4 pedone del bianco · e4 pedone del bianco · c3 pedone del bianco · a2 pedone del bianco · f2 pedone del bianco · g2 pedone del bianco · h2 pedone del bianco · a1 torre del bianco · c1 alfiere del bianco · d1 donna del bianco · e1 re del bianco · g1 cavallo del bianco · h1 torre del bianco | 3 |
| 2 | a8 torre del nero · b8 cavallo del nero · c8 alfiere del nero · d8 donna del nero · e8 re del nero · h8 torre del nero · a7 pedone del nero · b7 pedone del nero · c7 pedone del nero · e7 pedone del nero · f7 pedone del nero · g7 alfiere del nero · h7 pedone del nero · g6 pedone del nero · c4 alfiere del bianco · d4 pedone del bianco · e4 pedone del bianco · c3 pedone del bianco · a2 pedone del bianco · f2 pedone del bianco · g2 pedone del bianco · h2 pedone del bianco · a1 torre del bianco · c1 alfiere del bianco · d1 donna del bianco · e1 re del bianco · g1 cavallo del bianco · h1 torre del bianco | a8 torre del nero · b8 cavallo del nero · c8 alfiere del nero · d8 donna del nero · e8 re del nero · h8 torre del nero · a7 pedone del nero · b7 pedone del nero · c7 pedone del nero · e7 pedone del nero · f7 pedone del nero · g7 alfiere del nero · h7 pedone del nero · g6 pedone del nero · c4 alfiere del bianco · d4 pedone del bianco · e4 pedone del bianco · c3 pedone del bianco · a2 pedone del bianco · f2 pedone del bianco · g2 pedone del bianco · h2 pedone del bianco · a1 torre del bianco · c1 alfiere del bianco · d1 donna del bianco · e1 re del bianco · g1 cavallo del bianco · h1 torre del bianco | a8 torre del nero · b8 cavallo del nero · c8 alfiere del nero · d8 donna del nero · e8 re del nero · h8 torre del nero · a7 pedone del nero · b7 pedone del nero · c7 pedone del nero · e7 pedone del nero · f7 pedone del nero · g7 alfiere del nero · h7 pedone del nero · g6 pedone del nero · c4 alfiere del bianco · d4 pedone del bianco · e4 pedone del bianco · c3 pedone del bianco · a2 pedone del bianco · f2 pedone del bianco · g2 pedone del bianco · h2 pedone del bianco · a1 torre del bianco · c1 alfiere del bianco · d1 donna del bianco · e1 re del bianco · g1 cavallo del bianco · h1 torre del bianco | a8 torre del nero · b8 cavallo del nero · c8 alfiere del nero · d8 donna del nero · e8 re del nero · h8 torre del nero · a7 pedone del nero · b7 pedone del nero · c7 pedone del nero · e7 pedone del nero · f7 pedone del nero · g7 alfiere del nero · h7 pedone del nero · g6 pedone del nero · c4 alfiere del bianco · d4 pedone del bianco · e4 pedone del bianco · c3 pedone del bianco · a2 pedone del bianco · f2 pedone del bianco · g2 pedone del bianco · h2 pedone del bianco · a1 torre del bianco · c1 alfiere del bianco · d1 donna del bianco · e1 re del bianco · g1 cavallo del bianco · h1 torre del bianco | a8 torre del nero · b8 cavallo del nero · c8 alfiere del nero · d8 donna del nero · e8 re del nero · h8 torre del nero · a7 pedone del nero · b7 pedone del nero · c7 pedone del nero · e7 pedone del nero · f7 pedone del nero · g7 alfiere del nero · h7 pedone del nero · g6 pedone del nero · c4 alfiere del bianco · d4 pedone del bianco · e4 pedone del bianco · c3 pedone del bianco · a2 pedone del bianco · f2 pedone del bianco · g2 pedone del bianco · h2 pedone del bianco · a1 torre del bianco · c1 alfiere del bianco · d1 donna del bianco · e1 re del bianco · g1 cavallo del bianco · h1 torre del bianco | a8 torre del nero · b8 cavallo del nero · c8 alfiere del nero · d8 donna del nero · e8 re del nero · h8 torre del nero · a7 pedone del nero · b7 pedone del nero · c7 pedone del nero · e7 pedone del nero · f7 pedone del nero · g7 alfiere del nero · h7 pedone del nero · g6 pedone del nero · c4 alfiere del bianco · d4 pedone del bianco · e4 pedone del bianco · c3 pedone del bianco · a2 pedone del bianco · f2 pedone del bianco · g2 pedone del bianco · h2 pedone del bianco · a1 torre del bianco · c1 alfiere del bianco · d1 donna del bianco · e1 re del bianco · g1 cavallo del bianco · h1 torre del bianco | a8 torre del nero · b8 cavallo del nero · c8 alfiere del nero · d8 donna del nero · e8 re del nero · h8 torre del nero · a7 pedone del nero · b7 pedone del nero · c7 pedone del nero · e7 pedone del nero · f7 pedone del nero · g7 alfiere del nero · h7 pedone del nero · g6 pedone del nero · c4 alfiere del bianco · d4 pedone del bianco · e4 pedone del bianco · c3 pedone del bianco · a2 pedone del bianco · f2 pedone del bianco · g2 pedone del bianco · h2 pedone del bianco · a1 torre del bianco · c1 alfiere del bianco · d1 donna del bianco · e1 re del bianco · g1 cavallo del bianco · h1 torre del bianco | a8 torre del nero · b8 cavallo del nero · c8 alfiere del nero · d8 donna del nero · e8 re del nero · h8 torre del nero · a7 pedone del nero · b7 pedone del nero · c7 pedone del nero · e7 pedone del nero · f7 pedone del nero · g7 alfiere del nero · h7 pedone del nero · g6 pedone del nero · c4 alfiere del bianco · d4 pedone del bianco · e4 pedone del bianco · c3 pedone del bianco · a2 pedone del bianco · f2 pedone del bianco · g2 pedone del bianco · h2 pedone del bianco · a1 torre del bianco · c1 alfiere del bianco · d1 donna del bianco · e1 re del bianco · g1 cavallo del bianco · h1 torre del bianco | 2 |
| 1 | a8 torre del nero · b8 cavallo del nero · c8 alfiere del nero · d8 donna del nero · e8 re del nero · h8 torre del nero · a7 pedone del nero · b7 pedone del nero · c7 pedone del nero · e7 pedone del nero · f7 pedone del nero · g7 alfiere del nero · h7 pedone del nero · g6 pedone del nero · c4 alfiere del bianco · d4 pedone del bianco · e4 pedone del bianco · c3 pedone del bianco · a2 pedone del bianco · f2 pedone del bianco · g2 pedone del bianco · h2 pedone del bianco · a1 torre del bianco · c1 alfiere del bianco · d1 donna del bianco · e1 re del bianco · g1 cavallo del bianco · h1 torre del bianco | a8 torre del nero · b8 cavallo del nero · c8 alfiere del nero · d8 donna del nero · e8 re del nero · h8 torre del nero · a7 pedone del nero · b7 pedone del nero · c7 pedone del nero · e7 pedone del nero · f7 pedone del nero · g7 alfiere del nero · h7 pedone del nero · g6 pedone del nero · c4 alfiere del bianco · d4 pedone del bianco · e4 pedone del bianco · c3 pedone del bianco · a2 pedone del bianco · f2 pedone del bianco · g2 pedone del bianco · h2 pedone del bianco · a1 torre del bianco · c1 alfiere del bianco · d1 donna del bianco · e1 re del bianco · g1 cavallo del bianco · h1 torre del bianco | a8 torre del nero · b8 cavallo del nero · c8 alfiere del nero · d8 donna del nero · e8 re del nero · h8 torre del nero · a7 pedone del nero · b7 pedone del nero · c7 pedone del nero · e7 pedone del nero · f7 pedone del nero · g7 alfiere del nero · h7 pedone del nero · g6 pedone del nero · c4 alfiere del bianco · d4 pedone del bianco · e4 pedone del bianco · c3 pedone del bianco · a2 pedone del bianco · f2 pedone del bianco · g2 pedone del bianco · h2 pedone del bianco · a1 torre del bianco · c1 alfiere del bianco · d1 donna del bianco · e1 re del bianco · g1 cavallo del bianco · h1 torre del bianco | a8 torre del nero · b8 cavallo del nero · c8 alfiere del nero · d8 donna del nero · e8 re del nero · h8 torre del nero · a7 pedone del nero · b7 pedone del nero · c7 pedone del nero · e7 pedone del nero · f7 pedone del nero · g7 alfiere del nero · h7 pedone del nero · g6 pedone del nero · c4 alfiere del bianco · d4 pedone del bianco · e4 pedone del bianco · c3 pedone del bianco · a2 pedone del bianco · f2 pedone del bianco · g2 pedone del bianco · h2 pedone del bianco · a1 torre del bianco · c1 alfiere del bianco · d1 donna del bianco · e1 re del bianco · g1 cavallo del bianco · h1 torre del bianco | a8 torre del nero · b8 cavallo del nero · c8 alfiere del nero · d8 donna del nero · e8 re del nero · h8 torre del nero · a7 pedone del nero · b7 pedone del nero · c7 pedone del nero · e7 pedone del nero · f7 pedone del nero · g7 alfiere del nero · h7 pedone del nero · g6 pedone del nero · c4 alfiere del bianco · d4 pedone del bianco · e4 pedone del bianco · c3 pedone del bianco · a2 pedone del bianco · f2 pedone del bianco · g2 pedone del bianco · h2 pedone del bianco · a1 torre del bianco · c1 alfiere del bianco · d1 donna del bianco · e1 re del bianco · g1 cavallo del bianco · h1 torre del bianco | a8 torre del nero · b8 cavallo del nero · c8 alfiere del nero · d8 donna del nero · e8 re del nero · h8 torre del nero · a7 pedone del nero · b7 pedone del nero · c7 pedone del nero · e7 pedone del nero · f7 pedone del nero · g7 alfiere del nero · h7 pedone del nero · g6 pedone del nero · c4 alfiere del bianco · d4 pedone del bianco · e4 pedone del bianco · c3 pedone del bianco · a2 pedone del bianco · f2 pedone del bianco · g2 pedone del bianco · h2 pedone del bianco · a1 torre del bianco · c1 alfiere del bianco · d1 donna del bianco · e1 re del bianco · g1 cavallo del bianco · h1 torre del bianco | a8 torre del nero · b8 cavallo del nero · c8 alfiere del nero · d8 donna del nero · e8 re del nero · h8 torre del nero · a7 pedone del nero · b7 pedone del nero · c7 pedone del nero · e7 pedone del nero · f7 pedone del nero · g7 alfiere del nero · h7 pedone del nero · g6 pedone del nero · c4 alfiere del bianco · d4 pedone del bianco · e4 pedone del bianco · c3 pedone del bianco · a2 pedone del bianco · f2 pedone del bianco · g2 pedone del bianco · h2 pedone del bianco · a1 torre del bianco · c1 alfiere del bianco · d1 donna del bianco · e1 re del bianco · g1 cavallo del bianco · h1 torre del bianco | a8 torre del nero · b8 cavallo del nero · c8 alfiere del nero · d8 donna del nero · e8 re del nero · h8 torre del nero · a7 pedone del nero · b7 pedone del nero · c7 pedone del nero · e7 pedone del nero · f7 pedone del nero · g7 alfiere del nero · h7 pedone del nero · g6 pedone del nero · c4 alfiere del bianco · d4 pedone del bianco · e4 pedone del bianco · c3 pedone del bianco · a2 pedone del bianco · f2 pedone del bianco · g2 pedone del bianco · h2 pedone del bianco · a1 torre del bianco · c1 alfiere del bianco · d1 donna del bianco · e1 re del bianco · g1 cavallo del bianco · h1 torre del bianco | 1 |
|   | a | b | c | d | e | f | g | h |   |

4...Cxd5 5.e4 Cxc3 6.bxc3 Ag7 7.Ac4

#### Variante Spasskij
|   | a | b | c | d | e | f | g | h |   |
| 8 | a8 torre del nero · b8 cavallo del nero · c8 alfiere del nero · d8 donna del nero · f8 torre del nero · g8 re del nero · a7 pedone del nero · b7 pedone del nero · e7 pedone del nero · f7 pedone del nero · g7 alfiere del nero · h7 pedone del nero · g6 pedone del nero · c5 pedone del nero · c4 alfiere del bianco · d4 pedone del bianco · e4 pedone del bianco · c3 pedone del bianco · a2 pedone del bianco · e2 cavallo del bianco · f2 pedone del bianco · g2 pedone del bianco · h2 pedone del bianco · a1 torre del bianco · c1 alfiere del bianco · d1 donna del bianco · e1 re del bianco · h1 torre del bianco | a8 torre del nero · b8 cavallo del nero · c8 alfiere del nero · d8 donna del nero · f8 torre del nero · g8 re del nero · a7 pedone del nero · b7 pedone del nero · e7 pedone del nero · f7 pedone del nero · g7 alfiere del nero · h7 pedone del nero · g6 pedone del nero · c5 pedone del nero · c4 alfiere del bianco · d4 pedone del bianco · e4 pedone del bianco · c3 pedone del bianco · a2 pedone del bianco · e2 cavallo del bianco · f2 pedone del bianco · g2 pedone del bianco · h2 pedone del bianco · a1 torre del bianco · c1 alfiere del bianco · d1 donna del bianco · e1 re del bianco · h1 torre del bianco | a8 torre del nero · b8 cavallo del nero · c8 alfiere del nero · d8 donna del nero · f8 torre del nero · g8 re del nero · a7 pedone del nero · b7 pedone del nero · e7 pedone del nero · f7 pedone del nero · g7 alfiere del nero · h7 pedone del nero · g6 pedone del nero · c5 pedone del nero · c4 alfiere del bianco · d4 pedone del bianco · e4 pedone del bianco · c3 pedone del bianco · a2 pedone del bianco · e2 cavallo del bianco · f2 pedone del bianco · g2 pedone del bianco · h2 pedone del bianco · a1 torre del bianco · c1 alfiere del bianco · d1 donna del bianco · e1 re del bianco · h1 torre del bianco | a8 torre del nero · b8 cavallo del nero · c8 alfiere del nero · d8 donna del nero · f8 torre del nero · g8 re del nero · a7 pedone del nero · b7 pedone del nero · e7 pedone del nero · f7 pedone del nero · g7 alfiere del nero · h7 pedone del nero · g6 pedone del nero · c5 pedone del nero · c4 alfiere del bianco · d4 pedone del bianco · e4 pedone del bianco · c3 pedone del bianco · a2 pedone del bianco · e2 cavallo del bianco · f2 pedone del bianco · g2 pedone del bianco · h2 pedone del bianco · a1 torre del bianco · c1 alfiere del bianco · d1 donna del bianco · e1 re del bianco · h1 torre del bianco | a8 torre del nero · b8 cavallo del nero · c8 alfiere del nero · d8 donna del nero · f8 torre del nero · g8 re del nero · a7 pedone del nero · b7 pedone del nero · e7 pedone del nero · f7 pedone del nero · g7 alfiere del nero · h7 pedone del nero · g6 pedone del nero · c5 pedone del nero · c4 alfiere del bianco · d4 pedone del bianco · e4 pedone del bianco · c3 pedone del bianco · a2 pedone del bianco · e2 cavallo del bianco · f2 pedone del bianco · g2 pedone del bianco · h2 pedone del bianco · a1 torre del bianco · c1 alfiere del bianco · d1 donna del bianco · e1 re del bianco · h1 torre del bianco | a8 torre del nero · b8 cavallo del nero · c8 alfiere del nero · d8 donna del nero · f8 torre del nero · g8 re del nero · a7 pedone del nero · b7 pedone del nero · e7 pedone del nero · f7 pedone del nero · g7 alfiere del nero · h7 pedone del nero · g6 pedone del nero · c5 pedone del nero · c4 alfiere del bianco · d4 pedone del bianco · e4 pedone del bianco · c3 pedone del bianco · a2 pedone del bianco · e2 cavallo del bianco · f2 pedone del bianco · g2 pedone del bianco · h2 pedone del bianco · a1 torre del bianco · c1 alfiere del bianco · d1 donna del bianco · e1 re del bianco · h1 torre del bianco | a8 torre del nero · b8 cavallo del nero · c8 alfiere del nero · d8 donna del nero · f8 torre del nero · g8 re del nero · a7 pedone del nero · b7 pedone del nero · e7 pedone del nero · f7 pedone del nero · g7 alfiere del nero · h7 pedone del nero · g6 pedone del nero · c5 pedone del nero · c4 alfiere del bianco · d4 pedone del bianco · e4 pedone del bianco · c3 pedone del bianco · a2 pedone del bianco · e2 cavallo del bianco · f2 pedone del bianco · g2 pedone del bianco · h2 pedone del bianco · a1 torre del bianco · c1 alfiere del bianco · d1 donna del bianco · e1 re del bianco · h1 torre del bianco | a8 torre del nero · b8 cavallo del nero · c8 alfiere del nero · d8 donna del nero · f8 torre del nero · g8 re del nero · a7 pedone del nero · b7 pedone del nero · e7 pedone del nero · f7 pedone del nero · g7 alfiere del nero · h7 pedone del nero · g6 pedone del nero · c5 pedone del nero · c4 alfiere del bianco · d4 pedone del bianco · e4 pedone del bianco · c3 pedone del bianco · a2 pedone del bianco · e2 cavallo del bianco · f2 pedone del bianco · g2 pedone del bianco · h2 pedone del bianco · a1 torre del bianco · c1 alfiere del bianco · d1 donna del bianco · e1 re del bianco · h1 torre del bianco | 8 |
| 7 | a8 torre del nero · b8 cavallo del nero · c8 alfiere del nero · d8 donna del nero · f8 torre del nero · g8 re del nero · a7 pedone del nero · b7 pedone del nero · e7 pedone del nero · f7 pedone del nero · g7 alfiere del nero · h7 pedone del nero · g6 pedone del nero · c5 pedone del nero · c4 alfiere del bianco · d4 pedone del bianco · e4 pedone del bianco · c3 pedone del bianco · a2 pedone del bianco · e2 cavallo del bianco · f2 pedone del bianco · g2 pedone del bianco · h2 pedone del bianco · a1 torre del bianco · c1 alfiere del bianco · d1 donna del bianco · e1 re del bianco · h1 torre del bianco | a8 torre del nero · b8 cavallo del nero · c8 alfiere del nero · d8 donna del nero · f8 torre del nero · g8 re del nero · a7 pedone del nero · b7 pedone del nero · e7 pedone del nero · f7 pedone del nero · g7 alfiere del nero · h7 pedone del nero · g6 pedone del nero · c5 pedone del nero · c4 alfiere del bianco · d4 pedone del bianco · e4 pedone del bianco · c3 pedone del bianco · a2 pedone del bianco · e2 cavallo del bianco · f2 pedone del bianco · g2 pedone del bianco · h2 pedone del bianco · a1 torre del bianco · c1 alfiere del bianco · d1 donna del bianco · e1 re del bianco · h1 torre del bianco | a8 torre del nero · b8 cavallo del nero · c8 alfiere del nero · d8 donna del nero · f8 torre del nero · g8 re del nero · a7 pedone del nero · b7 pedone del nero · e7 pedone del nero · f7 pedone del nero · g7 alfiere del nero · h7 pedone del nero · g6 pedone del nero · c5 pedone del nero · c4 alfiere del bianco · d4 pedone del bianco · e4 pedone del bianco · c3 pedone del bianco · a2 pedone del bianco · e2 cavallo del bianco · f2 pedone del bianco · g2 pedone del bianco · h2 pedone del bianco · a1 torre del bianco · c1 alfiere del bianco · d1 donna del bianco · e1 re del bianco · h1 torre del bianco | a8 torre del nero · b8 cavallo del nero · c8 alfiere del nero · d8 donna del nero · f8 torre del nero · g8 re del nero · a7 pedone del nero · b7 pedone del nero · e7 pedone del nero · f7 pedone del nero · g7 alfiere del nero · h7 pedone del nero · g6 pedone del nero · c5 pedone del nero · c4 alfiere del bianco · d4 pedone del bianco · e4 pedone del bianco · c3 pedone del bianco · a2 pedone del bianco · e2 cavallo del bianco · f2 pedone del bianco · g2 pedone del bianco · h2 pedone del bianco · a1 torre del bianco · c1 alfiere del bianco · d1 donna del bianco · e1 re del bianco · h1 torre del bianco | a8 torre del nero · b8 cavallo del nero · c8 alfiere del nero · d8 donna del nero · f8 torre del nero · g8 re del nero · a7 pedone del nero · b7 pedone del nero · e7 pedone del nero · f7 pedone del nero · g7 alfiere del nero · h7 pedone del nero · g6 pedone del nero · c5 pedone del nero · c4 alfiere del bianco · d4 pedone del bianco · e4 pedone del bianco · c3 pedone del bianco · a2 pedone del bianco · e2 cavallo del bianco · f2 pedone del bianco · g2 pedone del bianco · h2 pedone del bianco · a1 torre del bianco · c1 alfiere del bianco · d1 donna del bianco · e1 re del bianco · h1 torre del bianco | a8 torre del nero · b8 cavallo del nero · c8 alfiere del nero · d8 donna del nero · f8 torre del nero · g8 re del nero · a7 pedone del nero · b7 pedone del nero · e7 pedone del nero · f7 pedone del nero · g7 alfiere del nero · h7 pedone del nero · g6 pedone del nero · c5 pedone del nero · c4 alfiere del bianco · d4 pedone del bianco · e4 pedone del bianco · c3 pedone del bianco · a2 pedone del bianco · e2 cavallo del bianco · f2 pedone del bianco · g2 pedone del bianco · h2 pedone del bianco · a1 torre del bianco · c1 alfiere del bianco · d1 donna del bianco · e1 re del bianco · h1 torre del bianco | a8 torre del nero · b8 cavallo del nero · c8 alfiere del nero · d8 donna del nero · f8 torre del nero · g8 re del nero · a7 pedone del nero · b7 pedone del nero · e7 pedone del nero · f7 pedone del nero · g7 alfiere del nero · h7 pedone del nero · g6 pedone del nero · c5 pedone del nero · c4 alfiere del bianco · d4 pedone del bianco · e4 pedone del bianco · c3 pedone del bianco · a2 pedone del bianco · e2 cavallo del bianco · f2 pedone del bianco · g2 pedone del bianco · h2 pedone del bianco · a1 torre del bianco · c1 alfiere del bianco · d1 donna del bianco · e1 re del bianco · h1 torre del bianco | a8 torre del nero · b8 cavallo del nero · c8 alfiere del nero · d8 donna del nero · f8 torre del nero · g8 re del nero · a7 pedone del nero · b7 pedone del nero · e7 pedone del nero · f7 pedone del nero · g7 alfiere del nero · h7 pedone del nero · g6 pedone del nero · c5 pedone del nero · c4 alfiere del bianco · d4 pedone del bianco · e4 pedone del bianco · c3 pedone del bianco · a2 pedone del bianco · e2 cavallo del bianco · f2 pedone del bianco · g2 pedone del bianco · h2 pedone del bianco · a1 torre del bianco · c1 alfiere del bianco · d1 donna del bianco · e1 re del bianco · h1 torre del bianco | 7 |
| 6 | a8 torre del nero · b8 cavallo del nero · c8 alfiere del nero · d8 donna del nero · f8 torre del nero · g8 re del nero · a7 pedone del nero · b7 pedone del nero · e7 pedone del nero · f7 pedone del nero · g7 alfiere del nero · h7 pedone del nero · g6 pedone del nero · c5 pedone del nero · c4 alfiere del bianco · d4 pedone del bianco · e4 pedone del bianco · c3 pedone del bianco · a2 pedone del bianco · e2 cavallo del bianco · f2 pedone del bianco · g2 pedone del bianco · h2 pedone del bianco · a1 torre del bianco · c1 alfiere del bianco · d1 donna del bianco · e1 re del bianco · h1 torre del bianco | a8 torre del nero · b8 cavallo del nero · c8 alfiere del nero · d8 donna del nero · f8 torre del nero · g8 re del nero · a7 pedone del nero · b7 pedone del nero · e7 pedone del nero · f7 pedone del nero · g7 alfiere del nero · h7 pedone del nero · g6 pedone del nero · c5 pedone del nero · c4 alfiere del bianco · d4 pedone del bianco · e4 pedone del bianco · c3 pedone del bianco · a2 pedone del bianco · e2 cavallo del bianco · f2 pedone del bianco · g2 pedone del bianco · h2 pedone del bianco · a1 torre del bianco · c1 alfiere del bianco · d1 donna del bianco · e1 re del bianco · h1 torre del bianco | a8 torre del nero · b8 cavallo del nero · c8 alfiere del nero · d8 donna del nero · f8 torre del nero · g8 re del nero · a7 pedone del nero · b7 pedone del nero · e7 pedone del nero · f7 pedone del nero · g7 alfiere del nero · h7 pedone del nero · g6 pedone del nero · c5 pedone del nero · c4 alfiere del bianco · d4 pedone del bianco · e4 pedone del bianco · c3 pedone del bianco · a2 pedone del bianco · e2 cavallo del bianco · f2 pedone del bianco · g2 pedone del bianco · h2 pedone del bianco · a1 torre del bianco · c1 alfiere del bianco · d1 donna del bianco · e1 re del bianco · h1 torre del bianco | a8 torre del nero · b8 cavallo del nero · c8 alfiere del nero · d8 donna del nero · f8 torre del nero · g8 re del nero · a7 pedone del nero · b7 pedone del nero · e7 pedone del nero · f7 pedone del nero · g7 alfiere del nero · h7 pedone del nero · g6 pedone del nero · c5 pedone del nero · c4 alfiere del bianco · d4 pedone del bianco · e4 pedone del bianco · c3 pedone del bianco · a2 pedone del bianco · e2 cavallo del bianco · f2 pedone del bianco · g2 pedone del bianco · h2 pedone del bianco · a1 torre del bianco · c1 alfiere del bianco · d1 donna del bianco · e1 re del bianco · h1 torre del bianco | a8 torre del nero · b8 cavallo del nero · c8 alfiere del nero · d8 donna del nero · f8 torre del nero · g8 re del nero · a7 pedone del nero · b7 pedone del nero · e7 pedone del nero · f7 pedone del nero · g7 alfiere del nero · h7 pedone del nero · g6 pedone del nero · c5 pedone del nero · c4 alfiere del bianco · d4 pedone del bianco · e4 pedone del bianco · c3 pedone del bianco · a2 pedone del bianco · e2 cavallo del bianco · f2 pedone del bianco · g2 pedone del bianco · h2 pedone del bianco · a1 torre del bianco · c1 alfiere del bianco · d1 donna del bianco · e1 re del bianco · h1 torre del bianco | a8 torre del nero · b8 cavallo del nero · c8 alfiere del nero · d8 donna del nero · f8 torre del nero · g8 re del nero · a7 pedone del nero · b7 pedone del nero · e7 pedone del nero · f7 pedone del nero · g7 alfiere del nero · h7 pedone del nero · g6 pedone del nero · c5 pedone del nero · c4 alfiere del bianco · d4 pedone del bianco · e4 pedone del bianco · c3 pedone del bianco · a2 pedone del bianco · e2 cavallo del bianco · f2 pedone del bianco · g2 pedone del bianco · h2 pedone del bianco · a1 torre del bianco · c1 alfiere del bianco · d1 donna del bianco · e1 re del bianco · h1 torre del bianco | a8 torre del nero · b8 cavallo del nero · c8 alfiere del nero · d8 donna del nero · f8 torre del nero · g8 re del nero · a7 pedone del nero · b7 pedone del nero · e7 pedone del nero · f7 pedone del nero · g7 alfiere del nero · h7 pedone del nero · g6 pedone del nero · c5 pedone del nero · c4 alfiere del bianco · d4 pedone del bianco · e4 pedone del bianco · c3 pedone del bianco · a2 pedone del bianco · e2 cavallo del bianco · f2 pedone del bianco · g2 pedone del bianco · h2 pedone del bianco · a1 torre del bianco · c1 alfiere del bianco · d1 donna del bianco · e1 re del bianco · h1 torre del bianco | a8 torre del nero · b8 cavallo del nero · c8 alfiere del nero · d8 donna del nero · f8 torre del nero · g8 re del nero · a7 pedone del nero · b7 pedone del nero · e7 pedone del nero · f7 pedone del nero · g7 alfiere del nero · h7 pedone del nero · g6 pedone del nero · c5 pedone del nero · c4 alfiere del bianco · d4 pedone del bianco · e4 pedone del bianco · c3 pedone del bianco · a2 pedone del bianco · e2 cavallo del bianco · f2 pedone del bianco · g2 pedone del bianco · h2 pedone del bianco · a1 torre del bianco · c1 alfiere del bianco · d1 donna del bianco · e1 re del bianco · h1 torre del bianco | 6 |
| 5 | a8 torre del nero · b8 cavallo del nero · c8 alfiere del nero · d8 donna del nero · f8 torre del nero · g8 re del nero · a7 pedone del nero · b7 pedone del nero · e7 pedone del nero · f7 pedone del nero · g7 alfiere del nero · h7 pedone del nero · g6 pedone del nero · c5 pedone del nero · c4 alfiere del bianco · d4 pedone del bianco · e4 pedone del bianco · c3 pedone del bianco · a2 pedone del bianco · e2 cavallo del bianco · f2 pedone del bianco · g2 pedone del bianco · h2 pedone del bianco · a1 torre del bianco · c1 alfiere del bianco · d1 donna del bianco · e1 re del bianco · h1 torre del bianco | a8 torre del nero · b8 cavallo del nero · c8 alfiere del nero · d8 donna del nero · f8 torre del nero · g8 re del nero · a7 pedone del nero · b7 pedone del nero · e7 pedone del nero · f7 pedone del nero · g7 alfiere del nero · h7 pedone del nero · g6 pedone del nero · c5 pedone del nero · c4 alfiere del bianco · d4 pedone del bianco · e4 pedone del bianco · c3 pedone del bianco · a2 pedone del bianco · e2 cavallo del bianco · f2 pedone del bianco · g2 pedone del bianco · h2 pedone del bianco · a1 torre del bianco · c1 alfiere del bianco · d1 donna del bianco · e1 re del bianco · h1 torre del bianco | a8 torre del nero · b8 cavallo del nero · c8 alfiere del nero · d8 donna del nero · f8 torre del nero · g8 re del nero · a7 pedone del nero · b7 pedone del nero · e7 pedone del nero · f7 pedone del nero · g7 alfiere del nero · h7 pedone del nero · g6 pedone del nero · c5 pedone del nero · c4 alfiere del bianco · d4 pedone del bianco · e4 pedone del bianco · c3 pedone del bianco · a2 pedone del bianco · e2 cavallo del bianco · f2 pedone del bianco · g2 pedone del bianco · h2 pedone del bianco · a1 torre del bianco · c1 alfiere del bianco · d1 donna del bianco · e1 re del bianco · h1 torre del bianco | a8 torre del nero · b8 cavallo del nero · c8 alfiere del nero · d8 donna del nero · f8 torre del nero · g8 re del nero · a7 pedone del nero · b7 pedone del nero · e7 pedone del nero · f7 pedone del nero · g7 alfiere del nero · h7 pedone del nero · g6 pedone del nero · c5 pedone del nero · c4 alfiere del bianco · d4 pedone del bianco · e4 pedone del bianco · c3 pedone del bianco · a2 pedone del bianco · e2 cavallo del bianco · f2 pedone del bianco · g2 pedone del bianco · h2 pedone del bianco · a1 torre del bianco · c1 alfiere del bianco · d1 donna del bianco · e1 re del bianco · h1 torre del bianco | a8 torre del nero · b8 cavallo del nero · c8 alfiere del nero · d8 donna del nero · f8 torre del nero · g8 re del nero · a7 pedone del nero · b7 pedone del nero · e7 pedone del nero · f7 pedone del nero · g7 alfiere del nero · h7 pedone del nero · g6 pedone del nero · c5 pedone del nero · c4 alfiere del bianco · d4 pedone del bianco · e4 pedone del bianco · c3 pedone del bianco · a2 pedone del bianco · e2 cavallo del bianco · f2 pedone del bianco · g2 pedone del bianco · h2 pedone del bianco · a1 torre del bianco · c1 alfiere del bianco · d1 donna del bianco · e1 re del bianco · h1 torre del bianco | a8 torre del nero · b8 cavallo del nero · c8 alfiere del nero · d8 donna del nero · f8 torre del nero · g8 re del nero · a7 pedone del nero · b7 pedone del nero · e7 pedone del nero · f7 pedone del nero · g7 alfiere del nero · h7 pedone del nero · g6 pedone del nero · c5 pedone del nero · c4 alfiere del bianco · d4 pedone del bianco · e4 pedone del bianco · c3 pedone del bianco · a2 pedone del bianco · e2 cavallo del bianco · f2 pedone del bianco · g2 pedone del bianco · h2 pedone del bianco · a1 torre del bianco · c1 alfiere del bianco · d1 donna del bianco · e1 re del bianco · h1 torre del bianco | a8 torre del nero · b8 cavallo del nero · c8 alfiere del nero · d8 donna del nero · f8 torre del nero · g8 re del nero · a7 pedone del nero · b7 pedone del nero · e7 pedone del nero · f7 pedone del nero · g7 alfiere del nero · h7 pedone del nero · g6 pedone del nero · c5 pedone del nero · c4 alfiere del bianco · d4 pedone del bianco · e4 pedone del bianco · c3 pedone del bianco · a2 pedone del bianco · e2 cavallo del bianco · f2 pedone del bianco · g2 pedone del bianco · h2 pedone del bianco · a1 torre del bianco · c1 alfiere del bianco · d1 donna del bianco · e1 re del bianco · h1 torre del bianco | a8 torre del nero · b8 cavallo del nero · c8 alfiere del nero · d8 donna del nero · f8 torre del nero · g8 re del nero · a7 pedone del nero · b7 pedone del nero · e7 pedone del nero · f7 pedone del nero · g7 alfiere del nero · h7 pedone del nero · g6 pedone del nero · c5 pedone del nero · c4 alfiere del bianco · d4 pedone del bianco · e4 pedone del bianco · c3 pedone del bianco · a2 pedone del bianco · e2 cavallo del bianco · f2 pedone del bianco · g2 pedone del bianco · h2 pedone del bianco · a1 torre del bianco · c1 alfiere del bianco · d1 donna del bianco · e1 re del bianco · h1 torre del bianco | 5 |
| 4 | a8 torre del nero · b8 cavallo del nero · c8 alfiere del nero · d8 donna del nero · f8 torre del nero · g8 re del nero · a7 pedone del nero · b7 pedone del nero · e7 pedone del nero · f7 pedone del nero · g7 alfiere del nero · h7 pedone del nero · g6 pedone del nero · c5 pedone del nero · c4 alfiere del bianco · d4 pedone del bianco · e4 pedone del bianco · c3 pedone del bianco · a2 pedone del bianco · e2 cavallo del bianco · f2 pedone del bianco · g2 pedone del bianco · h2 pedone del bianco · a1 torre del bianco · c1 alfiere del bianco · d1 donna del bianco · e1 re del bianco · h1 torre del bianco | a8 torre del nero · b8 cavallo del nero · c8 alfiere del nero · d8 donna del nero · f8 torre del nero · g8 re del nero · a7 pedone del nero · b7 pedone del nero · e7 pedone del nero · f7 pedone del nero · g7 alfiere del nero · h7 pedone del nero · g6 pedone del nero · c5 pedone del nero · c4 alfiere del bianco · d4 pedone del bianco · e4 pedone del bianco · c3 pedone del bianco · a2 pedone del bianco · e2 cavallo del bianco · f2 pedone del bianco · g2 pedone del bianco · h2 pedone del bianco · a1 torre del bianco · c1 alfiere del bianco · d1 donna del bianco · e1 re del bianco · h1 torre del bianco | a8 torre del nero · b8 cavallo del nero · c8 alfiere del nero · d8 donna del nero · f8 torre del nero · g8 re del nero · a7 pedone del nero · b7 pedone del nero · e7 pedone del nero · f7 pedone del nero · g7 alfiere del nero · h7 pedone del nero · g6 pedone del nero · c5 pedone del nero · c4 alfiere del bianco · d4 pedone del bianco · e4 pedone del bianco · c3 pedone del bianco · a2 pedone del bianco · e2 cavallo del bianco · f2 pedone del bianco · g2 pedone del bianco · h2 pedone del bianco · a1 torre del bianco · c1 alfiere del bianco · d1 donna del bianco · e1 re del bianco · h1 torre del bianco | a8 torre del nero · b8 cavallo del nero · c8 alfiere del nero · d8 donna del nero · f8 torre del nero · g8 re del nero · a7 pedone del nero · b7 pedone del nero · e7 pedone del nero · f7 pedone del nero · g7 alfiere del nero · h7 pedone del nero · g6 pedone del nero · c5 pedone del nero · c4 alfiere del bianco · d4 pedone del bianco · e4 pedone del bianco · c3 pedone del bianco · a2 pedone del bianco · e2 cavallo del bianco · f2 pedone del bianco · g2 pedone del bianco · h2 pedone del bianco · a1 torre del bianco · c1 alfiere del bianco · d1 donna del bianco · e1 re del bianco · h1 torre del bianco | a8 torre del nero · b8 cavallo del nero · c8 alfiere del nero · d8 donna del nero · f8 torre del nero · g8 re del nero · a7 pedone del nero · b7 pedone del nero · e7 pedone del nero · f7 pedone del nero · g7 alfiere del nero · h7 pedone del nero · g6 pedone del nero · c5 pedone del nero · c4 alfiere del bianco · d4 pedone del bianco · e4 pedone del bianco · c3 pedone del bianco · a2 pedone del bianco · e2 cavallo del bianco · f2 pedone del bianco · g2 pedone del bianco · h2 pedone del bianco · a1 torre del bianco · c1 alfiere del bianco · d1 donna del bianco · e1 re del bianco · h1 torre del bianco | a8 torre del nero · b8 cavallo del nero · c8 alfiere del nero · d8 donna del nero · f8 torre del nero · g8 re del nero · a7 pedone del nero · b7 pedone del nero · e7 pedone del nero · f7 pedone del nero · g7 alfiere del nero · h7 pedone del nero · g6 pedone del nero · c5 pedone del nero · c4 alfiere del bianco · d4 pedone del bianco · e4 pedone del bianco · c3 pedone del bianco · a2 pedone del bianco · e2 cavallo del bianco · f2 pedone del bianco · g2 pedone del bianco · h2 pedone del bianco · a1 torre del bianco · c1 alfiere del bianco · d1 donna del bianco · e1 re del bianco · h1 torre del bianco | a8 torre del nero · b8 cavallo del nero · c8 alfiere del nero · d8 donna del nero · f8 torre del nero · g8 re del nero · a7 pedone del nero · b7 pedone del nero · e7 pedone del nero · f7 pedone del nero · g7 alfiere del nero · h7 pedone del nero · g6 pedone del nero · c5 pedone del nero · c4 alfiere del bianco · d4 pedone del bianco · e4 pedone del bianco · c3 pedone del bianco · a2 pedone del bianco · e2 cavallo del bianco · f2 pedone del bianco · g2 pedone del bianco · h2 pedone del bianco · a1 torre del bianco · c1 alfiere del bianco · d1 donna del bianco · e1 re del bianco · h1 torre del bianco | a8 torre del nero · b8 cavallo del nero · c8 alfiere del nero · d8 donna del nero · f8 torre del nero · g8 re del nero · a7 pedone del nero · b7 pedone del nero · e7 pedone del nero · f7 pedone del nero · g7 alfiere del nero · h7 pedone del nero · g6 pedone del nero · c5 pedone del nero · c4 alfiere del bianco · d4 pedone del bianco · e4 pedone del bianco · c3 pedone del bianco · a2 pedone del bianco · e2 cavallo del bianco · f2 pedone del bianco · g2 pedone del bianco · h2 pedone del bianco · a1 torre del bianco · c1 alfiere del bianco · d1 donna del bianco · e1 re del bianco · h1 torre del bianco | 4 |
| 3 | a8 torre del nero · b8 cavallo del nero · c8 alfiere del nero · d8 donna del nero · f8 torre del nero · g8 re del nero · a7 pedone del nero · b7 pedone del nero · e7 pedone del nero · f7 pedone del nero · g7 alfiere del nero · h7 pedone del nero · g6 pedone del nero · c5 pedone del nero · c4 alfiere del bianco · d4 pedone del bianco · e4 pedone del bianco · c3 pedone del bianco · a2 pedone del bianco · e2 cavallo del bianco · f2 pedone del bianco · g2 pedone del bianco · h2 pedone del bianco · a1 torre del bianco · c1 alfiere del bianco · d1 donna del bianco · e1 re del bianco · h1 torre del bianco | a8 torre del nero · b8 cavallo del nero · c8 alfiere del nero · d8 donna del nero · f8 torre del nero · g8 re del nero · a7 pedone del nero · b7 pedone del nero · e7 pedone del nero · f7 pedone del nero · g7 alfiere del nero · h7 pedone del nero · g6 pedone del nero · c5 pedone del nero · c4 alfiere del bianco · d4 pedone del bianco · e4 pedone del bianco · c3 pedone del bianco · a2 pedone del bianco · e2 cavallo del bianco · f2 pedone del bianco · g2 pedone del bianco · h2 pedone del bianco · a1 torre del bianco · c1 alfiere del bianco · d1 donna del bianco · e1 re del bianco · h1 torre del bianco | a8 torre del nero · b8 cavallo del nero · c8 alfiere del nero · d8 donna del nero · f8 torre del nero · g8 re del nero · a7 pedone del nero · b7 pedone del nero · e7 pedone del nero · f7 pedone del nero · g7 alfiere del nero · h7 pedone del nero · g6 pedone del nero · c5 pedone del nero · c4 alfiere del bianco · d4 pedone del bianco · e4 pedone del bianco · c3 pedone del bianco · a2 pedone del bianco · e2 cavallo del bianco · f2 pedone del bianco · g2 pedone del bianco · h2 pedone del bianco · a1 torre del bianco · c1 alfiere del bianco · d1 donna del bianco · e1 re del bianco · h1 torre del bianco | a8 torre del nero · b8 cavallo del nero · c8 alfiere del nero · d8 donna del nero · f8 torre del nero · g8 re del nero · a7 pedone del nero · b7 pedone del nero · e7 pedone del nero · f7 pedone del nero · g7 alfiere del nero · h7 pedone del nero · g6 pedone del nero · c5 pedone del nero · c4 alfiere del bianco · d4 pedone del bianco · e4 pedone del bianco · c3 pedone del bianco · a2 pedone del bianco · e2 cavallo del bianco · f2 pedone del bianco · g2 pedone del bianco · h2 pedone del bianco · a1 torre del bianco · c1 alfiere del bianco · d1 donna del bianco · e1 re del bianco · h1 torre del bianco | a8 torre del nero · b8 cavallo del nero · c8 alfiere del nero · d8 donna del nero · f8 torre del nero · g8 re del nero · a7 pedone del nero · b7 pedone del nero · e7 pedone del nero · f7 pedone del nero · g7 alfiere del nero · h7 pedone del nero · g6 pedone del nero · c5 pedone del nero · c4 alfiere del bianco · d4 pedone del bianco · e4 pedone del bianco · c3 pedone del bianco · a2 pedone del bianco · e2 cavallo del bianco · f2 pedone del bianco · g2 pedone del bianco · h2 pedone del bianco · a1 torre del bianco · c1 alfiere del bianco · d1 donna del bianco · e1 re del bianco · h1 torre del bianco | a8 torre del nero · b8 cavallo del nero · c8 alfiere del nero · d8 donna del nero · f8 torre del nero · g8 re del nero · a7 pedone del nero · b7 pedone del nero · e7 pedone del nero · f7 pedone del nero · g7 alfiere del nero · h7 pedone del nero · g6 pedone del nero · c5 pedone del nero · c4 alfiere del bianco · d4 pedone del bianco · e4 pedone del bianco · c3 pedone del bianco · a2 pedone del bianco · e2 cavallo del bianco · f2 pedone del bianco · g2 pedone del bianco · h2 pedone del bianco · a1 torre del bianco · c1 alfiere del bianco · d1 donna del bianco · e1 re del bianco · h1 torre del bianco | a8 torre del nero · b8 cavallo del nero · c8 alfiere del nero · d8 donna del nero · f8 torre del nero · g8 re del nero · a7 pedone del nero · b7 pedone del nero · e7 pedone del nero · f7 pedone del nero · g7 alfiere del nero · h7 pedone del nero · g6 pedone del nero · c5 pedone del nero · c4 alfiere del bianco · d4 pedone del bianco · e4 pedone del bianco · c3 pedone del bianco · a2 pedone del bianco · e2 cavallo del bianco · f2 pedone del bianco · g2 pedone del bianco · h2 pedone del bianco · a1 torre del bianco · c1 alfiere del bianco · d1 donna del bianco · e1 re del bianco · h1 torre del bianco | a8 torre del nero · b8 cavallo del nero · c8 alfiere del nero · d8 donna del nero · f8 torre del nero · g8 re del nero · a7 pedone del nero · b7 pedone del nero · e7 pedone del nero · f7 pedone del nero · g7 alfiere del nero · h7 pedone del nero · g6 pedone del nero · c5 pedone del nero · c4 alfiere del bianco · d4 pedone del bianco · e4 pedone del bianco · c3 pedone del bianco · a2 pedone del bianco · e2 cavallo del bianco · f2 pedone del bianco · g2 pedone del bianco · h2 pedone del bianco · a1 torre del bianco · c1 alfiere del bianco · d1 donna del bianco · e1 re del bianco · h1 torre del bianco | 3 |
| 2 | a8 torre del nero · b8 cavallo del nero · c8 alfiere del nero · d8 donna del nero · f8 torre del nero · g8 re del nero · a7 pedone del nero · b7 pedone del nero · e7 pedone del nero · f7 pedone del nero · g7 alfiere del nero · h7 pedone del nero · g6 pedone del nero · c5 pedone del nero · c4 alfiere del bianco · d4 pedone del bianco · e4 pedone del bianco · c3 pedone del bianco · a2 pedone del bianco · e2 cavallo del bianco · f2 pedone del bianco · g2 pedone del bianco · h2 pedone del bianco · a1 torre del bianco · c1 alfiere del bianco · d1 donna del bianco · e1 re del bianco · h1 torre del bianco | a8 torre del nero · b8 cavallo del nero · c8 alfiere del nero · d8 donna del nero · f8 torre del nero · g8 re del nero · a7 pedone del nero · b7 pedone del nero · e7 pedone del nero · f7 pedone del nero · g7 alfiere del nero · h7 pedone del nero · g6 pedone del nero · c5 pedone del nero · c4 alfiere del bianco · d4 pedone del bianco · e4 pedone del bianco · c3 pedone del bianco · a2 pedone del bianco · e2 cavallo del bianco · f2 pedone del bianco · g2 pedone del bianco · h2 pedone del bianco · a1 torre del bianco · c1 alfiere del bianco · d1 donna del bianco · e1 re del bianco · h1 torre del bianco | a8 torre del nero · b8 cavallo del nero · c8 alfiere del nero · d8 donna del nero · f8 torre del nero · g8 re del nero · a7 pedone del nero · b7 pedone del nero · e7 pedone del nero · f7 pedone del nero · g7 alfiere del nero · h7 pedone del nero · g6 pedone del nero · c5 pedone del nero · c4 alfiere del bianco · d4 pedone del bianco · e4 pedone del bianco · c3 pedone del bianco · a2 pedone del bianco · e2 cavallo del bianco · f2 pedone del bianco · g2 pedone del bianco · h2 pedone del bianco · a1 torre del bianco · c1 alfiere del bianco · d1 donna del bianco · e1 re del bianco · h1 torre del bianco | a8 torre del nero · b8 cavallo del nero · c8 alfiere del nero · d8 donna del nero · f8 torre del nero · g8 re del nero · a7 pedone del nero · b7 pedone del nero · e7 pedone del nero · f7 pedone del nero · g7 alfiere del nero · h7 pedone del nero · g6 pedone del nero · c5 pedone del nero · c4 alfiere del bianco · d4 pedone del bianco · e4 pedone del bianco · c3 pedone del bianco · a2 pedone del bianco · e2 cavallo del bianco · f2 pedone del bianco · g2 pedone del bianco · h2 pedone del bianco · a1 torre del bianco · c1 alfiere del bianco · d1 donna del bianco · e1 re del bianco · h1 torre del bianco | a8 torre del nero · b8 cavallo del nero · c8 alfiere del nero · d8 donna del nero · f8 torre del nero · g8 re del nero · a7 pedone del nero · b7 pedone del nero · e7 pedone del nero · f7 pedone del nero · g7 alfiere del nero · h7 pedone del nero · g6 pedone del nero · c5 pedone del nero · c4 alfiere del bianco · d4 pedone del bianco · e4 pedone del bianco · c3 pedone del bianco · a2 pedone del bianco · e2 cavallo del bianco · f2 pedone del bianco · g2 pedone del bianco · h2 pedone del bianco · a1 torre del bianco · c1 alfiere del bianco · d1 donna del bianco · e1 re del bianco · h1 torre del bianco | a8 torre del nero · b8 cavallo del nero · c8 alfiere del nero · d8 donna del nero · f8 torre del nero · g8 re del nero · a7 pedone del nero · b7 pedone del nero · e7 pedone del nero · f7 pedone del nero · g7 alfiere del nero · h7 pedone del nero · g6 pedone del nero · c5 pedone del nero · c4 alfiere del bianco · d4 pedone del bianco · e4 pedone del bianco · c3 pedone del bianco · a2 pedone del bianco · e2 cavallo del bianco · f2 pedone del bianco · g2 pedone del bianco · h2 pedone del bianco · a1 torre del bianco · c1 alfiere del bianco · d1 donna del bianco · e1 re del bianco · h1 torre del bianco | a8 torre del nero · b8 cavallo del nero · c8 alfiere del nero · d8 donna del nero · f8 torre del nero · g8 re del nero · a7 pedone del nero · b7 pedone del nero · e7 pedone del nero · f7 pedone del nero · g7 alfiere del nero · h7 pedone del nero · g6 pedone del nero · c5 pedone del nero · c4 alfiere del bianco · d4 pedone del bianco · e4 pedone del bianco · c3 pedone del bianco · a2 pedone del bianco · e2 cavallo del bianco · f2 pedone del bianco · g2 pedone del bianco · h2 pedone del bianco · a1 torre del bianco · c1 alfiere del bianco · d1 donna del bianco · e1 re del bianco · h1 torre del bianco | a8 torre del nero · b8 cavallo del nero · c8 alfiere del nero · d8 donna del nero · f8 torre del nero · g8 re del nero · a7 pedone del nero · b7 pedone del nero · e7 pedone del nero · f7 pedone del nero · g7 alfiere del nero · h7 pedone del nero · g6 pedone del nero · c5 pedone del nero · c4 alfiere del bianco · d4 pedone del bianco · e4 pedone del bianco · c3 pedone del bianco · a2 pedone del bianco · e2 cavallo del bianco · f2 pedone del bianco · g2 pedone del bianco · h2 pedone del bianco · a1 torre del bianco · c1 alfiere del bianco · d1 donna del bianco · e1 re del bianco · h1 torre del bianco | 2 |
| 1 | a8 torre del nero · b8 cavallo del nero · c8 alfiere del nero · d8 donna del nero · f8 torre del nero · g8 re del nero · a7 pedone del nero · b7 pedone del nero · e7 pedone del nero · f7 pedone del nero · g7 alfiere del nero · h7 pedone del nero · g6 pedone del nero · c5 pedone del nero · c4 alfiere del bianco · d4 pedone del bianco · e4 pedone del bianco · c3 pedone del bianco · a2 pedone del bianco · e2 cavallo del bianco · f2 pedone del bianco · g2 pedone del bianco · h2 pedone del bianco · a1 torre del bianco · c1 alfiere del bianco · d1 donna del bianco · e1 re del bianco · h1 torre del bianco | a8 torre del nero · b8 cavallo del nero · c8 alfiere del nero · d8 donna del nero · f8 torre del nero · g8 re del nero · a7 pedone del nero · b7 pedone del nero · e7 pedone del nero · f7 pedone del nero · g7 alfiere del nero · h7 pedone del nero · g6 pedone del nero · c5 pedone del nero · c4 alfiere del bianco · d4 pedone del bianco · e4 pedone del bianco · c3 pedone del bianco · a2 pedone del bianco · e2 cavallo del bianco · f2 pedone del bianco · g2 pedone del bianco · h2 pedone del bianco · a1 torre del bianco · c1 alfiere del bianco · d1 donna del bianco · e1 re del bianco · h1 torre del bianco | a8 torre del nero · b8 cavallo del nero · c8 alfiere del nero · d8 donna del nero · f8 torre del nero · g8 re del nero · a7 pedone del nero · b7 pedone del nero · e7 pedone del nero · f7 pedone del nero · g7 alfiere del nero · h7 pedone del nero · g6 pedone del nero · c5 pedone del nero · c4 alfiere del bianco · d4 pedone del bianco · e4 pedone del bianco · c3 pedone del bianco · a2 pedone del bianco · e2 cavallo del bianco · f2 pedone del bianco · g2 pedone del bianco · h2 pedone del bianco · a1 torre del bianco · c1 alfiere del bianco · d1 donna del bianco · e1 re del bianco · h1 torre del bianco | a8 torre del nero · b8 cavallo del nero · c8 alfiere del nero · d8 donna del nero · f8 torre del nero · g8 re del nero · a7 pedone del nero · b7 pedone del nero · e7 pedone del nero · f7 pedone del nero · g7 alfiere del nero · h7 pedone del nero · g6 pedone del nero · c5 pedone del nero · c4 alfiere del bianco · d4 pedone del bianco · e4 pedone del bianco · c3 pedone del bianco · a2 pedone del bianco · e2 cavallo del bianco · f2 pedone del bianco · g2 pedone del bianco · h2 pedone del bianco · a1 torre del bianco · c1 alfiere del bianco · d1 donna del bianco · e1 re del bianco · h1 torre del bianco | a8 torre del nero · b8 cavallo del nero · c8 alfiere del nero · d8 donna del nero · f8 torre del nero · g8 re del nero · a7 pedone del nero · b7 pedone del nero · e7 pedone del nero · f7 pedone del nero · g7 alfiere del nero · h7 pedone del nero · g6 pedone del nero · c5 pedone del nero · c4 alfiere del bianco · d4 pedone del bianco · e4 pedone del bianco · c3 pedone del bianco · a2 pedone del bianco · e2 cavallo del bianco · f2 pedone del bianco · g2 pedone del bianco · h2 pedone del bianco · a1 torre del bianco · c1 alfiere del bianco · d1 donna del bianco · e1 re del bianco · h1 torre del bianco | a8 torre del nero · b8 cavallo del nero · c8 alfiere del nero · d8 donna del nero · f8 torre del nero · g8 re del nero · a7 pedone del nero · b7 pedone del nero · e7 pedone del nero · f7 pedone del nero · g7 alfiere del nero · h7 pedone del nero · g6 pedone del nero · c5 pedone del nero · c4 alfiere del bianco · d4 pedone del bianco · e4 pedone del bianco · c3 pedone del bianco · a2 pedone del bianco · e2 cavallo del bianco · f2 pedone del bianco · g2 pedone del bianco · h2 pedone del bianco · a1 torre del bianco · c1 alfiere del bianco · d1 donna del bianco · e1 re del bianco · h1 torre del bianco | a8 torre del nero · b8 cavallo del nero · c8 alfiere del nero · d8 donna del nero · f8 torre del nero · g8 re del nero · a7 pedone del nero · b7 pedone del nero · e7 pedone del nero · f7 pedone del nero · g7 alfiere del nero · h7 pedone del nero · g6 pedone del nero · c5 pedone del nero · c4 alfiere del bianco · d4 pedone del bianco · e4 pedone del bianco · c3 pedone del bianco · a2 pedone del bianco · e2 cavallo del bianco · f2 pedone del bianco · g2 pedone del bianco · h2 pedone del bianco · a1 torre del bianco · c1 alfiere del bianco · d1 donna del bianco · e1 re del bianco · h1 torre del bianco | a8 torre del nero · b8 cavallo del nero · c8 alfiere del nero · d8 donna del nero · f8 torre del nero · g8 re del nero · a7 pedone del nero · b7 pedone del nero · e7 pedone del nero · f7 pedone del nero · g7 alfiere del nero · h7 pedone del nero · g6 pedone del nero · c5 pedone del nero · c4 alfiere del bianco · d4 pedone del bianco · e4 pedone del bianco · c3 pedone del bianco · a2 pedone del bianco · e2 cavallo del bianco · f2 pedone del bianco · g2 pedone del bianco · h2 pedone del bianco · a1 torre del bianco · c1 alfiere del bianco · d1 donna del bianco · e1 re del bianco · h1 torre del bianco | 1 |
|   | a | b | c | d | e | f | g | h |   |

8.Ce2, il Bianco sviluppa il Cavallo di Re in e2 per prevenire l'inchiodatura latente dell'Alfiere nero di Donna sul suo cavallo eventualmente sviluppato in 8.Cf3.
8...c5 del Nero attacca il centro Bianco per conquistare l'iniziativa.
Il Bianco può rispondere efficacemente in tre modi 9.0-0, 9.Ae3, 9.h4.

#### Attacco di Siviglia
9.Ae3 Cc6 10.0-0 Ag4 11.f3 Ca5 12.Axf7+ 
|   | a | b | c | d | e | f | g | h |   |
| 8 | a8 torre del nero · d8 donna del nero · f8 torre del nero · g8 re del nero · a7 pedone del nero · b7 pedone del nero · e7 pedone del nero · f7 alfiere del bianco · g7 alfiere del nero · h7 pedone del nero · g6 pedone del nero · a5 cavallo del nero · c5 pedone del nero · d4 pedone del bianco · e4 pedone del bianco · g4 alfiere del nero · c3 pedone del bianco · e3 alfiere del bianco · f3 pedone del bianco · a2 pedone del bianco · e2 cavallo del bianco · g2 pedone del bianco · h2 pedone del bianco · a1 torre del bianco · d1 donna del bianco · f1 torre del bianco · g1 re del bianco | a8 torre del nero · d8 donna del nero · f8 torre del nero · g8 re del nero · a7 pedone del nero · b7 pedone del nero · e7 pedone del nero · f7 alfiere del bianco · g7 alfiere del nero · h7 pedone del nero · g6 pedone del nero · a5 cavallo del nero · c5 pedone del nero · d4 pedone del bianco · e4 pedone del bianco · g4 alfiere del nero · c3 pedone del bianco · e3 alfiere del bianco · f3 pedone del bianco · a2 pedone del bianco · e2 cavallo del bianco · g2 pedone del bianco · h2 pedone del bianco · a1 torre del bianco · d1 donna del bianco · f1 torre del bianco · g1 re del bianco | a8 torre del nero · d8 donna del nero · f8 torre del nero · g8 re del nero · a7 pedone del nero · b7 pedone del nero · e7 pedone del nero · f7 alfiere del bianco · g7 alfiere del nero · h7 pedone del nero · g6 pedone del nero · a5 cavallo del nero · c5 pedone del nero · d4 pedone del bianco · e4 pedone del bianco · g4 alfiere del nero · c3 pedone del bianco · e3 alfiere del bianco · f3 pedone del bianco · a2 pedone del bianco · e2 cavallo del bianco · g2 pedone del bianco · h2 pedone del bianco · a1 torre del bianco · d1 donna del bianco · f1 torre del bianco · g1 re del bianco | a8 torre del nero · d8 donna del nero · f8 torre del nero · g8 re del nero · a7 pedone del nero · b7 pedone del nero · e7 pedone del nero · f7 alfiere del bianco · g7 alfiere del nero · h7 pedone del nero · g6 pedone del nero · a5 cavallo del nero · c5 pedone del nero · d4 pedone del bianco · e4 pedone del bianco · g4 alfiere del nero · c3 pedone del bianco · e3 alfiere del bianco · f3 pedone del bianco · a2 pedone del bianco · e2 cavallo del bianco · g2 pedone del bianco · h2 pedone del bianco · a1 torre del bianco · d1 donna del bianco · f1 torre del bianco · g1 re del bianco | a8 torre del nero · d8 donna del nero · f8 torre del nero · g8 re del nero · a7 pedone del nero · b7 pedone del nero · e7 pedone del nero · f7 alfiere del bianco · g7 alfiere del nero · h7 pedone del nero · g6 pedone del nero · a5 cavallo del nero · c5 pedone del nero · d4 pedone del bianco · e4 pedone del bianco · g4 alfiere del nero · c3 pedone del bianco · e3 alfiere del bianco · f3 pedone del bianco · a2 pedone del bianco · e2 cavallo del bianco · g2 pedone del bianco · h2 pedone del bianco · a1 torre del bianco · d1 donna del bianco · f1 torre del bianco · g1 re del bianco | a8 torre del nero · d8 donna del nero · f8 torre del nero · g8 re del nero · a7 pedone del nero · b7 pedone del nero · e7 pedone del nero · f7 alfiere del bianco · g7 alfiere del nero · h7 pedone del nero · g6 pedone del nero · a5 cavallo del nero · c5 pedone del nero · d4 pedone del bianco · e4 pedone del bianco · g4 alfiere del nero · c3 pedone del bianco · e3 alfiere del bianco · f3 pedone del bianco · a2 pedone del bianco · e2 cavallo del bianco · g2 pedone del bianco · h2 pedone del bianco · a1 torre del bianco · d1 donna del bianco · f1 torre del bianco · g1 re del bianco | a8 torre del nero · d8 donna del nero · f8 torre del nero · g8 re del nero · a7 pedone del nero · b7 pedone del nero · e7 pedone del nero · f7 alfiere del bianco · g7 alfiere del nero · h7 pedone del nero · g6 pedone del nero · a5 cavallo del nero · c5 pedone del nero · d4 pedone del bianco · e4 pedone del bianco · g4 alfiere del nero · c3 pedone del bianco · e3 alfiere del bianco · f3 pedone del bianco · a2 pedone del bianco · e2 cavallo del bianco · g2 pedone del bianco · h2 pedone del bianco · a1 torre del bianco · d1 donna del bianco · f1 torre del bianco · g1 re del bianco | a8 torre del nero · d8 donna del nero · f8 torre del nero · g8 re del nero · a7 pedone del nero · b7 pedone del nero · e7 pedone del nero · f7 alfiere del bianco · g7 alfiere del nero · h7 pedone del nero · g6 pedone del nero · a5 cavallo del nero · c5 pedone del nero · d4 pedone del bianco · e4 pedone del bianco · g4 alfiere del nero · c3 pedone del bianco · e3 alfiere del bianco · f3 pedone del bianco · a2 pedone del bianco · e2 cavallo del bianco · g2 pedone del bianco · h2 pedone del bianco · a1 torre del bianco · d1 donna del bianco · f1 torre del bianco · g1 re del bianco | 8 |
| 7 | a8 torre del nero · d8 donna del nero · f8 torre del nero · g8 re del nero · a7 pedone del nero · b7 pedone del nero · e7 pedone del nero · f7 alfiere del bianco · g7 alfiere del nero · h7 pedone del nero · g6 pedone del nero · a5 cavallo del nero · c5 pedone del nero · d4 pedone del bianco · e4 pedone del bianco · g4 alfiere del nero · c3 pedone del bianco · e3 alfiere del bianco · f3 pedone del bianco · a2 pedone del bianco · e2 cavallo del bianco · g2 pedone del bianco · h2 pedone del bianco · a1 torre del bianco · d1 donna del bianco · f1 torre del bianco · g1 re del bianco | a8 torre del nero · d8 donna del nero · f8 torre del nero · g8 re del nero · a7 pedone del nero · b7 pedone del nero · e7 pedone del nero · f7 alfiere del bianco · g7 alfiere del nero · h7 pedone del nero · g6 pedone del nero · a5 cavallo del nero · c5 pedone del nero · d4 pedone del bianco · e4 pedone del bianco · g4 alfiere del nero · c3 pedone del bianco · e3 alfiere del bianco · f3 pedone del bianco · a2 pedone del bianco · e2 cavallo del bianco · g2 pedone del bianco · h2 pedone del bianco · a1 torre del bianco · d1 donna del bianco · f1 torre del bianco · g1 re del bianco | a8 torre del nero · d8 donna del nero · f8 torre del nero · g8 re del nero · a7 pedone del nero · b7 pedone del nero · e7 pedone del nero · f7 alfiere del bianco · g7 alfiere del nero · h7 pedone del nero · g6 pedone del nero · a5 cavallo del nero · c5 pedone del nero · d4 pedone del bianco · e4 pedone del bianco · g4 alfiere del nero · c3 pedone del bianco · e3 alfiere del bianco · f3 pedone del bianco · a2 pedone del bianco · e2 cavallo del bianco · g2 pedone del bianco · h2 pedone del bianco · a1 torre del bianco · d1 donna del bianco · f1 torre del bianco · g1 re del bianco | a8 torre del nero · d8 donna del nero · f8 torre del nero · g8 re del nero · a7 pedone del nero · b7 pedone del nero · e7 pedone del nero · f7 alfiere del bianco · g7 alfiere del nero · h7 pedone del nero · g6 pedone del nero · a5 cavallo del nero · c5 pedone del nero · d4 pedone del bianco · e4 pedone del bianco · g4 alfiere del nero · c3 pedone del bianco · e3 alfiere del bianco · f3 pedone del bianco · a2 pedone del bianco · e2 cavallo del bianco · g2 pedone del bianco · h2 pedone del bianco · a1 torre del bianco · d1 donna del bianco · f1 torre del bianco · g1 re del bianco | a8 torre del nero · d8 donna del nero · f8 torre del nero · g8 re del nero · a7 pedone del nero · b7 pedone del nero · e7 pedone del nero · f7 alfiere del bianco · g7 alfiere del nero · h7 pedone del nero · g6 pedone del nero · a5 cavallo del nero · c5 pedone del nero · d4 pedone del bianco · e4 pedone del bianco · g4 alfiere del nero · c3 pedone del bianco · e3 alfiere del bianco · f3 pedone del bianco · a2 pedone del bianco · e2 cavallo del bianco · g2 pedone del bianco · h2 pedone del bianco · a1 torre del bianco · d1 donna del bianco · f1 torre del bianco · g1 re del bianco | a8 torre del nero · d8 donna del nero · f8 torre del nero · g8 re del nero · a7 pedone del nero · b7 pedone del nero · e7 pedone del nero · f7 alfiere del bianco · g7 alfiere del nero · h7 pedone del nero · g6 pedone del nero · a5 cavallo del nero · c5 pedone del nero · d4 pedone del bianco · e4 pedone del bianco · g4 alfiere del nero · c3 pedone del bianco · e3 alfiere del bianco · f3 pedone del bianco · a2 pedone del bianco · e2 cavallo del bianco · g2 pedone del bianco · h2 pedone del bianco · a1 torre del bianco · d1 donna del bianco · f1 torre del bianco · g1 re del bianco | a8 torre del nero · d8 donna del nero · f8 torre del nero · g8 re del nero · a7 pedone del nero · b7 pedone del nero · e7 pedone del nero · f7 alfiere del bianco · g7 alfiere del nero · h7 pedone del nero · g6 pedone del nero · a5 cavallo del nero · c5 pedone del nero · d4 pedone del bianco · e4 pedone del bianco · g4 alfiere del nero · c3 pedone del bianco · e3 alfiere del bianco · f3 pedone del bianco · a2 pedone del bianco · e2 cavallo del bianco · g2 pedone del bianco · h2 pedone del bianco · a1 torre del bianco · d1 donna del bianco · f1 torre del bianco · g1 re del bianco | a8 torre del nero · d8 donna del nero · f8 torre del nero · g8 re del nero · a7 pedone del nero · b7 pedone del nero · e7 pedone del nero · f7 alfiere del bianco · g7 alfiere del nero · h7 pedone del nero · g6 pedone del nero · a5 cavallo del nero · c5 pedone del nero · d4 pedone del bianco · e4 pedone del bianco · g4 alfiere del nero · c3 pedone del bianco · e3 alfiere del bianco · f3 pedone del bianco · a2 pedone del bianco · e2 cavallo del bianco · g2 pedone del bianco · h2 pedone del bianco · a1 torre del bianco · d1 donna del bianco · f1 torre del bianco · g1 re del bianco | 7 |
| 6 | a8 torre del nero · d8 donna del nero · f8 torre del nero · g8 re del nero · a7 pedone del nero · b7 pedone del nero · e7 pedone del nero · f7 alfiere del bianco · g7 alfiere del nero · h7 pedone del nero · g6 pedone del nero · a5 cavallo del nero · c5 pedone del nero · d4 pedone del bianco · e4 pedone del bianco · g4 alfiere del nero · c3 pedone del bianco · e3 alfiere del bianco · f3 pedone del bianco · a2 pedone del bianco · e2 cavallo del bianco · g2 pedone del bianco · h2 pedone del bianco · a1 torre del bianco · d1 donna del bianco · f1 torre del bianco · g1 re del bianco | a8 torre del nero · d8 donna del nero · f8 torre del nero · g8 re del nero · a7 pedone del nero · b7 pedone del nero · e7 pedone del nero · f7 alfiere del bianco · g7 alfiere del nero · h7 pedone del nero · g6 pedone del nero · a5 cavallo del nero · c5 pedone del nero · d4 pedone del bianco · e4 pedone del bianco · g4 alfiere del nero · c3 pedone del bianco · e3 alfiere del bianco · f3 pedone del bianco · a2 pedone del bianco · e2 cavallo del bianco · g2 pedone del bianco · h2 pedone del bianco · a1 torre del bianco · d1 donna del bianco · f1 torre del bianco · g1 re del bianco | a8 torre del nero · d8 donna del nero · f8 torre del nero · g8 re del nero · a7 pedone del nero · b7 pedone del nero · e7 pedone del nero · f7 alfiere del bianco · g7 alfiere del nero · h7 pedone del nero · g6 pedone del nero · a5 cavallo del nero · c5 pedone del nero · d4 pedone del bianco · e4 pedone del bianco · g4 alfiere del nero · c3 pedone del bianco · e3 alfiere del bianco · f3 pedone del bianco · a2 pedone del bianco · e2 cavallo del bianco · g2 pedone del bianco · h2 pedone del bianco · a1 torre del bianco · d1 donna del bianco · f1 torre del bianco · g1 re del bianco | a8 torre del nero · d8 donna del nero · f8 torre del nero · g8 re del nero · a7 pedone del nero · b7 pedone del nero · e7 pedone del nero · f7 alfiere del bianco · g7 alfiere del nero · h7 pedone del nero · g6 pedone del nero · a5 cavallo del nero · c5 pedone del nero · d4 pedone del bianco · e4 pedone del bianco · g4 alfiere del nero · c3 pedone del bianco · e3 alfiere del bianco · f3 pedone del bianco · a2 pedone del bianco · e2 cavallo del bianco · g2 pedone del bianco · h2 pedone del bianco · a1 torre del bianco · d1 donna del bianco · f1 torre del bianco · g1 re del bianco | a8 torre del nero · d8 donna del nero · f8 torre del nero · g8 re del nero · a7 pedone del nero · b7 pedone del nero · e7 pedone del nero · f7 alfiere del bianco · g7 alfiere del nero · h7 pedone del nero · g6 pedone del nero · a5 cavallo del nero · c5 pedone del nero · d4 pedone del bianco · e4 pedone del bianco · g4 alfiere del nero · c3 pedone del bianco · e3 alfiere del bianco · f3 pedone del bianco · a2 pedone del bianco · e2 cavallo del bianco · g2 pedone del bianco · h2 pedone del bianco · a1 torre del bianco · d1 donna del bianco · f1 torre del bianco · g1 re del bianco | a8 torre del nero · d8 donna del nero · f8 torre del nero · g8 re del nero · a7 pedone del nero · b7 pedone del nero · e7 pedone del nero · f7 alfiere del bianco · g7 alfiere del nero · h7 pedone del nero · g6 pedone del nero · a5 cavallo del nero · c5 pedone del nero · d4 pedone del bianco · e4 pedone del bianco · g4 alfiere del nero · c3 pedone del bianco · e3 alfiere del bianco · f3 pedone del bianco · a2 pedone del bianco · e2 cavallo del bianco · g2 pedone del bianco · h2 pedone del bianco · a1 torre del bianco · d1 donna del bianco · f1 torre del bianco · g1 re del bianco | a8 torre del nero · d8 donna del nero · f8 torre del nero · g8 re del nero · a7 pedone del nero · b7 pedone del nero · e7 pedone del nero · f7 alfiere del bianco · g7 alfiere del nero · h7 pedone del nero · g6 pedone del nero · a5 cavallo del nero · c5 pedone del nero · d4 pedone del bianco · e4 pedone del bianco · g4 alfiere del nero · c3 pedone del bianco · e3 alfiere del bianco · f3 pedone del bianco · a2 pedone del bianco · e2 cavallo del bianco · g2 pedone del bianco · h2 pedone del bianco · a1 torre del bianco · d1 donna del bianco · f1 torre del bianco · g1 re del bianco | a8 torre del nero · d8 donna del nero · f8 torre del nero · g8 re del nero · a7 pedone del nero · b7 pedone del nero · e7 pedone del nero · f7 alfiere del bianco · g7 alfiere del nero · h7 pedone del nero · g6 pedone del nero · a5 cavallo del nero · c5 pedone del nero · d4 pedone del bianco · e4 pedone del bianco · g4 alfiere del nero · c3 pedone del bianco · e3 alfiere del bianco · f3 pedone del bianco · a2 pedone del bianco · e2 cavallo del bianco · g2 pedone del bianco · h2 pedone del bianco · a1 torre del bianco · d1 donna del bianco · f1 torre del bianco · g1 re del bianco | 6 |
| 5 | a8 torre del nero · d8 donna del nero · f8 torre del nero · g8 re del nero · a7 pedone del nero · b7 pedone del nero · e7 pedone del nero · f7 alfiere del bianco · g7 alfiere del nero · h7 pedone del nero · g6 pedone del nero · a5 cavallo del nero · c5 pedone del nero · d4 pedone del bianco · e4 pedone del bianco · g4 alfiere del nero · c3 pedone del bianco · e3 alfiere del bianco · f3 pedone del bianco · a2 pedone del bianco · e2 cavallo del bianco · g2 pedone del bianco · h2 pedone del bianco · a1 torre del bianco · d1 donna del bianco · f1 torre del bianco · g1 re del bianco | a8 torre del nero · d8 donna del nero · f8 torre del nero · g8 re del nero · a7 pedone del nero · b7 pedone del nero · e7 pedone del nero · f7 alfiere del bianco · g7 alfiere del nero · h7 pedone del nero · g6 pedone del nero · a5 cavallo del nero · c5 pedone del nero · d4 pedone del bianco · e4 pedone del bianco · g4 alfiere del nero · c3 pedone del bianco · e3 alfiere del bianco · f3 pedone del bianco · a2 pedone del bianco · e2 cavallo del bianco · g2 pedone del bianco · h2 pedone del bianco · a1 torre del bianco · d1 donna del bianco · f1 torre del bianco · g1 re del bianco | a8 torre del nero · d8 donna del nero · f8 torre del nero · g8 re del nero · a7 pedone del nero · b7 pedone del nero · e7 pedone del nero · f7 alfiere del bianco · g7 alfiere del nero · h7 pedone del nero · g6 pedone del nero · a5 cavallo del nero · c5 pedone del nero · d4 pedone del bianco · e4 pedone del bianco · g4 alfiere del nero · c3 pedone del bianco · e3 alfiere del bianco · f3 pedone del bianco · a2 pedone del bianco · e2 cavallo del bianco · g2 pedone del bianco · h2 pedone del bianco · a1 torre del bianco · d1 donna del bianco · f1 torre del bianco · g1 re del bianco | a8 torre del nero · d8 donna del nero · f8 torre del nero · g8 re del nero · a7 pedone del nero · b7 pedone del nero · e7 pedone del nero · f7 alfiere del bianco · g7 alfiere del nero · h7 pedone del nero · g6 pedone del nero · a5 cavallo del nero · c5 pedone del nero · d4 pedone del bianco · e4 pedone del bianco · g4 alfiere del nero · c3 pedone del bianco · e3 alfiere del bianco · f3 pedone del bianco · a2 pedone del bianco · e2 cavallo del bianco · g2 pedone del bianco · h2 pedone del bianco · a1 torre del bianco · d1 donna del bianco · f1 torre del bianco · g1 re del bianco | a8 torre del nero · d8 donna del nero · f8 torre del nero · g8 re del nero · a7 pedone del nero · b7 pedone del nero · e7 pedone del nero · f7 alfiere del bianco · g7 alfiere del nero · h7 pedone del nero · g6 pedone del nero · a5 cavallo del nero · c5 pedone del nero · d4 pedone del bianco · e4 pedone del bianco · g4 alfiere del nero · c3 pedone del bianco · e3 alfiere del bianco · f3 pedone del bianco · a2 pedone del bianco · e2 cavallo del bianco · g2 pedone del bianco · h2 pedone del bianco · a1 torre del bianco · d1 donna del bianco · f1 torre del bianco · g1 re del bianco | a8 torre del nero · d8 donna del nero · f8 torre del nero · g8 re del nero · a7 pedone del nero · b7 pedone del nero · e7 pedone del nero · f7 alfiere del bianco · g7 alfiere del nero · h7 pedone del nero · g6 pedone del nero · a5 cavallo del nero · c5 pedone del nero · d4 pedone del bianco · e4 pedone del bianco · g4 alfiere del nero · c3 pedone del bianco · e3 alfiere del bianco · f3 pedone del bianco · a2 pedone del bianco · e2 cavallo del bianco · g2 pedone del bianco · h2 pedone del bianco · a1 torre del bianco · d1 donna del bianco · f1 torre del bianco · g1 re del bianco | a8 torre del nero · d8 donna del nero · f8 torre del nero · g8 re del nero · a7 pedone del nero · b7 pedone del nero · e7 pedone del nero · f7 alfiere del bianco · g7 alfiere del nero · h7 pedone del nero · g6 pedone del nero · a5 cavallo del nero · c5 pedone del nero · d4 pedone del bianco · e4 pedone del bianco · g4 alfiere del nero · c3 pedone del bianco · e3 alfiere del bianco · f3 pedone del bianco · a2 pedone del bianco · e2 cavallo del bianco · g2 pedone del bianco · h2 pedone del bianco · a1 torre del bianco · d1 donna del bianco · f1 torre del bianco · g1 re del bianco | a8 torre del nero · d8 donna del nero · f8 torre del nero · g8 re del nero · a7 pedone del nero · b7 pedone del nero · e7 pedone del nero · f7 alfiere del bianco · g7 alfiere del nero · h7 pedone del nero · g6 pedone del nero · a5 cavallo del nero · c5 pedone del nero · d4 pedone del bianco · e4 pedone del bianco · g4 alfiere del nero · c3 pedone del bianco · e3 alfiere del bianco · f3 pedone del bianco · a2 pedone del bianco · e2 cavallo del bianco · g2 pedone del bianco · h2 pedone del bianco · a1 torre del bianco · d1 donna del bianco · f1 torre del bianco · g1 re del bianco | 5 |
| 4 | a8 torre del nero · d8 donna del nero · f8 torre del nero · g8 re del nero · a7 pedone del nero · b7 pedone del nero · e7 pedone del nero · f7 alfiere del bianco · g7 alfiere del nero · h7 pedone del nero · g6 pedone del nero · a5 cavallo del nero · c5 pedone del nero · d4 pedone del bianco · e4 pedone del bianco · g4 alfiere del nero · c3 pedone del bianco · e3 alfiere del bianco · f3 pedone del bianco · a2 pedone del bianco · e2 cavallo del bianco · g2 pedone del bianco · h2 pedone del bianco · a1 torre del bianco · d1 donna del bianco · f1 torre del bianco · g1 re del bianco | a8 torre del nero · d8 donna del nero · f8 torre del nero · g8 re del nero · a7 pedone del nero · b7 pedone del nero · e7 pedone del nero · f7 alfiere del bianco · g7 alfiere del nero · h7 pedone del nero · g6 pedone del nero · a5 cavallo del nero · c5 pedone del nero · d4 pedone del bianco · e4 pedone del bianco · g4 alfiere del nero · c3 pedone del bianco · e3 alfiere del bianco · f3 pedone del bianco · a2 pedone del bianco · e2 cavallo del bianco · g2 pedone del bianco · h2 pedone del bianco · a1 torre del bianco · d1 donna del bianco · f1 torre del bianco · g1 re del bianco | a8 torre del nero · d8 donna del nero · f8 torre del nero · g8 re del nero · a7 pedone del nero · b7 pedone del nero · e7 pedone del nero · f7 alfiere del bianco · g7 alfiere del nero · h7 pedone del nero · g6 pedone del nero · a5 cavallo del nero · c5 pedone del nero · d4 pedone del bianco · e4 pedone del bianco · g4 alfiere del nero · c3 pedone del bianco · e3 alfiere del bianco · f3 pedone del bianco · a2 pedone del bianco · e2 cavallo del bianco · g2 pedone del bianco · h2 pedone del bianco · a1 torre del bianco · d1 donna del bianco · f1 torre del bianco · g1 re del bianco | a8 torre del nero · d8 donna del nero · f8 torre del nero · g8 re del nero · a7 pedone del nero · b7 pedone del nero · e7 pedone del nero · f7 alfiere del bianco · g7 alfiere del nero · h7 pedone del nero · g6 pedone del nero · a5 cavallo del nero · c5 pedone del nero · d4 pedone del bianco · e4 pedone del bianco · g4 alfiere del nero · c3 pedone del bianco · e3 alfiere del bianco · f3 pedone del bianco · a2 pedone del bianco · e2 cavallo del bianco · g2 pedone del bianco · h2 pedone del bianco · a1 torre del bianco · d1 donna del bianco · f1 torre del bianco · g1 re del bianco | a8 torre del nero · d8 donna del nero · f8 torre del nero · g8 re del nero · a7 pedone del nero · b7 pedone del nero · e7 pedone del nero · f7 alfiere del bianco · g7 alfiere del nero · h7 pedone del nero · g6 pedone del nero · a5 cavallo del nero · c5 pedone del nero · d4 pedone del bianco · e4 pedone del bianco · g4 alfiere del nero · c3 pedone del bianco · e3 alfiere del bianco · f3 pedone del bianco · a2 pedone del bianco · e2 cavallo del bianco · g2 pedone del bianco · h2 pedone del bianco · a1 torre del bianco · d1 donna del bianco · f1 torre del bianco · g1 re del bianco | a8 torre del nero · d8 donna del nero · f8 torre del nero · g8 re del nero · a7 pedone del nero · b7 pedone del nero · e7 pedone del nero · f7 alfiere del bianco · g7 alfiere del nero · h7 pedone del nero · g6 pedone del nero · a5 cavallo del nero · c5 pedone del nero · d4 pedone del bianco · e4 pedone del bianco · g4 alfiere del nero · c3 pedone del bianco · e3 alfiere del bianco · f3 pedone del bianco · a2 pedone del bianco · e2 cavallo del bianco · g2 pedone del bianco · h2 pedone del bianco · a1 torre del bianco · d1 donna del bianco · f1 torre del bianco · g1 re del bianco | a8 torre del nero · d8 donna del nero · f8 torre del nero · g8 re del nero · a7 pedone del nero · b7 pedone del nero · e7 pedone del nero · f7 alfiere del bianco · g7 alfiere del nero · h7 pedone del nero · g6 pedone del nero · a5 cavallo del nero · c5 pedone del nero · d4 pedone del bianco · e4 pedone del bianco · g4 alfiere del nero · c3 pedone del bianco · e3 alfiere del bianco · f3 pedone del bianco · a2 pedone del bianco · e2 cavallo del bianco · g2 pedone del bianco · h2 pedone del bianco · a1 torre del bianco · d1 donna del bianco · f1 torre del bianco · g1 re del bianco | a8 torre del nero · d8 donna del nero · f8 torre del nero · g8 re del nero · a7 pedone del nero · b7 pedone del nero · e7 pedone del nero · f7 alfiere del bianco · g7 alfiere del nero · h7 pedone del nero · g6 pedone del nero · a5 cavallo del nero · c5 pedone del nero · d4 pedone del bianco · e4 pedone del bianco · g4 alfiere del nero · c3 pedone del bianco · e3 alfiere del bianco · f3 pedone del bianco · a2 pedone del bianco · e2 cavallo del bianco · g2 pedone del bianco · h2 pedone del bianco · a1 torre del bianco · d1 donna del bianco · f1 torre del bianco · g1 re del bianco | 4 |
| 3 | a8 torre del nero · d8 donna del nero · f8 torre del nero · g8 re del nero · a7 pedone del nero · b7 pedone del nero · e7 pedone del nero · f7 alfiere del bianco · g7 alfiere del nero · h7 pedone del nero · g6 pedone del nero · a5 cavallo del nero · c5 pedone del nero · d4 pedone del bianco · e4 pedone del bianco · g4 alfiere del nero · c3 pedone del bianco · e3 alfiere del bianco · f3 pedone del bianco · a2 pedone del bianco · e2 cavallo del bianco · g2 pedone del bianco · h2 pedone del bianco · a1 torre del bianco · d1 donna del bianco · f1 torre del bianco · g1 re del bianco | a8 torre del nero · d8 donna del nero · f8 torre del nero · g8 re del nero · a7 pedone del nero · b7 pedone del nero · e7 pedone del nero · f7 alfiere del bianco · g7 alfiere del nero · h7 pedone del nero · g6 pedone del nero · a5 cavallo del nero · c5 pedone del nero · d4 pedone del bianco · e4 pedone del bianco · g4 alfiere del nero · c3 pedone del bianco · e3 alfiere del bianco · f3 pedone del bianco · a2 pedone del bianco · e2 cavallo del bianco · g2 pedone del bianco · h2 pedone del bianco · a1 torre del bianco · d1 donna del bianco · f1 torre del bianco · g1 re del bianco | a8 torre del nero · d8 donna del nero · f8 torre del nero · g8 re del nero · a7 pedone del nero · b7 pedone del nero · e7 pedone del nero · f7 alfiere del bianco · g7 alfiere del nero · h7 pedone del nero · g6 pedone del nero · a5 cavallo del nero · c5 pedone del nero · d4 pedone del bianco · e4 pedone del bianco · g4 alfiere del nero · c3 pedone del bianco · e3 alfiere del bianco · f3 pedone del bianco · a2 pedone del bianco · e2 cavallo del bianco · g2 pedone del bianco · h2 pedone del bianco · a1 torre del bianco · d1 donna del bianco · f1 torre del bianco · g1 re del bianco | a8 torre del nero · d8 donna del nero · f8 torre del nero · g8 re del nero · a7 pedone del nero · b7 pedone del nero · e7 pedone del nero · f7 alfiere del bianco · g7 alfiere del nero · h7 pedone del nero · g6 pedone del nero · a5 cavallo del nero · c5 pedone del nero · d4 pedone del bianco · e4 pedone del bianco · g4 alfiere del nero · c3 pedone del bianco · e3 alfiere del bianco · f3 pedone del bianco · a2 pedone del bianco · e2 cavallo del bianco · g2 pedone del bianco · h2 pedone del bianco · a1 torre del bianco · d1 donna del bianco · f1 torre del bianco · g1 re del bianco | a8 torre del nero · d8 donna del nero · f8 torre del nero · g8 re del nero · a7 pedone del nero · b7 pedone del nero · e7 pedone del nero · f7 alfiere del bianco · g7 alfiere del nero · h7 pedone del nero · g6 pedone del nero · a5 cavallo del nero · c5 pedone del nero · d4 pedone del bianco · e4 pedone del bianco · g4 alfiere del nero · c3 pedone del bianco · e3 alfiere del bianco · f3 pedone del bianco · a2 pedone del bianco · e2 cavallo del bianco · g2 pedone del bianco · h2 pedone del bianco · a1 torre del bianco · d1 donna del bianco · f1 torre del bianco · g1 re del bianco | a8 torre del nero · d8 donna del nero · f8 torre del nero · g8 re del nero · a7 pedone del nero · b7 pedone del nero · e7 pedone del nero · f7 alfiere del bianco · g7 alfiere del nero · h7 pedone del nero · g6 pedone del nero · a5 cavallo del nero · c5 pedone del nero · d4 pedone del bianco · e4 pedone del bianco · g4 alfiere del nero · c3 pedone del bianco · e3 alfiere del bianco · f3 pedone del bianco · a2 pedone del bianco · e2 cavallo del bianco · g2 pedone del bianco · h2 pedone del bianco · a1 torre del bianco · d1 donna del bianco · f1 torre del bianco · g1 re del bianco | a8 torre del nero · d8 donna del nero · f8 torre del nero · g8 re del nero · a7 pedone del nero · b7 pedone del nero · e7 pedone del nero · f7 alfiere del bianco · g7 alfiere del nero · h7 pedone del nero · g6 pedone del nero · a5 cavallo del nero · c5 pedone del nero · d4 pedone del bianco · e4 pedone del bianco · g4 alfiere del nero · c3 pedone del bianco · e3 alfiere del bianco · f3 pedone del bianco · a2 pedone del bianco · e2 cavallo del bianco · g2 pedone del bianco · h2 pedone del bianco · a1 torre del bianco · d1 donna del bianco · f1 torre del bianco · g1 re del bianco | a8 torre del nero · d8 donna del nero · f8 torre del nero · g8 re del nero · a7 pedone del nero · b7 pedone del nero · e7 pedone del nero · f7 alfiere del bianco · g7 alfiere del nero · h7 pedone del nero · g6 pedone del nero · a5 cavallo del nero · c5 pedone del nero · d4 pedone del bianco · e4 pedone del bianco · g4 alfiere del nero · c3 pedone del bianco · e3 alfiere del bianco · f3 pedone del bianco · a2 pedone del bianco · e2 cavallo del bianco · g2 pedone del bianco · h2 pedone del bianco · a1 torre del bianco · d1 donna del bianco · f1 torre del bianco · g1 re del bianco | 3 |
| 2 | a8 torre del nero · d8 donna del nero · f8 torre del nero · g8 re del nero · a7 pedone del nero · b7 pedone del nero · e7 pedone del nero · f7 alfiere del bianco · g7 alfiere del nero · h7 pedone del nero · g6 pedone del nero · a5 cavallo del nero · c5 pedone del nero · d4 pedone del bianco · e4 pedone del bianco · g4 alfiere del nero · c3 pedone del bianco · e3 alfiere del bianco · f3 pedone del bianco · a2 pedone del bianco · e2 cavallo del bianco · g2 pedone del bianco · h2 pedone del bianco · a1 torre del bianco · d1 donna del bianco · f1 torre del bianco · g1 re del bianco | a8 torre del nero · d8 donna del nero · f8 torre del nero · g8 re del nero · a7 pedone del nero · b7 pedone del nero · e7 pedone del nero · f7 alfiere del bianco · g7 alfiere del nero · h7 pedone del nero · g6 pedone del nero · a5 cavallo del nero · c5 pedone del nero · d4 pedone del bianco · e4 pedone del bianco · g4 alfiere del nero · c3 pedone del bianco · e3 alfiere del bianco · f3 pedone del bianco · a2 pedone del bianco · e2 cavallo del bianco · g2 pedone del bianco · h2 pedone del bianco · a1 torre del bianco · d1 donna del bianco · f1 torre del bianco · g1 re del bianco | a8 torre del nero · d8 donna del nero · f8 torre del nero · g8 re del nero · a7 pedone del nero · b7 pedone del nero · e7 pedone del nero · f7 alfiere del bianco · g7 alfiere del nero · h7 pedone del nero · g6 pedone del nero · a5 cavallo del nero · c5 pedone del nero · d4 pedone del bianco · e4 pedone del bianco · g4 alfiere del nero · c3 pedone del bianco · e3 alfiere del bianco · f3 pedone del bianco · a2 pedone del bianco · e2 cavallo del bianco · g2 pedone del bianco · h2 pedone del bianco · a1 torre del bianco · d1 donna del bianco · f1 torre del bianco · g1 re del bianco | a8 torre del nero · d8 donna del nero · f8 torre del nero · g8 re del nero · a7 pedone del nero · b7 pedone del nero · e7 pedone del nero · f7 alfiere del bianco · g7 alfiere del nero · h7 pedone del nero · g6 pedone del nero · a5 cavallo del nero · c5 pedone del nero · d4 pedone del bianco · e4 pedone del bianco · g4 alfiere del nero · c3 pedone del bianco · e3 alfiere del bianco · f3 pedone del bianco · a2 pedone del bianco · e2 cavallo del bianco · g2 pedone del bianco · h2 pedone del bianco · a1 torre del bianco · d1 donna del bianco · f1 torre del bianco · g1 re del bianco | a8 torre del nero · d8 donna del nero · f8 torre del nero · g8 re del nero · a7 pedone del nero · b7 pedone del nero · e7 pedone del nero · f7 alfiere del bianco · g7 alfiere del nero · h7 pedone del nero · g6 pedone del nero · a5 cavallo del nero · c5 pedone del nero · d4 pedone del bianco · e4 pedone del bianco · g4 alfiere del nero · c3 pedone del bianco · e3 alfiere del bianco · f3 pedone del bianco · a2 pedone del bianco · e2 cavallo del bianco · g2 pedone del bianco · h2 pedone del bianco · a1 torre del bianco · d1 donna del bianco · f1 torre del bianco · g1 re del bianco | a8 torre del nero · d8 donna del nero · f8 torre del nero · g8 re del nero · a7 pedone del nero · b7 pedone del nero · e7 pedone del nero · f7 alfiere del bianco · g7 alfiere del nero · h7 pedone del nero · g6 pedone del nero · a5 cavallo del nero · c5 pedone del nero · d4 pedone del bianco · e4 pedone del bianco · g4 alfiere del nero · c3 pedone del bianco · e3 alfiere del bianco · f3 pedone del bianco · a2 pedone del bianco · e2 cavallo del bianco · g2 pedone del bianco · h2 pedone del bianco · a1 torre del bianco · d1 donna del bianco · f1 torre del bianco · g1 re del bianco | a8 torre del nero · d8 donna del nero · f8 torre del nero · g8 re del nero · a7 pedone del nero · b7 pedone del nero · e7 pedone del nero · f7 alfiere del bianco · g7 alfiere del nero · h7 pedone del nero · g6 pedone del nero · a5 cavallo del nero · c5 pedone del nero · d4 pedone del bianco · e4 pedone del bianco · g4 alfiere del nero · c3 pedone del bianco · e3 alfiere del bianco · f3 pedone del bianco · a2 pedone del bianco · e2 cavallo del bianco · g2 pedone del bianco · h2 pedone del bianco · a1 torre del bianco · d1 donna del bianco · f1 torre del bianco · g1 re del bianco | a8 torre del nero · d8 donna del nero · f8 torre del nero · g8 re del nero · a7 pedone del nero · b7 pedone del nero · e7 pedone del nero · f7 alfiere del bianco · g7 alfiere del nero · h7 pedone del nero · g6 pedone del nero · a5 cavallo del nero · c5 pedone del nero · d4 pedone del bianco · e4 pedone del bianco · g4 alfiere del nero · c3 pedone del bianco · e3 alfiere del bianco · f3 pedone del bianco · a2 pedone del bianco · e2 cavallo del bianco · g2 pedone del bianco · h2 pedone del bianco · a1 torre del bianco · d1 donna del bianco · f1 torre del bianco · g1 re del bianco | 2 |
| 1 | a8 torre del nero · d8 donna del nero · f8 torre del nero · g8 re del nero · a7 pedone del nero · b7 pedone del nero · e7 pedone del nero · f7 alfiere del bianco · g7 alfiere del nero · h7 pedone del nero · g6 pedone del nero · a5 cavallo del nero · c5 pedone del nero · d4 pedone del bianco · e4 pedone del bianco · g4 alfiere del nero · c3 pedone del bianco · e3 alfiere del bianco · f3 pedone del bianco · a2 pedone del bianco · e2 cavallo del bianco · g2 pedone del bianco · h2 pedone del bianco · a1 torre del bianco · d1 donna del bianco · f1 torre del bianco · g1 re del bianco | a8 torre del nero · d8 donna del nero · f8 torre del nero · g8 re del nero · a7 pedone del nero · b7 pedone del nero · e7 pedone del nero · f7 alfiere del bianco · g7 alfiere del nero · h7 pedone del nero · g6 pedone del nero · a5 cavallo del nero · c5 pedone del nero · d4 pedone del bianco · e4 pedone del bianco · g4 alfiere del nero · c3 pedone del bianco · e3 alfiere del bianco · f3 pedone del bianco · a2 pedone del bianco · e2 cavallo del bianco · g2 pedone del bianco · h2 pedone del bianco · a1 torre del bianco · d1 donna del bianco · f1 torre del bianco · g1 re del bianco | a8 torre del nero · d8 donna del nero · f8 torre del nero · g8 re del nero · a7 pedone del nero · b7 pedone del nero · e7 pedone del nero · f7 alfiere del bianco · g7 alfiere del nero · h7 pedone del nero · g6 pedone del nero · a5 cavallo del nero · c5 pedone del nero · d4 pedone del bianco · e4 pedone del bianco · g4 alfiere del nero · c3 pedone del bianco · e3 alfiere del bianco · f3 pedone del bianco · a2 pedone del bianco · e2 cavallo del bianco · g2 pedone del bianco · h2 pedone del bianco · a1 torre del bianco · d1 donna del bianco · f1 torre del bianco · g1 re del bianco | a8 torre del nero · d8 donna del nero · f8 torre del nero · g8 re del nero · a7 pedone del nero · b7 pedone del nero · e7 pedone del nero · f7 alfiere del bianco · g7 alfiere del nero · h7 pedone del nero · g6 pedone del nero · a5 cavallo del nero · c5 pedone del nero · d4 pedone del bianco · e4 pedone del bianco · g4 alfiere del nero · c3 pedone del bianco · e3 alfiere del bianco · f3 pedone del bianco · a2 pedone del bianco · e2 cavallo del bianco · g2 pedone del bianco · h2 pedone del bianco · a1 torre del bianco · d1 donna del bianco · f1 torre del bianco · g1 re del bianco | a8 torre del nero · d8 donna del nero · f8 torre del nero · g8 re del nero · a7 pedone del nero · b7 pedone del nero · e7 pedone del nero · f7 alfiere del bianco · g7 alfiere del nero · h7 pedone del nero · g6 pedone del nero · a5 cavallo del nero · c5 pedone del nero · d4 pedone del bianco · e4 pedone del bianco · g4 alfiere del nero · c3 pedone del bianco · e3 alfiere del bianco · f3 pedone del bianco · a2 pedone del bianco · e2 cavallo del bianco · g2 pedone del bianco · h2 pedone del bianco · a1 torre del bianco · d1 donna del bianco · f1 torre del bianco · g1 re del bianco | a8 torre del nero · d8 donna del nero · f8 torre del nero · g8 re del nero · a7 pedone del nero · b7 pedone del nero · e7 pedone del nero · f7 alfiere del bianco · g7 alfiere del nero · h7 pedone del nero · g6 pedone del nero · a5 cavallo del nero · c5 pedone del nero · d4 pedone del bianco · e4 pedone del bianco · g4 alfiere del nero · c3 pedone del bianco · e3 alfiere del bianco · f3 pedone del bianco · a2 pedone del bianco · e2 cavallo del bianco · g2 pedone del bianco · h2 pedone del bianco · a1 torre del bianco · d1 donna del bianco · f1 torre del bianco · g1 re del bianco | a8 torre del nero · d8 donna del nero · f8 torre del nero · g8 re del nero · a7 pedone del nero · b7 pedone del nero · e7 pedone del nero · f7 alfiere del bianco · g7 alfiere del nero · h7 pedone del nero · g6 pedone del nero · a5 cavallo del nero · c5 pedone del nero · d4 pedone del bianco · e4 pedone del bianco · g4 alfiere del nero · c3 pedone del bianco · e3 alfiere del bianco · f3 pedone del bianco · a2 pedone del bianco · e2 cavallo del bianco · g2 pedone del bianco · h2 pedone del bianco · a1 torre del bianco · d1 donna del bianco · f1 torre del bianco · g1 re del bianco | a8 torre del nero · d8 donna del nero · f8 torre del nero · g8 re del nero · a7 pedone del nero · b7 pedone del nero · e7 pedone del nero · f7 alfiere del bianco · g7 alfiere del nero · h7 pedone del nero · g6 pedone del nero · a5 cavallo del nero · c5 pedone del nero · d4 pedone del bianco · e4 pedone del bianco · g4 alfiere del nero · c3 pedone del bianco · e3 alfiere del bianco · f3 pedone del bianco · a2 pedone del bianco · e2 cavallo del bianco · g2 pedone del bianco · h2 pedone del bianco · a1 torre del bianco · d1 donna del bianco · f1 torre del bianco · g1 re del bianco | 1 |
|   | a | b | c | d | e | f | g | h |   |

- -     - 7. ..., O-O 8 Ce2 b6

|   | a | b | c | d | e | f | g | h |   |
| 8 | a8 torre del nero · b8 cavallo del nero · c8 alfiere del nero · d8 donna del nero · f8 torre del nero · g8 re del nero · a7 pedone del nero · c7 pedone del nero · e7 pedone del nero · f7 pedone del nero · g7 alfiere del nero · h7 pedone del nero · b6 pedone del nero · g6 pedone del nero · c4 alfiere del bianco · d4 pedone del bianco · e4 pedone del bianco · c3 pedone del bianco · a2 pedone del bianco · e2 cavallo del bianco · f2 pedone del bianco · g2 pedone del bianco · h2 pedone del bianco · a1 torre del bianco · c1 alfiere del bianco · d1 donna del bianco · e1 re del bianco · h1 torre del bianco | a8 torre del nero · b8 cavallo del nero · c8 alfiere del nero · d8 donna del nero · f8 torre del nero · g8 re del nero · a7 pedone del nero · c7 pedone del nero · e7 pedone del nero · f7 pedone del nero · g7 alfiere del nero · h7 pedone del nero · b6 pedone del nero · g6 pedone del nero · c4 alfiere del bianco · d4 pedone del bianco · e4 pedone del bianco · c3 pedone del bianco · a2 pedone del bianco · e2 cavallo del bianco · f2 pedone del bianco · g2 pedone del bianco · h2 pedone del bianco · a1 torre del bianco · c1 alfiere del bianco · d1 donna del bianco · e1 re del bianco · h1 torre del bianco | a8 torre del nero · b8 cavallo del nero · c8 alfiere del nero · d8 donna del nero · f8 torre del nero · g8 re del nero · a7 pedone del nero · c7 pedone del nero · e7 pedone del nero · f7 pedone del nero · g7 alfiere del nero · h7 pedone del nero · b6 pedone del nero · g6 pedone del nero · c4 alfiere del bianco · d4 pedone del bianco · e4 pedone del bianco · c3 pedone del bianco · a2 pedone del bianco · e2 cavallo del bianco · f2 pedone del bianco · g2 pedone del bianco · h2 pedone del bianco · a1 torre del bianco · c1 alfiere del bianco · d1 donna del bianco · e1 re del bianco · h1 torre del bianco | a8 torre del nero · b8 cavallo del nero · c8 alfiere del nero · d8 donna del nero · f8 torre del nero · g8 re del nero · a7 pedone del nero · c7 pedone del nero · e7 pedone del nero · f7 pedone del nero · g7 alfiere del nero · h7 pedone del nero · b6 pedone del nero · g6 pedone del nero · c4 alfiere del bianco · d4 pedone del bianco · e4 pedone del bianco · c3 pedone del bianco · a2 pedone del bianco · e2 cavallo del bianco · f2 pedone del bianco · g2 pedone del bianco · h2 pedone del bianco · a1 torre del bianco · c1 alfiere del bianco · d1 donna del bianco · e1 re del bianco · h1 torre del bianco | a8 torre del nero · b8 cavallo del nero · c8 alfiere del nero · d8 donna del nero · f8 torre del nero · g8 re del nero · a7 pedone del nero · c7 pedone del nero · e7 pedone del nero · f7 pedone del nero · g7 alfiere del nero · h7 pedone del nero · b6 pedone del nero · g6 pedone del nero · c4 alfiere del bianco · d4 pedone del bianco · e4 pedone del bianco · c3 pedone del bianco · a2 pedone del bianco · e2 cavallo del bianco · f2 pedone del bianco · g2 pedone del bianco · h2 pedone del bianco · a1 torre del bianco · c1 alfiere del bianco · d1 donna del bianco · e1 re del bianco · h1 torre del bianco | a8 torre del nero · b8 cavallo del nero · c8 alfiere del nero · d8 donna del nero · f8 torre del nero · g8 re del nero · a7 pedone del nero · c7 pedone del nero · e7 pedone del nero · f7 pedone del nero · g7 alfiere del nero · h7 pedone del nero · b6 pedone del nero · g6 pedone del nero · c4 alfiere del bianco · d4 pedone del bianco · e4 pedone del bianco · c3 pedone del bianco · a2 pedone del bianco · e2 cavallo del bianco · f2 pedone del bianco · g2 pedone del bianco · h2 pedone del bianco · a1 torre del bianco · c1 alfiere del bianco · d1 donna del bianco · e1 re del bianco · h1 torre del bianco | a8 torre del nero · b8 cavallo del nero · c8 alfiere del nero · d8 donna del nero · f8 torre del nero · g8 re del nero · a7 pedone del nero · c7 pedone del nero · e7 pedone del nero · f7 pedone del nero · g7 alfiere del nero · h7 pedone del nero · b6 pedone del nero · g6 pedone del nero · c4 alfiere del bianco · d4 pedone del bianco · e4 pedone del bianco · c3 pedone del bianco · a2 pedone del bianco · e2 cavallo del bianco · f2 pedone del bianco · g2 pedone del bianco · h2 pedone del bianco · a1 torre del bianco · c1 alfiere del bianco · d1 donna del bianco · e1 re del bianco · h1 torre del bianco | a8 torre del nero · b8 cavallo del nero · c8 alfiere del nero · d8 donna del nero · f8 torre del nero · g8 re del nero · a7 pedone del nero · c7 pedone del nero · e7 pedone del nero · f7 pedone del nero · g7 alfiere del nero · h7 pedone del nero · b6 pedone del nero · g6 pedone del nero · c4 alfiere del bianco · d4 pedone del bianco · e4 pedone del bianco · c3 pedone del bianco · a2 pedone del bianco · e2 cavallo del bianco · f2 pedone del bianco · g2 pedone del bianco · h2 pedone del bianco · a1 torre del bianco · c1 alfiere del bianco · d1 donna del bianco · e1 re del bianco · h1 torre del bianco | 8 |
| 7 | a8 torre del nero · b8 cavallo del nero · c8 alfiere del nero · d8 donna del nero · f8 torre del nero · g8 re del nero · a7 pedone del nero · c7 pedone del nero · e7 pedone del nero · f7 pedone del nero · g7 alfiere del nero · h7 pedone del nero · b6 pedone del nero · g6 pedone del nero · c4 alfiere del bianco · d4 pedone del bianco · e4 pedone del bianco · c3 pedone del bianco · a2 pedone del bianco · e2 cavallo del bianco · f2 pedone del bianco · g2 pedone del bianco · h2 pedone del bianco · a1 torre del bianco · c1 alfiere del bianco · d1 donna del bianco · e1 re del bianco · h1 torre del bianco | a8 torre del nero · b8 cavallo del nero · c8 alfiere del nero · d8 donna del nero · f8 torre del nero · g8 re del nero · a7 pedone del nero · c7 pedone del nero · e7 pedone del nero · f7 pedone del nero · g7 alfiere del nero · h7 pedone del nero · b6 pedone del nero · g6 pedone del nero · c4 alfiere del bianco · d4 pedone del bianco · e4 pedone del bianco · c3 pedone del bianco · a2 pedone del bianco · e2 cavallo del bianco · f2 pedone del bianco · g2 pedone del bianco · h2 pedone del bianco · a1 torre del bianco · c1 alfiere del bianco · d1 donna del bianco · e1 re del bianco · h1 torre del bianco | a8 torre del nero · b8 cavallo del nero · c8 alfiere del nero · d8 donna del nero · f8 torre del nero · g8 re del nero · a7 pedone del nero · c7 pedone del nero · e7 pedone del nero · f7 pedone del nero · g7 alfiere del nero · h7 pedone del nero · b6 pedone del nero · g6 pedone del nero · c4 alfiere del bianco · d4 pedone del bianco · e4 pedone del bianco · c3 pedone del bianco · a2 pedone del bianco · e2 cavallo del bianco · f2 pedone del bianco · g2 pedone del bianco · h2 pedone del bianco · a1 torre del bianco · c1 alfiere del bianco · d1 donna del bianco · e1 re del bianco · h1 torre del bianco | a8 torre del nero · b8 cavallo del nero · c8 alfiere del nero · d8 donna del nero · f8 torre del nero · g8 re del nero · a7 pedone del nero · c7 pedone del nero · e7 pedone del nero · f7 pedone del nero · g7 alfiere del nero · h7 pedone del nero · b6 pedone del nero · g6 pedone del nero · c4 alfiere del bianco · d4 pedone del bianco · e4 pedone del bianco · c3 pedone del bianco · a2 pedone del bianco · e2 cavallo del bianco · f2 pedone del bianco · g2 pedone del bianco · h2 pedone del bianco · a1 torre del bianco · c1 alfiere del bianco · d1 donna del bianco · e1 re del bianco · h1 torre del bianco | a8 torre del nero · b8 cavallo del nero · c8 alfiere del nero · d8 donna del nero · f8 torre del nero · g8 re del nero · a7 pedone del nero · c7 pedone del nero · e7 pedone del nero · f7 pedone del nero · g7 alfiere del nero · h7 pedone del nero · b6 pedone del nero · g6 pedone del nero · c4 alfiere del bianco · d4 pedone del bianco · e4 pedone del bianco · c3 pedone del bianco · a2 pedone del bianco · e2 cavallo del bianco · f2 pedone del bianco · g2 pedone del bianco · h2 pedone del bianco · a1 torre del bianco · c1 alfiere del bianco · d1 donna del bianco · e1 re del bianco · h1 torre del bianco | a8 torre del nero · b8 cavallo del nero · c8 alfiere del nero · d8 donna del nero · f8 torre del nero · g8 re del nero · a7 pedone del nero · c7 pedone del nero · e7 pedone del nero · f7 pedone del nero · g7 alfiere del nero · h7 pedone del nero · b6 pedone del nero · g6 pedone del nero · c4 alfiere del bianco · d4 pedone del bianco · e4 pedone del bianco · c3 pedone del bianco · a2 pedone del bianco · e2 cavallo del bianco · f2 pedone del bianco · g2 pedone del bianco · h2 pedone del bianco · a1 torre del bianco · c1 alfiere del bianco · d1 donna del bianco · e1 re del bianco · h1 torre del bianco | a8 torre del nero · b8 cavallo del nero · c8 alfiere del nero · d8 donna del nero · f8 torre del nero · g8 re del nero · a7 pedone del nero · c7 pedone del nero · e7 pedone del nero · f7 pedone del nero · g7 alfiere del nero · h7 pedone del nero · b6 pedone del nero · g6 pedone del nero · c4 alfiere del bianco · d4 pedone del bianco · e4 pedone del bianco · c3 pedone del bianco · a2 pedone del bianco · e2 cavallo del bianco · f2 pedone del bianco · g2 pedone del bianco · h2 pedone del bianco · a1 torre del bianco · c1 alfiere del bianco · d1 donna del bianco · e1 re del bianco · h1 torre del bianco | a8 torre del nero · b8 cavallo del nero · c8 alfiere del nero · d8 donna del nero · f8 torre del nero · g8 re del nero · a7 pedone del nero · c7 pedone del nero · e7 pedone del nero · f7 pedone del nero · g7 alfiere del nero · h7 pedone del nero · b6 pedone del nero · g6 pedone del nero · c4 alfiere del bianco · d4 pedone del bianco · e4 pedone del bianco · c3 pedone del bianco · a2 pedone del bianco · e2 cavallo del bianco · f2 pedone del bianco · g2 pedone del bianco · h2 pedone del bianco · a1 torre del bianco · c1 alfiere del bianco · d1 donna del bianco · e1 re del bianco · h1 torre del bianco | 7 |
| 6 | a8 torre del nero · b8 cavallo del nero · c8 alfiere del nero · d8 donna del nero · f8 torre del nero · g8 re del nero · a7 pedone del nero · c7 pedone del nero · e7 pedone del nero · f7 pedone del nero · g7 alfiere del nero · h7 pedone del nero · b6 pedone del nero · g6 pedone del nero · c4 alfiere del bianco · d4 pedone del bianco · e4 pedone del bianco · c3 pedone del bianco · a2 pedone del bianco · e2 cavallo del bianco · f2 pedone del bianco · g2 pedone del bianco · h2 pedone del bianco · a1 torre del bianco · c1 alfiere del bianco · d1 donna del bianco · e1 re del bianco · h1 torre del bianco | a8 torre del nero · b8 cavallo del nero · c8 alfiere del nero · d8 donna del nero · f8 torre del nero · g8 re del nero · a7 pedone del nero · c7 pedone del nero · e7 pedone del nero · f7 pedone del nero · g7 alfiere del nero · h7 pedone del nero · b6 pedone del nero · g6 pedone del nero · c4 alfiere del bianco · d4 pedone del bianco · e4 pedone del bianco · c3 pedone del bianco · a2 pedone del bianco · e2 cavallo del bianco · f2 pedone del bianco · g2 pedone del bianco · h2 pedone del bianco · a1 torre del bianco · c1 alfiere del bianco · d1 donna del bianco · e1 re del bianco · h1 torre del bianco | a8 torre del nero · b8 cavallo del nero · c8 alfiere del nero · d8 donna del nero · f8 torre del nero · g8 re del nero · a7 pedone del nero · c7 pedone del nero · e7 pedone del nero · f7 pedone del nero · g7 alfiere del nero · h7 pedone del nero · b6 pedone del nero · g6 pedone del nero · c4 alfiere del bianco · d4 pedone del bianco · e4 pedone del bianco · c3 pedone del bianco · a2 pedone del bianco · e2 cavallo del bianco · f2 pedone del bianco · g2 pedone del bianco · h2 pedone del bianco · a1 torre del bianco · c1 alfiere del bianco · d1 donna del bianco · e1 re del bianco · h1 torre del bianco | a8 torre del nero · b8 cavallo del nero · c8 alfiere del nero · d8 donna del nero · f8 torre del nero · g8 re del nero · a7 pedone del nero · c7 pedone del nero · e7 pedone del nero · f7 pedone del nero · g7 alfiere del nero · h7 pedone del nero · b6 pedone del nero · g6 pedone del nero · c4 alfiere del bianco · d4 pedone del bianco · e4 pedone del bianco · c3 pedone del bianco · a2 pedone del bianco · e2 cavallo del bianco · f2 pedone del bianco · g2 pedone del bianco · h2 pedone del bianco · a1 torre del bianco · c1 alfiere del bianco · d1 donna del bianco · e1 re del bianco · h1 torre del bianco | a8 torre del nero · b8 cavallo del nero · c8 alfiere del nero · d8 donna del nero · f8 torre del nero · g8 re del nero · a7 pedone del nero · c7 pedone del nero · e7 pedone del nero · f7 pedone del nero · g7 alfiere del nero · h7 pedone del nero · b6 pedone del nero · g6 pedone del nero · c4 alfiere del bianco · d4 pedone del bianco · e4 pedone del bianco · c3 pedone del bianco · a2 pedone del bianco · e2 cavallo del bianco · f2 pedone del bianco · g2 pedone del bianco · h2 pedone del bianco · a1 torre del bianco · c1 alfiere del bianco · d1 donna del bianco · e1 re del bianco · h1 torre del bianco | a8 torre del nero · b8 cavallo del nero · c8 alfiere del nero · d8 donna del nero · f8 torre del nero · g8 re del nero · a7 pedone del nero · c7 pedone del nero · e7 pedone del nero · f7 pedone del nero · g7 alfiere del nero · h7 pedone del nero · b6 pedone del nero · g6 pedone del nero · c4 alfiere del bianco · d4 pedone del bianco · e4 pedone del bianco · c3 pedone del bianco · a2 pedone del bianco · e2 cavallo del bianco · f2 pedone del bianco · g2 pedone del bianco · h2 pedone del bianco · a1 torre del bianco · c1 alfiere del bianco · d1 donna del bianco · e1 re del bianco · h1 torre del bianco | a8 torre del nero · b8 cavallo del nero · c8 alfiere del nero · d8 donna del nero · f8 torre del nero · g8 re del nero · a7 pedone del nero · c7 pedone del nero · e7 pedone del nero · f7 pedone del nero · g7 alfiere del nero · h7 pedone del nero · b6 pedone del nero · g6 pedone del nero · c4 alfiere del bianco · d4 pedone del bianco · e4 pedone del bianco · c3 pedone del bianco · a2 pedone del bianco · e2 cavallo del bianco · f2 pedone del bianco · g2 pedone del bianco · h2 pedone del bianco · a1 torre del bianco · c1 alfiere del bianco · d1 donna del bianco · e1 re del bianco · h1 torre del bianco | a8 torre del nero · b8 cavallo del nero · c8 alfiere del nero · d8 donna del nero · f8 torre del nero · g8 re del nero · a7 pedone del nero · c7 pedone del nero · e7 pedone del nero · f7 pedone del nero · g7 alfiere del nero · h7 pedone del nero · b6 pedone del nero · g6 pedone del nero · c4 alfiere del bianco · d4 pedone del bianco · e4 pedone del bianco · c3 pedone del bianco · a2 pedone del bianco · e2 cavallo del bianco · f2 pedone del bianco · g2 pedone del bianco · h2 pedone del bianco · a1 torre del bianco · c1 alfiere del bianco · d1 donna del bianco · e1 re del bianco · h1 torre del bianco | 6 |
| 5 | a8 torre del nero · b8 cavallo del nero · c8 alfiere del nero · d8 donna del nero · f8 torre del nero · g8 re del nero · a7 pedone del nero · c7 pedone del nero · e7 pedone del nero · f7 pedone del nero · g7 alfiere del nero · h7 pedone del nero · b6 pedone del nero · g6 pedone del nero · c4 alfiere del bianco · d4 pedone del bianco · e4 pedone del bianco · c3 pedone del bianco · a2 pedone del bianco · e2 cavallo del bianco · f2 pedone del bianco · g2 pedone del bianco · h2 pedone del bianco · a1 torre del bianco · c1 alfiere del bianco · d1 donna del bianco · e1 re del bianco · h1 torre del bianco | a8 torre del nero · b8 cavallo del nero · c8 alfiere del nero · d8 donna del nero · f8 torre del nero · g8 re del nero · a7 pedone del nero · c7 pedone del nero · e7 pedone del nero · f7 pedone del nero · g7 alfiere del nero · h7 pedone del nero · b6 pedone del nero · g6 pedone del nero · c4 alfiere del bianco · d4 pedone del bianco · e4 pedone del bianco · c3 pedone del bianco · a2 pedone del bianco · e2 cavallo del bianco · f2 pedone del bianco · g2 pedone del bianco · h2 pedone del bianco · a1 torre del bianco · c1 alfiere del bianco · d1 donna del bianco · e1 re del bianco · h1 torre del bianco | a8 torre del nero · b8 cavallo del nero · c8 alfiere del nero · d8 donna del nero · f8 torre del nero · g8 re del nero · a7 pedone del nero · c7 pedone del nero · e7 pedone del nero · f7 pedone del nero · g7 alfiere del nero · h7 pedone del nero · b6 pedone del nero · g6 pedone del nero · c4 alfiere del bianco · d4 pedone del bianco · e4 pedone del bianco · c3 pedone del bianco · a2 pedone del bianco · e2 cavallo del bianco · f2 pedone del bianco · g2 pedone del bianco · h2 pedone del bianco · a1 torre del bianco · c1 alfiere del bianco · d1 donna del bianco · e1 re del bianco · h1 torre del bianco | a8 torre del nero · b8 cavallo del nero · c8 alfiere del nero · d8 donna del nero · f8 torre del nero · g8 re del nero · a7 pedone del nero · c7 pedone del nero · e7 pedone del nero · f7 pedone del nero · g7 alfiere del nero · h7 pedone del nero · b6 pedone del nero · g6 pedone del nero · c4 alfiere del bianco · d4 pedone del bianco · e4 pedone del bianco · c3 pedone del bianco · a2 pedone del bianco · e2 cavallo del bianco · f2 pedone del bianco · g2 pedone del bianco · h2 pedone del bianco · a1 torre del bianco · c1 alfiere del bianco · d1 donna del bianco · e1 re del bianco · h1 torre del bianco | a8 torre del nero · b8 cavallo del nero · c8 alfiere del nero · d8 donna del nero · f8 torre del nero · g8 re del nero · a7 pedone del nero · c7 pedone del nero · e7 pedone del nero · f7 pedone del nero · g7 alfiere del nero · h7 pedone del nero · b6 pedone del nero · g6 pedone del nero · c4 alfiere del bianco · d4 pedone del bianco · e4 pedone del bianco · c3 pedone del bianco · a2 pedone del bianco · e2 cavallo del bianco · f2 pedone del bianco · g2 pedone del bianco · h2 pedone del bianco · a1 torre del bianco · c1 alfiere del bianco · d1 donna del bianco · e1 re del bianco · h1 torre del bianco | a8 torre del nero · b8 cavallo del nero · c8 alfiere del nero · d8 donna del nero · f8 torre del nero · g8 re del nero · a7 pedone del nero · c7 pedone del nero · e7 pedone del nero · f7 pedone del nero · g7 alfiere del nero · h7 pedone del nero · b6 pedone del nero · g6 pedone del nero · c4 alfiere del bianco · d4 pedone del bianco · e4 pedone del bianco · c3 pedone del bianco · a2 pedone del bianco · e2 cavallo del bianco · f2 pedone del bianco · g2 pedone del bianco · h2 pedone del bianco · a1 torre del bianco · c1 alfiere del bianco · d1 donna del bianco · e1 re del bianco · h1 torre del bianco | a8 torre del nero · b8 cavallo del nero · c8 alfiere del nero · d8 donna del nero · f8 torre del nero · g8 re del nero · a7 pedone del nero · c7 pedone del nero · e7 pedone del nero · f7 pedone del nero · g7 alfiere del nero · h7 pedone del nero · b6 pedone del nero · g6 pedone del nero · c4 alfiere del bianco · d4 pedone del bianco · e4 pedone del bianco · c3 pedone del bianco · a2 pedone del bianco · e2 cavallo del bianco · f2 pedone del bianco · g2 pedone del bianco · h2 pedone del bianco · a1 torre del bianco · c1 alfiere del bianco · d1 donna del bianco · e1 re del bianco · h1 torre del bianco | a8 torre del nero · b8 cavallo del nero · c8 alfiere del nero · d8 donna del nero · f8 torre del nero · g8 re del nero · a7 pedone del nero · c7 pedone del nero · e7 pedone del nero · f7 pedone del nero · g7 alfiere del nero · h7 pedone del nero · b6 pedone del nero · g6 pedone del nero · c4 alfiere del bianco · d4 pedone del bianco · e4 pedone del bianco · c3 pedone del bianco · a2 pedone del bianco · e2 cavallo del bianco · f2 pedone del bianco · g2 pedone del bianco · h2 pedone del bianco · a1 torre del bianco · c1 alfiere del bianco · d1 donna del bianco · e1 re del bianco · h1 torre del bianco | 5 |
| 4 | a8 torre del nero · b8 cavallo del nero · c8 alfiere del nero · d8 donna del nero · f8 torre del nero · g8 re del nero · a7 pedone del nero · c7 pedone del nero · e7 pedone del nero · f7 pedone del nero · g7 alfiere del nero · h7 pedone del nero · b6 pedone del nero · g6 pedone del nero · c4 alfiere del bianco · d4 pedone del bianco · e4 pedone del bianco · c3 pedone del bianco · a2 pedone del bianco · e2 cavallo del bianco · f2 pedone del bianco · g2 pedone del bianco · h2 pedone del bianco · a1 torre del bianco · c1 alfiere del bianco · d1 donna del bianco · e1 re del bianco · h1 torre del bianco | a8 torre del nero · b8 cavallo del nero · c8 alfiere del nero · d8 donna del nero · f8 torre del nero · g8 re del nero · a7 pedone del nero · c7 pedone del nero · e7 pedone del nero · f7 pedone del nero · g7 alfiere del nero · h7 pedone del nero · b6 pedone del nero · g6 pedone del nero · c4 alfiere del bianco · d4 pedone del bianco · e4 pedone del bianco · c3 pedone del bianco · a2 pedone del bianco · e2 cavallo del bianco · f2 pedone del bianco · g2 pedone del bianco · h2 pedone del bianco · a1 torre del bianco · c1 alfiere del bianco · d1 donna del bianco · e1 re del bianco · h1 torre del bianco | a8 torre del nero · b8 cavallo del nero · c8 alfiere del nero · d8 donna del nero · f8 torre del nero · g8 re del nero · a7 pedone del nero · c7 pedone del nero · e7 pedone del nero · f7 pedone del nero · g7 alfiere del nero · h7 pedone del nero · b6 pedone del nero · g6 pedone del nero · c4 alfiere del bianco · d4 pedone del bianco · e4 pedone del bianco · c3 pedone del bianco · a2 pedone del bianco · e2 cavallo del bianco · f2 pedone del bianco · g2 pedone del bianco · h2 pedone del bianco · a1 torre del bianco · c1 alfiere del bianco · d1 donna del bianco · e1 re del bianco · h1 torre del bianco | a8 torre del nero · b8 cavallo del nero · c8 alfiere del nero · d8 donna del nero · f8 torre del nero · g8 re del nero · a7 pedone del nero · c7 pedone del nero · e7 pedone del nero · f7 pedone del nero · g7 alfiere del nero · h7 pedone del nero · b6 pedone del nero · g6 pedone del nero · c4 alfiere del bianco · d4 pedone del bianco · e4 pedone del bianco · c3 pedone del bianco · a2 pedone del bianco · e2 cavallo del bianco · f2 pedone del bianco · g2 pedone del bianco · h2 pedone del bianco · a1 torre del bianco · c1 alfiere del bianco · d1 donna del bianco · e1 re del bianco · h1 torre del bianco | a8 torre del nero · b8 cavallo del nero · c8 alfiere del nero · d8 donna del nero · f8 torre del nero · g8 re del nero · a7 pedone del nero · c7 pedone del nero · e7 pedone del nero · f7 pedone del nero · g7 alfiere del nero · h7 pedone del nero · b6 pedone del nero · g6 pedone del nero · c4 alfiere del bianco · d4 pedone del bianco · e4 pedone del bianco · c3 pedone del bianco · a2 pedone del bianco · e2 cavallo del bianco · f2 pedone del bianco · g2 pedone del bianco · h2 pedone del bianco · a1 torre del bianco · c1 alfiere del bianco · d1 donna del bianco · e1 re del bianco · h1 torre del bianco | a8 torre del nero · b8 cavallo del nero · c8 alfiere del nero · d8 donna del nero · f8 torre del nero · g8 re del nero · a7 pedone del nero · c7 pedone del nero · e7 pedone del nero · f7 pedone del nero · g7 alfiere del nero · h7 pedone del nero · b6 pedone del nero · g6 pedone del nero · c4 alfiere del bianco · d4 pedone del bianco · e4 pedone del bianco · c3 pedone del bianco · a2 pedone del bianco · e2 cavallo del bianco · f2 pedone del bianco · g2 pedone del bianco · h2 pedone del bianco · a1 torre del bianco · c1 alfiere del bianco · d1 donna del bianco · e1 re del bianco · h1 torre del bianco | a8 torre del nero · b8 cavallo del nero · c8 alfiere del nero · d8 donna del nero · f8 torre del nero · g8 re del nero · a7 pedone del nero · c7 pedone del nero · e7 pedone del nero · f7 pedone del nero · g7 alfiere del nero · h7 pedone del nero · b6 pedone del nero · g6 pedone del nero · c4 alfiere del bianco · d4 pedone del bianco · e4 pedone del bianco · c3 pedone del bianco · a2 pedone del bianco · e2 cavallo del bianco · f2 pedone del bianco · g2 pedone del bianco · h2 pedone del bianco · a1 torre del bianco · c1 alfiere del bianco · d1 donna del bianco · e1 re del bianco · h1 torre del bianco | a8 torre del nero · b8 cavallo del nero · c8 alfiere del nero · d8 donna del nero · f8 torre del nero · g8 re del nero · a7 pedone del nero · c7 pedone del nero · e7 pedone del nero · f7 pedone del nero · g7 alfiere del nero · h7 pedone del nero · b6 pedone del nero · g6 pedone del nero · c4 alfiere del bianco · d4 pedone del bianco · e4 pedone del bianco · c3 pedone del bianco · a2 pedone del bianco · e2 cavallo del bianco · f2 pedone del bianco · g2 pedone del bianco · h2 pedone del bianco · a1 torre del bianco · c1 alfiere del bianco · d1 donna del bianco · e1 re del bianco · h1 torre del bianco | 4 |
| 3 | a8 torre del nero · b8 cavallo del nero · c8 alfiere del nero · d8 donna del nero · f8 torre del nero · g8 re del nero · a7 pedone del nero · c7 pedone del nero · e7 pedone del nero · f7 pedone del nero · g7 alfiere del nero · h7 pedone del nero · b6 pedone del nero · g6 pedone del nero · c4 alfiere del bianco · d4 pedone del bianco · e4 pedone del bianco · c3 pedone del bianco · a2 pedone del bianco · e2 cavallo del bianco · f2 pedone del bianco · g2 pedone del bianco · h2 pedone del bianco · a1 torre del bianco · c1 alfiere del bianco · d1 donna del bianco · e1 re del bianco · h1 torre del bianco | a8 torre del nero · b8 cavallo del nero · c8 alfiere del nero · d8 donna del nero · f8 torre del nero · g8 re del nero · a7 pedone del nero · c7 pedone del nero · e7 pedone del nero · f7 pedone del nero · g7 alfiere del nero · h7 pedone del nero · b6 pedone del nero · g6 pedone del nero · c4 alfiere del bianco · d4 pedone del bianco · e4 pedone del bianco · c3 pedone del bianco · a2 pedone del bianco · e2 cavallo del bianco · f2 pedone del bianco · g2 pedone del bianco · h2 pedone del bianco · a1 torre del bianco · c1 alfiere del bianco · d1 donna del bianco · e1 re del bianco · h1 torre del bianco | a8 torre del nero · b8 cavallo del nero · c8 alfiere del nero · d8 donna del nero · f8 torre del nero · g8 re del nero · a7 pedone del nero · c7 pedone del nero · e7 pedone del nero · f7 pedone del nero · g7 alfiere del nero · h7 pedone del nero · b6 pedone del nero · g6 pedone del nero · c4 alfiere del bianco · d4 pedone del bianco · e4 pedone del bianco · c3 pedone del bianco · a2 pedone del bianco · e2 cavallo del bianco · f2 pedone del bianco · g2 pedone del bianco · h2 pedone del bianco · a1 torre del bianco · c1 alfiere del bianco · d1 donna del bianco · e1 re del bianco · h1 torre del bianco | a8 torre del nero · b8 cavallo del nero · c8 alfiere del nero · d8 donna del nero · f8 torre del nero · g8 re del nero · a7 pedone del nero · c7 pedone del nero · e7 pedone del nero · f7 pedone del nero · g7 alfiere del nero · h7 pedone del nero · b6 pedone del nero · g6 pedone del nero · c4 alfiere del bianco · d4 pedone del bianco · e4 pedone del bianco · c3 pedone del bianco · a2 pedone del bianco · e2 cavallo del bianco · f2 pedone del bianco · g2 pedone del bianco · h2 pedone del bianco · a1 torre del bianco · c1 alfiere del bianco · d1 donna del bianco · e1 re del bianco · h1 torre del bianco | a8 torre del nero · b8 cavallo del nero · c8 alfiere del nero · d8 donna del nero · f8 torre del nero · g8 re del nero · a7 pedone del nero · c7 pedone del nero · e7 pedone del nero · f7 pedone del nero · g7 alfiere del nero · h7 pedone del nero · b6 pedone del nero · g6 pedone del nero · c4 alfiere del bianco · d4 pedone del bianco · e4 pedone del bianco · c3 pedone del bianco · a2 pedone del bianco · e2 cavallo del bianco · f2 pedone del bianco · g2 pedone del bianco · h2 pedone del bianco · a1 torre del bianco · c1 alfiere del bianco · d1 donna del bianco · e1 re del bianco · h1 torre del bianco | a8 torre del nero · b8 cavallo del nero · c8 alfiere del nero · d8 donna del nero · f8 torre del nero · g8 re del nero · a7 pedone del nero · c7 pedone del nero · e7 pedone del nero · f7 pedone del nero · g7 alfiere del nero · h7 pedone del nero · b6 pedone del nero · g6 pedone del nero · c4 alfiere del bianco · d4 pedone del bianco · e4 pedone del bianco · c3 pedone del bianco · a2 pedone del bianco · e2 cavallo del bianco · f2 pedone del bianco · g2 pedone del bianco · h2 pedone del bianco · a1 torre del bianco · c1 alfiere del bianco · d1 donna del bianco · e1 re del bianco · h1 torre del bianco | a8 torre del nero · b8 cavallo del nero · c8 alfiere del nero · d8 donna del nero · f8 torre del nero · g8 re del nero · a7 pedone del nero · c7 pedone del nero · e7 pedone del nero · f7 pedone del nero · g7 alfiere del nero · h7 pedone del nero · b6 pedone del nero · g6 pedone del nero · c4 alfiere del bianco · d4 pedone del bianco · e4 pedone del bianco · c3 pedone del bianco · a2 pedone del bianco · e2 cavallo del bianco · f2 pedone del bianco · g2 pedone del bianco · h2 pedone del bianco · a1 torre del bianco · c1 alfiere del bianco · d1 donna del bianco · e1 re del bianco · h1 torre del bianco | a8 torre del nero · b8 cavallo del nero · c8 alfiere del nero · d8 donna del nero · f8 torre del nero · g8 re del nero · a7 pedone del nero · c7 pedone del nero · e7 pedone del nero · f7 pedone del nero · g7 alfiere del nero · h7 pedone del nero · b6 pedone del nero · g6 pedone del nero · c4 alfiere del bianco · d4 pedone del bianco · e4 pedone del bianco · c3 pedone del bianco · a2 pedone del bianco · e2 cavallo del bianco · f2 pedone del bianco · g2 pedone del bianco · h2 pedone del bianco · a1 torre del bianco · c1 alfiere del bianco · d1 donna del bianco · e1 re del bianco · h1 torre del bianco | 3 |
| 2 | a8 torre del nero · b8 cavallo del nero · c8 alfiere del nero · d8 donna del nero · f8 torre del nero · g8 re del nero · a7 pedone del nero · c7 pedone del nero · e7 pedone del nero · f7 pedone del nero · g7 alfiere del nero · h7 pedone del nero · b6 pedone del nero · g6 pedone del nero · c4 alfiere del bianco · d4 pedone del bianco · e4 pedone del bianco · c3 pedone del bianco · a2 pedone del bianco · e2 cavallo del bianco · f2 pedone del bianco · g2 pedone del bianco · h2 pedone del bianco · a1 torre del bianco · c1 alfiere del bianco · d1 donna del bianco · e1 re del bianco · h1 torre del bianco | a8 torre del nero · b8 cavallo del nero · c8 alfiere del nero · d8 donna del nero · f8 torre del nero · g8 re del nero · a7 pedone del nero · c7 pedone del nero · e7 pedone del nero · f7 pedone del nero · g7 alfiere del nero · h7 pedone del nero · b6 pedone del nero · g6 pedone del nero · c4 alfiere del bianco · d4 pedone del bianco · e4 pedone del bianco · c3 pedone del bianco · a2 pedone del bianco · e2 cavallo del bianco · f2 pedone del bianco · g2 pedone del bianco · h2 pedone del bianco · a1 torre del bianco · c1 alfiere del bianco · d1 donna del bianco · e1 re del bianco · h1 torre del bianco | a8 torre del nero · b8 cavallo del nero · c8 alfiere del nero · d8 donna del nero · f8 torre del nero · g8 re del nero · a7 pedone del nero · c7 pedone del nero · e7 pedone del nero · f7 pedone del nero · g7 alfiere del nero · h7 pedone del nero · b6 pedone del nero · g6 pedone del nero · c4 alfiere del bianco · d4 pedone del bianco · e4 pedone del bianco · c3 pedone del bianco · a2 pedone del bianco · e2 cavallo del bianco · f2 pedone del bianco · g2 pedone del bianco · h2 pedone del bianco · a1 torre del bianco · c1 alfiere del bianco · d1 donna del bianco · e1 re del bianco · h1 torre del bianco | a8 torre del nero · b8 cavallo del nero · c8 alfiere del nero · d8 donna del nero · f8 torre del nero · g8 re del nero · a7 pedone del nero · c7 pedone del nero · e7 pedone del nero · f7 pedone del nero · g7 alfiere del nero · h7 pedone del nero · b6 pedone del nero · g6 pedone del nero · c4 alfiere del bianco · d4 pedone del bianco · e4 pedone del bianco · c3 pedone del bianco · a2 pedone del bianco · e2 cavallo del bianco · f2 pedone del bianco · g2 pedone del bianco · h2 pedone del bianco · a1 torre del bianco · c1 alfiere del bianco · d1 donna del bianco · e1 re del bianco · h1 torre del bianco | a8 torre del nero · b8 cavallo del nero · c8 alfiere del nero · d8 donna del nero · f8 torre del nero · g8 re del nero · a7 pedone del nero · c7 pedone del nero · e7 pedone del nero · f7 pedone del nero · g7 alfiere del nero · h7 pedone del nero · b6 pedone del nero · g6 pedone del nero · c4 alfiere del bianco · d4 pedone del bianco · e4 pedone del bianco · c3 pedone del bianco · a2 pedone del bianco · e2 cavallo del bianco · f2 pedone del bianco · g2 pedone del bianco · h2 pedone del bianco · a1 torre del bianco · c1 alfiere del bianco · d1 donna del bianco · e1 re del bianco · h1 torre del bianco | a8 torre del nero · b8 cavallo del nero · c8 alfiere del nero · d8 donna del nero · f8 torre del nero · g8 re del nero · a7 pedone del nero · c7 pedone del nero · e7 pedone del nero · f7 pedone del nero · g7 alfiere del nero · h7 pedone del nero · b6 pedone del nero · g6 pedone del nero · c4 alfiere del bianco · d4 pedone del bianco · e4 pedone del bianco · c3 pedone del bianco · a2 pedone del bianco · e2 cavallo del bianco · f2 pedone del bianco · g2 pedone del bianco · h2 pedone del bianco · a1 torre del bianco · c1 alfiere del bianco · d1 donna del bianco · e1 re del bianco · h1 torre del bianco | a8 torre del nero · b8 cavallo del nero · c8 alfiere del nero · d8 donna del nero · f8 torre del nero · g8 re del nero · a7 pedone del nero · c7 pedone del nero · e7 pedone del nero · f7 pedone del nero · g7 alfiere del nero · h7 pedone del nero · b6 pedone del nero · g6 pedone del nero · c4 alfiere del bianco · d4 pedone del bianco · e4 pedone del bianco · c3 pedone del bianco · a2 pedone del bianco · e2 cavallo del bianco · f2 pedone del bianco · g2 pedone del bianco · h2 pedone del bianco · a1 torre del bianco · c1 alfiere del bianco · d1 donna del bianco · e1 re del bianco · h1 torre del bianco | a8 torre del nero · b8 cavallo del nero · c8 alfiere del nero · d8 donna del nero · f8 torre del nero · g8 re del nero · a7 pedone del nero · c7 pedone del nero · e7 pedone del nero · f7 pedone del nero · g7 alfiere del nero · h7 pedone del nero · b6 pedone del nero · g6 pedone del nero · c4 alfiere del bianco · d4 pedone del bianco · e4 pedone del bianco · c3 pedone del bianco · a2 pedone del bianco · e2 cavallo del bianco · f2 pedone del bianco · g2 pedone del bianco · h2 pedone del bianco · a1 torre del bianco · c1 alfiere del bianco · d1 donna del bianco · e1 re del bianco · h1 torre del bianco | 2 |
| 1 | a8 torre del nero · b8 cavallo del nero · c8 alfiere del nero · d8 donna del nero · f8 torre del nero · g8 re del nero · a7 pedone del nero · c7 pedone del nero · e7 pedone del nero · f7 pedone del nero · g7 alfiere del nero · h7 pedone del nero · b6 pedone del nero · g6 pedone del nero · c4 alfiere del bianco · d4 pedone del bianco · e4 pedone del bianco · c3 pedone del bianco · a2 pedone del bianco · e2 cavallo del bianco · f2 pedone del bianco · g2 pedone del bianco · h2 pedone del bianco · a1 torre del bianco · c1 alfiere del bianco · d1 donna del bianco · e1 re del bianco · h1 torre del bianco | a8 torre del nero · b8 cavallo del nero · c8 alfiere del nero · d8 donna del nero · f8 torre del nero · g8 re del nero · a7 pedone del nero · c7 pedone del nero · e7 pedone del nero · f7 pedone del nero · g7 alfiere del nero · h7 pedone del nero · b6 pedone del nero · g6 pedone del nero · c4 alfiere del bianco · d4 pedone del bianco · e4 pedone del bianco · c3 pedone del bianco · a2 pedone del bianco · e2 cavallo del bianco · f2 pedone del bianco · g2 pedone del bianco · h2 pedone del bianco · a1 torre del bianco · c1 alfiere del bianco · d1 donna del bianco · e1 re del bianco · h1 torre del bianco | a8 torre del nero · b8 cavallo del nero · c8 alfiere del nero · d8 donna del nero · f8 torre del nero · g8 re del nero · a7 pedone del nero · c7 pedone del nero · e7 pedone del nero · f7 pedone del nero · g7 alfiere del nero · h7 pedone del nero · b6 pedone del nero · g6 pedone del nero · c4 alfiere del bianco · d4 pedone del bianco · e4 pedone del bianco · c3 pedone del bianco · a2 pedone del bianco · e2 cavallo del bianco · f2 pedone del bianco · g2 pedone del bianco · h2 pedone del bianco · a1 torre del bianco · c1 alfiere del bianco · d1 donna del bianco · e1 re del bianco · h1 torre del bianco | a8 torre del nero · b8 cavallo del nero · c8 alfiere del nero · d8 donna del nero · f8 torre del nero · g8 re del nero · a7 pedone del nero · c7 pedone del nero · e7 pedone del nero · f7 pedone del nero · g7 alfiere del nero · h7 pedone del nero · b6 pedone del nero · g6 pedone del nero · c4 alfiere del bianco · d4 pedone del bianco · e4 pedone del bianco · c3 pedone del bianco · a2 pedone del bianco · e2 cavallo del bianco · f2 pedone del bianco · g2 pedone del bianco · h2 pedone del bianco · a1 torre del bianco · c1 alfiere del bianco · d1 donna del bianco · e1 re del bianco · h1 torre del bianco | a8 torre del nero · b8 cavallo del nero · c8 alfiere del nero · d8 donna del nero · f8 torre del nero · g8 re del nero · a7 pedone del nero · c7 pedone del nero · e7 pedone del nero · f7 pedone del nero · g7 alfiere del nero · h7 pedone del nero · b6 pedone del nero · g6 pedone del nero · c4 alfiere del bianco · d4 pedone del bianco · e4 pedone del bianco · c3 pedone del bianco · a2 pedone del bianco · e2 cavallo del bianco · f2 pedone del bianco · g2 pedone del bianco · h2 pedone del bianco · a1 torre del bianco · c1 alfiere del bianco · d1 donna del bianco · e1 re del bianco · h1 torre del bianco | a8 torre del nero · b8 cavallo del nero · c8 alfiere del nero · d8 donna del nero · f8 torre del nero · g8 re del nero · a7 pedone del nero · c7 pedone del nero · e7 pedone del nero · f7 pedone del nero · g7 alfiere del nero · h7 pedone del nero · b6 pedone del nero · g6 pedone del nero · c4 alfiere del bianco · d4 pedone del bianco · e4 pedone del bianco · c3 pedone del bianco · a2 pedone del bianco · e2 cavallo del bianco · f2 pedone del bianco · g2 pedone del bianco · h2 pedone del bianco · a1 torre del bianco · c1 alfiere del bianco · d1 donna del bianco · e1 re del bianco · h1 torre del bianco | a8 torre del nero · b8 cavallo del nero · c8 alfiere del nero · d8 donna del nero · f8 torre del nero · g8 re del nero · a7 pedone del nero · c7 pedone del nero · e7 pedone del nero · f7 pedone del nero · g7 alfiere del nero · h7 pedone del nero · b6 pedone del nero · g6 pedone del nero · c4 alfiere del bianco · d4 pedone del bianco · e4 pedone del bianco · c3 pedone del bianco · a2 pedone del bianco · e2 cavallo del bianco · f2 pedone del bianco · g2 pedone del bianco · h2 pedone del bianco · a1 torre del bianco · c1 alfiere del bianco · d1 donna del bianco · e1 re del bianco · h1 torre del bianco | a8 torre del nero · b8 cavallo del nero · c8 alfiere del nero · d8 donna del nero · f8 torre del nero · g8 re del nero · a7 pedone del nero · c7 pedone del nero · e7 pedone del nero · f7 pedone del nero · g7 alfiere del nero · h7 pedone del nero · b6 pedone del nero · g6 pedone del nero · c4 alfiere del bianco · d4 pedone del bianco · e4 pedone del bianco · c3 pedone del bianco · a2 pedone del bianco · e2 cavallo del bianco · f2 pedone del bianco · g2 pedone del bianco · h2 pedone del bianco · a1 torre del bianco · c1 alfiere del bianco · d1 donna del bianco · e1 re del bianco · h1 torre del bianco | 1 |
|   | a | b | c | d | e | f | g | h |   |

- -     - 7. ..., O-O 8 Ce2 Cc6 )

|   | a | b | c | d | e | f | g | h |   |
| 8 | a8 torre del nero · c8 alfiere del nero · d8 donna del nero · f8 torre del nero · g8 re del nero · a7 pedone del nero · b7 pedone del nero · c7 pedone del nero · e7 pedone del nero · f7 pedone del nero · g7 alfiere del nero · h7 pedone del nero · c6 cavallo del nero · g6 pedone del nero · c4 alfiere del bianco · d4 pedone del bianco · e4 pedone del bianco · c3 pedone del bianco · a2 pedone del bianco · e2 cavallo del bianco · f2 pedone del bianco · g2 pedone del bianco · h2 pedone del bianco · a1 torre del bianco · c1 alfiere del bianco · d1 donna del bianco · e1 re del bianco · h1 torre del bianco | a8 torre del nero · c8 alfiere del nero · d8 donna del nero · f8 torre del nero · g8 re del nero · a7 pedone del nero · b7 pedone del nero · c7 pedone del nero · e7 pedone del nero · f7 pedone del nero · g7 alfiere del nero · h7 pedone del nero · c6 cavallo del nero · g6 pedone del nero · c4 alfiere del bianco · d4 pedone del bianco · e4 pedone del bianco · c3 pedone del bianco · a2 pedone del bianco · e2 cavallo del bianco · f2 pedone del bianco · g2 pedone del bianco · h2 pedone del bianco · a1 torre del bianco · c1 alfiere del bianco · d1 donna del bianco · e1 re del bianco · h1 torre del bianco | a8 torre del nero · c8 alfiere del nero · d8 donna del nero · f8 torre del nero · g8 re del nero · a7 pedone del nero · b7 pedone del nero · c7 pedone del nero · e7 pedone del nero · f7 pedone del nero · g7 alfiere del nero · h7 pedone del nero · c6 cavallo del nero · g6 pedone del nero · c4 alfiere del bianco · d4 pedone del bianco · e4 pedone del bianco · c3 pedone del bianco · a2 pedone del bianco · e2 cavallo del bianco · f2 pedone del bianco · g2 pedone del bianco · h2 pedone del bianco · a1 torre del bianco · c1 alfiere del bianco · d1 donna del bianco · e1 re del bianco · h1 torre del bianco | a8 torre del nero · c8 alfiere del nero · d8 donna del nero · f8 torre del nero · g8 re del nero · a7 pedone del nero · b7 pedone del nero · c7 pedone del nero · e7 pedone del nero · f7 pedone del nero · g7 alfiere del nero · h7 pedone del nero · c6 cavallo del nero · g6 pedone del nero · c4 alfiere del bianco · d4 pedone del bianco · e4 pedone del bianco · c3 pedone del bianco · a2 pedone del bianco · e2 cavallo del bianco · f2 pedone del bianco · g2 pedone del bianco · h2 pedone del bianco · a1 torre del bianco · c1 alfiere del bianco · d1 donna del bianco · e1 re del bianco · h1 torre del bianco | a8 torre del nero · c8 alfiere del nero · d8 donna del nero · f8 torre del nero · g8 re del nero · a7 pedone del nero · b7 pedone del nero · c7 pedone del nero · e7 pedone del nero · f7 pedone del nero · g7 alfiere del nero · h7 pedone del nero · c6 cavallo del nero · g6 pedone del nero · c4 alfiere del bianco · d4 pedone del bianco · e4 pedone del bianco · c3 pedone del bianco · a2 pedone del bianco · e2 cavallo del bianco · f2 pedone del bianco · g2 pedone del bianco · h2 pedone del bianco · a1 torre del bianco · c1 alfiere del bianco · d1 donna del bianco · e1 re del bianco · h1 torre del bianco | a8 torre del nero · c8 alfiere del nero · d8 donna del nero · f8 torre del nero · g8 re del nero · a7 pedone del nero · b7 pedone del nero · c7 pedone del nero · e7 pedone del nero · f7 pedone del nero · g7 alfiere del nero · h7 pedone del nero · c6 cavallo del nero · g6 pedone del nero · c4 alfiere del bianco · d4 pedone del bianco · e4 pedone del bianco · c3 pedone del bianco · a2 pedone del bianco · e2 cavallo del bianco · f2 pedone del bianco · g2 pedone del bianco · h2 pedone del bianco · a1 torre del bianco · c1 alfiere del bianco · d1 donna del bianco · e1 re del bianco · h1 torre del bianco | a8 torre del nero · c8 alfiere del nero · d8 donna del nero · f8 torre del nero · g8 re del nero · a7 pedone del nero · b7 pedone del nero · c7 pedone del nero · e7 pedone del nero · f7 pedone del nero · g7 alfiere del nero · h7 pedone del nero · c6 cavallo del nero · g6 pedone del nero · c4 alfiere del bianco · d4 pedone del bianco · e4 pedone del bianco · c3 pedone del bianco · a2 pedone del bianco · e2 cavallo del bianco · f2 pedone del bianco · g2 pedone del bianco · h2 pedone del bianco · a1 torre del bianco · c1 alfiere del bianco · d1 donna del bianco · e1 re del bianco · h1 torre del bianco | a8 torre del nero · c8 alfiere del nero · d8 donna del nero · f8 torre del nero · g8 re del nero · a7 pedone del nero · b7 pedone del nero · c7 pedone del nero · e7 pedone del nero · f7 pedone del nero · g7 alfiere del nero · h7 pedone del nero · c6 cavallo del nero · g6 pedone del nero · c4 alfiere del bianco · d4 pedone del bianco · e4 pedone del bianco · c3 pedone del bianco · a2 pedone del bianco · e2 cavallo del bianco · f2 pedone del bianco · g2 pedone del bianco · h2 pedone del bianco · a1 torre del bianco · c1 alfiere del bianco · d1 donna del bianco · e1 re del bianco · h1 torre del bianco | 8 |
| 7 | a8 torre del nero · c8 alfiere del nero · d8 donna del nero · f8 torre del nero · g8 re del nero · a7 pedone del nero · b7 pedone del nero · c7 pedone del nero · e7 pedone del nero · f7 pedone del nero · g7 alfiere del nero · h7 pedone del nero · c6 cavallo del nero · g6 pedone del nero · c4 alfiere del bianco · d4 pedone del bianco · e4 pedone del bianco · c3 pedone del bianco · a2 pedone del bianco · e2 cavallo del bianco · f2 pedone del bianco · g2 pedone del bianco · h2 pedone del bianco · a1 torre del bianco · c1 alfiere del bianco · d1 donna del bianco · e1 re del bianco · h1 torre del bianco | a8 torre del nero · c8 alfiere del nero · d8 donna del nero · f8 torre del nero · g8 re del nero · a7 pedone del nero · b7 pedone del nero · c7 pedone del nero · e7 pedone del nero · f7 pedone del nero · g7 alfiere del nero · h7 pedone del nero · c6 cavallo del nero · g6 pedone del nero · c4 alfiere del bianco · d4 pedone del bianco · e4 pedone del bianco · c3 pedone del bianco · a2 pedone del bianco · e2 cavallo del bianco · f2 pedone del bianco · g2 pedone del bianco · h2 pedone del bianco · a1 torre del bianco · c1 alfiere del bianco · d1 donna del bianco · e1 re del bianco · h1 torre del bianco | a8 torre del nero · c8 alfiere del nero · d8 donna del nero · f8 torre del nero · g8 re del nero · a7 pedone del nero · b7 pedone del nero · c7 pedone del nero · e7 pedone del nero · f7 pedone del nero · g7 alfiere del nero · h7 pedone del nero · c6 cavallo del nero · g6 pedone del nero · c4 alfiere del bianco · d4 pedone del bianco · e4 pedone del bianco · c3 pedone del bianco · a2 pedone del bianco · e2 cavallo del bianco · f2 pedone del bianco · g2 pedone del bianco · h2 pedone del bianco · a1 torre del bianco · c1 alfiere del bianco · d1 donna del bianco · e1 re del bianco · h1 torre del bianco | a8 torre del nero · c8 alfiere del nero · d8 donna del nero · f8 torre del nero · g8 re del nero · a7 pedone del nero · b7 pedone del nero · c7 pedone del nero · e7 pedone del nero · f7 pedone del nero · g7 alfiere del nero · h7 pedone del nero · c6 cavallo del nero · g6 pedone del nero · c4 alfiere del bianco · d4 pedone del bianco · e4 pedone del bianco · c3 pedone del bianco · a2 pedone del bianco · e2 cavallo del bianco · f2 pedone del bianco · g2 pedone del bianco · h2 pedone del bianco · a1 torre del bianco · c1 alfiere del bianco · d1 donna del bianco · e1 re del bianco · h1 torre del bianco | a8 torre del nero · c8 alfiere del nero · d8 donna del nero · f8 torre del nero · g8 re del nero · a7 pedone del nero · b7 pedone del nero · c7 pedone del nero · e7 pedone del nero · f7 pedone del nero · g7 alfiere del nero · h7 pedone del nero · c6 cavallo del nero · g6 pedone del nero · c4 alfiere del bianco · d4 pedone del bianco · e4 pedone del bianco · c3 pedone del bianco · a2 pedone del bianco · e2 cavallo del bianco · f2 pedone del bianco · g2 pedone del bianco · h2 pedone del bianco · a1 torre del bianco · c1 alfiere del bianco · d1 donna del bianco · e1 re del bianco · h1 torre del bianco | a8 torre del nero · c8 alfiere del nero · d8 donna del nero · f8 torre del nero · g8 re del nero · a7 pedone del nero · b7 pedone del nero · c7 pedone del nero · e7 pedone del nero · f7 pedone del nero · g7 alfiere del nero · h7 pedone del nero · c6 cavallo del nero · g6 pedone del nero · c4 alfiere del bianco · d4 pedone del bianco · e4 pedone del bianco · c3 pedone del bianco · a2 pedone del bianco · e2 cavallo del bianco · f2 pedone del bianco · g2 pedone del bianco · h2 pedone del bianco · a1 torre del bianco · c1 alfiere del bianco · d1 donna del bianco · e1 re del bianco · h1 torre del bianco | a8 torre del nero · c8 alfiere del nero · d8 donna del nero · f8 torre del nero · g8 re del nero · a7 pedone del nero · b7 pedone del nero · c7 pedone del nero · e7 pedone del nero · f7 pedone del nero · g7 alfiere del nero · h7 pedone del nero · c6 cavallo del nero · g6 pedone del nero · c4 alfiere del bianco · d4 pedone del bianco · e4 pedone del bianco · c3 pedone del bianco · a2 pedone del bianco · e2 cavallo del bianco · f2 pedone del bianco · g2 pedone del bianco · h2 pedone del bianco · a1 torre del bianco · c1 alfiere del bianco · d1 donna del bianco · e1 re del bianco · h1 torre del bianco | a8 torre del nero · c8 alfiere del nero · d8 donna del nero · f8 torre del nero · g8 re del nero · a7 pedone del nero · b7 pedone del nero · c7 pedone del nero · e7 pedone del nero · f7 pedone del nero · g7 alfiere del nero · h7 pedone del nero · c6 cavallo del nero · g6 pedone del nero · c4 alfiere del bianco · d4 pedone del bianco · e4 pedone del bianco · c3 pedone del bianco · a2 pedone del bianco · e2 cavallo del bianco · f2 pedone del bianco · g2 pedone del bianco · h2 pedone del bianco · a1 torre del bianco · c1 alfiere del bianco · d1 donna del bianco · e1 re del bianco · h1 torre del bianco | 7 |
| 6 | a8 torre del nero · c8 alfiere del nero · d8 donna del nero · f8 torre del nero · g8 re del nero · a7 pedone del nero · b7 pedone del nero · c7 pedone del nero · e7 pedone del nero · f7 pedone del nero · g7 alfiere del nero · h7 pedone del nero · c6 cavallo del nero · g6 pedone del nero · c4 alfiere del bianco · d4 pedone del bianco · e4 pedone del bianco · c3 pedone del bianco · a2 pedone del bianco · e2 cavallo del bianco · f2 pedone del bianco · g2 pedone del bianco · h2 pedone del bianco · a1 torre del bianco · c1 alfiere del bianco · d1 donna del bianco · e1 re del bianco · h1 torre del bianco | a8 torre del nero · c8 alfiere del nero · d8 donna del nero · f8 torre del nero · g8 re del nero · a7 pedone del nero · b7 pedone del nero · c7 pedone del nero · e7 pedone del nero · f7 pedone del nero · g7 alfiere del nero · h7 pedone del nero · c6 cavallo del nero · g6 pedone del nero · c4 alfiere del bianco · d4 pedone del bianco · e4 pedone del bianco · c3 pedone del bianco · a2 pedone del bianco · e2 cavallo del bianco · f2 pedone del bianco · g2 pedone del bianco · h2 pedone del bianco · a1 torre del bianco · c1 alfiere del bianco · d1 donna del bianco · e1 re del bianco · h1 torre del bianco | a8 torre del nero · c8 alfiere del nero · d8 donna del nero · f8 torre del nero · g8 re del nero · a7 pedone del nero · b7 pedone del nero · c7 pedone del nero · e7 pedone del nero · f7 pedone del nero · g7 alfiere del nero · h7 pedone del nero · c6 cavallo del nero · g6 pedone del nero · c4 alfiere del bianco · d4 pedone del bianco · e4 pedone del bianco · c3 pedone del bianco · a2 pedone del bianco · e2 cavallo del bianco · f2 pedone del bianco · g2 pedone del bianco · h2 pedone del bianco · a1 torre del bianco · c1 alfiere del bianco · d1 donna del bianco · e1 re del bianco · h1 torre del bianco | a8 torre del nero · c8 alfiere del nero · d8 donna del nero · f8 torre del nero · g8 re del nero · a7 pedone del nero · b7 pedone del nero · c7 pedone del nero · e7 pedone del nero · f7 pedone del nero · g7 alfiere del nero · h7 pedone del nero · c6 cavallo del nero · g6 pedone del nero · c4 alfiere del bianco · d4 pedone del bianco · e4 pedone del bianco · c3 pedone del bianco · a2 pedone del bianco · e2 cavallo del bianco · f2 pedone del bianco · g2 pedone del bianco · h2 pedone del bianco · a1 torre del bianco · c1 alfiere del bianco · d1 donna del bianco · e1 re del bianco · h1 torre del bianco | a8 torre del nero · c8 alfiere del nero · d8 donna del nero · f8 torre del nero · g8 re del nero · a7 pedone del nero · b7 pedone del nero · c7 pedone del nero · e7 pedone del nero · f7 pedone del nero · g7 alfiere del nero · h7 pedone del nero · c6 cavallo del nero · g6 pedone del nero · c4 alfiere del bianco · d4 pedone del bianco · e4 pedone del bianco · c3 pedone del bianco · a2 pedone del bianco · e2 cavallo del bianco · f2 pedone del bianco · g2 pedone del bianco · h2 pedone del bianco · a1 torre del bianco · c1 alfiere del bianco · d1 donna del bianco · e1 re del bianco · h1 torre del bianco | a8 torre del nero · c8 alfiere del nero · d8 donna del nero · f8 torre del nero · g8 re del nero · a7 pedone del nero · b7 pedone del nero · c7 pedone del nero · e7 pedone del nero · f7 pedone del nero · g7 alfiere del nero · h7 pedone del nero · c6 cavallo del nero · g6 pedone del nero · c4 alfiere del bianco · d4 pedone del bianco · e4 pedone del bianco · c3 pedone del bianco · a2 pedone del bianco · e2 cavallo del bianco · f2 pedone del bianco · g2 pedone del bianco · h2 pedone del bianco · a1 torre del bianco · c1 alfiere del bianco · d1 donna del bianco · e1 re del bianco · h1 torre del bianco | a8 torre del nero · c8 alfiere del nero · d8 donna del nero · f8 torre del nero · g8 re del nero · a7 pedone del nero · b7 pedone del nero · c7 pedone del nero · e7 pedone del nero · f7 pedone del nero · g7 alfiere del nero · h7 pedone del nero · c6 cavallo del nero · g6 pedone del nero · c4 alfiere del bianco · d4 pedone del bianco · e4 pedone del bianco · c3 pedone del bianco · a2 pedone del bianco · e2 cavallo del bianco · f2 pedone del bianco · g2 pedone del bianco · h2 pedone del bianco · a1 torre del bianco · c1 alfiere del bianco · d1 donna del bianco · e1 re del bianco · h1 torre del bianco | a8 torre del nero · c8 alfiere del nero · d8 donna del nero · f8 torre del nero · g8 re del nero · a7 pedone del nero · b7 pedone del nero · c7 pedone del nero · e7 pedone del nero · f7 pedone del nero · g7 alfiere del nero · h7 pedone del nero · c6 cavallo del nero · g6 pedone del nero · c4 alfiere del bianco · d4 pedone del bianco · e4 pedone del bianco · c3 pedone del bianco · a2 pedone del bianco · e2 cavallo del bianco · f2 pedone del bianco · g2 pedone del bianco · h2 pedone del bianco · a1 torre del bianco · c1 alfiere del bianco · d1 donna del bianco · e1 re del bianco · h1 torre del bianco | 6 |
| 5 | a8 torre del nero · c8 alfiere del nero · d8 donna del nero · f8 torre del nero · g8 re del nero · a7 pedone del nero · b7 pedone del nero · c7 pedone del nero · e7 pedone del nero · f7 pedone del nero · g7 alfiere del nero · h7 pedone del nero · c6 cavallo del nero · g6 pedone del nero · c4 alfiere del bianco · d4 pedone del bianco · e4 pedone del bianco · c3 pedone del bianco · a2 pedone del bianco · e2 cavallo del bianco · f2 pedone del bianco · g2 pedone del bianco · h2 pedone del bianco · a1 torre del bianco · c1 alfiere del bianco · d1 donna del bianco · e1 re del bianco · h1 torre del bianco | a8 torre del nero · c8 alfiere del nero · d8 donna del nero · f8 torre del nero · g8 re del nero · a7 pedone del nero · b7 pedone del nero · c7 pedone del nero · e7 pedone del nero · f7 pedone del nero · g7 alfiere del nero · h7 pedone del nero · c6 cavallo del nero · g6 pedone del nero · c4 alfiere del bianco · d4 pedone del bianco · e4 pedone del bianco · c3 pedone del bianco · a2 pedone del bianco · e2 cavallo del bianco · f2 pedone del bianco · g2 pedone del bianco · h2 pedone del bianco · a1 torre del bianco · c1 alfiere del bianco · d1 donna del bianco · e1 re del bianco · h1 torre del bianco | a8 torre del nero · c8 alfiere del nero · d8 donna del nero · f8 torre del nero · g8 re del nero · a7 pedone del nero · b7 pedone del nero · c7 pedone del nero · e7 pedone del nero · f7 pedone del nero · g7 alfiere del nero · h7 pedone del nero · c6 cavallo del nero · g6 pedone del nero · c4 alfiere del bianco · d4 pedone del bianco · e4 pedone del bianco · c3 pedone del bianco · a2 pedone del bianco · e2 cavallo del bianco · f2 pedone del bianco · g2 pedone del bianco · h2 pedone del bianco · a1 torre del bianco · c1 alfiere del bianco · d1 donna del bianco · e1 re del bianco · h1 torre del bianco | a8 torre del nero · c8 alfiere del nero · d8 donna del nero · f8 torre del nero · g8 re del nero · a7 pedone del nero · b7 pedone del nero · c7 pedone del nero · e7 pedone del nero · f7 pedone del nero · g7 alfiere del nero · h7 pedone del nero · c6 cavallo del nero · g6 pedone del nero · c4 alfiere del bianco · d4 pedone del bianco · e4 pedone del bianco · c3 pedone del bianco · a2 pedone del bianco · e2 cavallo del bianco · f2 pedone del bianco · g2 pedone del bianco · h2 pedone del bianco · a1 torre del bianco · c1 alfiere del bianco · d1 donna del bianco · e1 re del bianco · h1 torre del bianco | a8 torre del nero · c8 alfiere del nero · d8 donna del nero · f8 torre del nero · g8 re del nero · a7 pedone del nero · b7 pedone del nero · c7 pedone del nero · e7 pedone del nero · f7 pedone del nero · g7 alfiere del nero · h7 pedone del nero · c6 cavallo del nero · g6 pedone del nero · c4 alfiere del bianco · d4 pedone del bianco · e4 pedone del bianco · c3 pedone del bianco · a2 pedone del bianco · e2 cavallo del bianco · f2 pedone del bianco · g2 pedone del bianco · h2 pedone del bianco · a1 torre del bianco · c1 alfiere del bianco · d1 donna del bianco · e1 re del bianco · h1 torre del bianco | a8 torre del nero · c8 alfiere del nero · d8 donna del nero · f8 torre del nero · g8 re del nero · a7 pedone del nero · b7 pedone del nero · c7 pedone del nero · e7 pedone del nero · f7 pedone del nero · g7 alfiere del nero · h7 pedone del nero · c6 cavallo del nero · g6 pedone del nero · c4 alfiere del bianco · d4 pedone del bianco · e4 pedone del bianco · c3 pedone del bianco · a2 pedone del bianco · e2 cavallo del bianco · f2 pedone del bianco · g2 pedone del bianco · h2 pedone del bianco · a1 torre del bianco · c1 alfiere del bianco · d1 donna del bianco · e1 re del bianco · h1 torre del bianco | a8 torre del nero · c8 alfiere del nero · d8 donna del nero · f8 torre del nero · g8 re del nero · a7 pedone del nero · b7 pedone del nero · c7 pedone del nero · e7 pedone del nero · f7 pedone del nero · g7 alfiere del nero · h7 pedone del nero · c6 cavallo del nero · g6 pedone del nero · c4 alfiere del bianco · d4 pedone del bianco · e4 pedone del bianco · c3 pedone del bianco · a2 pedone del bianco · e2 cavallo del bianco · f2 pedone del bianco · g2 pedone del bianco · h2 pedone del bianco · a1 torre del bianco · c1 alfiere del bianco · d1 donna del bianco · e1 re del bianco · h1 torre del bianco | a8 torre del nero · c8 alfiere del nero · d8 donna del nero · f8 torre del nero · g8 re del nero · a7 pedone del nero · b7 pedone del nero · c7 pedone del nero · e7 pedone del nero · f7 pedone del nero · g7 alfiere del nero · h7 pedone del nero · c6 cavallo del nero · g6 pedone del nero · c4 alfiere del bianco · d4 pedone del bianco · e4 pedone del bianco · c3 pedone del bianco · a2 pedone del bianco · e2 cavallo del bianco · f2 pedone del bianco · g2 pedone del bianco · h2 pedone del bianco · a1 torre del bianco · c1 alfiere del bianco · d1 donna del bianco · e1 re del bianco · h1 torre del bianco | 5 |
| 4 | a8 torre del nero · c8 alfiere del nero · d8 donna del nero · f8 torre del nero · g8 re del nero · a7 pedone del nero · b7 pedone del nero · c7 pedone del nero · e7 pedone del nero · f7 pedone del nero · g7 alfiere del nero · h7 pedone del nero · c6 cavallo del nero · g6 pedone del nero · c4 alfiere del bianco · d4 pedone del bianco · e4 pedone del bianco · c3 pedone del bianco · a2 pedone del bianco · e2 cavallo del bianco · f2 pedone del bianco · g2 pedone del bianco · h2 pedone del bianco · a1 torre del bianco · c1 alfiere del bianco · d1 donna del bianco · e1 re del bianco · h1 torre del bianco | a8 torre del nero · c8 alfiere del nero · d8 donna del nero · f8 torre del nero · g8 re del nero · a7 pedone del nero · b7 pedone del nero · c7 pedone del nero · e7 pedone del nero · f7 pedone del nero · g7 alfiere del nero · h7 pedone del nero · c6 cavallo del nero · g6 pedone del nero · c4 alfiere del bianco · d4 pedone del bianco · e4 pedone del bianco · c3 pedone del bianco · a2 pedone del bianco · e2 cavallo del bianco · f2 pedone del bianco · g2 pedone del bianco · h2 pedone del bianco · a1 torre del bianco · c1 alfiere del bianco · d1 donna del bianco · e1 re del bianco · h1 torre del bianco | a8 torre del nero · c8 alfiere del nero · d8 donna del nero · f8 torre del nero · g8 re del nero · a7 pedone del nero · b7 pedone del nero · c7 pedone del nero · e7 pedone del nero · f7 pedone del nero · g7 alfiere del nero · h7 pedone del nero · c6 cavallo del nero · g6 pedone del nero · c4 alfiere del bianco · d4 pedone del bianco · e4 pedone del bianco · c3 pedone del bianco · a2 pedone del bianco · e2 cavallo del bianco · f2 pedone del bianco · g2 pedone del bianco · h2 pedone del bianco · a1 torre del bianco · c1 alfiere del bianco · d1 donna del bianco · e1 re del bianco · h1 torre del bianco | a8 torre del nero · c8 alfiere del nero · d8 donna del nero · f8 torre del nero · g8 re del nero · a7 pedone del nero · b7 pedone del nero · c7 pedone del nero · e7 pedone del nero · f7 pedone del nero · g7 alfiere del nero · h7 pedone del nero · c6 cavallo del nero · g6 pedone del nero · c4 alfiere del bianco · d4 pedone del bianco · e4 pedone del bianco · c3 pedone del bianco · a2 pedone del bianco · e2 cavallo del bianco · f2 pedone del bianco · g2 pedone del bianco · h2 pedone del bianco · a1 torre del bianco · c1 alfiere del bianco · d1 donna del bianco · e1 re del bianco · h1 torre del bianco | a8 torre del nero · c8 alfiere del nero · d8 donna del nero · f8 torre del nero · g8 re del nero · a7 pedone del nero · b7 pedone del nero · c7 pedone del nero · e7 pedone del nero · f7 pedone del nero · g7 alfiere del nero · h7 pedone del nero · c6 cavallo del nero · g6 pedone del nero · c4 alfiere del bianco · d4 pedone del bianco · e4 pedone del bianco · c3 pedone del bianco · a2 pedone del bianco · e2 cavallo del bianco · f2 pedone del bianco · g2 pedone del bianco · h2 pedone del bianco · a1 torre del bianco · c1 alfiere del bianco · d1 donna del bianco · e1 re del bianco · h1 torre del bianco | a8 torre del nero · c8 alfiere del nero · d8 donna del nero · f8 torre del nero · g8 re del nero · a7 pedone del nero · b7 pedone del nero · c7 pedone del nero · e7 pedone del nero · f7 pedone del nero · g7 alfiere del nero · h7 pedone del nero · c6 cavallo del nero · g6 pedone del nero · c4 alfiere del bianco · d4 pedone del bianco · e4 pedone del bianco · c3 pedone del bianco · a2 pedone del bianco · e2 cavallo del bianco · f2 pedone del bianco · g2 pedone del bianco · h2 pedone del bianco · a1 torre del bianco · c1 alfiere del bianco · d1 donna del bianco · e1 re del bianco · h1 torre del bianco | a8 torre del nero · c8 alfiere del nero · d8 donna del nero · f8 torre del nero · g8 re del nero · a7 pedone del nero · b7 pedone del nero · c7 pedone del nero · e7 pedone del nero · f7 pedone del nero · g7 alfiere del nero · h7 pedone del nero · c6 cavallo del nero · g6 pedone del nero · c4 alfiere del bianco · d4 pedone del bianco · e4 pedone del bianco · c3 pedone del bianco · a2 pedone del bianco · e2 cavallo del bianco · f2 pedone del bianco · g2 pedone del bianco · h2 pedone del bianco · a1 torre del bianco · c1 alfiere del bianco · d1 donna del bianco · e1 re del bianco · h1 torre del bianco | a8 torre del nero · c8 alfiere del nero · d8 donna del nero · f8 torre del nero · g8 re del nero · a7 pedone del nero · b7 pedone del nero · c7 pedone del nero · e7 pedone del nero · f7 pedone del nero · g7 alfiere del nero · h7 pedone del nero · c6 cavallo del nero · g6 pedone del nero · c4 alfiere del bianco · d4 pedone del bianco · e4 pedone del bianco · c3 pedone del bianco · a2 pedone del bianco · e2 cavallo del bianco · f2 pedone del bianco · g2 pedone del bianco · h2 pedone del bianco · a1 torre del bianco · c1 alfiere del bianco · d1 donna del bianco · e1 re del bianco · h1 torre del bianco | 4 |
| 3 | a8 torre del nero · c8 alfiere del nero · d8 donna del nero · f8 torre del nero · g8 re del nero · a7 pedone del nero · b7 pedone del nero · c7 pedone del nero · e7 pedone del nero · f7 pedone del nero · g7 alfiere del nero · h7 pedone del nero · c6 cavallo del nero · g6 pedone del nero · c4 alfiere del bianco · d4 pedone del bianco · e4 pedone del bianco · c3 pedone del bianco · a2 pedone del bianco · e2 cavallo del bianco · f2 pedone del bianco · g2 pedone del bianco · h2 pedone del bianco · a1 torre del bianco · c1 alfiere del bianco · d1 donna del bianco · e1 re del bianco · h1 torre del bianco | a8 torre del nero · c8 alfiere del nero · d8 donna del nero · f8 torre del nero · g8 re del nero · a7 pedone del nero · b7 pedone del nero · c7 pedone del nero · e7 pedone del nero · f7 pedone del nero · g7 alfiere del nero · h7 pedone del nero · c6 cavallo del nero · g6 pedone del nero · c4 alfiere del bianco · d4 pedone del bianco · e4 pedone del bianco · c3 pedone del bianco · a2 pedone del bianco · e2 cavallo del bianco · f2 pedone del bianco · g2 pedone del bianco · h2 pedone del bianco · a1 torre del bianco · c1 alfiere del bianco · d1 donna del bianco · e1 re del bianco · h1 torre del bianco | a8 torre del nero · c8 alfiere del nero · d8 donna del nero · f8 torre del nero · g8 re del nero · a7 pedone del nero · b7 pedone del nero · c7 pedone del nero · e7 pedone del nero · f7 pedone del nero · g7 alfiere del nero · h7 pedone del nero · c6 cavallo del nero · g6 pedone del nero · c4 alfiere del bianco · d4 pedone del bianco · e4 pedone del bianco · c3 pedone del bianco · a2 pedone del bianco · e2 cavallo del bianco · f2 pedone del bianco · g2 pedone del bianco · h2 pedone del bianco · a1 torre del bianco · c1 alfiere del bianco · d1 donna del bianco · e1 re del bianco · h1 torre del bianco | a8 torre del nero · c8 alfiere del nero · d8 donna del nero · f8 torre del nero · g8 re del nero · a7 pedone del nero · b7 pedone del nero · c7 pedone del nero · e7 pedone del nero · f7 pedone del nero · g7 alfiere del nero · h7 pedone del nero · c6 cavallo del nero · g6 pedone del nero · c4 alfiere del bianco · d4 pedone del bianco · e4 pedone del bianco · c3 pedone del bianco · a2 pedone del bianco · e2 cavallo del bianco · f2 pedone del bianco · g2 pedone del bianco · h2 pedone del bianco · a1 torre del bianco · c1 alfiere del bianco · d1 donna del bianco · e1 re del bianco · h1 torre del bianco | a8 torre del nero · c8 alfiere del nero · d8 donna del nero · f8 torre del nero · g8 re del nero · a7 pedone del nero · b7 pedone del nero · c7 pedone del nero · e7 pedone del nero · f7 pedone del nero · g7 alfiere del nero · h7 pedone del nero · c6 cavallo del nero · g6 pedone del nero · c4 alfiere del bianco · d4 pedone del bianco · e4 pedone del bianco · c3 pedone del bianco · a2 pedone del bianco · e2 cavallo del bianco · f2 pedone del bianco · g2 pedone del bianco · h2 pedone del bianco · a1 torre del bianco · c1 alfiere del bianco · d1 donna del bianco · e1 re del bianco · h1 torre del bianco | a8 torre del nero · c8 alfiere del nero · d8 donna del nero · f8 torre del nero · g8 re del nero · a7 pedone del nero · b7 pedone del nero · c7 pedone del nero · e7 pedone del nero · f7 pedone del nero · g7 alfiere del nero · h7 pedone del nero · c6 cavallo del nero · g6 pedone del nero · c4 alfiere del bianco · d4 pedone del bianco · e4 pedone del bianco · c3 pedone del bianco · a2 pedone del bianco · e2 cavallo del bianco · f2 pedone del bianco · g2 pedone del bianco · h2 pedone del bianco · a1 torre del bianco · c1 alfiere del bianco · d1 donna del bianco · e1 re del bianco · h1 torre del bianco | a8 torre del nero · c8 alfiere del nero · d8 donna del nero · f8 torre del nero · g8 re del nero · a7 pedone del nero · b7 pedone del nero · c7 pedone del nero · e7 pedone del nero · f7 pedone del nero · g7 alfiere del nero · h7 pedone del nero · c6 cavallo del nero · g6 pedone del nero · c4 alfiere del bianco · d4 pedone del bianco · e4 pedone del bianco · c3 pedone del bianco · a2 pedone del bianco · e2 cavallo del bianco · f2 pedone del bianco · g2 pedone del bianco · h2 pedone del bianco · a1 torre del bianco · c1 alfiere del bianco · d1 donna del bianco · e1 re del bianco · h1 torre del bianco | a8 torre del nero · c8 alfiere del nero · d8 donna del nero · f8 torre del nero · g8 re del nero · a7 pedone del nero · b7 pedone del nero · c7 pedone del nero · e7 pedone del nero · f7 pedone del nero · g7 alfiere del nero · h7 pedone del nero · c6 cavallo del nero · g6 pedone del nero · c4 alfiere del bianco · d4 pedone del bianco · e4 pedone del bianco · c3 pedone del bianco · a2 pedone del bianco · e2 cavallo del bianco · f2 pedone del bianco · g2 pedone del bianco · h2 pedone del bianco · a1 torre del bianco · c1 alfiere del bianco · d1 donna del bianco · e1 re del bianco · h1 torre del bianco | 3 |
| 2 | a8 torre del nero · c8 alfiere del nero · d8 donna del nero · f8 torre del nero · g8 re del nero · a7 pedone del nero · b7 pedone del nero · c7 pedone del nero · e7 pedone del nero · f7 pedone del nero · g7 alfiere del nero · h7 pedone del nero · c6 cavallo del nero · g6 pedone del nero · c4 alfiere del bianco · d4 pedone del bianco · e4 pedone del bianco · c3 pedone del bianco · a2 pedone del bianco · e2 cavallo del bianco · f2 pedone del bianco · g2 pedone del bianco · h2 pedone del bianco · a1 torre del bianco · c1 alfiere del bianco · d1 donna del bianco · e1 re del bianco · h1 torre del bianco | a8 torre del nero · c8 alfiere del nero · d8 donna del nero · f8 torre del nero · g8 re del nero · a7 pedone del nero · b7 pedone del nero · c7 pedone del nero · e7 pedone del nero · f7 pedone del nero · g7 alfiere del nero · h7 pedone del nero · c6 cavallo del nero · g6 pedone del nero · c4 alfiere del bianco · d4 pedone del bianco · e4 pedone del bianco · c3 pedone del bianco · a2 pedone del bianco · e2 cavallo del bianco · f2 pedone del bianco · g2 pedone del bianco · h2 pedone del bianco · a1 torre del bianco · c1 alfiere del bianco · d1 donna del bianco · e1 re del bianco · h1 torre del bianco | a8 torre del nero · c8 alfiere del nero · d8 donna del nero · f8 torre del nero · g8 re del nero · a7 pedone del nero · b7 pedone del nero · c7 pedone del nero · e7 pedone del nero · f7 pedone del nero · g7 alfiere del nero · h7 pedone del nero · c6 cavallo del nero · g6 pedone del nero · c4 alfiere del bianco · d4 pedone del bianco · e4 pedone del bianco · c3 pedone del bianco · a2 pedone del bianco · e2 cavallo del bianco · f2 pedone del bianco · g2 pedone del bianco · h2 pedone del bianco · a1 torre del bianco · c1 alfiere del bianco · d1 donna del bianco · e1 re del bianco · h1 torre del bianco | a8 torre del nero · c8 alfiere del nero · d8 donna del nero · f8 torre del nero · g8 re del nero · a7 pedone del nero · b7 pedone del nero · c7 pedone del nero · e7 pedone del nero · f7 pedone del nero · g7 alfiere del nero · h7 pedone del nero · c6 cavallo del nero · g6 pedone del nero · c4 alfiere del bianco · d4 pedone del bianco · e4 pedone del bianco · c3 pedone del bianco · a2 pedone del bianco · e2 cavallo del bianco · f2 pedone del bianco · g2 pedone del bianco · h2 pedone del bianco · a1 torre del bianco · c1 alfiere del bianco · d1 donna del bianco · e1 re del bianco · h1 torre del bianco | a8 torre del nero · c8 alfiere del nero · d8 donna del nero · f8 torre del nero · g8 re del nero · a7 pedone del nero · b7 pedone del nero · c7 pedone del nero · e7 pedone del nero · f7 pedone del nero · g7 alfiere del nero · h7 pedone del nero · c6 cavallo del nero · g6 pedone del nero · c4 alfiere del bianco · d4 pedone del bianco · e4 pedone del bianco · c3 pedone del bianco · a2 pedone del bianco · e2 cavallo del bianco · f2 pedone del bianco · g2 pedone del bianco · h2 pedone del bianco · a1 torre del bianco · c1 alfiere del bianco · d1 donna del bianco · e1 re del bianco · h1 torre del bianco | a8 torre del nero · c8 alfiere del nero · d8 donna del nero · f8 torre del nero · g8 re del nero · a7 pedone del nero · b7 pedone del nero · c7 pedone del nero · e7 pedone del nero · f7 pedone del nero · g7 alfiere del nero · h7 pedone del nero · c6 cavallo del nero · g6 pedone del nero · c4 alfiere del bianco · d4 pedone del bianco · e4 pedone del bianco · c3 pedone del bianco · a2 pedone del bianco · e2 cavallo del bianco · f2 pedone del bianco · g2 pedone del bianco · h2 pedone del bianco · a1 torre del bianco · c1 alfiere del bianco · d1 donna del bianco · e1 re del bianco · h1 torre del bianco | a8 torre del nero · c8 alfiere del nero · d8 donna del nero · f8 torre del nero · g8 re del nero · a7 pedone del nero · b7 pedone del nero · c7 pedone del nero · e7 pedone del nero · f7 pedone del nero · g7 alfiere del nero · h7 pedone del nero · c6 cavallo del nero · g6 pedone del nero · c4 alfiere del bianco · d4 pedone del bianco · e4 pedone del bianco · c3 pedone del bianco · a2 pedone del bianco · e2 cavallo del bianco · f2 pedone del bianco · g2 pedone del bianco · h2 pedone del bianco · a1 torre del bianco · c1 alfiere del bianco · d1 donna del bianco · e1 re del bianco · h1 torre del bianco | a8 torre del nero · c8 alfiere del nero · d8 donna del nero · f8 torre del nero · g8 re del nero · a7 pedone del nero · b7 pedone del nero · c7 pedone del nero · e7 pedone del nero · f7 pedone del nero · g7 alfiere del nero · h7 pedone del nero · c6 cavallo del nero · g6 pedone del nero · c4 alfiere del bianco · d4 pedone del bianco · e4 pedone del bianco · c3 pedone del bianco · a2 pedone del bianco · e2 cavallo del bianco · f2 pedone del bianco · g2 pedone del bianco · h2 pedone del bianco · a1 torre del bianco · c1 alfiere del bianco · d1 donna del bianco · e1 re del bianco · h1 torre del bianco | 2 |
| 1 | a8 torre del nero · c8 alfiere del nero · d8 donna del nero · f8 torre del nero · g8 re del nero · a7 pedone del nero · b7 pedone del nero · c7 pedone del nero · e7 pedone del nero · f7 pedone del nero · g7 alfiere del nero · h7 pedone del nero · c6 cavallo del nero · g6 pedone del nero · c4 alfiere del bianco · d4 pedone del bianco · e4 pedone del bianco · c3 pedone del bianco · a2 pedone del bianco · e2 cavallo del bianco · f2 pedone del bianco · g2 pedone del bianco · h2 pedone del bianco · a1 torre del bianco · c1 alfiere del bianco · d1 donna del bianco · e1 re del bianco · h1 torre del bianco | a8 torre del nero · c8 alfiere del nero · d8 donna del nero · f8 torre del nero · g8 re del nero · a7 pedone del nero · b7 pedone del nero · c7 pedone del nero · e7 pedone del nero · f7 pedone del nero · g7 alfiere del nero · h7 pedone del nero · c6 cavallo del nero · g6 pedone del nero · c4 alfiere del bianco · d4 pedone del bianco · e4 pedone del bianco · c3 pedone del bianco · a2 pedone del bianco · e2 cavallo del bianco · f2 pedone del bianco · g2 pedone del bianco · h2 pedone del bianco · a1 torre del bianco · c1 alfiere del bianco · d1 donna del bianco · e1 re del bianco · h1 torre del bianco | a8 torre del nero · c8 alfiere del nero · d8 donna del nero · f8 torre del nero · g8 re del nero · a7 pedone del nero · b7 pedone del nero · c7 pedone del nero · e7 pedone del nero · f7 pedone del nero · g7 alfiere del nero · h7 pedone del nero · c6 cavallo del nero · g6 pedone del nero · c4 alfiere del bianco · d4 pedone del bianco · e4 pedone del bianco · c3 pedone del bianco · a2 pedone del bianco · e2 cavallo del bianco · f2 pedone del bianco · g2 pedone del bianco · h2 pedone del bianco · a1 torre del bianco · c1 alfiere del bianco · d1 donna del bianco · e1 re del bianco · h1 torre del bianco | a8 torre del nero · c8 alfiere del nero · d8 donna del nero · f8 torre del nero · g8 re del nero · a7 pedone del nero · b7 pedone del nero · c7 pedone del nero · e7 pedone del nero · f7 pedone del nero · g7 alfiere del nero · h7 pedone del nero · c6 cavallo del nero · g6 pedone del nero · c4 alfiere del bianco · d4 pedone del bianco · e4 pedone del bianco · c3 pedone del bianco · a2 pedone del bianco · e2 cavallo del bianco · f2 pedone del bianco · g2 pedone del bianco · h2 pedone del bianco · a1 torre del bianco · c1 alfiere del bianco · d1 donna del bianco · e1 re del bianco · h1 torre del bianco | a8 torre del nero · c8 alfiere del nero · d8 donna del nero · f8 torre del nero · g8 re del nero · a7 pedone del nero · b7 pedone del nero · c7 pedone del nero · e7 pedone del nero · f7 pedone del nero · g7 alfiere del nero · h7 pedone del nero · c6 cavallo del nero · g6 pedone del nero · c4 alfiere del bianco · d4 pedone del bianco · e4 pedone del bianco · c3 pedone del bianco · a2 pedone del bianco · e2 cavallo del bianco · f2 pedone del bianco · g2 pedone del bianco · h2 pedone del bianco · a1 torre del bianco · c1 alfiere del bianco · d1 donna del bianco · e1 re del bianco · h1 torre del bianco | a8 torre del nero · c8 alfiere del nero · d8 donna del nero · f8 torre del nero · g8 re del nero · a7 pedone del nero · b7 pedone del nero · c7 pedone del nero · e7 pedone del nero · f7 pedone del nero · g7 alfiere del nero · h7 pedone del nero · c6 cavallo del nero · g6 pedone del nero · c4 alfiere del bianco · d4 pedone del bianco · e4 pedone del bianco · c3 pedone del bianco · a2 pedone del bianco · e2 cavallo del bianco · f2 pedone del bianco · g2 pedone del bianco · h2 pedone del bianco · a1 torre del bianco · c1 alfiere del bianco · d1 donna del bianco · e1 re del bianco · h1 torre del bianco | a8 torre del nero · c8 alfiere del nero · d8 donna del nero · f8 torre del nero · g8 re del nero · a7 pedone del nero · b7 pedone del nero · c7 pedone del nero · e7 pedone del nero · f7 pedone del nero · g7 alfiere del nero · h7 pedone del nero · c6 cavallo del nero · g6 pedone del nero · c4 alfiere del bianco · d4 pedone del bianco · e4 pedone del bianco · c3 pedone del bianco · a2 pedone del bianco · e2 cavallo del bianco · f2 pedone del bianco · g2 pedone del bianco · h2 pedone del bianco · a1 torre del bianco · c1 alfiere del bianco · d1 donna del bianco · e1 re del bianco · h1 torre del bianco | a8 torre del nero · c8 alfiere del nero · d8 donna del nero · f8 torre del nero · g8 re del nero · a7 pedone del nero · b7 pedone del nero · c7 pedone del nero · e7 pedone del nero · f7 pedone del nero · g7 alfiere del nero · h7 pedone del nero · c6 cavallo del nero · g6 pedone del nero · c4 alfiere del bianco · d4 pedone del bianco · e4 pedone del bianco · c3 pedone del bianco · a2 pedone del bianco · e2 cavallo del bianco · f2 pedone del bianco · g2 pedone del bianco · h2 pedone del bianco · a1 torre del bianco · c1 alfiere del bianco · d1 donna del bianco · e1 re del bianco · h1 torre del bianco | 1 |
|   | a | b | c | d | e | f | g | h |   |

- - 4. ..., Cxd5 5 e4 Cxc3 6 bxc3 Ag7 7 Cf3, ... (sistema moderno)

### La variante chiusa 4.e3
|   | a | b | c | d | e | f | g | h |   |
| 8 | a8 torre del nero · b8 cavallo del nero · c8 alfiere del nero · d8 donna del nero · e8 re del nero · f8 alfiere del nero · h8 torre del nero · a7 pedone del nero · b7 pedone del nero · c7 pedone del nero · e7 pedone del nero · f7 pedone del nero · h7 pedone del nero · f6 cavallo del nero · g6 pedone del nero · d5 pedone del nero · c4 pedone del bianco · d4 pedone del bianco · c3 cavallo del bianco · e3 pedone del bianco · a2 pedone del bianco · b2 pedone del bianco · f2 pedone del bianco · g2 pedone del bianco · h2 pedone del bianco · a1 torre del bianco · c1 alfiere del bianco · d1 donna del bianco · e1 re del bianco · f1 alfiere del bianco · g1 cavallo del bianco · h1 torre del bianco | a8 torre del nero · b8 cavallo del nero · c8 alfiere del nero · d8 donna del nero · e8 re del nero · f8 alfiere del nero · h8 torre del nero · a7 pedone del nero · b7 pedone del nero · c7 pedone del nero · e7 pedone del nero · f7 pedone del nero · h7 pedone del nero · f6 cavallo del nero · g6 pedone del nero · d5 pedone del nero · c4 pedone del bianco · d4 pedone del bianco · c3 cavallo del bianco · e3 pedone del bianco · a2 pedone del bianco · b2 pedone del bianco · f2 pedone del bianco · g2 pedone del bianco · h2 pedone del bianco · a1 torre del bianco · c1 alfiere del bianco · d1 donna del bianco · e1 re del bianco · f1 alfiere del bianco · g1 cavallo del bianco · h1 torre del bianco | a8 torre del nero · b8 cavallo del nero · c8 alfiere del nero · d8 donna del nero · e8 re del nero · f8 alfiere del nero · h8 torre del nero · a7 pedone del nero · b7 pedone del nero · c7 pedone del nero · e7 pedone del nero · f7 pedone del nero · h7 pedone del nero · f6 cavallo del nero · g6 pedone del nero · d5 pedone del nero · c4 pedone del bianco · d4 pedone del bianco · c3 cavallo del bianco · e3 pedone del bianco · a2 pedone del bianco · b2 pedone del bianco · f2 pedone del bianco · g2 pedone del bianco · h2 pedone del bianco · a1 torre del bianco · c1 alfiere del bianco · d1 donna del bianco · e1 re del bianco · f1 alfiere del bianco · g1 cavallo del bianco · h1 torre del bianco | a8 torre del nero · b8 cavallo del nero · c8 alfiere del nero · d8 donna del nero · e8 re del nero · f8 alfiere del nero · h8 torre del nero · a7 pedone del nero · b7 pedone del nero · c7 pedone del nero · e7 pedone del nero · f7 pedone del nero · h7 pedone del nero · f6 cavallo del nero · g6 pedone del nero · d5 pedone del nero · c4 pedone del bianco · d4 pedone del bianco · c3 cavallo del bianco · e3 pedone del bianco · a2 pedone del bianco · b2 pedone del bianco · f2 pedone del bianco · g2 pedone del bianco · h2 pedone del bianco · a1 torre del bianco · c1 alfiere del bianco · d1 donna del bianco · e1 re del bianco · f1 alfiere del bianco · g1 cavallo del bianco · h1 torre del bianco | a8 torre del nero · b8 cavallo del nero · c8 alfiere del nero · d8 donna del nero · e8 re del nero · f8 alfiere del nero · h8 torre del nero · a7 pedone del nero · b7 pedone del nero · c7 pedone del nero · e7 pedone del nero · f7 pedone del nero · h7 pedone del nero · f6 cavallo del nero · g6 pedone del nero · d5 pedone del nero · c4 pedone del bianco · d4 pedone del bianco · c3 cavallo del bianco · e3 pedone del bianco · a2 pedone del bianco · b2 pedone del bianco · f2 pedone del bianco · g2 pedone del bianco · h2 pedone del bianco · a1 torre del bianco · c1 alfiere del bianco · d1 donna del bianco · e1 re del bianco · f1 alfiere del bianco · g1 cavallo del bianco · h1 torre del bianco | a8 torre del nero · b8 cavallo del nero · c8 alfiere del nero · d8 donna del nero · e8 re del nero · f8 alfiere del nero · h8 torre del nero · a7 pedone del nero · b7 pedone del nero · c7 pedone del nero · e7 pedone del nero · f7 pedone del nero · h7 pedone del nero · f6 cavallo del nero · g6 pedone del nero · d5 pedone del nero · c4 pedone del bianco · d4 pedone del bianco · c3 cavallo del bianco · e3 pedone del bianco · a2 pedone del bianco · b2 pedone del bianco · f2 pedone del bianco · g2 pedone del bianco · h2 pedone del bianco · a1 torre del bianco · c1 alfiere del bianco · d1 donna del bianco · e1 re del bianco · f1 alfiere del bianco · g1 cavallo del bianco · h1 torre del bianco | a8 torre del nero · b8 cavallo del nero · c8 alfiere del nero · d8 donna del nero · e8 re del nero · f8 alfiere del nero · h8 torre del nero · a7 pedone del nero · b7 pedone del nero · c7 pedone del nero · e7 pedone del nero · f7 pedone del nero · h7 pedone del nero · f6 cavallo del nero · g6 pedone del nero · d5 pedone del nero · c4 pedone del bianco · d4 pedone del bianco · c3 cavallo del bianco · e3 pedone del bianco · a2 pedone del bianco · b2 pedone del bianco · f2 pedone del bianco · g2 pedone del bianco · h2 pedone del bianco · a1 torre del bianco · c1 alfiere del bianco · d1 donna del bianco · e1 re del bianco · f1 alfiere del bianco · g1 cavallo del bianco · h1 torre del bianco | a8 torre del nero · b8 cavallo del nero · c8 alfiere del nero · d8 donna del nero · e8 re del nero · f8 alfiere del nero · h8 torre del nero · a7 pedone del nero · b7 pedone del nero · c7 pedone del nero · e7 pedone del nero · f7 pedone del nero · h7 pedone del nero · f6 cavallo del nero · g6 pedone del nero · d5 pedone del nero · c4 pedone del bianco · d4 pedone del bianco · c3 cavallo del bianco · e3 pedone del bianco · a2 pedone del bianco · b2 pedone del bianco · f2 pedone del bianco · g2 pedone del bianco · h2 pedone del bianco · a1 torre del bianco · c1 alfiere del bianco · d1 donna del bianco · e1 re del bianco · f1 alfiere del bianco · g1 cavallo del bianco · h1 torre del bianco | 8 |
| 7 | a8 torre del nero · b8 cavallo del nero · c8 alfiere del nero · d8 donna del nero · e8 re del nero · f8 alfiere del nero · h8 torre del nero · a7 pedone del nero · b7 pedone del nero · c7 pedone del nero · e7 pedone del nero · f7 pedone del nero · h7 pedone del nero · f6 cavallo del nero · g6 pedone del nero · d5 pedone del nero · c4 pedone del bianco · d4 pedone del bianco · c3 cavallo del bianco · e3 pedone del bianco · a2 pedone del bianco · b2 pedone del bianco · f2 pedone del bianco · g2 pedone del bianco · h2 pedone del bianco · a1 torre del bianco · c1 alfiere del bianco · d1 donna del bianco · e1 re del bianco · f1 alfiere del bianco · g1 cavallo del bianco · h1 torre del bianco | a8 torre del nero · b8 cavallo del nero · c8 alfiere del nero · d8 donna del nero · e8 re del nero · f8 alfiere del nero · h8 torre del nero · a7 pedone del nero · b7 pedone del nero · c7 pedone del nero · e7 pedone del nero · f7 pedone del nero · h7 pedone del nero · f6 cavallo del nero · g6 pedone del nero · d5 pedone del nero · c4 pedone del bianco · d4 pedone del bianco · c3 cavallo del bianco · e3 pedone del bianco · a2 pedone del bianco · b2 pedone del bianco · f2 pedone del bianco · g2 pedone del bianco · h2 pedone del bianco · a1 torre del bianco · c1 alfiere del bianco · d1 donna del bianco · e1 re del bianco · f1 alfiere del bianco · g1 cavallo del bianco · h1 torre del bianco | a8 torre del nero · b8 cavallo del nero · c8 alfiere del nero · d8 donna del nero · e8 re del nero · f8 alfiere del nero · h8 torre del nero · a7 pedone del nero · b7 pedone del nero · c7 pedone del nero · e7 pedone del nero · f7 pedone del nero · h7 pedone del nero · f6 cavallo del nero · g6 pedone del nero · d5 pedone del nero · c4 pedone del bianco · d4 pedone del bianco · c3 cavallo del bianco · e3 pedone del bianco · a2 pedone del bianco · b2 pedone del bianco · f2 pedone del bianco · g2 pedone del bianco · h2 pedone del bianco · a1 torre del bianco · c1 alfiere del bianco · d1 donna del bianco · e1 re del bianco · f1 alfiere del bianco · g1 cavallo del bianco · h1 torre del bianco | a8 torre del nero · b8 cavallo del nero · c8 alfiere del nero · d8 donna del nero · e8 re del nero · f8 alfiere del nero · h8 torre del nero · a7 pedone del nero · b7 pedone del nero · c7 pedone del nero · e7 pedone del nero · f7 pedone del nero · h7 pedone del nero · f6 cavallo del nero · g6 pedone del nero · d5 pedone del nero · c4 pedone del bianco · d4 pedone del bianco · c3 cavallo del bianco · e3 pedone del bianco · a2 pedone del bianco · b2 pedone del bianco · f2 pedone del bianco · g2 pedone del bianco · h2 pedone del bianco · a1 torre del bianco · c1 alfiere del bianco · d1 donna del bianco · e1 re del bianco · f1 alfiere del bianco · g1 cavallo del bianco · h1 torre del bianco | a8 torre del nero · b8 cavallo del nero · c8 alfiere del nero · d8 donna del nero · e8 re del nero · f8 alfiere del nero · h8 torre del nero · a7 pedone del nero · b7 pedone del nero · c7 pedone del nero · e7 pedone del nero · f7 pedone del nero · h7 pedone del nero · f6 cavallo del nero · g6 pedone del nero · d5 pedone del nero · c4 pedone del bianco · d4 pedone del bianco · c3 cavallo del bianco · e3 pedone del bianco · a2 pedone del bianco · b2 pedone del bianco · f2 pedone del bianco · g2 pedone del bianco · h2 pedone del bianco · a1 torre del bianco · c1 alfiere del bianco · d1 donna del bianco · e1 re del bianco · f1 alfiere del bianco · g1 cavallo del bianco · h1 torre del bianco | a8 torre del nero · b8 cavallo del nero · c8 alfiere del nero · d8 donna del nero · e8 re del nero · f8 alfiere del nero · h8 torre del nero · a7 pedone del nero · b7 pedone del nero · c7 pedone del nero · e7 pedone del nero · f7 pedone del nero · h7 pedone del nero · f6 cavallo del nero · g6 pedone del nero · d5 pedone del nero · c4 pedone del bianco · d4 pedone del bianco · c3 cavallo del bianco · e3 pedone del bianco · a2 pedone del bianco · b2 pedone del bianco · f2 pedone del bianco · g2 pedone del bianco · h2 pedone del bianco · a1 torre del bianco · c1 alfiere del bianco · d1 donna del bianco · e1 re del bianco · f1 alfiere del bianco · g1 cavallo del bianco · h1 torre del bianco | a8 torre del nero · b8 cavallo del nero · c8 alfiere del nero · d8 donna del nero · e8 re del nero · f8 alfiere del nero · h8 torre del nero · a7 pedone del nero · b7 pedone del nero · c7 pedone del nero · e7 pedone del nero · f7 pedone del nero · h7 pedone del nero · f6 cavallo del nero · g6 pedone del nero · d5 pedone del nero · c4 pedone del bianco · d4 pedone del bianco · c3 cavallo del bianco · e3 pedone del bianco · a2 pedone del bianco · b2 pedone del bianco · f2 pedone del bianco · g2 pedone del bianco · h2 pedone del bianco · a1 torre del bianco · c1 alfiere del bianco · d1 donna del bianco · e1 re del bianco · f1 alfiere del bianco · g1 cavallo del bianco · h1 torre del bianco | a8 torre del nero · b8 cavallo del nero · c8 alfiere del nero · d8 donna del nero · e8 re del nero · f8 alfiere del nero · h8 torre del nero · a7 pedone del nero · b7 pedone del nero · c7 pedone del nero · e7 pedone del nero · f7 pedone del nero · h7 pedone del nero · f6 cavallo del nero · g6 pedone del nero · d5 pedone del nero · c4 pedone del bianco · d4 pedone del bianco · c3 cavallo del bianco · e3 pedone del bianco · a2 pedone del bianco · b2 pedone del bianco · f2 pedone del bianco · g2 pedone del bianco · h2 pedone del bianco · a1 torre del bianco · c1 alfiere del bianco · d1 donna del bianco · e1 re del bianco · f1 alfiere del bianco · g1 cavallo del bianco · h1 torre del bianco | 7 |
| 6 | a8 torre del nero · b8 cavallo del nero · c8 alfiere del nero · d8 donna del nero · e8 re del nero · f8 alfiere del nero · h8 torre del nero · a7 pedone del nero · b7 pedone del nero · c7 pedone del nero · e7 pedone del nero · f7 pedone del nero · h7 pedone del nero · f6 cavallo del nero · g6 pedone del nero · d5 pedone del nero · c4 pedone del bianco · d4 pedone del bianco · c3 cavallo del bianco · e3 pedone del bianco · a2 pedone del bianco · b2 pedone del bianco · f2 pedone del bianco · g2 pedone del bianco · h2 pedone del bianco · a1 torre del bianco · c1 alfiere del bianco · d1 donna del bianco · e1 re del bianco · f1 alfiere del bianco · g1 cavallo del bianco · h1 torre del bianco | a8 torre del nero · b8 cavallo del nero · c8 alfiere del nero · d8 donna del nero · e8 re del nero · f8 alfiere del nero · h8 torre del nero · a7 pedone del nero · b7 pedone del nero · c7 pedone del nero · e7 pedone del nero · f7 pedone del nero · h7 pedone del nero · f6 cavallo del nero · g6 pedone del nero · d5 pedone del nero · c4 pedone del bianco · d4 pedone del bianco · c3 cavallo del bianco · e3 pedone del bianco · a2 pedone del bianco · b2 pedone del bianco · f2 pedone del bianco · g2 pedone del bianco · h2 pedone del bianco · a1 torre del bianco · c1 alfiere del bianco · d1 donna del bianco · e1 re del bianco · f1 alfiere del bianco · g1 cavallo del bianco · h1 torre del bianco | a8 torre del nero · b8 cavallo del nero · c8 alfiere del nero · d8 donna del nero · e8 re del nero · f8 alfiere del nero · h8 torre del nero · a7 pedone del nero · b7 pedone del nero · c7 pedone del nero · e7 pedone del nero · f7 pedone del nero · h7 pedone del nero · f6 cavallo del nero · g6 pedone del nero · d5 pedone del nero · c4 pedone del bianco · d4 pedone del bianco · c3 cavallo del bianco · e3 pedone del bianco · a2 pedone del bianco · b2 pedone del bianco · f2 pedone del bianco · g2 pedone del bianco · h2 pedone del bianco · a1 torre del bianco · c1 alfiere del bianco · d1 donna del bianco · e1 re del bianco · f1 alfiere del bianco · g1 cavallo del bianco · h1 torre del bianco | a8 torre del nero · b8 cavallo del nero · c8 alfiere del nero · d8 donna del nero · e8 re del nero · f8 alfiere del nero · h8 torre del nero · a7 pedone del nero · b7 pedone del nero · c7 pedone del nero · e7 pedone del nero · f7 pedone del nero · h7 pedone del nero · f6 cavallo del nero · g6 pedone del nero · d5 pedone del nero · c4 pedone del bianco · d4 pedone del bianco · c3 cavallo del bianco · e3 pedone del bianco · a2 pedone del bianco · b2 pedone del bianco · f2 pedone del bianco · g2 pedone del bianco · h2 pedone del bianco · a1 torre del bianco · c1 alfiere del bianco · d1 donna del bianco · e1 re del bianco · f1 alfiere del bianco · g1 cavallo del bianco · h1 torre del bianco | a8 torre del nero · b8 cavallo del nero · c8 alfiere del nero · d8 donna del nero · e8 re del nero · f8 alfiere del nero · h8 torre del nero · a7 pedone del nero · b7 pedone del nero · c7 pedone del nero · e7 pedone del nero · f7 pedone del nero · h7 pedone del nero · f6 cavallo del nero · g6 pedone del nero · d5 pedone del nero · c4 pedone del bianco · d4 pedone del bianco · c3 cavallo del bianco · e3 pedone del bianco · a2 pedone del bianco · b2 pedone del bianco · f2 pedone del bianco · g2 pedone del bianco · h2 pedone del bianco · a1 torre del bianco · c1 alfiere del bianco · d1 donna del bianco · e1 re del bianco · f1 alfiere del bianco · g1 cavallo del bianco · h1 torre del bianco | a8 torre del nero · b8 cavallo del nero · c8 alfiere del nero · d8 donna del nero · e8 re del nero · f8 alfiere del nero · h8 torre del nero · a7 pedone del nero · b7 pedone del nero · c7 pedone del nero · e7 pedone del nero · f7 pedone del nero · h7 pedone del nero · f6 cavallo del nero · g6 pedone del nero · d5 pedone del nero · c4 pedone del bianco · d4 pedone del bianco · c3 cavallo del bianco · e3 pedone del bianco · a2 pedone del bianco · b2 pedone del bianco · f2 pedone del bianco · g2 pedone del bianco · h2 pedone del bianco · a1 torre del bianco · c1 alfiere del bianco · d1 donna del bianco · e1 re del bianco · f1 alfiere del bianco · g1 cavallo del bianco · h1 torre del bianco | a8 torre del nero · b8 cavallo del nero · c8 alfiere del nero · d8 donna del nero · e8 re del nero · f8 alfiere del nero · h8 torre del nero · a7 pedone del nero · b7 pedone del nero · c7 pedone del nero · e7 pedone del nero · f7 pedone del nero · h7 pedone del nero · f6 cavallo del nero · g6 pedone del nero · d5 pedone del nero · c4 pedone del bianco · d4 pedone del bianco · c3 cavallo del bianco · e3 pedone del bianco · a2 pedone del bianco · b2 pedone del bianco · f2 pedone del bianco · g2 pedone del bianco · h2 pedone del bianco · a1 torre del bianco · c1 alfiere del bianco · d1 donna del bianco · e1 re del bianco · f1 alfiere del bianco · g1 cavallo del bianco · h1 torre del bianco | a8 torre del nero · b8 cavallo del nero · c8 alfiere del nero · d8 donna del nero · e8 re del nero · f8 alfiere del nero · h8 torre del nero · a7 pedone del nero · b7 pedone del nero · c7 pedone del nero · e7 pedone del nero · f7 pedone del nero · h7 pedone del nero · f6 cavallo del nero · g6 pedone del nero · d5 pedone del nero · c4 pedone del bianco · d4 pedone del bianco · c3 cavallo del bianco · e3 pedone del bianco · a2 pedone del bianco · b2 pedone del bianco · f2 pedone del bianco · g2 pedone del bianco · h2 pedone del bianco · a1 torre del bianco · c1 alfiere del bianco · d1 donna del bianco · e1 re del bianco · f1 alfiere del bianco · g1 cavallo del bianco · h1 torre del bianco | 6 |
| 5 | a8 torre del nero · b8 cavallo del nero · c8 alfiere del nero · d8 donna del nero · e8 re del nero · f8 alfiere del nero · h8 torre del nero · a7 pedone del nero · b7 pedone del nero · c7 pedone del nero · e7 pedone del nero · f7 pedone del nero · h7 pedone del nero · f6 cavallo del nero · g6 pedone del nero · d5 pedone del nero · c4 pedone del bianco · d4 pedone del bianco · c3 cavallo del bianco · e3 pedone del bianco · a2 pedone del bianco · b2 pedone del bianco · f2 pedone del bianco · g2 pedone del bianco · h2 pedone del bianco · a1 torre del bianco · c1 alfiere del bianco · d1 donna del bianco · e1 re del bianco · f1 alfiere del bianco · g1 cavallo del bianco · h1 torre del bianco | a8 torre del nero · b8 cavallo del nero · c8 alfiere del nero · d8 donna del nero · e8 re del nero · f8 alfiere del nero · h8 torre del nero · a7 pedone del nero · b7 pedone del nero · c7 pedone del nero · e7 pedone del nero · f7 pedone del nero · h7 pedone del nero · f6 cavallo del nero · g6 pedone del nero · d5 pedone del nero · c4 pedone del bianco · d4 pedone del bianco · c3 cavallo del bianco · e3 pedone del bianco · a2 pedone del bianco · b2 pedone del bianco · f2 pedone del bianco · g2 pedone del bianco · h2 pedone del bianco · a1 torre del bianco · c1 alfiere del bianco · d1 donna del bianco · e1 re del bianco · f1 alfiere del bianco · g1 cavallo del bianco · h1 torre del bianco | a8 torre del nero · b8 cavallo del nero · c8 alfiere del nero · d8 donna del nero · e8 re del nero · f8 alfiere del nero · h8 torre del nero · a7 pedone del nero · b7 pedone del nero · c7 pedone del nero · e7 pedone del nero · f7 pedone del nero · h7 pedone del nero · f6 cavallo del nero · g6 pedone del nero · d5 pedone del nero · c4 pedone del bianco · d4 pedone del bianco · c3 cavallo del bianco · e3 pedone del bianco · a2 pedone del bianco · b2 pedone del bianco · f2 pedone del bianco · g2 pedone del bianco · h2 pedone del bianco · a1 torre del bianco · c1 alfiere del bianco · d1 donna del bianco · e1 re del bianco · f1 alfiere del bianco · g1 cavallo del bianco · h1 torre del bianco | a8 torre del nero · b8 cavallo del nero · c8 alfiere del nero · d8 donna del nero · e8 re del nero · f8 alfiere del nero · h8 torre del nero · a7 pedone del nero · b7 pedone del nero · c7 pedone del nero · e7 pedone del nero · f7 pedone del nero · h7 pedone del nero · f6 cavallo del nero · g6 pedone del nero · d5 pedone del nero · c4 pedone del bianco · d4 pedone del bianco · c3 cavallo del bianco · e3 pedone del bianco · a2 pedone del bianco · b2 pedone del bianco · f2 pedone del bianco · g2 pedone del bianco · h2 pedone del bianco · a1 torre del bianco · c1 alfiere del bianco · d1 donna del bianco · e1 re del bianco · f1 alfiere del bianco · g1 cavallo del bianco · h1 torre del bianco | a8 torre del nero · b8 cavallo del nero · c8 alfiere del nero · d8 donna del nero · e8 re del nero · f8 alfiere del nero · h8 torre del nero · a7 pedone del nero · b7 pedone del nero · c7 pedone del nero · e7 pedone del nero · f7 pedone del nero · h7 pedone del nero · f6 cavallo del nero · g6 pedone del nero · d5 pedone del nero · c4 pedone del bianco · d4 pedone del bianco · c3 cavallo del bianco · e3 pedone del bianco · a2 pedone del bianco · b2 pedone del bianco · f2 pedone del bianco · g2 pedone del bianco · h2 pedone del bianco · a1 torre del bianco · c1 alfiere del bianco · d1 donna del bianco · e1 re del bianco · f1 alfiere del bianco · g1 cavallo del bianco · h1 torre del bianco | a8 torre del nero · b8 cavallo del nero · c8 alfiere del nero · d8 donna del nero · e8 re del nero · f8 alfiere del nero · h8 torre del nero · a7 pedone del nero · b7 pedone del nero · c7 pedone del nero · e7 pedone del nero · f7 pedone del nero · h7 pedone del nero · f6 cavallo del nero · g6 pedone del nero · d5 pedone del nero · c4 pedone del bianco · d4 pedone del bianco · c3 cavallo del bianco · e3 pedone del bianco · a2 pedone del bianco · b2 pedone del bianco · f2 pedone del bianco · g2 pedone del bianco · h2 pedone del bianco · a1 torre del bianco · c1 alfiere del bianco · d1 donna del bianco · e1 re del bianco · f1 alfiere del bianco · g1 cavallo del bianco · h1 torre del bianco | a8 torre del nero · b8 cavallo del nero · c8 alfiere del nero · d8 donna del nero · e8 re del nero · f8 alfiere del nero · h8 torre del nero · a7 pedone del nero · b7 pedone del nero · c7 pedone del nero · e7 pedone del nero · f7 pedone del nero · h7 pedone del nero · f6 cavallo del nero · g6 pedone del nero · d5 pedone del nero · c4 pedone del bianco · d4 pedone del bianco · c3 cavallo del bianco · e3 pedone del bianco · a2 pedone del bianco · b2 pedone del bianco · f2 pedone del bianco · g2 pedone del bianco · h2 pedone del bianco · a1 torre del bianco · c1 alfiere del bianco · d1 donna del bianco · e1 re del bianco · f1 alfiere del bianco · g1 cavallo del bianco · h1 torre del bianco | a8 torre del nero · b8 cavallo del nero · c8 alfiere del nero · d8 donna del nero · e8 re del nero · f8 alfiere del nero · h8 torre del nero · a7 pedone del nero · b7 pedone del nero · c7 pedone del nero · e7 pedone del nero · f7 pedone del nero · h7 pedone del nero · f6 cavallo del nero · g6 pedone del nero · d5 pedone del nero · c4 pedone del bianco · d4 pedone del bianco · c3 cavallo del bianco · e3 pedone del bianco · a2 pedone del bianco · b2 pedone del bianco · f2 pedone del bianco · g2 pedone del bianco · h2 pedone del bianco · a1 torre del bianco · c1 alfiere del bianco · d1 donna del bianco · e1 re del bianco · f1 alfiere del bianco · g1 cavallo del bianco · h1 torre del bianco | 5 |
| 4 | a8 torre del nero · b8 cavallo del nero · c8 alfiere del nero · d8 donna del nero · e8 re del nero · f8 alfiere del nero · h8 torre del nero · a7 pedone del nero · b7 pedone del nero · c7 pedone del nero · e7 pedone del nero · f7 pedone del nero · h7 pedone del nero · f6 cavallo del nero · g6 pedone del nero · d5 pedone del nero · c4 pedone del bianco · d4 pedone del bianco · c3 cavallo del bianco · e3 pedone del bianco · a2 pedone del bianco · b2 pedone del bianco · f2 pedone del bianco · g2 pedone del bianco · h2 pedone del bianco · a1 torre del bianco · c1 alfiere del bianco · d1 donna del bianco · e1 re del bianco · f1 alfiere del bianco · g1 cavallo del bianco · h1 torre del bianco | a8 torre del nero · b8 cavallo del nero · c8 alfiere del nero · d8 donna del nero · e8 re del nero · f8 alfiere del nero · h8 torre del nero · a7 pedone del nero · b7 pedone del nero · c7 pedone del nero · e7 pedone del nero · f7 pedone del nero · h7 pedone del nero · f6 cavallo del nero · g6 pedone del nero · d5 pedone del nero · c4 pedone del bianco · d4 pedone del bianco · c3 cavallo del bianco · e3 pedone del bianco · a2 pedone del bianco · b2 pedone del bianco · f2 pedone del bianco · g2 pedone del bianco · h2 pedone del bianco · a1 torre del bianco · c1 alfiere del bianco · d1 donna del bianco · e1 re del bianco · f1 alfiere del bianco · g1 cavallo del bianco · h1 torre del bianco | a8 torre del nero · b8 cavallo del nero · c8 alfiere del nero · d8 donna del nero · e8 re del nero · f8 alfiere del nero · h8 torre del nero · a7 pedone del nero · b7 pedone del nero · c7 pedone del nero · e7 pedone del nero · f7 pedone del nero · h7 pedone del nero · f6 cavallo del nero · g6 pedone del nero · d5 pedone del nero · c4 pedone del bianco · d4 pedone del bianco · c3 cavallo del bianco · e3 pedone del bianco · a2 pedone del bianco · b2 pedone del bianco · f2 pedone del bianco · g2 pedone del bianco · h2 pedone del bianco · a1 torre del bianco · c1 alfiere del bianco · d1 donna del bianco · e1 re del bianco · f1 alfiere del bianco · g1 cavallo del bianco · h1 torre del bianco | a8 torre del nero · b8 cavallo del nero · c8 alfiere del nero · d8 donna del nero · e8 re del nero · f8 alfiere del nero · h8 torre del nero · a7 pedone del nero · b7 pedone del nero · c7 pedone del nero · e7 pedone del nero · f7 pedone del nero · h7 pedone del nero · f6 cavallo del nero · g6 pedone del nero · d5 pedone del nero · c4 pedone del bianco · d4 pedone del bianco · c3 cavallo del bianco · e3 pedone del bianco · a2 pedone del bianco · b2 pedone del bianco · f2 pedone del bianco · g2 pedone del bianco · h2 pedone del bianco · a1 torre del bianco · c1 alfiere del bianco · d1 donna del bianco · e1 re del bianco · f1 alfiere del bianco · g1 cavallo del bianco · h1 torre del bianco | a8 torre del nero · b8 cavallo del nero · c8 alfiere del nero · d8 donna del nero · e8 re del nero · f8 alfiere del nero · h8 torre del nero · a7 pedone del nero · b7 pedone del nero · c7 pedone del nero · e7 pedone del nero · f7 pedone del nero · h7 pedone del nero · f6 cavallo del nero · g6 pedone del nero · d5 pedone del nero · c4 pedone del bianco · d4 pedone del bianco · c3 cavallo del bianco · e3 pedone del bianco · a2 pedone del bianco · b2 pedone del bianco · f2 pedone del bianco · g2 pedone del bianco · h2 pedone del bianco · a1 torre del bianco · c1 alfiere del bianco · d1 donna del bianco · e1 re del bianco · f1 alfiere del bianco · g1 cavallo del bianco · h1 torre del bianco | a8 torre del nero · b8 cavallo del nero · c8 alfiere del nero · d8 donna del nero · e8 re del nero · f8 alfiere del nero · h8 torre del nero · a7 pedone del nero · b7 pedone del nero · c7 pedone del nero · e7 pedone del nero · f7 pedone del nero · h7 pedone del nero · f6 cavallo del nero · g6 pedone del nero · d5 pedone del nero · c4 pedone del bianco · d4 pedone del bianco · c3 cavallo del bianco · e3 pedone del bianco · a2 pedone del bianco · b2 pedone del bianco · f2 pedone del bianco · g2 pedone del bianco · h2 pedone del bianco · a1 torre del bianco · c1 alfiere del bianco · d1 donna del bianco · e1 re del bianco · f1 alfiere del bianco · g1 cavallo del bianco · h1 torre del bianco | a8 torre del nero · b8 cavallo del nero · c8 alfiere del nero · d8 donna del nero · e8 re del nero · f8 alfiere del nero · h8 torre del nero · a7 pedone del nero · b7 pedone del nero · c7 pedone del nero · e7 pedone del nero · f7 pedone del nero · h7 pedone del nero · f6 cavallo del nero · g6 pedone del nero · d5 pedone del nero · c4 pedone del bianco · d4 pedone del bianco · c3 cavallo del bianco · e3 pedone del bianco · a2 pedone del bianco · b2 pedone del bianco · f2 pedone del bianco · g2 pedone del bianco · h2 pedone del bianco · a1 torre del bianco · c1 alfiere del bianco · d1 donna del bianco · e1 re del bianco · f1 alfiere del bianco · g1 cavallo del bianco · h1 torre del bianco | a8 torre del nero · b8 cavallo del nero · c8 alfiere del nero · d8 donna del nero · e8 re del nero · f8 alfiere del nero · h8 torre del nero · a7 pedone del nero · b7 pedone del nero · c7 pedone del nero · e7 pedone del nero · f7 pedone del nero · h7 pedone del nero · f6 cavallo del nero · g6 pedone del nero · d5 pedone del nero · c4 pedone del bianco · d4 pedone del bianco · c3 cavallo del bianco · e3 pedone del bianco · a2 pedone del bianco · b2 pedone del bianco · f2 pedone del bianco · g2 pedone del bianco · h2 pedone del bianco · a1 torre del bianco · c1 alfiere del bianco · d1 donna del bianco · e1 re del bianco · f1 alfiere del bianco · g1 cavallo del bianco · h1 torre del bianco | 4 |
| 3 | a8 torre del nero · b8 cavallo del nero · c8 alfiere del nero · d8 donna del nero · e8 re del nero · f8 alfiere del nero · h8 torre del nero · a7 pedone del nero · b7 pedone del nero · c7 pedone del nero · e7 pedone del nero · f7 pedone del nero · h7 pedone del nero · f6 cavallo del nero · g6 pedone del nero · d5 pedone del nero · c4 pedone del bianco · d4 pedone del bianco · c3 cavallo del bianco · e3 pedone del bianco · a2 pedone del bianco · b2 pedone del bianco · f2 pedone del bianco · g2 pedone del bianco · h2 pedone del bianco · a1 torre del bianco · c1 alfiere del bianco · d1 donna del bianco · e1 re del bianco · f1 alfiere del bianco · g1 cavallo del bianco · h1 torre del bianco | a8 torre del nero · b8 cavallo del nero · c8 alfiere del nero · d8 donna del nero · e8 re del nero · f8 alfiere del nero · h8 torre del nero · a7 pedone del nero · b7 pedone del nero · c7 pedone del nero · e7 pedone del nero · f7 pedone del nero · h7 pedone del nero · f6 cavallo del nero · g6 pedone del nero · d5 pedone del nero · c4 pedone del bianco · d4 pedone del bianco · c3 cavallo del bianco · e3 pedone del bianco · a2 pedone del bianco · b2 pedone del bianco · f2 pedone del bianco · g2 pedone del bianco · h2 pedone del bianco · a1 torre del bianco · c1 alfiere del bianco · d1 donna del bianco · e1 re del bianco · f1 alfiere del bianco · g1 cavallo del bianco · h1 torre del bianco | a8 torre del nero · b8 cavallo del nero · c8 alfiere del nero · d8 donna del nero · e8 re del nero · f8 alfiere del nero · h8 torre del nero · a7 pedone del nero · b7 pedone del nero · c7 pedone del nero · e7 pedone del nero · f7 pedone del nero · h7 pedone del nero · f6 cavallo del nero · g6 pedone del nero · d5 pedone del nero · c4 pedone del bianco · d4 pedone del bianco · c3 cavallo del bianco · e3 pedone del bianco · a2 pedone del bianco · b2 pedone del bianco · f2 pedone del bianco · g2 pedone del bianco · h2 pedone del bianco · a1 torre del bianco · c1 alfiere del bianco · d1 donna del bianco · e1 re del bianco · f1 alfiere del bianco · g1 cavallo del bianco · h1 torre del bianco | a8 torre del nero · b8 cavallo del nero · c8 alfiere del nero · d8 donna del nero · e8 re del nero · f8 alfiere del nero · h8 torre del nero · a7 pedone del nero · b7 pedone del nero · c7 pedone del nero · e7 pedone del nero · f7 pedone del nero · h7 pedone del nero · f6 cavallo del nero · g6 pedone del nero · d5 pedone del nero · c4 pedone del bianco · d4 pedone del bianco · c3 cavallo del bianco · e3 pedone del bianco · a2 pedone del bianco · b2 pedone del bianco · f2 pedone del bianco · g2 pedone del bianco · h2 pedone del bianco · a1 torre del bianco · c1 alfiere del bianco · d1 donna del bianco · e1 re del bianco · f1 alfiere del bianco · g1 cavallo del bianco · h1 torre del bianco | a8 torre del nero · b8 cavallo del nero · c8 alfiere del nero · d8 donna del nero · e8 re del nero · f8 alfiere del nero · h8 torre del nero · a7 pedone del nero · b7 pedone del nero · c7 pedone del nero · e7 pedone del nero · f7 pedone del nero · h7 pedone del nero · f6 cavallo del nero · g6 pedone del nero · d5 pedone del nero · c4 pedone del bianco · d4 pedone del bianco · c3 cavallo del bianco · e3 pedone del bianco · a2 pedone del bianco · b2 pedone del bianco · f2 pedone del bianco · g2 pedone del bianco · h2 pedone del bianco · a1 torre del bianco · c1 alfiere del bianco · d1 donna del bianco · e1 re del bianco · f1 alfiere del bianco · g1 cavallo del bianco · h1 torre del bianco | a8 torre del nero · b8 cavallo del nero · c8 alfiere del nero · d8 donna del nero · e8 re del nero · f8 alfiere del nero · h8 torre del nero · a7 pedone del nero · b7 pedone del nero · c7 pedone del nero · e7 pedone del nero · f7 pedone del nero · h7 pedone del nero · f6 cavallo del nero · g6 pedone del nero · d5 pedone del nero · c4 pedone del bianco · d4 pedone del bianco · c3 cavallo del bianco · e3 pedone del bianco · a2 pedone del bianco · b2 pedone del bianco · f2 pedone del bianco · g2 pedone del bianco · h2 pedone del bianco · a1 torre del bianco · c1 alfiere del bianco · d1 donna del bianco · e1 re del bianco · f1 alfiere del bianco · g1 cavallo del bianco · h1 torre del bianco | a8 torre del nero · b8 cavallo del nero · c8 alfiere del nero · d8 donna del nero · e8 re del nero · f8 alfiere del nero · h8 torre del nero · a7 pedone del nero · b7 pedone del nero · c7 pedone del nero · e7 pedone del nero · f7 pedone del nero · h7 pedone del nero · f6 cavallo del nero · g6 pedone del nero · d5 pedone del nero · c4 pedone del bianco · d4 pedone del bianco · c3 cavallo del bianco · e3 pedone del bianco · a2 pedone del bianco · b2 pedone del bianco · f2 pedone del bianco · g2 pedone del bianco · h2 pedone del bianco · a1 torre del bianco · c1 alfiere del bianco · d1 donna del bianco · e1 re del bianco · f1 alfiere del bianco · g1 cavallo del bianco · h1 torre del bianco | a8 torre del nero · b8 cavallo del nero · c8 alfiere del nero · d8 donna del nero · e8 re del nero · f8 alfiere del nero · h8 torre del nero · a7 pedone del nero · b7 pedone del nero · c7 pedone del nero · e7 pedone del nero · f7 pedone del nero · h7 pedone del nero · f6 cavallo del nero · g6 pedone del nero · d5 pedone del nero · c4 pedone del bianco · d4 pedone del bianco · c3 cavallo del bianco · e3 pedone del bianco · a2 pedone del bianco · b2 pedone del bianco · f2 pedone del bianco · g2 pedone del bianco · h2 pedone del bianco · a1 torre del bianco · c1 alfiere del bianco · d1 donna del bianco · e1 re del bianco · f1 alfiere del bianco · g1 cavallo del bianco · h1 torre del bianco | 3 |
| 2 | a8 torre del nero · b8 cavallo del nero · c8 alfiere del nero · d8 donna del nero · e8 re del nero · f8 alfiere del nero · h8 torre del nero · a7 pedone del nero · b7 pedone del nero · c7 pedone del nero · e7 pedone del nero · f7 pedone del nero · h7 pedone del nero · f6 cavallo del nero · g6 pedone del nero · d5 pedone del nero · c4 pedone del bianco · d4 pedone del bianco · c3 cavallo del bianco · e3 pedone del bianco · a2 pedone del bianco · b2 pedone del bianco · f2 pedone del bianco · g2 pedone del bianco · h2 pedone del bianco · a1 torre del bianco · c1 alfiere del bianco · d1 donna del bianco · e1 re del bianco · f1 alfiere del bianco · g1 cavallo del bianco · h1 torre del bianco | a8 torre del nero · b8 cavallo del nero · c8 alfiere del nero · d8 donna del nero · e8 re del nero · f8 alfiere del nero · h8 torre del nero · a7 pedone del nero · b7 pedone del nero · c7 pedone del nero · e7 pedone del nero · f7 pedone del nero · h7 pedone del nero · f6 cavallo del nero · g6 pedone del nero · d5 pedone del nero · c4 pedone del bianco · d4 pedone del bianco · c3 cavallo del bianco · e3 pedone del bianco · a2 pedone del bianco · b2 pedone del bianco · f2 pedone del bianco · g2 pedone del bianco · h2 pedone del bianco · a1 torre del bianco · c1 alfiere del bianco · d1 donna del bianco · e1 re del bianco · f1 alfiere del bianco · g1 cavallo del bianco · h1 torre del bianco | a8 torre del nero · b8 cavallo del nero · c8 alfiere del nero · d8 donna del nero · e8 re del nero · f8 alfiere del nero · h8 torre del nero · a7 pedone del nero · b7 pedone del nero · c7 pedone del nero · e7 pedone del nero · f7 pedone del nero · h7 pedone del nero · f6 cavallo del nero · g6 pedone del nero · d5 pedone del nero · c4 pedone del bianco · d4 pedone del bianco · c3 cavallo del bianco · e3 pedone del bianco · a2 pedone del bianco · b2 pedone del bianco · f2 pedone del bianco · g2 pedone del bianco · h2 pedone del bianco · a1 torre del bianco · c1 alfiere del bianco · d1 donna del bianco · e1 re del bianco · f1 alfiere del bianco · g1 cavallo del bianco · h1 torre del bianco | a8 torre del nero · b8 cavallo del nero · c8 alfiere del nero · d8 donna del nero · e8 re del nero · f8 alfiere del nero · h8 torre del nero · a7 pedone del nero · b7 pedone del nero · c7 pedone del nero · e7 pedone del nero · f7 pedone del nero · h7 pedone del nero · f6 cavallo del nero · g6 pedone del nero · d5 pedone del nero · c4 pedone del bianco · d4 pedone del bianco · c3 cavallo del bianco · e3 pedone del bianco · a2 pedone del bianco · b2 pedone del bianco · f2 pedone del bianco · g2 pedone del bianco · h2 pedone del bianco · a1 torre del bianco · c1 alfiere del bianco · d1 donna del bianco · e1 re del bianco · f1 alfiere del bianco · g1 cavallo del bianco · h1 torre del bianco | a8 torre del nero · b8 cavallo del nero · c8 alfiere del nero · d8 donna del nero · e8 re del nero · f8 alfiere del nero · h8 torre del nero · a7 pedone del nero · b7 pedone del nero · c7 pedone del nero · e7 pedone del nero · f7 pedone del nero · h7 pedone del nero · f6 cavallo del nero · g6 pedone del nero · d5 pedone del nero · c4 pedone del bianco · d4 pedone del bianco · c3 cavallo del bianco · e3 pedone del bianco · a2 pedone del bianco · b2 pedone del bianco · f2 pedone del bianco · g2 pedone del bianco · h2 pedone del bianco · a1 torre del bianco · c1 alfiere del bianco · d1 donna del bianco · e1 re del bianco · f1 alfiere del bianco · g1 cavallo del bianco · h1 torre del bianco | a8 torre del nero · b8 cavallo del nero · c8 alfiere del nero · d8 donna del nero · e8 re del nero · f8 alfiere del nero · h8 torre del nero · a7 pedone del nero · b7 pedone del nero · c7 pedone del nero · e7 pedone del nero · f7 pedone del nero · h7 pedone del nero · f6 cavallo del nero · g6 pedone del nero · d5 pedone del nero · c4 pedone del bianco · d4 pedone del bianco · c3 cavallo del bianco · e3 pedone del bianco · a2 pedone del bianco · b2 pedone del bianco · f2 pedone del bianco · g2 pedone del bianco · h2 pedone del bianco · a1 torre del bianco · c1 alfiere del bianco · d1 donna del bianco · e1 re del bianco · f1 alfiere del bianco · g1 cavallo del bianco · h1 torre del bianco | a8 torre del nero · b8 cavallo del nero · c8 alfiere del nero · d8 donna del nero · e8 re del nero · f8 alfiere del nero · h8 torre del nero · a7 pedone del nero · b7 pedone del nero · c7 pedone del nero · e7 pedone del nero · f7 pedone del nero · h7 pedone del nero · f6 cavallo del nero · g6 pedone del nero · d5 pedone del nero · c4 pedone del bianco · d4 pedone del bianco · c3 cavallo del bianco · e3 pedone del bianco · a2 pedone del bianco · b2 pedone del bianco · f2 pedone del bianco · g2 pedone del bianco · h2 pedone del bianco · a1 torre del bianco · c1 alfiere del bianco · d1 donna del bianco · e1 re del bianco · f1 alfiere del bianco · g1 cavallo del bianco · h1 torre del bianco | a8 torre del nero · b8 cavallo del nero · c8 alfiere del nero · d8 donna del nero · e8 re del nero · f8 alfiere del nero · h8 torre del nero · a7 pedone del nero · b7 pedone del nero · c7 pedone del nero · e7 pedone del nero · f7 pedone del nero · h7 pedone del nero · f6 cavallo del nero · g6 pedone del nero · d5 pedone del nero · c4 pedone del bianco · d4 pedone del bianco · c3 cavallo del bianco · e3 pedone del bianco · a2 pedone del bianco · b2 pedone del bianco · f2 pedone del bianco · g2 pedone del bianco · h2 pedone del bianco · a1 torre del bianco · c1 alfiere del bianco · d1 donna del bianco · e1 re del bianco · f1 alfiere del bianco · g1 cavallo del bianco · h1 torre del bianco | 2 |
| 1 | a8 torre del nero · b8 cavallo del nero · c8 alfiere del nero · d8 donna del nero · e8 re del nero · f8 alfiere del nero · h8 torre del nero · a7 pedone del nero · b7 pedone del nero · c7 pedone del nero · e7 pedone del nero · f7 pedone del nero · h7 pedone del nero · f6 cavallo del nero · g6 pedone del nero · d5 pedone del nero · c4 pedone del bianco · d4 pedone del bianco · c3 cavallo del bianco · e3 pedone del bianco · a2 pedone del bianco · b2 pedone del bianco · f2 pedone del bianco · g2 pedone del bianco · h2 pedone del bianco · a1 torre del bianco · c1 alfiere del bianco · d1 donna del bianco · e1 re del bianco · f1 alfiere del bianco · g1 cavallo del bianco · h1 torre del bianco | a8 torre del nero · b8 cavallo del nero · c8 alfiere del nero · d8 donna del nero · e8 re del nero · f8 alfiere del nero · h8 torre del nero · a7 pedone del nero · b7 pedone del nero · c7 pedone del nero · e7 pedone del nero · f7 pedone del nero · h7 pedone del nero · f6 cavallo del nero · g6 pedone del nero · d5 pedone del nero · c4 pedone del bianco · d4 pedone del bianco · c3 cavallo del bianco · e3 pedone del bianco · a2 pedone del bianco · b2 pedone del bianco · f2 pedone del bianco · g2 pedone del bianco · h2 pedone del bianco · a1 torre del bianco · c1 alfiere del bianco · d1 donna del bianco · e1 re del bianco · f1 alfiere del bianco · g1 cavallo del bianco · h1 torre del bianco | a8 torre del nero · b8 cavallo del nero · c8 alfiere del nero · d8 donna del nero · e8 re del nero · f8 alfiere del nero · h8 torre del nero · a7 pedone del nero · b7 pedone del nero · c7 pedone del nero · e7 pedone del nero · f7 pedone del nero · h7 pedone del nero · f6 cavallo del nero · g6 pedone del nero · d5 pedone del nero · c4 pedone del bianco · d4 pedone del bianco · c3 cavallo del bianco · e3 pedone del bianco · a2 pedone del bianco · b2 pedone del bianco · f2 pedone del bianco · g2 pedone del bianco · h2 pedone del bianco · a1 torre del bianco · c1 alfiere del bianco · d1 donna del bianco · e1 re del bianco · f1 alfiere del bianco · g1 cavallo del bianco · h1 torre del bianco | a8 torre del nero · b8 cavallo del nero · c8 alfiere del nero · d8 donna del nero · e8 re del nero · f8 alfiere del nero · h8 torre del nero · a7 pedone del nero · b7 pedone del nero · c7 pedone del nero · e7 pedone del nero · f7 pedone del nero · h7 pedone del nero · f6 cavallo del nero · g6 pedone del nero · d5 pedone del nero · c4 pedone del bianco · d4 pedone del bianco · c3 cavallo del bianco · e3 pedone del bianco · a2 pedone del bianco · b2 pedone del bianco · f2 pedone del bianco · g2 pedone del bianco · h2 pedone del bianco · a1 torre del bianco · c1 alfiere del bianco · d1 donna del bianco · e1 re del bianco · f1 alfiere del bianco · g1 cavallo del bianco · h1 torre del bianco | a8 torre del nero · b8 cavallo del nero · c8 alfiere del nero · d8 donna del nero · e8 re del nero · f8 alfiere del nero · h8 torre del nero · a7 pedone del nero · b7 pedone del nero · c7 pedone del nero · e7 pedone del nero · f7 pedone del nero · h7 pedone del nero · f6 cavallo del nero · g6 pedone del nero · d5 pedone del nero · c4 pedone del bianco · d4 pedone del bianco · c3 cavallo del bianco · e3 pedone del bianco · a2 pedone del bianco · b2 pedone del bianco · f2 pedone del bianco · g2 pedone del bianco · h2 pedone del bianco · a1 torre del bianco · c1 alfiere del bianco · d1 donna del bianco · e1 re del bianco · f1 alfiere del bianco · g1 cavallo del bianco · h1 torre del bianco | a8 torre del nero · b8 cavallo del nero · c8 alfiere del nero · d8 donna del nero · e8 re del nero · f8 alfiere del nero · h8 torre del nero · a7 pedone del nero · b7 pedone del nero · c7 pedone del nero · e7 pedone del nero · f7 pedone del nero · h7 pedone del nero · f6 cavallo del nero · g6 pedone del nero · d5 pedone del nero · c4 pedone del bianco · d4 pedone del bianco · c3 cavallo del bianco · e3 pedone del bianco · a2 pedone del bianco · b2 pedone del bianco · f2 pedone del bianco · g2 pedone del bianco · h2 pedone del bianco · a1 torre del bianco · c1 alfiere del bianco · d1 donna del bianco · e1 re del bianco · f1 alfiere del bianco · g1 cavallo del bianco · h1 torre del bianco | a8 torre del nero · b8 cavallo del nero · c8 alfiere del nero · d8 donna del nero · e8 re del nero · f8 alfiere del nero · h8 torre del nero · a7 pedone del nero · b7 pedone del nero · c7 pedone del nero · e7 pedone del nero · f7 pedone del nero · h7 pedone del nero · f6 cavallo del nero · g6 pedone del nero · d5 pedone del nero · c4 pedone del bianco · d4 pedone del bianco · c3 cavallo del bianco · e3 pedone del bianco · a2 pedone del bianco · b2 pedone del bianco · f2 pedone del bianco · g2 pedone del bianco · h2 pedone del bianco · a1 torre del bianco · c1 alfiere del bianco · d1 donna del bianco · e1 re del bianco · f1 alfiere del bianco · g1 cavallo del bianco · h1 torre del bianco | a8 torre del nero · b8 cavallo del nero · c8 alfiere del nero · d8 donna del nero · e8 re del nero · f8 alfiere del nero · h8 torre del nero · a7 pedone del nero · b7 pedone del nero · c7 pedone del nero · e7 pedone del nero · f7 pedone del nero · h7 pedone del nero · f6 cavallo del nero · g6 pedone del nero · d5 pedone del nero · c4 pedone del bianco · d4 pedone del bianco · c3 cavallo del bianco · e3 pedone del bianco · a2 pedone del bianco · b2 pedone del bianco · f2 pedone del bianco · g2 pedone del bianco · h2 pedone del bianco · a1 torre del bianco · c1 alfiere del bianco · d1 donna del bianco · e1 re del bianco · f1 alfiere del bianco · g1 cavallo del bianco · h1 torre del bianco | 1 |
|   | a | b | c | d | e | f | g | h |   |

Con 4.e3 il Bianco chiude deliberatamente la diagonale dell'Alfiere di Donna e sceglie di proteggere il pedone in c4.

### La variante 4.Cf3
|   | a | b | c | d | e | f | g | h |   |
| 8 | a8 torre del nero · b8 cavallo del nero · c8 alfiere del nero · d8 donna del nero · e8 re del nero · f8 alfiere del nero · h8 torre del nero · a7 pedone del nero · b7 pedone del nero · c7 pedone del nero · e7 pedone del nero · f7 pedone del nero · h7 pedone del nero · f6 cavallo del nero · g6 pedone del nero · d5 pedone del nero · c4 pedone del bianco · d4 pedone del bianco · c3 cavallo del bianco · f3 cavallo del bianco · a2 pedone del bianco · b2 pedone del bianco · e2 pedone del bianco · f2 pedone del bianco · g2 pedone del bianco · h2 pedone del bianco · a1 torre del bianco · c1 alfiere del bianco · d1 donna del bianco · e1 re del bianco · f1 alfiere del bianco · h1 torre del bianco | a8 torre del nero · b8 cavallo del nero · c8 alfiere del nero · d8 donna del nero · e8 re del nero · f8 alfiere del nero · h8 torre del nero · a7 pedone del nero · b7 pedone del nero · c7 pedone del nero · e7 pedone del nero · f7 pedone del nero · h7 pedone del nero · f6 cavallo del nero · g6 pedone del nero · d5 pedone del nero · c4 pedone del bianco · d4 pedone del bianco · c3 cavallo del bianco · f3 cavallo del bianco · a2 pedone del bianco · b2 pedone del bianco · e2 pedone del bianco · f2 pedone del bianco · g2 pedone del bianco · h2 pedone del bianco · a1 torre del bianco · c1 alfiere del bianco · d1 donna del bianco · e1 re del bianco · f1 alfiere del bianco · h1 torre del bianco | a8 torre del nero · b8 cavallo del nero · c8 alfiere del nero · d8 donna del nero · e8 re del nero · f8 alfiere del nero · h8 torre del nero · a7 pedone del nero · b7 pedone del nero · c7 pedone del nero · e7 pedone del nero · f7 pedone del nero · h7 pedone del nero · f6 cavallo del nero · g6 pedone del nero · d5 pedone del nero · c4 pedone del bianco · d4 pedone del bianco · c3 cavallo del bianco · f3 cavallo del bianco · a2 pedone del bianco · b2 pedone del bianco · e2 pedone del bianco · f2 pedone del bianco · g2 pedone del bianco · h2 pedone del bianco · a1 torre del bianco · c1 alfiere del bianco · d1 donna del bianco · e1 re del bianco · f1 alfiere del bianco · h1 torre del bianco | a8 torre del nero · b8 cavallo del nero · c8 alfiere del nero · d8 donna del nero · e8 re del nero · f8 alfiere del nero · h8 torre del nero · a7 pedone del nero · b7 pedone del nero · c7 pedone del nero · e7 pedone del nero · f7 pedone del nero · h7 pedone del nero · f6 cavallo del nero · g6 pedone del nero · d5 pedone del nero · c4 pedone del bianco · d4 pedone del bianco · c3 cavallo del bianco · f3 cavallo del bianco · a2 pedone del bianco · b2 pedone del bianco · e2 pedone del bianco · f2 pedone del bianco · g2 pedone del bianco · h2 pedone del bianco · a1 torre del bianco · c1 alfiere del bianco · d1 donna del bianco · e1 re del bianco · f1 alfiere del bianco · h1 torre del bianco | a8 torre del nero · b8 cavallo del nero · c8 alfiere del nero · d8 donna del nero · e8 re del nero · f8 alfiere del nero · h8 torre del nero · a7 pedone del nero · b7 pedone del nero · c7 pedone del nero · e7 pedone del nero · f7 pedone del nero · h7 pedone del nero · f6 cavallo del nero · g6 pedone del nero · d5 pedone del nero · c4 pedone del bianco · d4 pedone del bianco · c3 cavallo del bianco · f3 cavallo del bianco · a2 pedone del bianco · b2 pedone del bianco · e2 pedone del bianco · f2 pedone del bianco · g2 pedone del bianco · h2 pedone del bianco · a1 torre del bianco · c1 alfiere del bianco · d1 donna del bianco · e1 re del bianco · f1 alfiere del bianco · h1 torre del bianco | a8 torre del nero · b8 cavallo del nero · c8 alfiere del nero · d8 donna del nero · e8 re del nero · f8 alfiere del nero · h8 torre del nero · a7 pedone del nero · b7 pedone del nero · c7 pedone del nero · e7 pedone del nero · f7 pedone del nero · h7 pedone del nero · f6 cavallo del nero · g6 pedone del nero · d5 pedone del nero · c4 pedone del bianco · d4 pedone del bianco · c3 cavallo del bianco · f3 cavallo del bianco · a2 pedone del bianco · b2 pedone del bianco · e2 pedone del bianco · f2 pedone del bianco · g2 pedone del bianco · h2 pedone del bianco · a1 torre del bianco · c1 alfiere del bianco · d1 donna del bianco · e1 re del bianco · f1 alfiere del bianco · h1 torre del bianco | a8 torre del nero · b8 cavallo del nero · c8 alfiere del nero · d8 donna del nero · e8 re del nero · f8 alfiere del nero · h8 torre del nero · a7 pedone del nero · b7 pedone del nero · c7 pedone del nero · e7 pedone del nero · f7 pedone del nero · h7 pedone del nero · f6 cavallo del nero · g6 pedone del nero · d5 pedone del nero · c4 pedone del bianco · d4 pedone del bianco · c3 cavallo del bianco · f3 cavallo del bianco · a2 pedone del bianco · b2 pedone del bianco · e2 pedone del bianco · f2 pedone del bianco · g2 pedone del bianco · h2 pedone del bianco · a1 torre del bianco · c1 alfiere del bianco · d1 donna del bianco · e1 re del bianco · f1 alfiere del bianco · h1 torre del bianco | a8 torre del nero · b8 cavallo del nero · c8 alfiere del nero · d8 donna del nero · e8 re del nero · f8 alfiere del nero · h8 torre del nero · a7 pedone del nero · b7 pedone del nero · c7 pedone del nero · e7 pedone del nero · f7 pedone del nero · h7 pedone del nero · f6 cavallo del nero · g6 pedone del nero · d5 pedone del nero · c4 pedone del bianco · d4 pedone del bianco · c3 cavallo del bianco · f3 cavallo del bianco · a2 pedone del bianco · b2 pedone del bianco · e2 pedone del bianco · f2 pedone del bianco · g2 pedone del bianco · h2 pedone del bianco · a1 torre del bianco · c1 alfiere del bianco · d1 donna del bianco · e1 re del bianco · f1 alfiere del bianco · h1 torre del bianco | 8 |
| 7 | a8 torre del nero · b8 cavallo del nero · c8 alfiere del nero · d8 donna del nero · e8 re del nero · f8 alfiere del nero · h8 torre del nero · a7 pedone del nero · b7 pedone del nero · c7 pedone del nero · e7 pedone del nero · f7 pedone del nero · h7 pedone del nero · f6 cavallo del nero · g6 pedone del nero · d5 pedone del nero · c4 pedone del bianco · d4 pedone del bianco · c3 cavallo del bianco · f3 cavallo del bianco · a2 pedone del bianco · b2 pedone del bianco · e2 pedone del bianco · f2 pedone del bianco · g2 pedone del bianco · h2 pedone del bianco · a1 torre del bianco · c1 alfiere del bianco · d1 donna del bianco · e1 re del bianco · f1 alfiere del bianco · h1 torre del bianco | a8 torre del nero · b8 cavallo del nero · c8 alfiere del nero · d8 donna del nero · e8 re del nero · f8 alfiere del nero · h8 torre del nero · a7 pedone del nero · b7 pedone del nero · c7 pedone del nero · e7 pedone del nero · f7 pedone del nero · h7 pedone del nero · f6 cavallo del nero · g6 pedone del nero · d5 pedone del nero · c4 pedone del bianco · d4 pedone del bianco · c3 cavallo del bianco · f3 cavallo del bianco · a2 pedone del bianco · b2 pedone del bianco · e2 pedone del bianco · f2 pedone del bianco · g2 pedone del bianco · h2 pedone del bianco · a1 torre del bianco · c1 alfiere del bianco · d1 donna del bianco · e1 re del bianco · f1 alfiere del bianco · h1 torre del bianco | a8 torre del nero · b8 cavallo del nero · c8 alfiere del nero · d8 donna del nero · e8 re del nero · f8 alfiere del nero · h8 torre del nero · a7 pedone del nero · b7 pedone del nero · c7 pedone del nero · e7 pedone del nero · f7 pedone del nero · h7 pedone del nero · f6 cavallo del nero · g6 pedone del nero · d5 pedone del nero · c4 pedone del bianco · d4 pedone del bianco · c3 cavallo del bianco · f3 cavallo del bianco · a2 pedone del bianco · b2 pedone del bianco · e2 pedone del bianco · f2 pedone del bianco · g2 pedone del bianco · h2 pedone del bianco · a1 torre del bianco · c1 alfiere del bianco · d1 donna del bianco · e1 re del bianco · f1 alfiere del bianco · h1 torre del bianco | a8 torre del nero · b8 cavallo del nero · c8 alfiere del nero · d8 donna del nero · e8 re del nero · f8 alfiere del nero · h8 torre del nero · a7 pedone del nero · b7 pedone del nero · c7 pedone del nero · e7 pedone del nero · f7 pedone del nero · h7 pedone del nero · f6 cavallo del nero · g6 pedone del nero · d5 pedone del nero · c4 pedone del bianco · d4 pedone del bianco · c3 cavallo del bianco · f3 cavallo del bianco · a2 pedone del bianco · b2 pedone del bianco · e2 pedone del bianco · f2 pedone del bianco · g2 pedone del bianco · h2 pedone del bianco · a1 torre del bianco · c1 alfiere del bianco · d1 donna del bianco · e1 re del bianco · f1 alfiere del bianco · h1 torre del bianco | a8 torre del nero · b8 cavallo del nero · c8 alfiere del nero · d8 donna del nero · e8 re del nero · f8 alfiere del nero · h8 torre del nero · a7 pedone del nero · b7 pedone del nero · c7 pedone del nero · e7 pedone del nero · f7 pedone del nero · h7 pedone del nero · f6 cavallo del nero · g6 pedone del nero · d5 pedone del nero · c4 pedone del bianco · d4 pedone del bianco · c3 cavallo del bianco · f3 cavallo del bianco · a2 pedone del bianco · b2 pedone del bianco · e2 pedone del bianco · f2 pedone del bianco · g2 pedone del bianco · h2 pedone del bianco · a1 torre del bianco · c1 alfiere del bianco · d1 donna del bianco · e1 re del bianco · f1 alfiere del bianco · h1 torre del bianco | a8 torre del nero · b8 cavallo del nero · c8 alfiere del nero · d8 donna del nero · e8 re del nero · f8 alfiere del nero · h8 torre del nero · a7 pedone del nero · b7 pedone del nero · c7 pedone del nero · e7 pedone del nero · f7 pedone del nero · h7 pedone del nero · f6 cavallo del nero · g6 pedone del nero · d5 pedone del nero · c4 pedone del bianco · d4 pedone del bianco · c3 cavallo del bianco · f3 cavallo del bianco · a2 pedone del bianco · b2 pedone del bianco · e2 pedone del bianco · f2 pedone del bianco · g2 pedone del bianco · h2 pedone del bianco · a1 torre del bianco · c1 alfiere del bianco · d1 donna del bianco · e1 re del bianco · f1 alfiere del bianco · h1 torre del bianco | a8 torre del nero · b8 cavallo del nero · c8 alfiere del nero · d8 donna del nero · e8 re del nero · f8 alfiere del nero · h8 torre del nero · a7 pedone del nero · b7 pedone del nero · c7 pedone del nero · e7 pedone del nero · f7 pedone del nero · h7 pedone del nero · f6 cavallo del nero · g6 pedone del nero · d5 pedone del nero · c4 pedone del bianco · d4 pedone del bianco · c3 cavallo del bianco · f3 cavallo del bianco · a2 pedone del bianco · b2 pedone del bianco · e2 pedone del bianco · f2 pedone del bianco · g2 pedone del bianco · h2 pedone del bianco · a1 torre del bianco · c1 alfiere del bianco · d1 donna del bianco · e1 re del bianco · f1 alfiere del bianco · h1 torre del bianco | a8 torre del nero · b8 cavallo del nero · c8 alfiere del nero · d8 donna del nero · e8 re del nero · f8 alfiere del nero · h8 torre del nero · a7 pedone del nero · b7 pedone del nero · c7 pedone del nero · e7 pedone del nero · f7 pedone del nero · h7 pedone del nero · f6 cavallo del nero · g6 pedone del nero · d5 pedone del nero · c4 pedone del bianco · d4 pedone del bianco · c3 cavallo del bianco · f3 cavallo del bianco · a2 pedone del bianco · b2 pedone del bianco · e2 pedone del bianco · f2 pedone del bianco · g2 pedone del bianco · h2 pedone del bianco · a1 torre del bianco · c1 alfiere del bianco · d1 donna del bianco · e1 re del bianco · f1 alfiere del bianco · h1 torre del bianco | 7 |
| 6 | a8 torre del nero · b8 cavallo del nero · c8 alfiere del nero · d8 donna del nero · e8 re del nero · f8 alfiere del nero · h8 torre del nero · a7 pedone del nero · b7 pedone del nero · c7 pedone del nero · e7 pedone del nero · f7 pedone del nero · h7 pedone del nero · f6 cavallo del nero · g6 pedone del nero · d5 pedone del nero · c4 pedone del bianco · d4 pedone del bianco · c3 cavallo del bianco · f3 cavallo del bianco · a2 pedone del bianco · b2 pedone del bianco · e2 pedone del bianco · f2 pedone del bianco · g2 pedone del bianco · h2 pedone del bianco · a1 torre del bianco · c1 alfiere del bianco · d1 donna del bianco · e1 re del bianco · f1 alfiere del bianco · h1 torre del bianco | a8 torre del nero · b8 cavallo del nero · c8 alfiere del nero · d8 donna del nero · e8 re del nero · f8 alfiere del nero · h8 torre del nero · a7 pedone del nero · b7 pedone del nero · c7 pedone del nero · e7 pedone del nero · f7 pedone del nero · h7 pedone del nero · f6 cavallo del nero · g6 pedone del nero · d5 pedone del nero · c4 pedone del bianco · d4 pedone del bianco · c3 cavallo del bianco · f3 cavallo del bianco · a2 pedone del bianco · b2 pedone del bianco · e2 pedone del bianco · f2 pedone del bianco · g2 pedone del bianco · h2 pedone del bianco · a1 torre del bianco · c1 alfiere del bianco · d1 donna del bianco · e1 re del bianco · f1 alfiere del bianco · h1 torre del bianco | a8 torre del nero · b8 cavallo del nero · c8 alfiere del nero · d8 donna del nero · e8 re del nero · f8 alfiere del nero · h8 torre del nero · a7 pedone del nero · b7 pedone del nero · c7 pedone del nero · e7 pedone del nero · f7 pedone del nero · h7 pedone del nero · f6 cavallo del nero · g6 pedone del nero · d5 pedone del nero · c4 pedone del bianco · d4 pedone del bianco · c3 cavallo del bianco · f3 cavallo del bianco · a2 pedone del bianco · b2 pedone del bianco · e2 pedone del bianco · f2 pedone del bianco · g2 pedone del bianco · h2 pedone del bianco · a1 torre del bianco · c1 alfiere del bianco · d1 donna del bianco · e1 re del bianco · f1 alfiere del bianco · h1 torre del bianco | a8 torre del nero · b8 cavallo del nero · c8 alfiere del nero · d8 donna del nero · e8 re del nero · f8 alfiere del nero · h8 torre del nero · a7 pedone del nero · b7 pedone del nero · c7 pedone del nero · e7 pedone del nero · f7 pedone del nero · h7 pedone del nero · f6 cavallo del nero · g6 pedone del nero · d5 pedone del nero · c4 pedone del bianco · d4 pedone del bianco · c3 cavallo del bianco · f3 cavallo del bianco · a2 pedone del bianco · b2 pedone del bianco · e2 pedone del bianco · f2 pedone del bianco · g2 pedone del bianco · h2 pedone del bianco · a1 torre del bianco · c1 alfiere del bianco · d1 donna del bianco · e1 re del bianco · f1 alfiere del bianco · h1 torre del bianco | a8 torre del nero · b8 cavallo del nero · c8 alfiere del nero · d8 donna del nero · e8 re del nero · f8 alfiere del nero · h8 torre del nero · a7 pedone del nero · b7 pedone del nero · c7 pedone del nero · e7 pedone del nero · f7 pedone del nero · h7 pedone del nero · f6 cavallo del nero · g6 pedone del nero · d5 pedone del nero · c4 pedone del bianco · d4 pedone del bianco · c3 cavallo del bianco · f3 cavallo del bianco · a2 pedone del bianco · b2 pedone del bianco · e2 pedone del bianco · f2 pedone del bianco · g2 pedone del bianco · h2 pedone del bianco · a1 torre del bianco · c1 alfiere del bianco · d1 donna del bianco · e1 re del bianco · f1 alfiere del bianco · h1 torre del bianco | a8 torre del nero · b8 cavallo del nero · c8 alfiere del nero · d8 donna del nero · e8 re del nero · f8 alfiere del nero · h8 torre del nero · a7 pedone del nero · b7 pedone del nero · c7 pedone del nero · e7 pedone del nero · f7 pedone del nero · h7 pedone del nero · f6 cavallo del nero · g6 pedone del nero · d5 pedone del nero · c4 pedone del bianco · d4 pedone del bianco · c3 cavallo del bianco · f3 cavallo del bianco · a2 pedone del bianco · b2 pedone del bianco · e2 pedone del bianco · f2 pedone del bianco · g2 pedone del bianco · h2 pedone del bianco · a1 torre del bianco · c1 alfiere del bianco · d1 donna del bianco · e1 re del bianco · f1 alfiere del bianco · h1 torre del bianco | a8 torre del nero · b8 cavallo del nero · c8 alfiere del nero · d8 donna del nero · e8 re del nero · f8 alfiere del nero · h8 torre del nero · a7 pedone del nero · b7 pedone del nero · c7 pedone del nero · e7 pedone del nero · f7 pedone del nero · h7 pedone del nero · f6 cavallo del nero · g6 pedone del nero · d5 pedone del nero · c4 pedone del bianco · d4 pedone del bianco · c3 cavallo del bianco · f3 cavallo del bianco · a2 pedone del bianco · b2 pedone del bianco · e2 pedone del bianco · f2 pedone del bianco · g2 pedone del bianco · h2 pedone del bianco · a1 torre del bianco · c1 alfiere del bianco · d1 donna del bianco · e1 re del bianco · f1 alfiere del bianco · h1 torre del bianco | a8 torre del nero · b8 cavallo del nero · c8 alfiere del nero · d8 donna del nero · e8 re del nero · f8 alfiere del nero · h8 torre del nero · a7 pedone del nero · b7 pedone del nero · c7 pedone del nero · e7 pedone del nero · f7 pedone del nero · h7 pedone del nero · f6 cavallo del nero · g6 pedone del nero · d5 pedone del nero · c4 pedone del bianco · d4 pedone del bianco · c3 cavallo del bianco · f3 cavallo del bianco · a2 pedone del bianco · b2 pedone del bianco · e2 pedone del bianco · f2 pedone del bianco · g2 pedone del bianco · h2 pedone del bianco · a1 torre del bianco · c1 alfiere del bianco · d1 donna del bianco · e1 re del bianco · f1 alfiere del bianco · h1 torre del bianco | 6 |
| 5 | a8 torre del nero · b8 cavallo del nero · c8 alfiere del nero · d8 donna del nero · e8 re del nero · f8 alfiere del nero · h8 torre del nero · a7 pedone del nero · b7 pedone del nero · c7 pedone del nero · e7 pedone del nero · f7 pedone del nero · h7 pedone del nero · f6 cavallo del nero · g6 pedone del nero · d5 pedone del nero · c4 pedone del bianco · d4 pedone del bianco · c3 cavallo del bianco · f3 cavallo del bianco · a2 pedone del bianco · b2 pedone del bianco · e2 pedone del bianco · f2 pedone del bianco · g2 pedone del bianco · h2 pedone del bianco · a1 torre del bianco · c1 alfiere del bianco · d1 donna del bianco · e1 re del bianco · f1 alfiere del bianco · h1 torre del bianco | a8 torre del nero · b8 cavallo del nero · c8 alfiere del nero · d8 donna del nero · e8 re del nero · f8 alfiere del nero · h8 torre del nero · a7 pedone del nero · b7 pedone del nero · c7 pedone del nero · e7 pedone del nero · f7 pedone del nero · h7 pedone del nero · f6 cavallo del nero · g6 pedone del nero · d5 pedone del nero · c4 pedone del bianco · d4 pedone del bianco · c3 cavallo del bianco · f3 cavallo del bianco · a2 pedone del bianco · b2 pedone del bianco · e2 pedone del bianco · f2 pedone del bianco · g2 pedone del bianco · h2 pedone del bianco · a1 torre del bianco · c1 alfiere del bianco · d1 donna del bianco · e1 re del bianco · f1 alfiere del bianco · h1 torre del bianco | a8 torre del nero · b8 cavallo del nero · c8 alfiere del nero · d8 donna del nero · e8 re del nero · f8 alfiere del nero · h8 torre del nero · a7 pedone del nero · b7 pedone del nero · c7 pedone del nero · e7 pedone del nero · f7 pedone del nero · h7 pedone del nero · f6 cavallo del nero · g6 pedone del nero · d5 pedone del nero · c4 pedone del bianco · d4 pedone del bianco · c3 cavallo del bianco · f3 cavallo del bianco · a2 pedone del bianco · b2 pedone del bianco · e2 pedone del bianco · f2 pedone del bianco · g2 pedone del bianco · h2 pedone del bianco · a1 torre del bianco · c1 alfiere del bianco · d1 donna del bianco · e1 re del bianco · f1 alfiere del bianco · h1 torre del bianco | a8 torre del nero · b8 cavallo del nero · c8 alfiere del nero · d8 donna del nero · e8 re del nero · f8 alfiere del nero · h8 torre del nero · a7 pedone del nero · b7 pedone del nero · c7 pedone del nero · e7 pedone del nero · f7 pedone del nero · h7 pedone del nero · f6 cavallo del nero · g6 pedone del nero · d5 pedone del nero · c4 pedone del bianco · d4 pedone del bianco · c3 cavallo del bianco · f3 cavallo del bianco · a2 pedone del bianco · b2 pedone del bianco · e2 pedone del bianco · f2 pedone del bianco · g2 pedone del bianco · h2 pedone del bianco · a1 torre del bianco · c1 alfiere del bianco · d1 donna del bianco · e1 re del bianco · f1 alfiere del bianco · h1 torre del bianco | a8 torre del nero · b8 cavallo del nero · c8 alfiere del nero · d8 donna del nero · e8 re del nero · f8 alfiere del nero · h8 torre del nero · a7 pedone del nero · b7 pedone del nero · c7 pedone del nero · e7 pedone del nero · f7 pedone del nero · h7 pedone del nero · f6 cavallo del nero · g6 pedone del nero · d5 pedone del nero · c4 pedone del bianco · d4 pedone del bianco · c3 cavallo del bianco · f3 cavallo del bianco · a2 pedone del bianco · b2 pedone del bianco · e2 pedone del bianco · f2 pedone del bianco · g2 pedone del bianco · h2 pedone del bianco · a1 torre del bianco · c1 alfiere del bianco · d1 donna del bianco · e1 re del bianco · f1 alfiere del bianco · h1 torre del bianco | a8 torre del nero · b8 cavallo del nero · c8 alfiere del nero · d8 donna del nero · e8 re del nero · f8 alfiere del nero · h8 torre del nero · a7 pedone del nero · b7 pedone del nero · c7 pedone del nero · e7 pedone del nero · f7 pedone del nero · h7 pedone del nero · f6 cavallo del nero · g6 pedone del nero · d5 pedone del nero · c4 pedone del bianco · d4 pedone del bianco · c3 cavallo del bianco · f3 cavallo del bianco · a2 pedone del bianco · b2 pedone del bianco · e2 pedone del bianco · f2 pedone del bianco · g2 pedone del bianco · h2 pedone del bianco · a1 torre del bianco · c1 alfiere del bianco · d1 donna del bianco · e1 re del bianco · f1 alfiere del bianco · h1 torre del bianco | a8 torre del nero · b8 cavallo del nero · c8 alfiere del nero · d8 donna del nero · e8 re del nero · f8 alfiere del nero · h8 torre del nero · a7 pedone del nero · b7 pedone del nero · c7 pedone del nero · e7 pedone del nero · f7 pedone del nero · h7 pedone del nero · f6 cavallo del nero · g6 pedone del nero · d5 pedone del nero · c4 pedone del bianco · d4 pedone del bianco · c3 cavallo del bianco · f3 cavallo del bianco · a2 pedone del bianco · b2 pedone del bianco · e2 pedone del bianco · f2 pedone del bianco · g2 pedone del bianco · h2 pedone del bianco · a1 torre del bianco · c1 alfiere del bianco · d1 donna del bianco · e1 re del bianco · f1 alfiere del bianco · h1 torre del bianco | a8 torre del nero · b8 cavallo del nero · c8 alfiere del nero · d8 donna del nero · e8 re del nero · f8 alfiere del nero · h8 torre del nero · a7 pedone del nero · b7 pedone del nero · c7 pedone del nero · e7 pedone del nero · f7 pedone del nero · h7 pedone del nero · f6 cavallo del nero · g6 pedone del nero · d5 pedone del nero · c4 pedone del bianco · d4 pedone del bianco · c3 cavallo del bianco · f3 cavallo del bianco · a2 pedone del bianco · b2 pedone del bianco · e2 pedone del bianco · f2 pedone del bianco · g2 pedone del bianco · h2 pedone del bianco · a1 torre del bianco · c1 alfiere del bianco · d1 donna del bianco · e1 re del bianco · f1 alfiere del bianco · h1 torre del bianco | 5 |
| 4 | a8 torre del nero · b8 cavallo del nero · c8 alfiere del nero · d8 donna del nero · e8 re del nero · f8 alfiere del nero · h8 torre del nero · a7 pedone del nero · b7 pedone del nero · c7 pedone del nero · e7 pedone del nero · f7 pedone del nero · h7 pedone del nero · f6 cavallo del nero · g6 pedone del nero · d5 pedone del nero · c4 pedone del bianco · d4 pedone del bianco · c3 cavallo del bianco · f3 cavallo del bianco · a2 pedone del bianco · b2 pedone del bianco · e2 pedone del bianco · f2 pedone del bianco · g2 pedone del bianco · h2 pedone del bianco · a1 torre del bianco · c1 alfiere del bianco · d1 donna del bianco · e1 re del bianco · f1 alfiere del bianco · h1 torre del bianco | a8 torre del nero · b8 cavallo del nero · c8 alfiere del nero · d8 donna del nero · e8 re del nero · f8 alfiere del nero · h8 torre del nero · a7 pedone del nero · b7 pedone del nero · c7 pedone del nero · e7 pedone del nero · f7 pedone del nero · h7 pedone del nero · f6 cavallo del nero · g6 pedone del nero · d5 pedone del nero · c4 pedone del bianco · d4 pedone del bianco · c3 cavallo del bianco · f3 cavallo del bianco · a2 pedone del bianco · b2 pedone del bianco · e2 pedone del bianco · f2 pedone del bianco · g2 pedone del bianco · h2 pedone del bianco · a1 torre del bianco · c1 alfiere del bianco · d1 donna del bianco · e1 re del bianco · f1 alfiere del bianco · h1 torre del bianco | a8 torre del nero · b8 cavallo del nero · c8 alfiere del nero · d8 donna del nero · e8 re del nero · f8 alfiere del nero · h8 torre del nero · a7 pedone del nero · b7 pedone del nero · c7 pedone del nero · e7 pedone del nero · f7 pedone del nero · h7 pedone del nero · f6 cavallo del nero · g6 pedone del nero · d5 pedone del nero · c4 pedone del bianco · d4 pedone del bianco · c3 cavallo del bianco · f3 cavallo del bianco · a2 pedone del bianco · b2 pedone del bianco · e2 pedone del bianco · f2 pedone del bianco · g2 pedone del bianco · h2 pedone del bianco · a1 torre del bianco · c1 alfiere del bianco · d1 donna del bianco · e1 re del bianco · f1 alfiere del bianco · h1 torre del bianco | a8 torre del nero · b8 cavallo del nero · c8 alfiere del nero · d8 donna del nero · e8 re del nero · f8 alfiere del nero · h8 torre del nero · a7 pedone del nero · b7 pedone del nero · c7 pedone del nero · e7 pedone del nero · f7 pedone del nero · h7 pedone del nero · f6 cavallo del nero · g6 pedone del nero · d5 pedone del nero · c4 pedone del bianco · d4 pedone del bianco · c3 cavallo del bianco · f3 cavallo del bianco · a2 pedone del bianco · b2 pedone del bianco · e2 pedone del bianco · f2 pedone del bianco · g2 pedone del bianco · h2 pedone del bianco · a1 torre del bianco · c1 alfiere del bianco · d1 donna del bianco · e1 re del bianco · f1 alfiere del bianco · h1 torre del bianco | a8 torre del nero · b8 cavallo del nero · c8 alfiere del nero · d8 donna del nero · e8 re del nero · f8 alfiere del nero · h8 torre del nero · a7 pedone del nero · b7 pedone del nero · c7 pedone del nero · e7 pedone del nero · f7 pedone del nero · h7 pedone del nero · f6 cavallo del nero · g6 pedone del nero · d5 pedone del nero · c4 pedone del bianco · d4 pedone del bianco · c3 cavallo del bianco · f3 cavallo del bianco · a2 pedone del bianco · b2 pedone del bianco · e2 pedone del bianco · f2 pedone del bianco · g2 pedone del bianco · h2 pedone del bianco · a1 torre del bianco · c1 alfiere del bianco · d1 donna del bianco · e1 re del bianco · f1 alfiere del bianco · h1 torre del bianco | a8 torre del nero · b8 cavallo del nero · c8 alfiere del nero · d8 donna del nero · e8 re del nero · f8 alfiere del nero · h8 torre del nero · a7 pedone del nero · b7 pedone del nero · c7 pedone del nero · e7 pedone del nero · f7 pedone del nero · h7 pedone del nero · f6 cavallo del nero · g6 pedone del nero · d5 pedone del nero · c4 pedone del bianco · d4 pedone del bianco · c3 cavallo del bianco · f3 cavallo del bianco · a2 pedone del bianco · b2 pedone del bianco · e2 pedone del bianco · f2 pedone del bianco · g2 pedone del bianco · h2 pedone del bianco · a1 torre del bianco · c1 alfiere del bianco · d1 donna del bianco · e1 re del bianco · f1 alfiere del bianco · h1 torre del bianco | a8 torre del nero · b8 cavallo del nero · c8 alfiere del nero · d8 donna del nero · e8 re del nero · f8 alfiere del nero · h8 torre del nero · a7 pedone del nero · b7 pedone del nero · c7 pedone del nero · e7 pedone del nero · f7 pedone del nero · h7 pedone del nero · f6 cavallo del nero · g6 pedone del nero · d5 pedone del nero · c4 pedone del bianco · d4 pedone del bianco · c3 cavallo del bianco · f3 cavallo del bianco · a2 pedone del bianco · b2 pedone del bianco · e2 pedone del bianco · f2 pedone del bianco · g2 pedone del bianco · h2 pedone del bianco · a1 torre del bianco · c1 alfiere del bianco · d1 donna del bianco · e1 re del bianco · f1 alfiere del bianco · h1 torre del bianco | a8 torre del nero · b8 cavallo del nero · c8 alfiere del nero · d8 donna del nero · e8 re del nero · f8 alfiere del nero · h8 torre del nero · a7 pedone del nero · b7 pedone del nero · c7 pedone del nero · e7 pedone del nero · f7 pedone del nero · h7 pedone del nero · f6 cavallo del nero · g6 pedone del nero · d5 pedone del nero · c4 pedone del bianco · d4 pedone del bianco · c3 cavallo del bianco · f3 cavallo del bianco · a2 pedone del bianco · b2 pedone del bianco · e2 pedone del bianco · f2 pedone del bianco · g2 pedone del bianco · h2 pedone del bianco · a1 torre del bianco · c1 alfiere del bianco · d1 donna del bianco · e1 re del bianco · f1 alfiere del bianco · h1 torre del bianco | 4 |
| 3 | a8 torre del nero · b8 cavallo del nero · c8 alfiere del nero · d8 donna del nero · e8 re del nero · f8 alfiere del nero · h8 torre del nero · a7 pedone del nero · b7 pedone del nero · c7 pedone del nero · e7 pedone del nero · f7 pedone del nero · h7 pedone del nero · f6 cavallo del nero · g6 pedone del nero · d5 pedone del nero · c4 pedone del bianco · d4 pedone del bianco · c3 cavallo del bianco · f3 cavallo del bianco · a2 pedone del bianco · b2 pedone del bianco · e2 pedone del bianco · f2 pedone del bianco · g2 pedone del bianco · h2 pedone del bianco · a1 torre del bianco · c1 alfiere del bianco · d1 donna del bianco · e1 re del bianco · f1 alfiere del bianco · h1 torre del bianco | a8 torre del nero · b8 cavallo del nero · c8 alfiere del nero · d8 donna del nero · e8 re del nero · f8 alfiere del nero · h8 torre del nero · a7 pedone del nero · b7 pedone del nero · c7 pedone del nero · e7 pedone del nero · f7 pedone del nero · h7 pedone del nero · f6 cavallo del nero · g6 pedone del nero · d5 pedone del nero · c4 pedone del bianco · d4 pedone del bianco · c3 cavallo del bianco · f3 cavallo del bianco · a2 pedone del bianco · b2 pedone del bianco · e2 pedone del bianco · f2 pedone del bianco · g2 pedone del bianco · h2 pedone del bianco · a1 torre del bianco · c1 alfiere del bianco · d1 donna del bianco · e1 re del bianco · f1 alfiere del bianco · h1 torre del bianco | a8 torre del nero · b8 cavallo del nero · c8 alfiere del nero · d8 donna del nero · e8 re del nero · f8 alfiere del nero · h8 torre del nero · a7 pedone del nero · b7 pedone del nero · c7 pedone del nero · e7 pedone del nero · f7 pedone del nero · h7 pedone del nero · f6 cavallo del nero · g6 pedone del nero · d5 pedone del nero · c4 pedone del bianco · d4 pedone del bianco · c3 cavallo del bianco · f3 cavallo del bianco · a2 pedone del bianco · b2 pedone del bianco · e2 pedone del bianco · f2 pedone del bianco · g2 pedone del bianco · h2 pedone del bianco · a1 torre del bianco · c1 alfiere del bianco · d1 donna del bianco · e1 re del bianco · f1 alfiere del bianco · h1 torre del bianco | a8 torre del nero · b8 cavallo del nero · c8 alfiere del nero · d8 donna del nero · e8 re del nero · f8 alfiere del nero · h8 torre del nero · a7 pedone del nero · b7 pedone del nero · c7 pedone del nero · e7 pedone del nero · f7 pedone del nero · h7 pedone del nero · f6 cavallo del nero · g6 pedone del nero · d5 pedone del nero · c4 pedone del bianco · d4 pedone del bianco · c3 cavallo del bianco · f3 cavallo del bianco · a2 pedone del bianco · b2 pedone del bianco · e2 pedone del bianco · f2 pedone del bianco · g2 pedone del bianco · h2 pedone del bianco · a1 torre del bianco · c1 alfiere del bianco · d1 donna del bianco · e1 re del bianco · f1 alfiere del bianco · h1 torre del bianco | a8 torre del nero · b8 cavallo del nero · c8 alfiere del nero · d8 donna del nero · e8 re del nero · f8 alfiere del nero · h8 torre del nero · a7 pedone del nero · b7 pedone del nero · c7 pedone del nero · e7 pedone del nero · f7 pedone del nero · h7 pedone del nero · f6 cavallo del nero · g6 pedone del nero · d5 pedone del nero · c4 pedone del bianco · d4 pedone del bianco · c3 cavallo del bianco · f3 cavallo del bianco · a2 pedone del bianco · b2 pedone del bianco · e2 pedone del bianco · f2 pedone del bianco · g2 pedone del bianco · h2 pedone del bianco · a1 torre del bianco · c1 alfiere del bianco · d1 donna del bianco · e1 re del bianco · f1 alfiere del bianco · h1 torre del bianco | a8 torre del nero · b8 cavallo del nero · c8 alfiere del nero · d8 donna del nero · e8 re del nero · f8 alfiere del nero · h8 torre del nero · a7 pedone del nero · b7 pedone del nero · c7 pedone del nero · e7 pedone del nero · f7 pedone del nero · h7 pedone del nero · f6 cavallo del nero · g6 pedone del nero · d5 pedone del nero · c4 pedone del bianco · d4 pedone del bianco · c3 cavallo del bianco · f3 cavallo del bianco · a2 pedone del bianco · b2 pedone del bianco · e2 pedone del bianco · f2 pedone del bianco · g2 pedone del bianco · h2 pedone del bianco · a1 torre del bianco · c1 alfiere del bianco · d1 donna del bianco · e1 re del bianco · f1 alfiere del bianco · h1 torre del bianco | a8 torre del nero · b8 cavallo del nero · c8 alfiere del nero · d8 donna del nero · e8 re del nero · f8 alfiere del nero · h8 torre del nero · a7 pedone del nero · b7 pedone del nero · c7 pedone del nero · e7 pedone del nero · f7 pedone del nero · h7 pedone del nero · f6 cavallo del nero · g6 pedone del nero · d5 pedone del nero · c4 pedone del bianco · d4 pedone del bianco · c3 cavallo del bianco · f3 cavallo del bianco · a2 pedone del bianco · b2 pedone del bianco · e2 pedone del bianco · f2 pedone del bianco · g2 pedone del bianco · h2 pedone del bianco · a1 torre del bianco · c1 alfiere del bianco · d1 donna del bianco · e1 re del bianco · f1 alfiere del bianco · h1 torre del bianco | a8 torre del nero · b8 cavallo del nero · c8 alfiere del nero · d8 donna del nero · e8 re del nero · f8 alfiere del nero · h8 torre del nero · a7 pedone del nero · b7 pedone del nero · c7 pedone del nero · e7 pedone del nero · f7 pedone del nero · h7 pedone del nero · f6 cavallo del nero · g6 pedone del nero · d5 pedone del nero · c4 pedone del bianco · d4 pedone del bianco · c3 cavallo del bianco · f3 cavallo del bianco · a2 pedone del bianco · b2 pedone del bianco · e2 pedone del bianco · f2 pedone del bianco · g2 pedone del bianco · h2 pedone del bianco · a1 torre del bianco · c1 alfiere del bianco · d1 donna del bianco · e1 re del bianco · f1 alfiere del bianco · h1 torre del bianco | 3 |
| 2 | a8 torre del nero · b8 cavallo del nero · c8 alfiere del nero · d8 donna del nero · e8 re del nero · f8 alfiere del nero · h8 torre del nero · a7 pedone del nero · b7 pedone del nero · c7 pedone del nero · e7 pedone del nero · f7 pedone del nero · h7 pedone del nero · f6 cavallo del nero · g6 pedone del nero · d5 pedone del nero · c4 pedone del bianco · d4 pedone del bianco · c3 cavallo del bianco · f3 cavallo del bianco · a2 pedone del bianco · b2 pedone del bianco · e2 pedone del bianco · f2 pedone del bianco · g2 pedone del bianco · h2 pedone del bianco · a1 torre del bianco · c1 alfiere del bianco · d1 donna del bianco · e1 re del bianco · f1 alfiere del bianco · h1 torre del bianco | a8 torre del nero · b8 cavallo del nero · c8 alfiere del nero · d8 donna del nero · e8 re del nero · f8 alfiere del nero · h8 torre del nero · a7 pedone del nero · b7 pedone del nero · c7 pedone del nero · e7 pedone del nero · f7 pedone del nero · h7 pedone del nero · f6 cavallo del nero · g6 pedone del nero · d5 pedone del nero · c4 pedone del bianco · d4 pedone del bianco · c3 cavallo del bianco · f3 cavallo del bianco · a2 pedone del bianco · b2 pedone del bianco · e2 pedone del bianco · f2 pedone del bianco · g2 pedone del bianco · h2 pedone del bianco · a1 torre del bianco · c1 alfiere del bianco · d1 donna del bianco · e1 re del bianco · f1 alfiere del bianco · h1 torre del bianco | a8 torre del nero · b8 cavallo del nero · c8 alfiere del nero · d8 donna del nero · e8 re del nero · f8 alfiere del nero · h8 torre del nero · a7 pedone del nero · b7 pedone del nero · c7 pedone del nero · e7 pedone del nero · f7 pedone del nero · h7 pedone del nero · f6 cavallo del nero · g6 pedone del nero · d5 pedone del nero · c4 pedone del bianco · d4 pedone del bianco · c3 cavallo del bianco · f3 cavallo del bianco · a2 pedone del bianco · b2 pedone del bianco · e2 pedone del bianco · f2 pedone del bianco · g2 pedone del bianco · h2 pedone del bianco · a1 torre del bianco · c1 alfiere del bianco · d1 donna del bianco · e1 re del bianco · f1 alfiere del bianco · h1 torre del bianco | a8 torre del nero · b8 cavallo del nero · c8 alfiere del nero · d8 donna del nero · e8 re del nero · f8 alfiere del nero · h8 torre del nero · a7 pedone del nero · b7 pedone del nero · c7 pedone del nero · e7 pedone del nero · f7 pedone del nero · h7 pedone del nero · f6 cavallo del nero · g6 pedone del nero · d5 pedone del nero · c4 pedone del bianco · d4 pedone del bianco · c3 cavallo del bianco · f3 cavallo del bianco · a2 pedone del bianco · b2 pedone del bianco · e2 pedone del bianco · f2 pedone del bianco · g2 pedone del bianco · h2 pedone del bianco · a1 torre del bianco · c1 alfiere del bianco · d1 donna del bianco · e1 re del bianco · f1 alfiere del bianco · h1 torre del bianco | a8 torre del nero · b8 cavallo del nero · c8 alfiere del nero · d8 donna del nero · e8 re del nero · f8 alfiere del nero · h8 torre del nero · a7 pedone del nero · b7 pedone del nero · c7 pedone del nero · e7 pedone del nero · f7 pedone del nero · h7 pedone del nero · f6 cavallo del nero · g6 pedone del nero · d5 pedone del nero · c4 pedone del bianco · d4 pedone del bianco · c3 cavallo del bianco · f3 cavallo del bianco · a2 pedone del bianco · b2 pedone del bianco · e2 pedone del bianco · f2 pedone del bianco · g2 pedone del bianco · h2 pedone del bianco · a1 torre del bianco · c1 alfiere del bianco · d1 donna del bianco · e1 re del bianco · f1 alfiere del bianco · h1 torre del bianco | a8 torre del nero · b8 cavallo del nero · c8 alfiere del nero · d8 donna del nero · e8 re del nero · f8 alfiere del nero · h8 torre del nero · a7 pedone del nero · b7 pedone del nero · c7 pedone del nero · e7 pedone del nero · f7 pedone del nero · h7 pedone del nero · f6 cavallo del nero · g6 pedone del nero · d5 pedone del nero · c4 pedone del bianco · d4 pedone del bianco · c3 cavallo del bianco · f3 cavallo del bianco · a2 pedone del bianco · b2 pedone del bianco · e2 pedone del bianco · f2 pedone del bianco · g2 pedone del bianco · h2 pedone del bianco · a1 torre del bianco · c1 alfiere del bianco · d1 donna del bianco · e1 re del bianco · f1 alfiere del bianco · h1 torre del bianco | a8 torre del nero · b8 cavallo del nero · c8 alfiere del nero · d8 donna del nero · e8 re del nero · f8 alfiere del nero · h8 torre del nero · a7 pedone del nero · b7 pedone del nero · c7 pedone del nero · e7 pedone del nero · f7 pedone del nero · h7 pedone del nero · f6 cavallo del nero · g6 pedone del nero · d5 pedone del nero · c4 pedone del bianco · d4 pedone del bianco · c3 cavallo del bianco · f3 cavallo del bianco · a2 pedone del bianco · b2 pedone del bianco · e2 pedone del bianco · f2 pedone del bianco · g2 pedone del bianco · h2 pedone del bianco · a1 torre del bianco · c1 alfiere del bianco · d1 donna del bianco · e1 re del bianco · f1 alfiere del bianco · h1 torre del bianco | a8 torre del nero · b8 cavallo del nero · c8 alfiere del nero · d8 donna del nero · e8 re del nero · f8 alfiere del nero · h8 torre del nero · a7 pedone del nero · b7 pedone del nero · c7 pedone del nero · e7 pedone del nero · f7 pedone del nero · h7 pedone del nero · f6 cavallo del nero · g6 pedone del nero · d5 pedone del nero · c4 pedone del bianco · d4 pedone del bianco · c3 cavallo del bianco · f3 cavallo del bianco · a2 pedone del bianco · b2 pedone del bianco · e2 pedone del bianco · f2 pedone del bianco · g2 pedone del bianco · h2 pedone del bianco · a1 torre del bianco · c1 alfiere del bianco · d1 donna del bianco · e1 re del bianco · f1 alfiere del bianco · h1 torre del bianco | 2 |
| 1 | a8 torre del nero · b8 cavallo del nero · c8 alfiere del nero · d8 donna del nero · e8 re del nero · f8 alfiere del nero · h8 torre del nero · a7 pedone del nero · b7 pedone del nero · c7 pedone del nero · e7 pedone del nero · f7 pedone del nero · h7 pedone del nero · f6 cavallo del nero · g6 pedone del nero · d5 pedone del nero · c4 pedone del bianco · d4 pedone del bianco · c3 cavallo del bianco · f3 cavallo del bianco · a2 pedone del bianco · b2 pedone del bianco · e2 pedone del bianco · f2 pedone del bianco · g2 pedone del bianco · h2 pedone del bianco · a1 torre del bianco · c1 alfiere del bianco · d1 donna del bianco · e1 re del bianco · f1 alfiere del bianco · h1 torre del bianco | a8 torre del nero · b8 cavallo del nero · c8 alfiere del nero · d8 donna del nero · e8 re del nero · f8 alfiere del nero · h8 torre del nero · a7 pedone del nero · b7 pedone del nero · c7 pedone del nero · e7 pedone del nero · f7 pedone del nero · h7 pedone del nero · f6 cavallo del nero · g6 pedone del nero · d5 pedone del nero · c4 pedone del bianco · d4 pedone del bianco · c3 cavallo del bianco · f3 cavallo del bianco · a2 pedone del bianco · b2 pedone del bianco · e2 pedone del bianco · f2 pedone del bianco · g2 pedone del bianco · h2 pedone del bianco · a1 torre del bianco · c1 alfiere del bianco · d1 donna del bianco · e1 re del bianco · f1 alfiere del bianco · h1 torre del bianco | a8 torre del nero · b8 cavallo del nero · c8 alfiere del nero · d8 donna del nero · e8 re del nero · f8 alfiere del nero · h8 torre del nero · a7 pedone del nero · b7 pedone del nero · c7 pedone del nero · e7 pedone del nero · f7 pedone del nero · h7 pedone del nero · f6 cavallo del nero · g6 pedone del nero · d5 pedone del nero · c4 pedone del bianco · d4 pedone del bianco · c3 cavallo del bianco · f3 cavallo del bianco · a2 pedone del bianco · b2 pedone del bianco · e2 pedone del bianco · f2 pedone del bianco · g2 pedone del bianco · h2 pedone del bianco · a1 torre del bianco · c1 alfiere del bianco · d1 donna del bianco · e1 re del bianco · f1 alfiere del bianco · h1 torre del bianco | a8 torre del nero · b8 cavallo del nero · c8 alfiere del nero · d8 donna del nero · e8 re del nero · f8 alfiere del nero · h8 torre del nero · a7 pedone del nero · b7 pedone del nero · c7 pedone del nero · e7 pedone del nero · f7 pedone del nero · h7 pedone del nero · f6 cavallo del nero · g6 pedone del nero · d5 pedone del nero · c4 pedone del bianco · d4 pedone del bianco · c3 cavallo del bianco · f3 cavallo del bianco · a2 pedone del bianco · b2 pedone del bianco · e2 pedone del bianco · f2 pedone del bianco · g2 pedone del bianco · h2 pedone del bianco · a1 torre del bianco · c1 alfiere del bianco · d1 donna del bianco · e1 re del bianco · f1 alfiere del bianco · h1 torre del bianco | a8 torre del nero · b8 cavallo del nero · c8 alfiere del nero · d8 donna del nero · e8 re del nero · f8 alfiere del nero · h8 torre del nero · a7 pedone del nero · b7 pedone del nero · c7 pedone del nero · e7 pedone del nero · f7 pedone del nero · h7 pedone del nero · f6 cavallo del nero · g6 pedone del nero · d5 pedone del nero · c4 pedone del bianco · d4 pedone del bianco · c3 cavallo del bianco · f3 cavallo del bianco · a2 pedone del bianco · b2 pedone del bianco · e2 pedone del bianco · f2 pedone del bianco · g2 pedone del bianco · h2 pedone del bianco · a1 torre del bianco · c1 alfiere del bianco · d1 donna del bianco · e1 re del bianco · f1 alfiere del bianco · h1 torre del bianco | a8 torre del nero · b8 cavallo del nero · c8 alfiere del nero · d8 donna del nero · e8 re del nero · f8 alfiere del nero · h8 torre del nero · a7 pedone del nero · b7 pedone del nero · c7 pedone del nero · e7 pedone del nero · f7 pedone del nero · h7 pedone del nero · f6 cavallo del nero · g6 pedone del nero · d5 pedone del nero · c4 pedone del bianco · d4 pedone del bianco · c3 cavallo del bianco · f3 cavallo del bianco · a2 pedone del bianco · b2 pedone del bianco · e2 pedone del bianco · f2 pedone del bianco · g2 pedone del bianco · h2 pedone del bianco · a1 torre del bianco · c1 alfiere del bianco · d1 donna del bianco · e1 re del bianco · f1 alfiere del bianco · h1 torre del bianco | a8 torre del nero · b8 cavallo del nero · c8 alfiere del nero · d8 donna del nero · e8 re del nero · f8 alfiere del nero · h8 torre del nero · a7 pedone del nero · b7 pedone del nero · c7 pedone del nero · e7 pedone del nero · f7 pedone del nero · h7 pedone del nero · f6 cavallo del nero · g6 pedone del nero · d5 pedone del nero · c4 pedone del bianco · d4 pedone del bianco · c3 cavallo del bianco · f3 cavallo del bianco · a2 pedone del bianco · b2 pedone del bianco · e2 pedone del bianco · f2 pedone del bianco · g2 pedone del bianco · h2 pedone del bianco · a1 torre del bianco · c1 alfiere del bianco · d1 donna del bianco · e1 re del bianco · f1 alfiere del bianco · h1 torre del bianco | a8 torre del nero · b8 cavallo del nero · c8 alfiere del nero · d8 donna del nero · e8 re del nero · f8 alfiere del nero · h8 torre del nero · a7 pedone del nero · b7 pedone del nero · c7 pedone del nero · e7 pedone del nero · f7 pedone del nero · h7 pedone del nero · f6 cavallo del nero · g6 pedone del nero · d5 pedone del nero · c4 pedone del bianco · d4 pedone del bianco · c3 cavallo del bianco · f3 cavallo del bianco · a2 pedone del bianco · b2 pedone del bianco · e2 pedone del bianco · f2 pedone del bianco · g2 pedone del bianco · h2 pedone del bianco · a1 torre del bianco · c1 alfiere del bianco · d1 donna del bianco · e1 re del bianco · f1 alfiere del bianco · h1 torre del bianco | 1 |
|   | a | b | c | d | e | f | g | h |   |

Con 4.Cf3 il Bianco crea una pressione su e5. Non bisogna mai dimenticare che l'apertura è essenzialmente una lotta per il centro che inizia già dalla prima mossa. 

#### Variante Boleslavskij
|   | a | b | c | d | e | f | g | h |   |
| 8 | a8 torre del nero · b8 cavallo del nero · c8 alfiere del nero · d8 donna del nero · f8 torre del nero · g8 re del nero · a7 pedone del nero · b7 pedone del nero · e7 pedone del nero · f7 pedone del nero · g7 alfiere del nero · h7 pedone del nero · c6 pedone del nero · f6 cavallo del nero · g6 pedone del nero · c4 donna del bianco · d4 pedone del bianco · e4 pedone del bianco · c3 cavallo del bianco · f3 cavallo del bianco · a2 pedone del bianco · b2 pedone del bianco · f2 pedone del bianco · g2 pedone del bianco · h2 pedone del bianco · a1 torre del bianco · c1 alfiere del bianco · e1 re del bianco · f1 alfiere del bianco · h1 torre del bianco | a8 torre del nero · b8 cavallo del nero · c8 alfiere del nero · d8 donna del nero · f8 torre del nero · g8 re del nero · a7 pedone del nero · b7 pedone del nero · e7 pedone del nero · f7 pedone del nero · g7 alfiere del nero · h7 pedone del nero · c6 pedone del nero · f6 cavallo del nero · g6 pedone del nero · c4 donna del bianco · d4 pedone del bianco · e4 pedone del bianco · c3 cavallo del bianco · f3 cavallo del bianco · a2 pedone del bianco · b2 pedone del bianco · f2 pedone del bianco · g2 pedone del bianco · h2 pedone del bianco · a1 torre del bianco · c1 alfiere del bianco · e1 re del bianco · f1 alfiere del bianco · h1 torre del bianco | a8 torre del nero · b8 cavallo del nero · c8 alfiere del nero · d8 donna del nero · f8 torre del nero · g8 re del nero · a7 pedone del nero · b7 pedone del nero · e7 pedone del nero · f7 pedone del nero · g7 alfiere del nero · h7 pedone del nero · c6 pedone del nero · f6 cavallo del nero · g6 pedone del nero · c4 donna del bianco · d4 pedone del bianco · e4 pedone del bianco · c3 cavallo del bianco · f3 cavallo del bianco · a2 pedone del bianco · b2 pedone del bianco · f2 pedone del bianco · g2 pedone del bianco · h2 pedone del bianco · a1 torre del bianco · c1 alfiere del bianco · e1 re del bianco · f1 alfiere del bianco · h1 torre del bianco | a8 torre del nero · b8 cavallo del nero · c8 alfiere del nero · d8 donna del nero · f8 torre del nero · g8 re del nero · a7 pedone del nero · b7 pedone del nero · e7 pedone del nero · f7 pedone del nero · g7 alfiere del nero · h7 pedone del nero · c6 pedone del nero · f6 cavallo del nero · g6 pedone del nero · c4 donna del bianco · d4 pedone del bianco · e4 pedone del bianco · c3 cavallo del bianco · f3 cavallo del bianco · a2 pedone del bianco · b2 pedone del bianco · f2 pedone del bianco · g2 pedone del bianco · h2 pedone del bianco · a1 torre del bianco · c1 alfiere del bianco · e1 re del bianco · f1 alfiere del bianco · h1 torre del bianco | a8 torre del nero · b8 cavallo del nero · c8 alfiere del nero · d8 donna del nero · f8 torre del nero · g8 re del nero · a7 pedone del nero · b7 pedone del nero · e7 pedone del nero · f7 pedone del nero · g7 alfiere del nero · h7 pedone del nero · c6 pedone del nero · f6 cavallo del nero · g6 pedone del nero · c4 donna del bianco · d4 pedone del bianco · e4 pedone del bianco · c3 cavallo del bianco · f3 cavallo del bianco · a2 pedone del bianco · b2 pedone del bianco · f2 pedone del bianco · g2 pedone del bianco · h2 pedone del bianco · a1 torre del bianco · c1 alfiere del bianco · e1 re del bianco · f1 alfiere del bianco · h1 torre del bianco | a8 torre del nero · b8 cavallo del nero · c8 alfiere del nero · d8 donna del nero · f8 torre del nero · g8 re del nero · a7 pedone del nero · b7 pedone del nero · e7 pedone del nero · f7 pedone del nero · g7 alfiere del nero · h7 pedone del nero · c6 pedone del nero · f6 cavallo del nero · g6 pedone del nero · c4 donna del bianco · d4 pedone del bianco · e4 pedone del bianco · c3 cavallo del bianco · f3 cavallo del bianco · a2 pedone del bianco · b2 pedone del bianco · f2 pedone del bianco · g2 pedone del bianco · h2 pedone del bianco · a1 torre del bianco · c1 alfiere del bianco · e1 re del bianco · f1 alfiere del bianco · h1 torre del bianco | a8 torre del nero · b8 cavallo del nero · c8 alfiere del nero · d8 donna del nero · f8 torre del nero · g8 re del nero · a7 pedone del nero · b7 pedone del nero · e7 pedone del nero · f7 pedone del nero · g7 alfiere del nero · h7 pedone del nero · c6 pedone del nero · f6 cavallo del nero · g6 pedone del nero · c4 donna del bianco · d4 pedone del bianco · e4 pedone del bianco · c3 cavallo del bianco · f3 cavallo del bianco · a2 pedone del bianco · b2 pedone del bianco · f2 pedone del bianco · g2 pedone del bianco · h2 pedone del bianco · a1 torre del bianco · c1 alfiere del bianco · e1 re del bianco · f1 alfiere del bianco · h1 torre del bianco | a8 torre del nero · b8 cavallo del nero · c8 alfiere del nero · d8 donna del nero · f8 torre del nero · g8 re del nero · a7 pedone del nero · b7 pedone del nero · e7 pedone del nero · f7 pedone del nero · g7 alfiere del nero · h7 pedone del nero · c6 pedone del nero · f6 cavallo del nero · g6 pedone del nero · c4 donna del bianco · d4 pedone del bianco · e4 pedone del bianco · c3 cavallo del bianco · f3 cavallo del bianco · a2 pedone del bianco · b2 pedone del bianco · f2 pedone del bianco · g2 pedone del bianco · h2 pedone del bianco · a1 torre del bianco · c1 alfiere del bianco · e1 re del bianco · f1 alfiere del bianco · h1 torre del bianco | 8 |
| 7 | a8 torre del nero · b8 cavallo del nero · c8 alfiere del nero · d8 donna del nero · f8 torre del nero · g8 re del nero · a7 pedone del nero · b7 pedone del nero · e7 pedone del nero · f7 pedone del nero · g7 alfiere del nero · h7 pedone del nero · c6 pedone del nero · f6 cavallo del nero · g6 pedone del nero · c4 donna del bianco · d4 pedone del bianco · e4 pedone del bianco · c3 cavallo del bianco · f3 cavallo del bianco · a2 pedone del bianco · b2 pedone del bianco · f2 pedone del bianco · g2 pedone del bianco · h2 pedone del bianco · a1 torre del bianco · c1 alfiere del bianco · e1 re del bianco · f1 alfiere del bianco · h1 torre del bianco | a8 torre del nero · b8 cavallo del nero · c8 alfiere del nero · d8 donna del nero · f8 torre del nero · g8 re del nero · a7 pedone del nero · b7 pedone del nero · e7 pedone del nero · f7 pedone del nero · g7 alfiere del nero · h7 pedone del nero · c6 pedone del nero · f6 cavallo del nero · g6 pedone del nero · c4 donna del bianco · d4 pedone del bianco · e4 pedone del bianco · c3 cavallo del bianco · f3 cavallo del bianco · a2 pedone del bianco · b2 pedone del bianco · f2 pedone del bianco · g2 pedone del bianco · h2 pedone del bianco · a1 torre del bianco · c1 alfiere del bianco · e1 re del bianco · f1 alfiere del bianco · h1 torre del bianco | a8 torre del nero · b8 cavallo del nero · c8 alfiere del nero · d8 donna del nero · f8 torre del nero · g8 re del nero · a7 pedone del nero · b7 pedone del nero · e7 pedone del nero · f7 pedone del nero · g7 alfiere del nero · h7 pedone del nero · c6 pedone del nero · f6 cavallo del nero · g6 pedone del nero · c4 donna del bianco · d4 pedone del bianco · e4 pedone del bianco · c3 cavallo del bianco · f3 cavallo del bianco · a2 pedone del bianco · b2 pedone del bianco · f2 pedone del bianco · g2 pedone del bianco · h2 pedone del bianco · a1 torre del bianco · c1 alfiere del bianco · e1 re del bianco · f1 alfiere del bianco · h1 torre del bianco | a8 torre del nero · b8 cavallo del nero · c8 alfiere del nero · d8 donna del nero · f8 torre del nero · g8 re del nero · a7 pedone del nero · b7 pedone del nero · e7 pedone del nero · f7 pedone del nero · g7 alfiere del nero · h7 pedone del nero · c6 pedone del nero · f6 cavallo del nero · g6 pedone del nero · c4 donna del bianco · d4 pedone del bianco · e4 pedone del bianco · c3 cavallo del bianco · f3 cavallo del bianco · a2 pedone del bianco · b2 pedone del bianco · f2 pedone del bianco · g2 pedone del bianco · h2 pedone del bianco · a1 torre del bianco · c1 alfiere del bianco · e1 re del bianco · f1 alfiere del bianco · h1 torre del bianco | a8 torre del nero · b8 cavallo del nero · c8 alfiere del nero · d8 donna del nero · f8 torre del nero · g8 re del nero · a7 pedone del nero · b7 pedone del nero · e7 pedone del nero · f7 pedone del nero · g7 alfiere del nero · h7 pedone del nero · c6 pedone del nero · f6 cavallo del nero · g6 pedone del nero · c4 donna del bianco · d4 pedone del bianco · e4 pedone del bianco · c3 cavallo del bianco · f3 cavallo del bianco · a2 pedone del bianco · b2 pedone del bianco · f2 pedone del bianco · g2 pedone del bianco · h2 pedone del bianco · a1 torre del bianco · c1 alfiere del bianco · e1 re del bianco · f1 alfiere del bianco · h1 torre del bianco | a8 torre del nero · b8 cavallo del nero · c8 alfiere del nero · d8 donna del nero · f8 torre del nero · g8 re del nero · a7 pedone del nero · b7 pedone del nero · e7 pedone del nero · f7 pedone del nero · g7 alfiere del nero · h7 pedone del nero · c6 pedone del nero · f6 cavallo del nero · g6 pedone del nero · c4 donna del bianco · d4 pedone del bianco · e4 pedone del bianco · c3 cavallo del bianco · f3 cavallo del bianco · a2 pedone del bianco · b2 pedone del bianco · f2 pedone del bianco · g2 pedone del bianco · h2 pedone del bianco · a1 torre del bianco · c1 alfiere del bianco · e1 re del bianco · f1 alfiere del bianco · h1 torre del bianco | a8 torre del nero · b8 cavallo del nero · c8 alfiere del nero · d8 donna del nero · f8 torre del nero · g8 re del nero · a7 pedone del nero · b7 pedone del nero · e7 pedone del nero · f7 pedone del nero · g7 alfiere del nero · h7 pedone del nero · c6 pedone del nero · f6 cavallo del nero · g6 pedone del nero · c4 donna del bianco · d4 pedone del bianco · e4 pedone del bianco · c3 cavallo del bianco · f3 cavallo del bianco · a2 pedone del bianco · b2 pedone del bianco · f2 pedone del bianco · g2 pedone del bianco · h2 pedone del bianco · a1 torre del bianco · c1 alfiere del bianco · e1 re del bianco · f1 alfiere del bianco · h1 torre del bianco | a8 torre del nero · b8 cavallo del nero · c8 alfiere del nero · d8 donna del nero · f8 torre del nero · g8 re del nero · a7 pedone del nero · b7 pedone del nero · e7 pedone del nero · f7 pedone del nero · g7 alfiere del nero · h7 pedone del nero · c6 pedone del nero · f6 cavallo del nero · g6 pedone del nero · c4 donna del bianco · d4 pedone del bianco · e4 pedone del bianco · c3 cavallo del bianco · f3 cavallo del bianco · a2 pedone del bianco · b2 pedone del bianco · f2 pedone del bianco · g2 pedone del bianco · h2 pedone del bianco · a1 torre del bianco · c1 alfiere del bianco · e1 re del bianco · f1 alfiere del bianco · h1 torre del bianco | 7 |
| 6 | a8 torre del nero · b8 cavallo del nero · c8 alfiere del nero · d8 donna del nero · f8 torre del nero · g8 re del nero · a7 pedone del nero · b7 pedone del nero · e7 pedone del nero · f7 pedone del nero · g7 alfiere del nero · h7 pedone del nero · c6 pedone del nero · f6 cavallo del nero · g6 pedone del nero · c4 donna del bianco · d4 pedone del bianco · e4 pedone del bianco · c3 cavallo del bianco · f3 cavallo del bianco · a2 pedone del bianco · b2 pedone del bianco · f2 pedone del bianco · g2 pedone del bianco · h2 pedone del bianco · a1 torre del bianco · c1 alfiere del bianco · e1 re del bianco · f1 alfiere del bianco · h1 torre del bianco | a8 torre del nero · b8 cavallo del nero · c8 alfiere del nero · d8 donna del nero · f8 torre del nero · g8 re del nero · a7 pedone del nero · b7 pedone del nero · e7 pedone del nero · f7 pedone del nero · g7 alfiere del nero · h7 pedone del nero · c6 pedone del nero · f6 cavallo del nero · g6 pedone del nero · c4 donna del bianco · d4 pedone del bianco · e4 pedone del bianco · c3 cavallo del bianco · f3 cavallo del bianco · a2 pedone del bianco · b2 pedone del bianco · f2 pedone del bianco · g2 pedone del bianco · h2 pedone del bianco · a1 torre del bianco · c1 alfiere del bianco · e1 re del bianco · f1 alfiere del bianco · h1 torre del bianco | a8 torre del nero · b8 cavallo del nero · c8 alfiere del nero · d8 donna del nero · f8 torre del nero · g8 re del nero · a7 pedone del nero · b7 pedone del nero · e7 pedone del nero · f7 pedone del nero · g7 alfiere del nero · h7 pedone del nero · c6 pedone del nero · f6 cavallo del nero · g6 pedone del nero · c4 donna del bianco · d4 pedone del bianco · e4 pedone del bianco · c3 cavallo del bianco · f3 cavallo del bianco · a2 pedone del bianco · b2 pedone del bianco · f2 pedone del bianco · g2 pedone del bianco · h2 pedone del bianco · a1 torre del bianco · c1 alfiere del bianco · e1 re del bianco · f1 alfiere del bianco · h1 torre del bianco | a8 torre del nero · b8 cavallo del nero · c8 alfiere del nero · d8 donna del nero · f8 torre del nero · g8 re del nero · a7 pedone del nero · b7 pedone del nero · e7 pedone del nero · f7 pedone del nero · g7 alfiere del nero · h7 pedone del nero · c6 pedone del nero · f6 cavallo del nero · g6 pedone del nero · c4 donna del bianco · d4 pedone del bianco · e4 pedone del bianco · c3 cavallo del bianco · f3 cavallo del bianco · a2 pedone del bianco · b2 pedone del bianco · f2 pedone del bianco · g2 pedone del bianco · h2 pedone del bianco · a1 torre del bianco · c1 alfiere del bianco · e1 re del bianco · f1 alfiere del bianco · h1 torre del bianco | a8 torre del nero · b8 cavallo del nero · c8 alfiere del nero · d8 donna del nero · f8 torre del nero · g8 re del nero · a7 pedone del nero · b7 pedone del nero · e7 pedone del nero · f7 pedone del nero · g7 alfiere del nero · h7 pedone del nero · c6 pedone del nero · f6 cavallo del nero · g6 pedone del nero · c4 donna del bianco · d4 pedone del bianco · e4 pedone del bianco · c3 cavallo del bianco · f3 cavallo del bianco · a2 pedone del bianco · b2 pedone del bianco · f2 pedone del bianco · g2 pedone del bianco · h2 pedone del bianco · a1 torre del bianco · c1 alfiere del bianco · e1 re del bianco · f1 alfiere del bianco · h1 torre del bianco | a8 torre del nero · b8 cavallo del nero · c8 alfiere del nero · d8 donna del nero · f8 torre del nero · g8 re del nero · a7 pedone del nero · b7 pedone del nero · e7 pedone del nero · f7 pedone del nero · g7 alfiere del nero · h7 pedone del nero · c6 pedone del nero · f6 cavallo del nero · g6 pedone del nero · c4 donna del bianco · d4 pedone del bianco · e4 pedone del bianco · c3 cavallo del bianco · f3 cavallo del bianco · a2 pedone del bianco · b2 pedone del bianco · f2 pedone del bianco · g2 pedone del bianco · h2 pedone del bianco · a1 torre del bianco · c1 alfiere del bianco · e1 re del bianco · f1 alfiere del bianco · h1 torre del bianco | a8 torre del nero · b8 cavallo del nero · c8 alfiere del nero · d8 donna del nero · f8 torre del nero · g8 re del nero · a7 pedone del nero · b7 pedone del nero · e7 pedone del nero · f7 pedone del nero · g7 alfiere del nero · h7 pedone del nero · c6 pedone del nero · f6 cavallo del nero · g6 pedone del nero · c4 donna del bianco · d4 pedone del bianco · e4 pedone del bianco · c3 cavallo del bianco · f3 cavallo del bianco · a2 pedone del bianco · b2 pedone del bianco · f2 pedone del bianco · g2 pedone del bianco · h2 pedone del bianco · a1 torre del bianco · c1 alfiere del bianco · e1 re del bianco · f1 alfiere del bianco · h1 torre del bianco | a8 torre del nero · b8 cavallo del nero · c8 alfiere del nero · d8 donna del nero · f8 torre del nero · g8 re del nero · a7 pedone del nero · b7 pedone del nero · e7 pedone del nero · f7 pedone del nero · g7 alfiere del nero · h7 pedone del nero · c6 pedone del nero · f6 cavallo del nero · g6 pedone del nero · c4 donna del bianco · d4 pedone del bianco · e4 pedone del bianco · c3 cavallo del bianco · f3 cavallo del bianco · a2 pedone del bianco · b2 pedone del bianco · f2 pedone del bianco · g2 pedone del bianco · h2 pedone del bianco · a1 torre del bianco · c1 alfiere del bianco · e1 re del bianco · f1 alfiere del bianco · h1 torre del bianco | 6 |
| 5 | a8 torre del nero · b8 cavallo del nero · c8 alfiere del nero · d8 donna del nero · f8 torre del nero · g8 re del nero · a7 pedone del nero · b7 pedone del nero · e7 pedone del nero · f7 pedone del nero · g7 alfiere del nero · h7 pedone del nero · c6 pedone del nero · f6 cavallo del nero · g6 pedone del nero · c4 donna del bianco · d4 pedone del bianco · e4 pedone del bianco · c3 cavallo del bianco · f3 cavallo del bianco · a2 pedone del bianco · b2 pedone del bianco · f2 pedone del bianco · g2 pedone del bianco · h2 pedone del bianco · a1 torre del bianco · c1 alfiere del bianco · e1 re del bianco · f1 alfiere del bianco · h1 torre del bianco | a8 torre del nero · b8 cavallo del nero · c8 alfiere del nero · d8 donna del nero · f8 torre del nero · g8 re del nero · a7 pedone del nero · b7 pedone del nero · e7 pedone del nero · f7 pedone del nero · g7 alfiere del nero · h7 pedone del nero · c6 pedone del nero · f6 cavallo del nero · g6 pedone del nero · c4 donna del bianco · d4 pedone del bianco · e4 pedone del bianco · c3 cavallo del bianco · f3 cavallo del bianco · a2 pedone del bianco · b2 pedone del bianco · f2 pedone del bianco · g2 pedone del bianco · h2 pedone del bianco · a1 torre del bianco · c1 alfiere del bianco · e1 re del bianco · f1 alfiere del bianco · h1 torre del bianco | a8 torre del nero · b8 cavallo del nero · c8 alfiere del nero · d8 donna del nero · f8 torre del nero · g8 re del nero · a7 pedone del nero · b7 pedone del nero · e7 pedone del nero · f7 pedone del nero · g7 alfiere del nero · h7 pedone del nero · c6 pedone del nero · f6 cavallo del nero · g6 pedone del nero · c4 donna del bianco · d4 pedone del bianco · e4 pedone del bianco · c3 cavallo del bianco · f3 cavallo del bianco · a2 pedone del bianco · b2 pedone del bianco · f2 pedone del bianco · g2 pedone del bianco · h2 pedone del bianco · a1 torre del bianco · c1 alfiere del bianco · e1 re del bianco · f1 alfiere del bianco · h1 torre del bianco | a8 torre del nero · b8 cavallo del nero · c8 alfiere del nero · d8 donna del nero · f8 torre del nero · g8 re del nero · a7 pedone del nero · b7 pedone del nero · e7 pedone del nero · f7 pedone del nero · g7 alfiere del nero · h7 pedone del nero · c6 pedone del nero · f6 cavallo del nero · g6 pedone del nero · c4 donna del bianco · d4 pedone del bianco · e4 pedone del bianco · c3 cavallo del bianco · f3 cavallo del bianco · a2 pedone del bianco · b2 pedone del bianco · f2 pedone del bianco · g2 pedone del bianco · h2 pedone del bianco · a1 torre del bianco · c1 alfiere del bianco · e1 re del bianco · f1 alfiere del bianco · h1 torre del bianco | a8 torre del nero · b8 cavallo del nero · c8 alfiere del nero · d8 donna del nero · f8 torre del nero · g8 re del nero · a7 pedone del nero · b7 pedone del nero · e7 pedone del nero · f7 pedone del nero · g7 alfiere del nero · h7 pedone del nero · c6 pedone del nero · f6 cavallo del nero · g6 pedone del nero · c4 donna del bianco · d4 pedone del bianco · e4 pedone del bianco · c3 cavallo del bianco · f3 cavallo del bianco · a2 pedone del bianco · b2 pedone del bianco · f2 pedone del bianco · g2 pedone del bianco · h2 pedone del bianco · a1 torre del bianco · c1 alfiere del bianco · e1 re del bianco · f1 alfiere del bianco · h1 torre del bianco | a8 torre del nero · b8 cavallo del nero · c8 alfiere del nero · d8 donna del nero · f8 torre del nero · g8 re del nero · a7 pedone del nero · b7 pedone del nero · e7 pedone del nero · f7 pedone del nero · g7 alfiere del nero · h7 pedone del nero · c6 pedone del nero · f6 cavallo del nero · g6 pedone del nero · c4 donna del bianco · d4 pedone del bianco · e4 pedone del bianco · c3 cavallo del bianco · f3 cavallo del bianco · a2 pedone del bianco · b2 pedone del bianco · f2 pedone del bianco · g2 pedone del bianco · h2 pedone del bianco · a1 torre del bianco · c1 alfiere del bianco · e1 re del bianco · f1 alfiere del bianco · h1 torre del bianco | a8 torre del nero · b8 cavallo del nero · c8 alfiere del nero · d8 donna del nero · f8 torre del nero · g8 re del nero · a7 pedone del nero · b7 pedone del nero · e7 pedone del nero · f7 pedone del nero · g7 alfiere del nero · h7 pedone del nero · c6 pedone del nero · f6 cavallo del nero · g6 pedone del nero · c4 donna del bianco · d4 pedone del bianco · e4 pedone del bianco · c3 cavallo del bianco · f3 cavallo del bianco · a2 pedone del bianco · b2 pedone del bianco · f2 pedone del bianco · g2 pedone del bianco · h2 pedone del bianco · a1 torre del bianco · c1 alfiere del bianco · e1 re del bianco · f1 alfiere del bianco · h1 torre del bianco | a8 torre del nero · b8 cavallo del nero · c8 alfiere del nero · d8 donna del nero · f8 torre del nero · g8 re del nero · a7 pedone del nero · b7 pedone del nero · e7 pedone del nero · f7 pedone del nero · g7 alfiere del nero · h7 pedone del nero · c6 pedone del nero · f6 cavallo del nero · g6 pedone del nero · c4 donna del bianco · d4 pedone del bianco · e4 pedone del bianco · c3 cavallo del bianco · f3 cavallo del bianco · a2 pedone del bianco · b2 pedone del bianco · f2 pedone del bianco · g2 pedone del bianco · h2 pedone del bianco · a1 torre del bianco · c1 alfiere del bianco · e1 re del bianco · f1 alfiere del bianco · h1 torre del bianco | 5 |
| 4 | a8 torre del nero · b8 cavallo del nero · c8 alfiere del nero · d8 donna del nero · f8 torre del nero · g8 re del nero · a7 pedone del nero · b7 pedone del nero · e7 pedone del nero · f7 pedone del nero · g7 alfiere del nero · h7 pedone del nero · c6 pedone del nero · f6 cavallo del nero · g6 pedone del nero · c4 donna del bianco · d4 pedone del bianco · e4 pedone del bianco · c3 cavallo del bianco · f3 cavallo del bianco · a2 pedone del bianco · b2 pedone del bianco · f2 pedone del bianco · g2 pedone del bianco · h2 pedone del bianco · a1 torre del bianco · c1 alfiere del bianco · e1 re del bianco · f1 alfiere del bianco · h1 torre del bianco | a8 torre del nero · b8 cavallo del nero · c8 alfiere del nero · d8 donna del nero · f8 torre del nero · g8 re del nero · a7 pedone del nero · b7 pedone del nero · e7 pedone del nero · f7 pedone del nero · g7 alfiere del nero · h7 pedone del nero · c6 pedone del nero · f6 cavallo del nero · g6 pedone del nero · c4 donna del bianco · d4 pedone del bianco · e4 pedone del bianco · c3 cavallo del bianco · f3 cavallo del bianco · a2 pedone del bianco · b2 pedone del bianco · f2 pedone del bianco · g2 pedone del bianco · h2 pedone del bianco · a1 torre del bianco · c1 alfiere del bianco · e1 re del bianco · f1 alfiere del bianco · h1 torre del bianco | a8 torre del nero · b8 cavallo del nero · c8 alfiere del nero · d8 donna del nero · f8 torre del nero · g8 re del nero · a7 pedone del nero · b7 pedone del nero · e7 pedone del nero · f7 pedone del nero · g7 alfiere del nero · h7 pedone del nero · c6 pedone del nero · f6 cavallo del nero · g6 pedone del nero · c4 donna del bianco · d4 pedone del bianco · e4 pedone del bianco · c3 cavallo del bianco · f3 cavallo del bianco · a2 pedone del bianco · b2 pedone del bianco · f2 pedone del bianco · g2 pedone del bianco · h2 pedone del bianco · a1 torre del bianco · c1 alfiere del bianco · e1 re del bianco · f1 alfiere del bianco · h1 torre del bianco | a8 torre del nero · b8 cavallo del nero · c8 alfiere del nero · d8 donna del nero · f8 torre del nero · g8 re del nero · a7 pedone del nero · b7 pedone del nero · e7 pedone del nero · f7 pedone del nero · g7 alfiere del nero · h7 pedone del nero · c6 pedone del nero · f6 cavallo del nero · g6 pedone del nero · c4 donna del bianco · d4 pedone del bianco · e4 pedone del bianco · c3 cavallo del bianco · f3 cavallo del bianco · a2 pedone del bianco · b2 pedone del bianco · f2 pedone del bianco · g2 pedone del bianco · h2 pedone del bianco · a1 torre del bianco · c1 alfiere del bianco · e1 re del bianco · f1 alfiere del bianco · h1 torre del bianco | a8 torre del nero · b8 cavallo del nero · c8 alfiere del nero · d8 donna del nero · f8 torre del nero · g8 re del nero · a7 pedone del nero · b7 pedone del nero · e7 pedone del nero · f7 pedone del nero · g7 alfiere del nero · h7 pedone del nero · c6 pedone del nero · f6 cavallo del nero · g6 pedone del nero · c4 donna del bianco · d4 pedone del bianco · e4 pedone del bianco · c3 cavallo del bianco · f3 cavallo del bianco · a2 pedone del bianco · b2 pedone del bianco · f2 pedone del bianco · g2 pedone del bianco · h2 pedone del bianco · a1 torre del bianco · c1 alfiere del bianco · e1 re del bianco · f1 alfiere del bianco · h1 torre del bianco | a8 torre del nero · b8 cavallo del nero · c8 alfiere del nero · d8 donna del nero · f8 torre del nero · g8 re del nero · a7 pedone del nero · b7 pedone del nero · e7 pedone del nero · f7 pedone del nero · g7 alfiere del nero · h7 pedone del nero · c6 pedone del nero · f6 cavallo del nero · g6 pedone del nero · c4 donna del bianco · d4 pedone del bianco · e4 pedone del bianco · c3 cavallo del bianco · f3 cavallo del bianco · a2 pedone del bianco · b2 pedone del bianco · f2 pedone del bianco · g2 pedone del bianco · h2 pedone del bianco · a1 torre del bianco · c1 alfiere del bianco · e1 re del bianco · f1 alfiere del bianco · h1 torre del bianco | a8 torre del nero · b8 cavallo del nero · c8 alfiere del nero · d8 donna del nero · f8 torre del nero · g8 re del nero · a7 pedone del nero · b7 pedone del nero · e7 pedone del nero · f7 pedone del nero · g7 alfiere del nero · h7 pedone del nero · c6 pedone del nero · f6 cavallo del nero · g6 pedone del nero · c4 donna del bianco · d4 pedone del bianco · e4 pedone del bianco · c3 cavallo del bianco · f3 cavallo del bianco · a2 pedone del bianco · b2 pedone del bianco · f2 pedone del bianco · g2 pedone del bianco · h2 pedone del bianco · a1 torre del bianco · c1 alfiere del bianco · e1 re del bianco · f1 alfiere del bianco · h1 torre del bianco | a8 torre del nero · b8 cavallo del nero · c8 alfiere del nero · d8 donna del nero · f8 torre del nero · g8 re del nero · a7 pedone del nero · b7 pedone del nero · e7 pedone del nero · f7 pedone del nero · g7 alfiere del nero · h7 pedone del nero · c6 pedone del nero · f6 cavallo del nero · g6 pedone del nero · c4 donna del bianco · d4 pedone del bianco · e4 pedone del bianco · c3 cavallo del bianco · f3 cavallo del bianco · a2 pedone del bianco · b2 pedone del bianco · f2 pedone del bianco · g2 pedone del bianco · h2 pedone del bianco · a1 torre del bianco · c1 alfiere del bianco · e1 re del bianco · f1 alfiere del bianco · h1 torre del bianco | 4 |
| 3 | a8 torre del nero · b8 cavallo del nero · c8 alfiere del nero · d8 donna del nero · f8 torre del nero · g8 re del nero · a7 pedone del nero · b7 pedone del nero · e7 pedone del nero · f7 pedone del nero · g7 alfiere del nero · h7 pedone del nero · c6 pedone del nero · f6 cavallo del nero · g6 pedone del nero · c4 donna del bianco · d4 pedone del bianco · e4 pedone del bianco · c3 cavallo del bianco · f3 cavallo del bianco · a2 pedone del bianco · b2 pedone del bianco · f2 pedone del bianco · g2 pedone del bianco · h2 pedone del bianco · a1 torre del bianco · c1 alfiere del bianco · e1 re del bianco · f1 alfiere del bianco · h1 torre del bianco | a8 torre del nero · b8 cavallo del nero · c8 alfiere del nero · d8 donna del nero · f8 torre del nero · g8 re del nero · a7 pedone del nero · b7 pedone del nero · e7 pedone del nero · f7 pedone del nero · g7 alfiere del nero · h7 pedone del nero · c6 pedone del nero · f6 cavallo del nero · g6 pedone del nero · c4 donna del bianco · d4 pedone del bianco · e4 pedone del bianco · c3 cavallo del bianco · f3 cavallo del bianco · a2 pedone del bianco · b2 pedone del bianco · f2 pedone del bianco · g2 pedone del bianco · h2 pedone del bianco · a1 torre del bianco · c1 alfiere del bianco · e1 re del bianco · f1 alfiere del bianco · h1 torre del bianco | a8 torre del nero · b8 cavallo del nero · c8 alfiere del nero · d8 donna del nero · f8 torre del nero · g8 re del nero · a7 pedone del nero · b7 pedone del nero · e7 pedone del nero · f7 pedone del nero · g7 alfiere del nero · h7 pedone del nero · c6 pedone del nero · f6 cavallo del nero · g6 pedone del nero · c4 donna del bianco · d4 pedone del bianco · e4 pedone del bianco · c3 cavallo del bianco · f3 cavallo del bianco · a2 pedone del bianco · b2 pedone del bianco · f2 pedone del bianco · g2 pedone del bianco · h2 pedone del bianco · a1 torre del bianco · c1 alfiere del bianco · e1 re del bianco · f1 alfiere del bianco · h1 torre del bianco | a8 torre del nero · b8 cavallo del nero · c8 alfiere del nero · d8 donna del nero · f8 torre del nero · g8 re del nero · a7 pedone del nero · b7 pedone del nero · e7 pedone del nero · f7 pedone del nero · g7 alfiere del nero · h7 pedone del nero · c6 pedone del nero · f6 cavallo del nero · g6 pedone del nero · c4 donna del bianco · d4 pedone del bianco · e4 pedone del bianco · c3 cavallo del bianco · f3 cavallo del bianco · a2 pedone del bianco · b2 pedone del bianco · f2 pedone del bianco · g2 pedone del bianco · h2 pedone del bianco · a1 torre del bianco · c1 alfiere del bianco · e1 re del bianco · f1 alfiere del bianco · h1 torre del bianco | a8 torre del nero · b8 cavallo del nero · c8 alfiere del nero · d8 donna del nero · f8 torre del nero · g8 re del nero · a7 pedone del nero · b7 pedone del nero · e7 pedone del nero · f7 pedone del nero · g7 alfiere del nero · h7 pedone del nero · c6 pedone del nero · f6 cavallo del nero · g6 pedone del nero · c4 donna del bianco · d4 pedone del bianco · e4 pedone del bianco · c3 cavallo del bianco · f3 cavallo del bianco · a2 pedone del bianco · b2 pedone del bianco · f2 pedone del bianco · g2 pedone del bianco · h2 pedone del bianco · a1 torre del bianco · c1 alfiere del bianco · e1 re del bianco · f1 alfiere del bianco · h1 torre del bianco | a8 torre del nero · b8 cavallo del nero · c8 alfiere del nero · d8 donna del nero · f8 torre del nero · g8 re del nero · a7 pedone del nero · b7 pedone del nero · e7 pedone del nero · f7 pedone del nero · g7 alfiere del nero · h7 pedone del nero · c6 pedone del nero · f6 cavallo del nero · g6 pedone del nero · c4 donna del bianco · d4 pedone del bianco · e4 pedone del bianco · c3 cavallo del bianco · f3 cavallo del bianco · a2 pedone del bianco · b2 pedone del bianco · f2 pedone del bianco · g2 pedone del bianco · h2 pedone del bianco · a1 torre del bianco · c1 alfiere del bianco · e1 re del bianco · f1 alfiere del bianco · h1 torre del bianco | a8 torre del nero · b8 cavallo del nero · c8 alfiere del nero · d8 donna del nero · f8 torre del nero · g8 re del nero · a7 pedone del nero · b7 pedone del nero · e7 pedone del nero · f7 pedone del nero · g7 alfiere del nero · h7 pedone del nero · c6 pedone del nero · f6 cavallo del nero · g6 pedone del nero · c4 donna del bianco · d4 pedone del bianco · e4 pedone del bianco · c3 cavallo del bianco · f3 cavallo del bianco · a2 pedone del bianco · b2 pedone del bianco · f2 pedone del bianco · g2 pedone del bianco · h2 pedone del bianco · a1 torre del bianco · c1 alfiere del bianco · e1 re del bianco · f1 alfiere del bianco · h1 torre del bianco | a8 torre del nero · b8 cavallo del nero · c8 alfiere del nero · d8 donna del nero · f8 torre del nero · g8 re del nero · a7 pedone del nero · b7 pedone del nero · e7 pedone del nero · f7 pedone del nero · g7 alfiere del nero · h7 pedone del nero · c6 pedone del nero · f6 cavallo del nero · g6 pedone del nero · c4 donna del bianco · d4 pedone del bianco · e4 pedone del bianco · c3 cavallo del bianco · f3 cavallo del bianco · a2 pedone del bianco · b2 pedone del bianco · f2 pedone del bianco · g2 pedone del bianco · h2 pedone del bianco · a1 torre del bianco · c1 alfiere del bianco · e1 re del bianco · f1 alfiere del bianco · h1 torre del bianco | 3 |
| 2 | a8 torre del nero · b8 cavallo del nero · c8 alfiere del nero · d8 donna del nero · f8 torre del nero · g8 re del nero · a7 pedone del nero · b7 pedone del nero · e7 pedone del nero · f7 pedone del nero · g7 alfiere del nero · h7 pedone del nero · c6 pedone del nero · f6 cavallo del nero · g6 pedone del nero · c4 donna del bianco · d4 pedone del bianco · e4 pedone del bianco · c3 cavallo del bianco · f3 cavallo del bianco · a2 pedone del bianco · b2 pedone del bianco · f2 pedone del bianco · g2 pedone del bianco · h2 pedone del bianco · a1 torre del bianco · c1 alfiere del bianco · e1 re del bianco · f1 alfiere del bianco · h1 torre del bianco | a8 torre del nero · b8 cavallo del nero · c8 alfiere del nero · d8 donna del nero · f8 torre del nero · g8 re del nero · a7 pedone del nero · b7 pedone del nero · e7 pedone del nero · f7 pedone del nero · g7 alfiere del nero · h7 pedone del nero · c6 pedone del nero · f6 cavallo del nero · g6 pedone del nero · c4 donna del bianco · d4 pedone del bianco · e4 pedone del bianco · c3 cavallo del bianco · f3 cavallo del bianco · a2 pedone del bianco · b2 pedone del bianco · f2 pedone del bianco · g2 pedone del bianco · h2 pedone del bianco · a1 torre del bianco · c1 alfiere del bianco · e1 re del bianco · f1 alfiere del bianco · h1 torre del bianco | a8 torre del nero · b8 cavallo del nero · c8 alfiere del nero · d8 donna del nero · f8 torre del nero · g8 re del nero · a7 pedone del nero · b7 pedone del nero · e7 pedone del nero · f7 pedone del nero · g7 alfiere del nero · h7 pedone del nero · c6 pedone del nero · f6 cavallo del nero · g6 pedone del nero · c4 donna del bianco · d4 pedone del bianco · e4 pedone del bianco · c3 cavallo del bianco · f3 cavallo del bianco · a2 pedone del bianco · b2 pedone del bianco · f2 pedone del bianco · g2 pedone del bianco · h2 pedone del bianco · a1 torre del bianco · c1 alfiere del bianco · e1 re del bianco · f1 alfiere del bianco · h1 torre del bianco | a8 torre del nero · b8 cavallo del nero · c8 alfiere del nero · d8 donna del nero · f8 torre del nero · g8 re del nero · a7 pedone del nero · b7 pedone del nero · e7 pedone del nero · f7 pedone del nero · g7 alfiere del nero · h7 pedone del nero · c6 pedone del nero · f6 cavallo del nero · g6 pedone del nero · c4 donna del bianco · d4 pedone del bianco · e4 pedone del bianco · c3 cavallo del bianco · f3 cavallo del bianco · a2 pedone del bianco · b2 pedone del bianco · f2 pedone del bianco · g2 pedone del bianco · h2 pedone del bianco · a1 torre del bianco · c1 alfiere del bianco · e1 re del bianco · f1 alfiere del bianco · h1 torre del bianco | a8 torre del nero · b8 cavallo del nero · c8 alfiere del nero · d8 donna del nero · f8 torre del nero · g8 re del nero · a7 pedone del nero · b7 pedone del nero · e7 pedone del nero · f7 pedone del nero · g7 alfiere del nero · h7 pedone del nero · c6 pedone del nero · f6 cavallo del nero · g6 pedone del nero · c4 donna del bianco · d4 pedone del bianco · e4 pedone del bianco · c3 cavallo del bianco · f3 cavallo del bianco · a2 pedone del bianco · b2 pedone del bianco · f2 pedone del bianco · g2 pedone del bianco · h2 pedone del bianco · a1 torre del bianco · c1 alfiere del bianco · e1 re del bianco · f1 alfiere del bianco · h1 torre del bianco | a8 torre del nero · b8 cavallo del nero · c8 alfiere del nero · d8 donna del nero · f8 torre del nero · g8 re del nero · a7 pedone del nero · b7 pedone del nero · e7 pedone del nero · f7 pedone del nero · g7 alfiere del nero · h7 pedone del nero · c6 pedone del nero · f6 cavallo del nero · g6 pedone del nero · c4 donna del bianco · d4 pedone del bianco · e4 pedone del bianco · c3 cavallo del bianco · f3 cavallo del bianco · a2 pedone del bianco · b2 pedone del bianco · f2 pedone del bianco · g2 pedone del bianco · h2 pedone del bianco · a1 torre del bianco · c1 alfiere del bianco · e1 re del bianco · f1 alfiere del bianco · h1 torre del bianco | a8 torre del nero · b8 cavallo del nero · c8 alfiere del nero · d8 donna del nero · f8 torre del nero · g8 re del nero · a7 pedone del nero · b7 pedone del nero · e7 pedone del nero · f7 pedone del nero · g7 alfiere del nero · h7 pedone del nero · c6 pedone del nero · f6 cavallo del nero · g6 pedone del nero · c4 donna del bianco · d4 pedone del bianco · e4 pedone del bianco · c3 cavallo del bianco · f3 cavallo del bianco · a2 pedone del bianco · b2 pedone del bianco · f2 pedone del bianco · g2 pedone del bianco · h2 pedone del bianco · a1 torre del bianco · c1 alfiere del bianco · e1 re del bianco · f1 alfiere del bianco · h1 torre del bianco | a8 torre del nero · b8 cavallo del nero · c8 alfiere del nero · d8 donna del nero · f8 torre del nero · g8 re del nero · a7 pedone del nero · b7 pedone del nero · e7 pedone del nero · f7 pedone del nero · g7 alfiere del nero · h7 pedone del nero · c6 pedone del nero · f6 cavallo del nero · g6 pedone del nero · c4 donna del bianco · d4 pedone del bianco · e4 pedone del bianco · c3 cavallo del bianco · f3 cavallo del bianco · a2 pedone del bianco · b2 pedone del bianco · f2 pedone del bianco · g2 pedone del bianco · h2 pedone del bianco · a1 torre del bianco · c1 alfiere del bianco · e1 re del bianco · f1 alfiere del bianco · h1 torre del bianco | 2 |
| 1 | a8 torre del nero · b8 cavallo del nero · c8 alfiere del nero · d8 donna del nero · f8 torre del nero · g8 re del nero · a7 pedone del nero · b7 pedone del nero · e7 pedone del nero · f7 pedone del nero · g7 alfiere del nero · h7 pedone del nero · c6 pedone del nero · f6 cavallo del nero · g6 pedone del nero · c4 donna del bianco · d4 pedone del bianco · e4 pedone del bianco · c3 cavallo del bianco · f3 cavallo del bianco · a2 pedone del bianco · b2 pedone del bianco · f2 pedone del bianco · g2 pedone del bianco · h2 pedone del bianco · a1 torre del bianco · c1 alfiere del bianco · e1 re del bianco · f1 alfiere del bianco · h1 torre del bianco | a8 torre del nero · b8 cavallo del nero · c8 alfiere del nero · d8 donna del nero · f8 torre del nero · g8 re del nero · a7 pedone del nero · b7 pedone del nero · e7 pedone del nero · f7 pedone del nero · g7 alfiere del nero · h7 pedone del nero · c6 pedone del nero · f6 cavallo del nero · g6 pedone del nero · c4 donna del bianco · d4 pedone del bianco · e4 pedone del bianco · c3 cavallo del bianco · f3 cavallo del bianco · a2 pedone del bianco · b2 pedone del bianco · f2 pedone del bianco · g2 pedone del bianco · h2 pedone del bianco · a1 torre del bianco · c1 alfiere del bianco · e1 re del bianco · f1 alfiere del bianco · h1 torre del bianco | a8 torre del nero · b8 cavallo del nero · c8 alfiere del nero · d8 donna del nero · f8 torre del nero · g8 re del nero · a7 pedone del nero · b7 pedone del nero · e7 pedone del nero · f7 pedone del nero · g7 alfiere del nero · h7 pedone del nero · c6 pedone del nero · f6 cavallo del nero · g6 pedone del nero · c4 donna del bianco · d4 pedone del bianco · e4 pedone del bianco · c3 cavallo del bianco · f3 cavallo del bianco · a2 pedone del bianco · b2 pedone del bianco · f2 pedone del bianco · g2 pedone del bianco · h2 pedone del bianco · a1 torre del bianco · c1 alfiere del bianco · e1 re del bianco · f1 alfiere del bianco · h1 torre del bianco | a8 torre del nero · b8 cavallo del nero · c8 alfiere del nero · d8 donna del nero · f8 torre del nero · g8 re del nero · a7 pedone del nero · b7 pedone del nero · e7 pedone del nero · f7 pedone del nero · g7 alfiere del nero · h7 pedone del nero · c6 pedone del nero · f6 cavallo del nero · g6 pedone del nero · c4 donna del bianco · d4 pedone del bianco · e4 pedone del bianco · c3 cavallo del bianco · f3 cavallo del bianco · a2 pedone del bianco · b2 pedone del bianco · f2 pedone del bianco · g2 pedone del bianco · h2 pedone del bianco · a1 torre del bianco · c1 alfiere del bianco · e1 re del bianco · f1 alfiere del bianco · h1 torre del bianco | a8 torre del nero · b8 cavallo del nero · c8 alfiere del nero · d8 donna del nero · f8 torre del nero · g8 re del nero · a7 pedone del nero · b7 pedone del nero · e7 pedone del nero · f7 pedone del nero · g7 alfiere del nero · h7 pedone del nero · c6 pedone del nero · f6 cavallo del nero · g6 pedone del nero · c4 donna del bianco · d4 pedone del bianco · e4 pedone del bianco · c3 cavallo del bianco · f3 cavallo del bianco · a2 pedone del bianco · b2 pedone del bianco · f2 pedone del bianco · g2 pedone del bianco · h2 pedone del bianco · a1 torre del bianco · c1 alfiere del bianco · e1 re del bianco · f1 alfiere del bianco · h1 torre del bianco | a8 torre del nero · b8 cavallo del nero · c8 alfiere del nero · d8 donna del nero · f8 torre del nero · g8 re del nero · a7 pedone del nero · b7 pedone del nero · e7 pedone del nero · f7 pedone del nero · g7 alfiere del nero · h7 pedone del nero · c6 pedone del nero · f6 cavallo del nero · g6 pedone del nero · c4 donna del bianco · d4 pedone del bianco · e4 pedone del bianco · c3 cavallo del bianco · f3 cavallo del bianco · a2 pedone del bianco · b2 pedone del bianco · f2 pedone del bianco · g2 pedone del bianco · h2 pedone del bianco · a1 torre del bianco · c1 alfiere del bianco · e1 re del bianco · f1 alfiere del bianco · h1 torre del bianco | a8 torre del nero · b8 cavallo del nero · c8 alfiere del nero · d8 donna del nero · f8 torre del nero · g8 re del nero · a7 pedone del nero · b7 pedone del nero · e7 pedone del nero · f7 pedone del nero · g7 alfiere del nero · h7 pedone del nero · c6 pedone del nero · f6 cavallo del nero · g6 pedone del nero · c4 donna del bianco · d4 pedone del bianco · e4 pedone del bianco · c3 cavallo del bianco · f3 cavallo del bianco · a2 pedone del bianco · b2 pedone del bianco · f2 pedone del bianco · g2 pedone del bianco · h2 pedone del bianco · a1 torre del bianco · c1 alfiere del bianco · e1 re del bianco · f1 alfiere del bianco · h1 torre del bianco | a8 torre del nero · b8 cavallo del nero · c8 alfiere del nero · d8 donna del nero · f8 torre del nero · g8 re del nero · a7 pedone del nero · b7 pedone del nero · e7 pedone del nero · f7 pedone del nero · g7 alfiere del nero · h7 pedone del nero · c6 pedone del nero · f6 cavallo del nero · g6 pedone del nero · c4 donna del bianco · d4 pedone del bianco · e4 pedone del bianco · c3 cavallo del bianco · f3 cavallo del bianco · a2 pedone del bianco · b2 pedone del bianco · f2 pedone del bianco · g2 pedone del bianco · h2 pedone del bianco · a1 torre del bianco · c1 alfiere del bianco · e1 re del bianco · f1 alfiere del bianco · h1 torre del bianco | 1 |
|   | a | b | c | d | e | f | g | h |   |

4... Ag7 5.Db3 dxc4 6.Dxc4 0-0 7.e4 c6

### La variante classica 4.Af4
|   | a | b | c | d | e | f | g | h |   |
| 8 | a8 torre del nero · b8 cavallo del nero · c8 alfiere del nero · d8 donna del nero · e8 re del nero · f8 alfiere del nero · h8 torre del nero · a7 pedone del nero · b7 pedone del nero · c7 pedone del nero · e7 pedone del nero · f7 pedone del nero · h7 pedone del nero · f6 cavallo del nero · g6 pedone del nero · d5 pedone del nero · c4 pedone del bianco · d4 pedone del bianco · f4 alfiere del bianco · c3 cavallo del bianco · a2 pedone del bianco · b2 pedone del bianco · e2 pedone del bianco · f2 pedone del bianco · g2 pedone del bianco · h2 pedone del bianco · a1 torre del bianco · d1 donna del bianco · e1 re del bianco · f1 alfiere del bianco · g1 cavallo del bianco · h1 torre del bianco | a8 torre del nero · b8 cavallo del nero · c8 alfiere del nero · d8 donna del nero · e8 re del nero · f8 alfiere del nero · h8 torre del nero · a7 pedone del nero · b7 pedone del nero · c7 pedone del nero · e7 pedone del nero · f7 pedone del nero · h7 pedone del nero · f6 cavallo del nero · g6 pedone del nero · d5 pedone del nero · c4 pedone del bianco · d4 pedone del bianco · f4 alfiere del bianco · c3 cavallo del bianco · a2 pedone del bianco · b2 pedone del bianco · e2 pedone del bianco · f2 pedone del bianco · g2 pedone del bianco · h2 pedone del bianco · a1 torre del bianco · d1 donna del bianco · e1 re del bianco · f1 alfiere del bianco · g1 cavallo del bianco · h1 torre del bianco | a8 torre del nero · b8 cavallo del nero · c8 alfiere del nero · d8 donna del nero · e8 re del nero · f8 alfiere del nero · h8 torre del nero · a7 pedone del nero · b7 pedone del nero · c7 pedone del nero · e7 pedone del nero · f7 pedone del nero · h7 pedone del nero · f6 cavallo del nero · g6 pedone del nero · d5 pedone del nero · c4 pedone del bianco · d4 pedone del bianco · f4 alfiere del bianco · c3 cavallo del bianco · a2 pedone del bianco · b2 pedone del bianco · e2 pedone del bianco · f2 pedone del bianco · g2 pedone del bianco · h2 pedone del bianco · a1 torre del bianco · d1 donna del bianco · e1 re del bianco · f1 alfiere del bianco · g1 cavallo del bianco · h1 torre del bianco | a8 torre del nero · b8 cavallo del nero · c8 alfiere del nero · d8 donna del nero · e8 re del nero · f8 alfiere del nero · h8 torre del nero · a7 pedone del nero · b7 pedone del nero · c7 pedone del nero · e7 pedone del nero · f7 pedone del nero · h7 pedone del nero · f6 cavallo del nero · g6 pedone del nero · d5 pedone del nero · c4 pedone del bianco · d4 pedone del bianco · f4 alfiere del bianco · c3 cavallo del bianco · a2 pedone del bianco · b2 pedone del bianco · e2 pedone del bianco · f2 pedone del bianco · g2 pedone del bianco · h2 pedone del bianco · a1 torre del bianco · d1 donna del bianco · e1 re del bianco · f1 alfiere del bianco · g1 cavallo del bianco · h1 torre del bianco | a8 torre del nero · b8 cavallo del nero · c8 alfiere del nero · d8 donna del nero · e8 re del nero · f8 alfiere del nero · h8 torre del nero · a7 pedone del nero · b7 pedone del nero · c7 pedone del nero · e7 pedone del nero · f7 pedone del nero · h7 pedone del nero · f6 cavallo del nero · g6 pedone del nero · d5 pedone del nero · c4 pedone del bianco · d4 pedone del bianco · f4 alfiere del bianco · c3 cavallo del bianco · a2 pedone del bianco · b2 pedone del bianco · e2 pedone del bianco · f2 pedone del bianco · g2 pedone del bianco · h2 pedone del bianco · a1 torre del bianco · d1 donna del bianco · e1 re del bianco · f1 alfiere del bianco · g1 cavallo del bianco · h1 torre del bianco | a8 torre del nero · b8 cavallo del nero · c8 alfiere del nero · d8 donna del nero · e8 re del nero · f8 alfiere del nero · h8 torre del nero · a7 pedone del nero · b7 pedone del nero · c7 pedone del nero · e7 pedone del nero · f7 pedone del nero · h7 pedone del nero · f6 cavallo del nero · g6 pedone del nero · d5 pedone del nero · c4 pedone del bianco · d4 pedone del bianco · f4 alfiere del bianco · c3 cavallo del bianco · a2 pedone del bianco · b2 pedone del bianco · e2 pedone del bianco · f2 pedone del bianco · g2 pedone del bianco · h2 pedone del bianco · a1 torre del bianco · d1 donna del bianco · e1 re del bianco · f1 alfiere del bianco · g1 cavallo del bianco · h1 torre del bianco | a8 torre del nero · b8 cavallo del nero · c8 alfiere del nero · d8 donna del nero · e8 re del nero · f8 alfiere del nero · h8 torre del nero · a7 pedone del nero · b7 pedone del nero · c7 pedone del nero · e7 pedone del nero · f7 pedone del nero · h7 pedone del nero · f6 cavallo del nero · g6 pedone del nero · d5 pedone del nero · c4 pedone del bianco · d4 pedone del bianco · f4 alfiere del bianco · c3 cavallo del bianco · a2 pedone del bianco · b2 pedone del bianco · e2 pedone del bianco · f2 pedone del bianco · g2 pedone del bianco · h2 pedone del bianco · a1 torre del bianco · d1 donna del bianco · e1 re del bianco · f1 alfiere del bianco · g1 cavallo del bianco · h1 torre del bianco | a8 torre del nero · b8 cavallo del nero · c8 alfiere del nero · d8 donna del nero · e8 re del nero · f8 alfiere del nero · h8 torre del nero · a7 pedone del nero · b7 pedone del nero · c7 pedone del nero · e7 pedone del nero · f7 pedone del nero · h7 pedone del nero · f6 cavallo del nero · g6 pedone del nero · d5 pedone del nero · c4 pedone del bianco · d4 pedone del bianco · f4 alfiere del bianco · c3 cavallo del bianco · a2 pedone del bianco · b2 pedone del bianco · e2 pedone del bianco · f2 pedone del bianco · g2 pedone del bianco · h2 pedone del bianco · a1 torre del bianco · d1 donna del bianco · e1 re del bianco · f1 alfiere del bianco · g1 cavallo del bianco · h1 torre del bianco | 8 |
| 7 | a8 torre del nero · b8 cavallo del nero · c8 alfiere del nero · d8 donna del nero · e8 re del nero · f8 alfiere del nero · h8 torre del nero · a7 pedone del nero · b7 pedone del nero · c7 pedone del nero · e7 pedone del nero · f7 pedone del nero · h7 pedone del nero · f6 cavallo del nero · g6 pedone del nero · d5 pedone del nero · c4 pedone del bianco · d4 pedone del bianco · f4 alfiere del bianco · c3 cavallo del bianco · a2 pedone del bianco · b2 pedone del bianco · e2 pedone del bianco · f2 pedone del bianco · g2 pedone del bianco · h2 pedone del bianco · a1 torre del bianco · d1 donna del bianco · e1 re del bianco · f1 alfiere del bianco · g1 cavallo del bianco · h1 torre del bianco | a8 torre del nero · b8 cavallo del nero · c8 alfiere del nero · d8 donna del nero · e8 re del nero · f8 alfiere del nero · h8 torre del nero · a7 pedone del nero · b7 pedone del nero · c7 pedone del nero · e7 pedone del nero · f7 pedone del nero · h7 pedone del nero · f6 cavallo del nero · g6 pedone del nero · d5 pedone del nero · c4 pedone del bianco · d4 pedone del bianco · f4 alfiere del bianco · c3 cavallo del bianco · a2 pedone del bianco · b2 pedone del bianco · e2 pedone del bianco · f2 pedone del bianco · g2 pedone del bianco · h2 pedone del bianco · a1 torre del bianco · d1 donna del bianco · e1 re del bianco · f1 alfiere del bianco · g1 cavallo del bianco · h1 torre del bianco | a8 torre del nero · b8 cavallo del nero · c8 alfiere del nero · d8 donna del nero · e8 re del nero · f8 alfiere del nero · h8 torre del nero · a7 pedone del nero · b7 pedone del nero · c7 pedone del nero · e7 pedone del nero · f7 pedone del nero · h7 pedone del nero · f6 cavallo del nero · g6 pedone del nero · d5 pedone del nero · c4 pedone del bianco · d4 pedone del bianco · f4 alfiere del bianco · c3 cavallo del bianco · a2 pedone del bianco · b2 pedone del bianco · e2 pedone del bianco · f2 pedone del bianco · g2 pedone del bianco · h2 pedone del bianco · a1 torre del bianco · d1 donna del bianco · e1 re del bianco · f1 alfiere del bianco · g1 cavallo del bianco · h1 torre del bianco | a8 torre del nero · b8 cavallo del nero · c8 alfiere del nero · d8 donna del nero · e8 re del nero · f8 alfiere del nero · h8 torre del nero · a7 pedone del nero · b7 pedone del nero · c7 pedone del nero · e7 pedone del nero · f7 pedone del nero · h7 pedone del nero · f6 cavallo del nero · g6 pedone del nero · d5 pedone del nero · c4 pedone del bianco · d4 pedone del bianco · f4 alfiere del bianco · c3 cavallo del bianco · a2 pedone del bianco · b2 pedone del bianco · e2 pedone del bianco · f2 pedone del bianco · g2 pedone del bianco · h2 pedone del bianco · a1 torre del bianco · d1 donna del bianco · e1 re del bianco · f1 alfiere del bianco · g1 cavallo del bianco · h1 torre del bianco | a8 torre del nero · b8 cavallo del nero · c8 alfiere del nero · d8 donna del nero · e8 re del nero · f8 alfiere del nero · h8 torre del nero · a7 pedone del nero · b7 pedone del nero · c7 pedone del nero · e7 pedone del nero · f7 pedone del nero · h7 pedone del nero · f6 cavallo del nero · g6 pedone del nero · d5 pedone del nero · c4 pedone del bianco · d4 pedone del bianco · f4 alfiere del bianco · c3 cavallo del bianco · a2 pedone del bianco · b2 pedone del bianco · e2 pedone del bianco · f2 pedone del bianco · g2 pedone del bianco · h2 pedone del bianco · a1 torre del bianco · d1 donna del bianco · e1 re del bianco · f1 alfiere del bianco · g1 cavallo del bianco · h1 torre del bianco | a8 torre del nero · b8 cavallo del nero · c8 alfiere del nero · d8 donna del nero · e8 re del nero · f8 alfiere del nero · h8 torre del nero · a7 pedone del nero · b7 pedone del nero · c7 pedone del nero · e7 pedone del nero · f7 pedone del nero · h7 pedone del nero · f6 cavallo del nero · g6 pedone del nero · d5 pedone del nero · c4 pedone del bianco · d4 pedone del bianco · f4 alfiere del bianco · c3 cavallo del bianco · a2 pedone del bianco · b2 pedone del bianco · e2 pedone del bianco · f2 pedone del bianco · g2 pedone del bianco · h2 pedone del bianco · a1 torre del bianco · d1 donna del bianco · e1 re del bianco · f1 alfiere del bianco · g1 cavallo del bianco · h1 torre del bianco | a8 torre del nero · b8 cavallo del nero · c8 alfiere del nero · d8 donna del nero · e8 re del nero · f8 alfiere del nero · h8 torre del nero · a7 pedone del nero · b7 pedone del nero · c7 pedone del nero · e7 pedone del nero · f7 pedone del nero · h7 pedone del nero · f6 cavallo del nero · g6 pedone del nero · d5 pedone del nero · c4 pedone del bianco · d4 pedone del bianco · f4 alfiere del bianco · c3 cavallo del bianco · a2 pedone del bianco · b2 pedone del bianco · e2 pedone del bianco · f2 pedone del bianco · g2 pedone del bianco · h2 pedone del bianco · a1 torre del bianco · d1 donna del bianco · e1 re del bianco · f1 alfiere del bianco · g1 cavallo del bianco · h1 torre del bianco | a8 torre del nero · b8 cavallo del nero · c8 alfiere del nero · d8 donna del nero · e8 re del nero · f8 alfiere del nero · h8 torre del nero · a7 pedone del nero · b7 pedone del nero · c7 pedone del nero · e7 pedone del nero · f7 pedone del nero · h7 pedone del nero · f6 cavallo del nero · g6 pedone del nero · d5 pedone del nero · c4 pedone del bianco · d4 pedone del bianco · f4 alfiere del bianco · c3 cavallo del bianco · a2 pedone del bianco · b2 pedone del bianco · e2 pedone del bianco · f2 pedone del bianco · g2 pedone del bianco · h2 pedone del bianco · a1 torre del bianco · d1 donna del bianco · e1 re del bianco · f1 alfiere del bianco · g1 cavallo del bianco · h1 torre del bianco | 7 |
| 6 | a8 torre del nero · b8 cavallo del nero · c8 alfiere del nero · d8 donna del nero · e8 re del nero · f8 alfiere del nero · h8 torre del nero · a7 pedone del nero · b7 pedone del nero · c7 pedone del nero · e7 pedone del nero · f7 pedone del nero · h7 pedone del nero · f6 cavallo del nero · g6 pedone del nero · d5 pedone del nero · c4 pedone del bianco · d4 pedone del bianco · f4 alfiere del bianco · c3 cavallo del bianco · a2 pedone del bianco · b2 pedone del bianco · e2 pedone del bianco · f2 pedone del bianco · g2 pedone del bianco · h2 pedone del bianco · a1 torre del bianco · d1 donna del bianco · e1 re del bianco · f1 alfiere del bianco · g1 cavallo del bianco · h1 torre del bianco | a8 torre del nero · b8 cavallo del nero · c8 alfiere del nero · d8 donna del nero · e8 re del nero · f8 alfiere del nero · h8 torre del nero · a7 pedone del nero · b7 pedone del nero · c7 pedone del nero · e7 pedone del nero · f7 pedone del nero · h7 pedone del nero · f6 cavallo del nero · g6 pedone del nero · d5 pedone del nero · c4 pedone del bianco · d4 pedone del bianco · f4 alfiere del bianco · c3 cavallo del bianco · a2 pedone del bianco · b2 pedone del bianco · e2 pedone del bianco · f2 pedone del bianco · g2 pedone del bianco · h2 pedone del bianco · a1 torre del bianco · d1 donna del bianco · e1 re del bianco · f1 alfiere del bianco · g1 cavallo del bianco · h1 torre del bianco | a8 torre del nero · b8 cavallo del nero · c8 alfiere del nero · d8 donna del nero · e8 re del nero · f8 alfiere del nero · h8 torre del nero · a7 pedone del nero · b7 pedone del nero · c7 pedone del nero · e7 pedone del nero · f7 pedone del nero · h7 pedone del nero · f6 cavallo del nero · g6 pedone del nero · d5 pedone del nero · c4 pedone del bianco · d4 pedone del bianco · f4 alfiere del bianco · c3 cavallo del bianco · a2 pedone del bianco · b2 pedone del bianco · e2 pedone del bianco · f2 pedone del bianco · g2 pedone del bianco · h2 pedone del bianco · a1 torre del bianco · d1 donna del bianco · e1 re del bianco · f1 alfiere del bianco · g1 cavallo del bianco · h1 torre del bianco | a8 torre del nero · b8 cavallo del nero · c8 alfiere del nero · d8 donna del nero · e8 re del nero · f8 alfiere del nero · h8 torre del nero · a7 pedone del nero · b7 pedone del nero · c7 pedone del nero · e7 pedone del nero · f7 pedone del nero · h7 pedone del nero · f6 cavallo del nero · g6 pedone del nero · d5 pedone del nero · c4 pedone del bianco · d4 pedone del bianco · f4 alfiere del bianco · c3 cavallo del bianco · a2 pedone del bianco · b2 pedone del bianco · e2 pedone del bianco · f2 pedone del bianco · g2 pedone del bianco · h2 pedone del bianco · a1 torre del bianco · d1 donna del bianco · e1 re del bianco · f1 alfiere del bianco · g1 cavallo del bianco · h1 torre del bianco | a8 torre del nero · b8 cavallo del nero · c8 alfiere del nero · d8 donna del nero · e8 re del nero · f8 alfiere del nero · h8 torre del nero · a7 pedone del nero · b7 pedone del nero · c7 pedone del nero · e7 pedone del nero · f7 pedone del nero · h7 pedone del nero · f6 cavallo del nero · g6 pedone del nero · d5 pedone del nero · c4 pedone del bianco · d4 pedone del bianco · f4 alfiere del bianco · c3 cavallo del bianco · a2 pedone del bianco · b2 pedone del bianco · e2 pedone del bianco · f2 pedone del bianco · g2 pedone del bianco · h2 pedone del bianco · a1 torre del bianco · d1 donna del bianco · e1 re del bianco · f1 alfiere del bianco · g1 cavallo del bianco · h1 torre del bianco | a8 torre del nero · b8 cavallo del nero · c8 alfiere del nero · d8 donna del nero · e8 re del nero · f8 alfiere del nero · h8 torre del nero · a7 pedone del nero · b7 pedone del nero · c7 pedone del nero · e7 pedone del nero · f7 pedone del nero · h7 pedone del nero · f6 cavallo del nero · g6 pedone del nero · d5 pedone del nero · c4 pedone del bianco · d4 pedone del bianco · f4 alfiere del bianco · c3 cavallo del bianco · a2 pedone del bianco · b2 pedone del bianco · e2 pedone del bianco · f2 pedone del bianco · g2 pedone del bianco · h2 pedone del bianco · a1 torre del bianco · d1 donna del bianco · e1 re del bianco · f1 alfiere del bianco · g1 cavallo del bianco · h1 torre del bianco | a8 torre del nero · b8 cavallo del nero · c8 alfiere del nero · d8 donna del nero · e8 re del nero · f8 alfiere del nero · h8 torre del nero · a7 pedone del nero · b7 pedone del nero · c7 pedone del nero · e7 pedone del nero · f7 pedone del nero · h7 pedone del nero · f6 cavallo del nero · g6 pedone del nero · d5 pedone del nero · c4 pedone del bianco · d4 pedone del bianco · f4 alfiere del bianco · c3 cavallo del bianco · a2 pedone del bianco · b2 pedone del bianco · e2 pedone del bianco · f2 pedone del bianco · g2 pedone del bianco · h2 pedone del bianco · a1 torre del bianco · d1 donna del bianco · e1 re del bianco · f1 alfiere del bianco · g1 cavallo del bianco · h1 torre del bianco | a8 torre del nero · b8 cavallo del nero · c8 alfiere del nero · d8 donna del nero · e8 re del nero · f8 alfiere del nero · h8 torre del nero · a7 pedone del nero · b7 pedone del nero · c7 pedone del nero · e7 pedone del nero · f7 pedone del nero · h7 pedone del nero · f6 cavallo del nero · g6 pedone del nero · d5 pedone del nero · c4 pedone del bianco · d4 pedone del bianco · f4 alfiere del bianco · c3 cavallo del bianco · a2 pedone del bianco · b2 pedone del bianco · e2 pedone del bianco · f2 pedone del bianco · g2 pedone del bianco · h2 pedone del bianco · a1 torre del bianco · d1 donna del bianco · e1 re del bianco · f1 alfiere del bianco · g1 cavallo del bianco · h1 torre del bianco | 6 |
| 5 | a8 torre del nero · b8 cavallo del nero · c8 alfiere del nero · d8 donna del nero · e8 re del nero · f8 alfiere del nero · h8 torre del nero · a7 pedone del nero · b7 pedone del nero · c7 pedone del nero · e7 pedone del nero · f7 pedone del nero · h7 pedone del nero · f6 cavallo del nero · g6 pedone del nero · d5 pedone del nero · c4 pedone del bianco · d4 pedone del bianco · f4 alfiere del bianco · c3 cavallo del bianco · a2 pedone del bianco · b2 pedone del bianco · e2 pedone del bianco · f2 pedone del bianco · g2 pedone del bianco · h2 pedone del bianco · a1 torre del bianco · d1 donna del bianco · e1 re del bianco · f1 alfiere del bianco · g1 cavallo del bianco · h1 torre del bianco | a8 torre del nero · b8 cavallo del nero · c8 alfiere del nero · d8 donna del nero · e8 re del nero · f8 alfiere del nero · h8 torre del nero · a7 pedone del nero · b7 pedone del nero · c7 pedone del nero · e7 pedone del nero · f7 pedone del nero · h7 pedone del nero · f6 cavallo del nero · g6 pedone del nero · d5 pedone del nero · c4 pedone del bianco · d4 pedone del bianco · f4 alfiere del bianco · c3 cavallo del bianco · a2 pedone del bianco · b2 pedone del bianco · e2 pedone del bianco · f2 pedone del bianco · g2 pedone del bianco · h2 pedone del bianco · a1 torre del bianco · d1 donna del bianco · e1 re del bianco · f1 alfiere del bianco · g1 cavallo del bianco · h1 torre del bianco | a8 torre del nero · b8 cavallo del nero · c8 alfiere del nero · d8 donna del nero · e8 re del nero · f8 alfiere del nero · h8 torre del nero · a7 pedone del nero · b7 pedone del nero · c7 pedone del nero · e7 pedone del nero · f7 pedone del nero · h7 pedone del nero · f6 cavallo del nero · g6 pedone del nero · d5 pedone del nero · c4 pedone del bianco · d4 pedone del bianco · f4 alfiere del bianco · c3 cavallo del bianco · a2 pedone del bianco · b2 pedone del bianco · e2 pedone del bianco · f2 pedone del bianco · g2 pedone del bianco · h2 pedone del bianco · a1 torre del bianco · d1 donna del bianco · e1 re del bianco · f1 alfiere del bianco · g1 cavallo del bianco · h1 torre del bianco | a8 torre del nero · b8 cavallo del nero · c8 alfiere del nero · d8 donna del nero · e8 re del nero · f8 alfiere del nero · h8 torre del nero · a7 pedone del nero · b7 pedone del nero · c7 pedone del nero · e7 pedone del nero · f7 pedone del nero · h7 pedone del nero · f6 cavallo del nero · g6 pedone del nero · d5 pedone del nero · c4 pedone del bianco · d4 pedone del bianco · f4 alfiere del bianco · c3 cavallo del bianco · a2 pedone del bianco · b2 pedone del bianco · e2 pedone del bianco · f2 pedone del bianco · g2 pedone del bianco · h2 pedone del bianco · a1 torre del bianco · d1 donna del bianco · e1 re del bianco · f1 alfiere del bianco · g1 cavallo del bianco · h1 torre del bianco | a8 torre del nero · b8 cavallo del nero · c8 alfiere del nero · d8 donna del nero · e8 re del nero · f8 alfiere del nero · h8 torre del nero · a7 pedone del nero · b7 pedone del nero · c7 pedone del nero · e7 pedone del nero · f7 pedone del nero · h7 pedone del nero · f6 cavallo del nero · g6 pedone del nero · d5 pedone del nero · c4 pedone del bianco · d4 pedone del bianco · f4 alfiere del bianco · c3 cavallo del bianco · a2 pedone del bianco · b2 pedone del bianco · e2 pedone del bianco · f2 pedone del bianco · g2 pedone del bianco · h2 pedone del bianco · a1 torre del bianco · d1 donna del bianco · e1 re del bianco · f1 alfiere del bianco · g1 cavallo del bianco · h1 torre del bianco | a8 torre del nero · b8 cavallo del nero · c8 alfiere del nero · d8 donna del nero · e8 re del nero · f8 alfiere del nero · h8 torre del nero · a7 pedone del nero · b7 pedone del nero · c7 pedone del nero · e7 pedone del nero · f7 pedone del nero · h7 pedone del nero · f6 cavallo del nero · g6 pedone del nero · d5 pedone del nero · c4 pedone del bianco · d4 pedone del bianco · f4 alfiere del bianco · c3 cavallo del bianco · a2 pedone del bianco · b2 pedone del bianco · e2 pedone del bianco · f2 pedone del bianco · g2 pedone del bianco · h2 pedone del bianco · a1 torre del bianco · d1 donna del bianco · e1 re del bianco · f1 alfiere del bianco · g1 cavallo del bianco · h1 torre del bianco | a8 torre del nero · b8 cavallo del nero · c8 alfiere del nero · d8 donna del nero · e8 re del nero · f8 alfiere del nero · h8 torre del nero · a7 pedone del nero · b7 pedone del nero · c7 pedone del nero · e7 pedone del nero · f7 pedone del nero · h7 pedone del nero · f6 cavallo del nero · g6 pedone del nero · d5 pedone del nero · c4 pedone del bianco · d4 pedone del bianco · f4 alfiere del bianco · c3 cavallo del bianco · a2 pedone del bianco · b2 pedone del bianco · e2 pedone del bianco · f2 pedone del bianco · g2 pedone del bianco · h2 pedone del bianco · a1 torre del bianco · d1 donna del bianco · e1 re del bianco · f1 alfiere del bianco · g1 cavallo del bianco · h1 torre del bianco | a8 torre del nero · b8 cavallo del nero · c8 alfiere del nero · d8 donna del nero · e8 re del nero · f8 alfiere del nero · h8 torre del nero · a7 pedone del nero · b7 pedone del nero · c7 pedone del nero · e7 pedone del nero · f7 pedone del nero · h7 pedone del nero · f6 cavallo del nero · g6 pedone del nero · d5 pedone del nero · c4 pedone del bianco · d4 pedone del bianco · f4 alfiere del bianco · c3 cavallo del bianco · a2 pedone del bianco · b2 pedone del bianco · e2 pedone del bianco · f2 pedone del bianco · g2 pedone del bianco · h2 pedone del bianco · a1 torre del bianco · d1 donna del bianco · e1 re del bianco · f1 alfiere del bianco · g1 cavallo del bianco · h1 torre del bianco | 5 |
| 4 | a8 torre del nero · b8 cavallo del nero · c8 alfiere del nero · d8 donna del nero · e8 re del nero · f8 alfiere del nero · h8 torre del nero · a7 pedone del nero · b7 pedone del nero · c7 pedone del nero · e7 pedone del nero · f7 pedone del nero · h7 pedone del nero · f6 cavallo del nero · g6 pedone del nero · d5 pedone del nero · c4 pedone del bianco · d4 pedone del bianco · f4 alfiere del bianco · c3 cavallo del bianco · a2 pedone del bianco · b2 pedone del bianco · e2 pedone del bianco · f2 pedone del bianco · g2 pedone del bianco · h2 pedone del bianco · a1 torre del bianco · d1 donna del bianco · e1 re del bianco · f1 alfiere del bianco · g1 cavallo del bianco · h1 torre del bianco | a8 torre del nero · b8 cavallo del nero · c8 alfiere del nero · d8 donna del nero · e8 re del nero · f8 alfiere del nero · h8 torre del nero · a7 pedone del nero · b7 pedone del nero · c7 pedone del nero · e7 pedone del nero · f7 pedone del nero · h7 pedone del nero · f6 cavallo del nero · g6 pedone del nero · d5 pedone del nero · c4 pedone del bianco · d4 pedone del bianco · f4 alfiere del bianco · c3 cavallo del bianco · a2 pedone del bianco · b2 pedone del bianco · e2 pedone del bianco · f2 pedone del bianco · g2 pedone del bianco · h2 pedone del bianco · a1 torre del bianco · d1 donna del bianco · e1 re del bianco · f1 alfiere del bianco · g1 cavallo del bianco · h1 torre del bianco | a8 torre del nero · b8 cavallo del nero · c8 alfiere del nero · d8 donna del nero · e8 re del nero · f8 alfiere del nero · h8 torre del nero · a7 pedone del nero · b7 pedone del nero · c7 pedone del nero · e7 pedone del nero · f7 pedone del nero · h7 pedone del nero · f6 cavallo del nero · g6 pedone del nero · d5 pedone del nero · c4 pedone del bianco · d4 pedone del bianco · f4 alfiere del bianco · c3 cavallo del bianco · a2 pedone del bianco · b2 pedone del bianco · e2 pedone del bianco · f2 pedone del bianco · g2 pedone del bianco · h2 pedone del bianco · a1 torre del bianco · d1 donna del bianco · e1 re del bianco · f1 alfiere del bianco · g1 cavallo del bianco · h1 torre del bianco | a8 torre del nero · b8 cavallo del nero · c8 alfiere del nero · d8 donna del nero · e8 re del nero · f8 alfiere del nero · h8 torre del nero · a7 pedone del nero · b7 pedone del nero · c7 pedone del nero · e7 pedone del nero · f7 pedone del nero · h7 pedone del nero · f6 cavallo del nero · g6 pedone del nero · d5 pedone del nero · c4 pedone del bianco · d4 pedone del bianco · f4 alfiere del bianco · c3 cavallo del bianco · a2 pedone del bianco · b2 pedone del bianco · e2 pedone del bianco · f2 pedone del bianco · g2 pedone del bianco · h2 pedone del bianco · a1 torre del bianco · d1 donna del bianco · e1 re del bianco · f1 alfiere del bianco · g1 cavallo del bianco · h1 torre del bianco | a8 torre del nero · b8 cavallo del nero · c8 alfiere del nero · d8 donna del nero · e8 re del nero · f8 alfiere del nero · h8 torre del nero · a7 pedone del nero · b7 pedone del nero · c7 pedone del nero · e7 pedone del nero · f7 pedone del nero · h7 pedone del nero · f6 cavallo del nero · g6 pedone del nero · d5 pedone del nero · c4 pedone del bianco · d4 pedone del bianco · f4 alfiere del bianco · c3 cavallo del bianco · a2 pedone del bianco · b2 pedone del bianco · e2 pedone del bianco · f2 pedone del bianco · g2 pedone del bianco · h2 pedone del bianco · a1 torre del bianco · d1 donna del bianco · e1 re del bianco · f1 alfiere del bianco · g1 cavallo del bianco · h1 torre del bianco | a8 torre del nero · b8 cavallo del nero · c8 alfiere del nero · d8 donna del nero · e8 re del nero · f8 alfiere del nero · h8 torre del nero · a7 pedone del nero · b7 pedone del nero · c7 pedone del nero · e7 pedone del nero · f7 pedone del nero · h7 pedone del nero · f6 cavallo del nero · g6 pedone del nero · d5 pedone del nero · c4 pedone del bianco · d4 pedone del bianco · f4 alfiere del bianco · c3 cavallo del bianco · a2 pedone del bianco · b2 pedone del bianco · e2 pedone del bianco · f2 pedone del bianco · g2 pedone del bianco · h2 pedone del bianco · a1 torre del bianco · d1 donna del bianco · e1 re del bianco · f1 alfiere del bianco · g1 cavallo del bianco · h1 torre del bianco | a8 torre del nero · b8 cavallo del nero · c8 alfiere del nero · d8 donna del nero · e8 re del nero · f8 alfiere del nero · h8 torre del nero · a7 pedone del nero · b7 pedone del nero · c7 pedone del nero · e7 pedone del nero · f7 pedone del nero · h7 pedone del nero · f6 cavallo del nero · g6 pedone del nero · d5 pedone del nero · c4 pedone del bianco · d4 pedone del bianco · f4 alfiere del bianco · c3 cavallo del bianco · a2 pedone del bianco · b2 pedone del bianco · e2 pedone del bianco · f2 pedone del bianco · g2 pedone del bianco · h2 pedone del bianco · a1 torre del bianco · d1 donna del bianco · e1 re del bianco · f1 alfiere del bianco · g1 cavallo del bianco · h1 torre del bianco | a8 torre del nero · b8 cavallo del nero · c8 alfiere del nero · d8 donna del nero · e8 re del nero · f8 alfiere del nero · h8 torre del nero · a7 pedone del nero · b7 pedone del nero · c7 pedone del nero · e7 pedone del nero · f7 pedone del nero · h7 pedone del nero · f6 cavallo del nero · g6 pedone del nero · d5 pedone del nero · c4 pedone del bianco · d4 pedone del bianco · f4 alfiere del bianco · c3 cavallo del bianco · a2 pedone del bianco · b2 pedone del bianco · e2 pedone del bianco · f2 pedone del bianco · g2 pedone del bianco · h2 pedone del bianco · a1 torre del bianco · d1 donna del bianco · e1 re del bianco · f1 alfiere del bianco · g1 cavallo del bianco · h1 torre del bianco | 4 |
| 3 | a8 torre del nero · b8 cavallo del nero · c8 alfiere del nero · d8 donna del nero · e8 re del nero · f8 alfiere del nero · h8 torre del nero · a7 pedone del nero · b7 pedone del nero · c7 pedone del nero · e7 pedone del nero · f7 pedone del nero · h7 pedone del nero · f6 cavallo del nero · g6 pedone del nero · d5 pedone del nero · c4 pedone del bianco · d4 pedone del bianco · f4 alfiere del bianco · c3 cavallo del bianco · a2 pedone del bianco · b2 pedone del bianco · e2 pedone del bianco · f2 pedone del bianco · g2 pedone del bianco · h2 pedone del bianco · a1 torre del bianco · d1 donna del bianco · e1 re del bianco · f1 alfiere del bianco · g1 cavallo del bianco · h1 torre del bianco | a8 torre del nero · b8 cavallo del nero · c8 alfiere del nero · d8 donna del nero · e8 re del nero · f8 alfiere del nero · h8 torre del nero · a7 pedone del nero · b7 pedone del nero · c7 pedone del nero · e7 pedone del nero · f7 pedone del nero · h7 pedone del nero · f6 cavallo del nero · g6 pedone del nero · d5 pedone del nero · c4 pedone del bianco · d4 pedone del bianco · f4 alfiere del bianco · c3 cavallo del bianco · a2 pedone del bianco · b2 pedone del bianco · e2 pedone del bianco · f2 pedone del bianco · g2 pedone del bianco · h2 pedone del bianco · a1 torre del bianco · d1 donna del bianco · e1 re del bianco · f1 alfiere del bianco · g1 cavallo del bianco · h1 torre del bianco | a8 torre del nero · b8 cavallo del nero · c8 alfiere del nero · d8 donna del nero · e8 re del nero · f8 alfiere del nero · h8 torre del nero · a7 pedone del nero · b7 pedone del nero · c7 pedone del nero · e7 pedone del nero · f7 pedone del nero · h7 pedone del nero · f6 cavallo del nero · g6 pedone del nero · d5 pedone del nero · c4 pedone del bianco · d4 pedone del bianco · f4 alfiere del bianco · c3 cavallo del bianco · a2 pedone del bianco · b2 pedone del bianco · e2 pedone del bianco · f2 pedone del bianco · g2 pedone del bianco · h2 pedone del bianco · a1 torre del bianco · d1 donna del bianco · e1 re del bianco · f1 alfiere del bianco · g1 cavallo del bianco · h1 torre del bianco | a8 torre del nero · b8 cavallo del nero · c8 alfiere del nero · d8 donna del nero · e8 re del nero · f8 alfiere del nero · h8 torre del nero · a7 pedone del nero · b7 pedone del nero · c7 pedone del nero · e7 pedone del nero · f7 pedone del nero · h7 pedone del nero · f6 cavallo del nero · g6 pedone del nero · d5 pedone del nero · c4 pedone del bianco · d4 pedone del bianco · f4 alfiere del bianco · c3 cavallo del bianco · a2 pedone del bianco · b2 pedone del bianco · e2 pedone del bianco · f2 pedone del bianco · g2 pedone del bianco · h2 pedone del bianco · a1 torre del bianco · d1 donna del bianco · e1 re del bianco · f1 alfiere del bianco · g1 cavallo del bianco · h1 torre del bianco | a8 torre del nero · b8 cavallo del nero · c8 alfiere del nero · d8 donna del nero · e8 re del nero · f8 alfiere del nero · h8 torre del nero · a7 pedone del nero · b7 pedone del nero · c7 pedone del nero · e7 pedone del nero · f7 pedone del nero · h7 pedone del nero · f6 cavallo del nero · g6 pedone del nero · d5 pedone del nero · c4 pedone del bianco · d4 pedone del bianco · f4 alfiere del bianco · c3 cavallo del bianco · a2 pedone del bianco · b2 pedone del bianco · e2 pedone del bianco · f2 pedone del bianco · g2 pedone del bianco · h2 pedone del bianco · a1 torre del bianco · d1 donna del bianco · e1 re del bianco · f1 alfiere del bianco · g1 cavallo del bianco · h1 torre del bianco | a8 torre del nero · b8 cavallo del nero · c8 alfiere del nero · d8 donna del nero · e8 re del nero · f8 alfiere del nero · h8 torre del nero · a7 pedone del nero · b7 pedone del nero · c7 pedone del nero · e7 pedone del nero · f7 pedone del nero · h7 pedone del nero · f6 cavallo del nero · g6 pedone del nero · d5 pedone del nero · c4 pedone del bianco · d4 pedone del bianco · f4 alfiere del bianco · c3 cavallo del bianco · a2 pedone del bianco · b2 pedone del bianco · e2 pedone del bianco · f2 pedone del bianco · g2 pedone del bianco · h2 pedone del bianco · a1 torre del bianco · d1 donna del bianco · e1 re del bianco · f1 alfiere del bianco · g1 cavallo del bianco · h1 torre del bianco | a8 torre del nero · b8 cavallo del nero · c8 alfiere del nero · d8 donna del nero · e8 re del nero · f8 alfiere del nero · h8 torre del nero · a7 pedone del nero · b7 pedone del nero · c7 pedone del nero · e7 pedone del nero · f7 pedone del nero · h7 pedone del nero · f6 cavallo del nero · g6 pedone del nero · d5 pedone del nero · c4 pedone del bianco · d4 pedone del bianco · f4 alfiere del bianco · c3 cavallo del bianco · a2 pedone del bianco · b2 pedone del bianco · e2 pedone del bianco · f2 pedone del bianco · g2 pedone del bianco · h2 pedone del bianco · a1 torre del bianco · d1 donna del bianco · e1 re del bianco · f1 alfiere del bianco · g1 cavallo del bianco · h1 torre del bianco | a8 torre del nero · b8 cavallo del nero · c8 alfiere del nero · d8 donna del nero · e8 re del nero · f8 alfiere del nero · h8 torre del nero · a7 pedone del nero · b7 pedone del nero · c7 pedone del nero · e7 pedone del nero · f7 pedone del nero · h7 pedone del nero · f6 cavallo del nero · g6 pedone del nero · d5 pedone del nero · c4 pedone del bianco · d4 pedone del bianco · f4 alfiere del bianco · c3 cavallo del bianco · a2 pedone del bianco · b2 pedone del bianco · e2 pedone del bianco · f2 pedone del bianco · g2 pedone del bianco · h2 pedone del bianco · a1 torre del bianco · d1 donna del bianco · e1 re del bianco · f1 alfiere del bianco · g1 cavallo del bianco · h1 torre del bianco | 3 |
| 2 | a8 torre del nero · b8 cavallo del nero · c8 alfiere del nero · d8 donna del nero · e8 re del nero · f8 alfiere del nero · h8 torre del nero · a7 pedone del nero · b7 pedone del nero · c7 pedone del nero · e7 pedone del nero · f7 pedone del nero · h7 pedone del nero · f6 cavallo del nero · g6 pedone del nero · d5 pedone del nero · c4 pedone del bianco · d4 pedone del bianco · f4 alfiere del bianco · c3 cavallo del bianco · a2 pedone del bianco · b2 pedone del bianco · e2 pedone del bianco · f2 pedone del bianco · g2 pedone del bianco · h2 pedone del bianco · a1 torre del bianco · d1 donna del bianco · e1 re del bianco · f1 alfiere del bianco · g1 cavallo del bianco · h1 torre del bianco | a8 torre del nero · b8 cavallo del nero · c8 alfiere del nero · d8 donna del nero · e8 re del nero · f8 alfiere del nero · h8 torre del nero · a7 pedone del nero · b7 pedone del nero · c7 pedone del nero · e7 pedone del nero · f7 pedone del nero · h7 pedone del nero · f6 cavallo del nero · g6 pedone del nero · d5 pedone del nero · c4 pedone del bianco · d4 pedone del bianco · f4 alfiere del bianco · c3 cavallo del bianco · a2 pedone del bianco · b2 pedone del bianco · e2 pedone del bianco · f2 pedone del bianco · g2 pedone del bianco · h2 pedone del bianco · a1 torre del bianco · d1 donna del bianco · e1 re del bianco · f1 alfiere del bianco · g1 cavallo del bianco · h1 torre del bianco | a8 torre del nero · b8 cavallo del nero · c8 alfiere del nero · d8 donna del nero · e8 re del nero · f8 alfiere del nero · h8 torre del nero · a7 pedone del nero · b7 pedone del nero · c7 pedone del nero · e7 pedone del nero · f7 pedone del nero · h7 pedone del nero · f6 cavallo del nero · g6 pedone del nero · d5 pedone del nero · c4 pedone del bianco · d4 pedone del bianco · f4 alfiere del bianco · c3 cavallo del bianco · a2 pedone del bianco · b2 pedone del bianco · e2 pedone del bianco · f2 pedone del bianco · g2 pedone del bianco · h2 pedone del bianco · a1 torre del bianco · d1 donna del bianco · e1 re del bianco · f1 alfiere del bianco · g1 cavallo del bianco · h1 torre del bianco | a8 torre del nero · b8 cavallo del nero · c8 alfiere del nero · d8 donna del nero · e8 re del nero · f8 alfiere del nero · h8 torre del nero · a7 pedone del nero · b7 pedone del nero · c7 pedone del nero · e7 pedone del nero · f7 pedone del nero · h7 pedone del nero · f6 cavallo del nero · g6 pedone del nero · d5 pedone del nero · c4 pedone del bianco · d4 pedone del bianco · f4 alfiere del bianco · c3 cavallo del bianco · a2 pedone del bianco · b2 pedone del bianco · e2 pedone del bianco · f2 pedone del bianco · g2 pedone del bianco · h2 pedone del bianco · a1 torre del bianco · d1 donna del bianco · e1 re del bianco · f1 alfiere del bianco · g1 cavallo del bianco · h1 torre del bianco | a8 torre del nero · b8 cavallo del nero · c8 alfiere del nero · d8 donna del nero · e8 re del nero · f8 alfiere del nero · h8 torre del nero · a7 pedone del nero · b7 pedone del nero · c7 pedone del nero · e7 pedone del nero · f7 pedone del nero · h7 pedone del nero · f6 cavallo del nero · g6 pedone del nero · d5 pedone del nero · c4 pedone del bianco · d4 pedone del bianco · f4 alfiere del bianco · c3 cavallo del bianco · a2 pedone del bianco · b2 pedone del bianco · e2 pedone del bianco · f2 pedone del bianco · g2 pedone del bianco · h2 pedone del bianco · a1 torre del bianco · d1 donna del bianco · e1 re del bianco · f1 alfiere del bianco · g1 cavallo del bianco · h1 torre del bianco | a8 torre del nero · b8 cavallo del nero · c8 alfiere del nero · d8 donna del nero · e8 re del nero · f8 alfiere del nero · h8 torre del nero · a7 pedone del nero · b7 pedone del nero · c7 pedone del nero · e7 pedone del nero · f7 pedone del nero · h7 pedone del nero · f6 cavallo del nero · g6 pedone del nero · d5 pedone del nero · c4 pedone del bianco · d4 pedone del bianco · f4 alfiere del bianco · c3 cavallo del bianco · a2 pedone del bianco · b2 pedone del bianco · e2 pedone del bianco · f2 pedone del bianco · g2 pedone del bianco · h2 pedone del bianco · a1 torre del bianco · d1 donna del bianco · e1 re del bianco · f1 alfiere del bianco · g1 cavallo del bianco · h1 torre del bianco | a8 torre del nero · b8 cavallo del nero · c8 alfiere del nero · d8 donna del nero · e8 re del nero · f8 alfiere del nero · h8 torre del nero · a7 pedone del nero · b7 pedone del nero · c7 pedone del nero · e7 pedone del nero · f7 pedone del nero · h7 pedone del nero · f6 cavallo del nero · g6 pedone del nero · d5 pedone del nero · c4 pedone del bianco · d4 pedone del bianco · f4 alfiere del bianco · c3 cavallo del bianco · a2 pedone del bianco · b2 pedone del bianco · e2 pedone del bianco · f2 pedone del bianco · g2 pedone del bianco · h2 pedone del bianco · a1 torre del bianco · d1 donna del bianco · e1 re del bianco · f1 alfiere del bianco · g1 cavallo del bianco · h1 torre del bianco | a8 torre del nero · b8 cavallo del nero · c8 alfiere del nero · d8 donna del nero · e8 re del nero · f8 alfiere del nero · h8 torre del nero · a7 pedone del nero · b7 pedone del nero · c7 pedone del nero · e7 pedone del nero · f7 pedone del nero · h7 pedone del nero · f6 cavallo del nero · g6 pedone del nero · d5 pedone del nero · c4 pedone del bianco · d4 pedone del bianco · f4 alfiere del bianco · c3 cavallo del bianco · a2 pedone del bianco · b2 pedone del bianco · e2 pedone del bianco · f2 pedone del bianco · g2 pedone del bianco · h2 pedone del bianco · a1 torre del bianco · d1 donna del bianco · e1 re del bianco · f1 alfiere del bianco · g1 cavallo del bianco · h1 torre del bianco | 2 |
| 1 | a8 torre del nero · b8 cavallo del nero · c8 alfiere del nero · d8 donna del nero · e8 re del nero · f8 alfiere del nero · h8 torre del nero · a7 pedone del nero · b7 pedone del nero · c7 pedone del nero · e7 pedone del nero · f7 pedone del nero · h7 pedone del nero · f6 cavallo del nero · g6 pedone del nero · d5 pedone del nero · c4 pedone del bianco · d4 pedone del bianco · f4 alfiere del bianco · c3 cavallo del bianco · a2 pedone del bianco · b2 pedone del bianco · e2 pedone del bianco · f2 pedone del bianco · g2 pedone del bianco · h2 pedone del bianco · a1 torre del bianco · d1 donna del bianco · e1 re del bianco · f1 alfiere del bianco · g1 cavallo del bianco · h1 torre del bianco | a8 torre del nero · b8 cavallo del nero · c8 alfiere del nero · d8 donna del nero · e8 re del nero · f8 alfiere del nero · h8 torre del nero · a7 pedone del nero · b7 pedone del nero · c7 pedone del nero · e7 pedone del nero · f7 pedone del nero · h7 pedone del nero · f6 cavallo del nero · g6 pedone del nero · d5 pedone del nero · c4 pedone del bianco · d4 pedone del bianco · f4 alfiere del bianco · c3 cavallo del bianco · a2 pedone del bianco · b2 pedone del bianco · e2 pedone del bianco · f2 pedone del bianco · g2 pedone del bianco · h2 pedone del bianco · a1 torre del bianco · d1 donna del bianco · e1 re del bianco · f1 alfiere del bianco · g1 cavallo del bianco · h1 torre del bianco | a8 torre del nero · b8 cavallo del nero · c8 alfiere del nero · d8 donna del nero · e8 re del nero · f8 alfiere del nero · h8 torre del nero · a7 pedone del nero · b7 pedone del nero · c7 pedone del nero · e7 pedone del nero · f7 pedone del nero · h7 pedone del nero · f6 cavallo del nero · g6 pedone del nero · d5 pedone del nero · c4 pedone del bianco · d4 pedone del bianco · f4 alfiere del bianco · c3 cavallo del bianco · a2 pedone del bianco · b2 pedone del bianco · e2 pedone del bianco · f2 pedone del bianco · g2 pedone del bianco · h2 pedone del bianco · a1 torre del bianco · d1 donna del bianco · e1 re del bianco · f1 alfiere del bianco · g1 cavallo del bianco · h1 torre del bianco | a8 torre del nero · b8 cavallo del nero · c8 alfiere del nero · d8 donna del nero · e8 re del nero · f8 alfiere del nero · h8 torre del nero · a7 pedone del nero · b7 pedone del nero · c7 pedone del nero · e7 pedone del nero · f7 pedone del nero · h7 pedone del nero · f6 cavallo del nero · g6 pedone del nero · d5 pedone del nero · c4 pedone del bianco · d4 pedone del bianco · f4 alfiere del bianco · c3 cavallo del bianco · a2 pedone del bianco · b2 pedone del bianco · e2 pedone del bianco · f2 pedone del bianco · g2 pedone del bianco · h2 pedone del bianco · a1 torre del bianco · d1 donna del bianco · e1 re del bianco · f1 alfiere del bianco · g1 cavallo del bianco · h1 torre del bianco | a8 torre del nero · b8 cavallo del nero · c8 alfiere del nero · d8 donna del nero · e8 re del nero · f8 alfiere del nero · h8 torre del nero · a7 pedone del nero · b7 pedone del nero · c7 pedone del nero · e7 pedone del nero · f7 pedone del nero · h7 pedone del nero · f6 cavallo del nero · g6 pedone del nero · d5 pedone del nero · c4 pedone del bianco · d4 pedone del bianco · f4 alfiere del bianco · c3 cavallo del bianco · a2 pedone del bianco · b2 pedone del bianco · e2 pedone del bianco · f2 pedone del bianco · g2 pedone del bianco · h2 pedone del bianco · a1 torre del bianco · d1 donna del bianco · e1 re del bianco · f1 alfiere del bianco · g1 cavallo del bianco · h1 torre del bianco | a8 torre del nero · b8 cavallo del nero · c8 alfiere del nero · d8 donna del nero · e8 re del nero · f8 alfiere del nero · h8 torre del nero · a7 pedone del nero · b7 pedone del nero · c7 pedone del nero · e7 pedone del nero · f7 pedone del nero · h7 pedone del nero · f6 cavallo del nero · g6 pedone del nero · d5 pedone del nero · c4 pedone del bianco · d4 pedone del bianco · f4 alfiere del bianco · c3 cavallo del bianco · a2 pedone del bianco · b2 pedone del bianco · e2 pedone del bianco · f2 pedone del bianco · g2 pedone del bianco · h2 pedone del bianco · a1 torre del bianco · d1 donna del bianco · e1 re del bianco · f1 alfiere del bianco · g1 cavallo del bianco · h1 torre del bianco | a8 torre del nero · b8 cavallo del nero · c8 alfiere del nero · d8 donna del nero · e8 re del nero · f8 alfiere del nero · h8 torre del nero · a7 pedone del nero · b7 pedone del nero · c7 pedone del nero · e7 pedone del nero · f7 pedone del nero · h7 pedone del nero · f6 cavallo del nero · g6 pedone del nero · d5 pedone del nero · c4 pedone del bianco · d4 pedone del bianco · f4 alfiere del bianco · c3 cavallo del bianco · a2 pedone del bianco · b2 pedone del bianco · e2 pedone del bianco · f2 pedone del bianco · g2 pedone del bianco · h2 pedone del bianco · a1 torre del bianco · d1 donna del bianco · e1 re del bianco · f1 alfiere del bianco · g1 cavallo del bianco · h1 torre del bianco | a8 torre del nero · b8 cavallo del nero · c8 alfiere del nero · d8 donna del nero · e8 re del nero · f8 alfiere del nero · h8 torre del nero · a7 pedone del nero · b7 pedone del nero · c7 pedone del nero · e7 pedone del nero · f7 pedone del nero · h7 pedone del nero · f6 cavallo del nero · g6 pedone del nero · d5 pedone del nero · c4 pedone del bianco · d4 pedone del bianco · f4 alfiere del bianco · c3 cavallo del bianco · a2 pedone del bianco · b2 pedone del bianco · e2 pedone del bianco · f2 pedone del bianco · g2 pedone del bianco · h2 pedone del bianco · a1 torre del bianco · d1 donna del bianco · e1 re del bianco · f1 alfiere del bianco · g1 cavallo del bianco · h1 torre del bianco | 1 |
|   | a | b | c | d | e | f | g | h |   |

Con 4.Af4 il Bianco sceglie di sviluppare la propria posizione con l'uscita di un pezzo rinunciando così al cambio cxd5. 
Segue solitamente 4...Ag7 5.e3
|   | a | b | c | d | e | f | g | h |   |
| 8 | a8 torre del nero · b8 cavallo del nero · c8 alfiere del nero · d8 donna del nero · e8 re del nero · h8 torre del nero · a7 pedone del nero · b7 pedone del nero · c7 pedone del nero · e7 pedone del nero · f7 pedone del nero · g7 alfiere del nero · h7 pedone del nero · f6 cavallo del nero · g6 pedone del nero · d5 pedone del nero · c4 pedone del bianco · d4 pedone del bianco · f4 alfiere del bianco · c3 cavallo del bianco · e3 pedone del bianco · a2 pedone del bianco · b2 pedone del bianco · f2 pedone del bianco · g2 pedone del bianco · h2 pedone del bianco · a1 torre del bianco · d1 donna del bianco · e1 re del bianco · f1 alfiere del bianco · g1 cavallo del bianco · h1 torre del bianco | a8 torre del nero · b8 cavallo del nero · c8 alfiere del nero · d8 donna del nero · e8 re del nero · h8 torre del nero · a7 pedone del nero · b7 pedone del nero · c7 pedone del nero · e7 pedone del nero · f7 pedone del nero · g7 alfiere del nero · h7 pedone del nero · f6 cavallo del nero · g6 pedone del nero · d5 pedone del nero · c4 pedone del bianco · d4 pedone del bianco · f4 alfiere del bianco · c3 cavallo del bianco · e3 pedone del bianco · a2 pedone del bianco · b2 pedone del bianco · f2 pedone del bianco · g2 pedone del bianco · h2 pedone del bianco · a1 torre del bianco · d1 donna del bianco · e1 re del bianco · f1 alfiere del bianco · g1 cavallo del bianco · h1 torre del bianco | a8 torre del nero · b8 cavallo del nero · c8 alfiere del nero · d8 donna del nero · e8 re del nero · h8 torre del nero · a7 pedone del nero · b7 pedone del nero · c7 pedone del nero · e7 pedone del nero · f7 pedone del nero · g7 alfiere del nero · h7 pedone del nero · f6 cavallo del nero · g6 pedone del nero · d5 pedone del nero · c4 pedone del bianco · d4 pedone del bianco · f4 alfiere del bianco · c3 cavallo del bianco · e3 pedone del bianco · a2 pedone del bianco · b2 pedone del bianco · f2 pedone del bianco · g2 pedone del bianco · h2 pedone del bianco · a1 torre del bianco · d1 donna del bianco · e1 re del bianco · f1 alfiere del bianco · g1 cavallo del bianco · h1 torre del bianco | a8 torre del nero · b8 cavallo del nero · c8 alfiere del nero · d8 donna del nero · e8 re del nero · h8 torre del nero · a7 pedone del nero · b7 pedone del nero · c7 pedone del nero · e7 pedone del nero · f7 pedone del nero · g7 alfiere del nero · h7 pedone del nero · f6 cavallo del nero · g6 pedone del nero · d5 pedone del nero · c4 pedone del bianco · d4 pedone del bianco · f4 alfiere del bianco · c3 cavallo del bianco · e3 pedone del bianco · a2 pedone del bianco · b2 pedone del bianco · f2 pedone del bianco · g2 pedone del bianco · h2 pedone del bianco · a1 torre del bianco · d1 donna del bianco · e1 re del bianco · f1 alfiere del bianco · g1 cavallo del bianco · h1 torre del bianco | a8 torre del nero · b8 cavallo del nero · c8 alfiere del nero · d8 donna del nero · e8 re del nero · h8 torre del nero · a7 pedone del nero · b7 pedone del nero · c7 pedone del nero · e7 pedone del nero · f7 pedone del nero · g7 alfiere del nero · h7 pedone del nero · f6 cavallo del nero · g6 pedone del nero · d5 pedone del nero · c4 pedone del bianco · d4 pedone del bianco · f4 alfiere del bianco · c3 cavallo del bianco · e3 pedone del bianco · a2 pedone del bianco · b2 pedone del bianco · f2 pedone del bianco · g2 pedone del bianco · h2 pedone del bianco · a1 torre del bianco · d1 donna del bianco · e1 re del bianco · f1 alfiere del bianco · g1 cavallo del bianco · h1 torre del bianco | a8 torre del nero · b8 cavallo del nero · c8 alfiere del nero · d8 donna del nero · e8 re del nero · h8 torre del nero · a7 pedone del nero · b7 pedone del nero · c7 pedone del nero · e7 pedone del nero · f7 pedone del nero · g7 alfiere del nero · h7 pedone del nero · f6 cavallo del nero · g6 pedone del nero · d5 pedone del nero · c4 pedone del bianco · d4 pedone del bianco · f4 alfiere del bianco · c3 cavallo del bianco · e3 pedone del bianco · a2 pedone del bianco · b2 pedone del bianco · f2 pedone del bianco · g2 pedone del bianco · h2 pedone del bianco · a1 torre del bianco · d1 donna del bianco · e1 re del bianco · f1 alfiere del bianco · g1 cavallo del bianco · h1 torre del bianco | a8 torre del nero · b8 cavallo del nero · c8 alfiere del nero · d8 donna del nero · e8 re del nero · h8 torre del nero · a7 pedone del nero · b7 pedone del nero · c7 pedone del nero · e7 pedone del nero · f7 pedone del nero · g7 alfiere del nero · h7 pedone del nero · f6 cavallo del nero · g6 pedone del nero · d5 pedone del nero · c4 pedone del bianco · d4 pedone del bianco · f4 alfiere del bianco · c3 cavallo del bianco · e3 pedone del bianco · a2 pedone del bianco · b2 pedone del bianco · f2 pedone del bianco · g2 pedone del bianco · h2 pedone del bianco · a1 torre del bianco · d1 donna del bianco · e1 re del bianco · f1 alfiere del bianco · g1 cavallo del bianco · h1 torre del bianco | a8 torre del nero · b8 cavallo del nero · c8 alfiere del nero · d8 donna del nero · e8 re del nero · h8 torre del nero · a7 pedone del nero · b7 pedone del nero · c7 pedone del nero · e7 pedone del nero · f7 pedone del nero · g7 alfiere del nero · h7 pedone del nero · f6 cavallo del nero · g6 pedone del nero · d5 pedone del nero · c4 pedone del bianco · d4 pedone del bianco · f4 alfiere del bianco · c3 cavallo del bianco · e3 pedone del bianco · a2 pedone del bianco · b2 pedone del bianco · f2 pedone del bianco · g2 pedone del bianco · h2 pedone del bianco · a1 torre del bianco · d1 donna del bianco · e1 re del bianco · f1 alfiere del bianco · g1 cavallo del bianco · h1 torre del bianco | 8 |
| 7 | a8 torre del nero · b8 cavallo del nero · c8 alfiere del nero · d8 donna del nero · e8 re del nero · h8 torre del nero · a7 pedone del nero · b7 pedone del nero · c7 pedone del nero · e7 pedone del nero · f7 pedone del nero · g7 alfiere del nero · h7 pedone del nero · f6 cavallo del nero · g6 pedone del nero · d5 pedone del nero · c4 pedone del bianco · d4 pedone del bianco · f4 alfiere del bianco · c3 cavallo del bianco · e3 pedone del bianco · a2 pedone del bianco · b2 pedone del bianco · f2 pedone del bianco · g2 pedone del bianco · h2 pedone del bianco · a1 torre del bianco · d1 donna del bianco · e1 re del bianco · f1 alfiere del bianco · g1 cavallo del bianco · h1 torre del bianco | a8 torre del nero · b8 cavallo del nero · c8 alfiere del nero · d8 donna del nero · e8 re del nero · h8 torre del nero · a7 pedone del nero · b7 pedone del nero · c7 pedone del nero · e7 pedone del nero · f7 pedone del nero · g7 alfiere del nero · h7 pedone del nero · f6 cavallo del nero · g6 pedone del nero · d5 pedone del nero · c4 pedone del bianco · d4 pedone del bianco · f4 alfiere del bianco · c3 cavallo del bianco · e3 pedone del bianco · a2 pedone del bianco · b2 pedone del bianco · f2 pedone del bianco · g2 pedone del bianco · h2 pedone del bianco · a1 torre del bianco · d1 donna del bianco · e1 re del bianco · f1 alfiere del bianco · g1 cavallo del bianco · h1 torre del bianco | a8 torre del nero · b8 cavallo del nero · c8 alfiere del nero · d8 donna del nero · e8 re del nero · h8 torre del nero · a7 pedone del nero · b7 pedone del nero · c7 pedone del nero · e7 pedone del nero · f7 pedone del nero · g7 alfiere del nero · h7 pedone del nero · f6 cavallo del nero · g6 pedone del nero · d5 pedone del nero · c4 pedone del bianco · d4 pedone del bianco · f4 alfiere del bianco · c3 cavallo del bianco · e3 pedone del bianco · a2 pedone del bianco · b2 pedone del bianco · f2 pedone del bianco · g2 pedone del bianco · h2 pedone del bianco · a1 torre del bianco · d1 donna del bianco · e1 re del bianco · f1 alfiere del bianco · g1 cavallo del bianco · h1 torre del bianco | a8 torre del nero · b8 cavallo del nero · c8 alfiere del nero · d8 donna del nero · e8 re del nero · h8 torre del nero · a7 pedone del nero · b7 pedone del nero · c7 pedone del nero · e7 pedone del nero · f7 pedone del nero · g7 alfiere del nero · h7 pedone del nero · f6 cavallo del nero · g6 pedone del nero · d5 pedone del nero · c4 pedone del bianco · d4 pedone del bianco · f4 alfiere del bianco · c3 cavallo del bianco · e3 pedone del bianco · a2 pedone del bianco · b2 pedone del bianco · f2 pedone del bianco · g2 pedone del bianco · h2 pedone del bianco · a1 torre del bianco · d1 donna del bianco · e1 re del bianco · f1 alfiere del bianco · g1 cavallo del bianco · h1 torre del bianco | a8 torre del nero · b8 cavallo del nero · c8 alfiere del nero · d8 donna del nero · e8 re del nero · h8 torre del nero · a7 pedone del nero · b7 pedone del nero · c7 pedone del nero · e7 pedone del nero · f7 pedone del nero · g7 alfiere del nero · h7 pedone del nero · f6 cavallo del nero · g6 pedone del nero · d5 pedone del nero · c4 pedone del bianco · d4 pedone del bianco · f4 alfiere del bianco · c3 cavallo del bianco · e3 pedone del bianco · a2 pedone del bianco · b2 pedone del bianco · f2 pedone del bianco · g2 pedone del bianco · h2 pedone del bianco · a1 torre del bianco · d1 donna del bianco · e1 re del bianco · f1 alfiere del bianco · g1 cavallo del bianco · h1 torre del bianco | a8 torre del nero · b8 cavallo del nero · c8 alfiere del nero · d8 donna del nero · e8 re del nero · h8 torre del nero · a7 pedone del nero · b7 pedone del nero · c7 pedone del nero · e7 pedone del nero · f7 pedone del nero · g7 alfiere del nero · h7 pedone del nero · f6 cavallo del nero · g6 pedone del nero · d5 pedone del nero · c4 pedone del bianco · d4 pedone del bianco · f4 alfiere del bianco · c3 cavallo del bianco · e3 pedone del bianco · a2 pedone del bianco · b2 pedone del bianco · f2 pedone del bianco · g2 pedone del bianco · h2 pedone del bianco · a1 torre del bianco · d1 donna del bianco · e1 re del bianco · f1 alfiere del bianco · g1 cavallo del bianco · h1 torre del bianco | a8 torre del nero · b8 cavallo del nero · c8 alfiere del nero · d8 donna del nero · e8 re del nero · h8 torre del nero · a7 pedone del nero · b7 pedone del nero · c7 pedone del nero · e7 pedone del nero · f7 pedone del nero · g7 alfiere del nero · h7 pedone del nero · f6 cavallo del nero · g6 pedone del nero · d5 pedone del nero · c4 pedone del bianco · d4 pedone del bianco · f4 alfiere del bianco · c3 cavallo del bianco · e3 pedone del bianco · a2 pedone del bianco · b2 pedone del bianco · f2 pedone del bianco · g2 pedone del bianco · h2 pedone del bianco · a1 torre del bianco · d1 donna del bianco · e1 re del bianco · f1 alfiere del bianco · g1 cavallo del bianco · h1 torre del bianco | a8 torre del nero · b8 cavallo del nero · c8 alfiere del nero · d8 donna del nero · e8 re del nero · h8 torre del nero · a7 pedone del nero · b7 pedone del nero · c7 pedone del nero · e7 pedone del nero · f7 pedone del nero · g7 alfiere del nero · h7 pedone del nero · f6 cavallo del nero · g6 pedone del nero · d5 pedone del nero · c4 pedone del bianco · d4 pedone del bianco · f4 alfiere del bianco · c3 cavallo del bianco · e3 pedone del bianco · a2 pedone del bianco · b2 pedone del bianco · f2 pedone del bianco · g2 pedone del bianco · h2 pedone del bianco · a1 torre del bianco · d1 donna del bianco · e1 re del bianco · f1 alfiere del bianco · g1 cavallo del bianco · h1 torre del bianco | 7 |
| 6 | a8 torre del nero · b8 cavallo del nero · c8 alfiere del nero · d8 donna del nero · e8 re del nero · h8 torre del nero · a7 pedone del nero · b7 pedone del nero · c7 pedone del nero · e7 pedone del nero · f7 pedone del nero · g7 alfiere del nero · h7 pedone del nero · f6 cavallo del nero · g6 pedone del nero · d5 pedone del nero · c4 pedone del bianco · d4 pedone del bianco · f4 alfiere del bianco · c3 cavallo del bianco · e3 pedone del bianco · a2 pedone del bianco · b2 pedone del bianco · f2 pedone del bianco · g2 pedone del bianco · h2 pedone del bianco · a1 torre del bianco · d1 donna del bianco · e1 re del bianco · f1 alfiere del bianco · g1 cavallo del bianco · h1 torre del bianco | a8 torre del nero · b8 cavallo del nero · c8 alfiere del nero · d8 donna del nero · e8 re del nero · h8 torre del nero · a7 pedone del nero · b7 pedone del nero · c7 pedone del nero · e7 pedone del nero · f7 pedone del nero · g7 alfiere del nero · h7 pedone del nero · f6 cavallo del nero · g6 pedone del nero · d5 pedone del nero · c4 pedone del bianco · d4 pedone del bianco · f4 alfiere del bianco · c3 cavallo del bianco · e3 pedone del bianco · a2 pedone del bianco · b2 pedone del bianco · f2 pedone del bianco · g2 pedone del bianco · h2 pedone del bianco · a1 torre del bianco · d1 donna del bianco · e1 re del bianco · f1 alfiere del bianco · g1 cavallo del bianco · h1 torre del bianco | a8 torre del nero · b8 cavallo del nero · c8 alfiere del nero · d8 donna del nero · e8 re del nero · h8 torre del nero · a7 pedone del nero · b7 pedone del nero · c7 pedone del nero · e7 pedone del nero · f7 pedone del nero · g7 alfiere del nero · h7 pedone del nero · f6 cavallo del nero · g6 pedone del nero · d5 pedone del nero · c4 pedone del bianco · d4 pedone del bianco · f4 alfiere del bianco · c3 cavallo del bianco · e3 pedone del bianco · a2 pedone del bianco · b2 pedone del bianco · f2 pedone del bianco · g2 pedone del bianco · h2 pedone del bianco · a1 torre del bianco · d1 donna del bianco · e1 re del bianco · f1 alfiere del bianco · g1 cavallo del bianco · h1 torre del bianco | a8 torre del nero · b8 cavallo del nero · c8 alfiere del nero · d8 donna del nero · e8 re del nero · h8 torre del nero · a7 pedone del nero · b7 pedone del nero · c7 pedone del nero · e7 pedone del nero · f7 pedone del nero · g7 alfiere del nero · h7 pedone del nero · f6 cavallo del nero · g6 pedone del nero · d5 pedone del nero · c4 pedone del bianco · d4 pedone del bianco · f4 alfiere del bianco · c3 cavallo del bianco · e3 pedone del bianco · a2 pedone del bianco · b2 pedone del bianco · f2 pedone del bianco · g2 pedone del bianco · h2 pedone del bianco · a1 torre del bianco · d1 donna del bianco · e1 re del bianco · f1 alfiere del bianco · g1 cavallo del bianco · h1 torre del bianco | a8 torre del nero · b8 cavallo del nero · c8 alfiere del nero · d8 donna del nero · e8 re del nero · h8 torre del nero · a7 pedone del nero · b7 pedone del nero · c7 pedone del nero · e7 pedone del nero · f7 pedone del nero · g7 alfiere del nero · h7 pedone del nero · f6 cavallo del nero · g6 pedone del nero · d5 pedone del nero · c4 pedone del bianco · d4 pedone del bianco · f4 alfiere del bianco · c3 cavallo del bianco · e3 pedone del bianco · a2 pedone del bianco · b2 pedone del bianco · f2 pedone del bianco · g2 pedone del bianco · h2 pedone del bianco · a1 torre del bianco · d1 donna del bianco · e1 re del bianco · f1 alfiere del bianco · g1 cavallo del bianco · h1 torre del bianco | a8 torre del nero · b8 cavallo del nero · c8 alfiere del nero · d8 donna del nero · e8 re del nero · h8 torre del nero · a7 pedone del nero · b7 pedone del nero · c7 pedone del nero · e7 pedone del nero · f7 pedone del nero · g7 alfiere del nero · h7 pedone del nero · f6 cavallo del nero · g6 pedone del nero · d5 pedone del nero · c4 pedone del bianco · d4 pedone del bianco · f4 alfiere del bianco · c3 cavallo del bianco · e3 pedone del bianco · a2 pedone del bianco · b2 pedone del bianco · f2 pedone del bianco · g2 pedone del bianco · h2 pedone del bianco · a1 torre del bianco · d1 donna del bianco · e1 re del bianco · f1 alfiere del bianco · g1 cavallo del bianco · h1 torre del bianco | a8 torre del nero · b8 cavallo del nero · c8 alfiere del nero · d8 donna del nero · e8 re del nero · h8 torre del nero · a7 pedone del nero · b7 pedone del nero · c7 pedone del nero · e7 pedone del nero · f7 pedone del nero · g7 alfiere del nero · h7 pedone del nero · f6 cavallo del nero · g6 pedone del nero · d5 pedone del nero · c4 pedone del bianco · d4 pedone del bianco · f4 alfiere del bianco · c3 cavallo del bianco · e3 pedone del bianco · a2 pedone del bianco · b2 pedone del bianco · f2 pedone del bianco · g2 pedone del bianco · h2 pedone del bianco · a1 torre del bianco · d1 donna del bianco · e1 re del bianco · f1 alfiere del bianco · g1 cavallo del bianco · h1 torre del bianco | a8 torre del nero · b8 cavallo del nero · c8 alfiere del nero · d8 donna del nero · e8 re del nero · h8 torre del nero · a7 pedone del nero · b7 pedone del nero · c7 pedone del nero · e7 pedone del nero · f7 pedone del nero · g7 alfiere del nero · h7 pedone del nero · f6 cavallo del nero · g6 pedone del nero · d5 pedone del nero · c4 pedone del bianco · d4 pedone del bianco · f4 alfiere del bianco · c3 cavallo del bianco · e3 pedone del bianco · a2 pedone del bianco · b2 pedone del bianco · f2 pedone del bianco · g2 pedone del bianco · h2 pedone del bianco · a1 torre del bianco · d1 donna del bianco · e1 re del bianco · f1 alfiere del bianco · g1 cavallo del bianco · h1 torre del bianco | 6 |
| 5 | a8 torre del nero · b8 cavallo del nero · c8 alfiere del nero · d8 donna del nero · e8 re del nero · h8 torre del nero · a7 pedone del nero · b7 pedone del nero · c7 pedone del nero · e7 pedone del nero · f7 pedone del nero · g7 alfiere del nero · h7 pedone del nero · f6 cavallo del nero · g6 pedone del nero · d5 pedone del nero · c4 pedone del bianco · d4 pedone del bianco · f4 alfiere del bianco · c3 cavallo del bianco · e3 pedone del bianco · a2 pedone del bianco · b2 pedone del bianco · f2 pedone del bianco · g2 pedone del bianco · h2 pedone del bianco · a1 torre del bianco · d1 donna del bianco · e1 re del bianco · f1 alfiere del bianco · g1 cavallo del bianco · h1 torre del bianco | a8 torre del nero · b8 cavallo del nero · c8 alfiere del nero · d8 donna del nero · e8 re del nero · h8 torre del nero · a7 pedone del nero · b7 pedone del nero · c7 pedone del nero · e7 pedone del nero · f7 pedone del nero · g7 alfiere del nero · h7 pedone del nero · f6 cavallo del nero · g6 pedone del nero · d5 pedone del nero · c4 pedone del bianco · d4 pedone del bianco · f4 alfiere del bianco · c3 cavallo del bianco · e3 pedone del bianco · a2 pedone del bianco · b2 pedone del bianco · f2 pedone del bianco · g2 pedone del bianco · h2 pedone del bianco · a1 torre del bianco · d1 donna del bianco · e1 re del bianco · f1 alfiere del bianco · g1 cavallo del bianco · h1 torre del bianco | a8 torre del nero · b8 cavallo del nero · c8 alfiere del nero · d8 donna del nero · e8 re del nero · h8 torre del nero · a7 pedone del nero · b7 pedone del nero · c7 pedone del nero · e7 pedone del nero · f7 pedone del nero · g7 alfiere del nero · h7 pedone del nero · f6 cavallo del nero · g6 pedone del nero · d5 pedone del nero · c4 pedone del bianco · d4 pedone del bianco · f4 alfiere del bianco · c3 cavallo del bianco · e3 pedone del bianco · a2 pedone del bianco · b2 pedone del bianco · f2 pedone del bianco · g2 pedone del bianco · h2 pedone del bianco · a1 torre del bianco · d1 donna del bianco · e1 re del bianco · f1 alfiere del bianco · g1 cavallo del bianco · h1 torre del bianco | a8 torre del nero · b8 cavallo del nero · c8 alfiere del nero · d8 donna del nero · e8 re del nero · h8 torre del nero · a7 pedone del nero · b7 pedone del nero · c7 pedone del nero · e7 pedone del nero · f7 pedone del nero · g7 alfiere del nero · h7 pedone del nero · f6 cavallo del nero · g6 pedone del nero · d5 pedone del nero · c4 pedone del bianco · d4 pedone del bianco · f4 alfiere del bianco · c3 cavallo del bianco · e3 pedone del bianco · a2 pedone del bianco · b2 pedone del bianco · f2 pedone del bianco · g2 pedone del bianco · h2 pedone del bianco · a1 torre del bianco · d1 donna del bianco · e1 re del bianco · f1 alfiere del bianco · g1 cavallo del bianco · h1 torre del bianco | a8 torre del nero · b8 cavallo del nero · c8 alfiere del nero · d8 donna del nero · e8 re del nero · h8 torre del nero · a7 pedone del nero · b7 pedone del nero · c7 pedone del nero · e7 pedone del nero · f7 pedone del nero · g7 alfiere del nero · h7 pedone del nero · f6 cavallo del nero · g6 pedone del nero · d5 pedone del nero · c4 pedone del bianco · d4 pedone del bianco · f4 alfiere del bianco · c3 cavallo del bianco · e3 pedone del bianco · a2 pedone del bianco · b2 pedone del bianco · f2 pedone del bianco · g2 pedone del bianco · h2 pedone del bianco · a1 torre del bianco · d1 donna del bianco · e1 re del bianco · f1 alfiere del bianco · g1 cavallo del bianco · h1 torre del bianco | a8 torre del nero · b8 cavallo del nero · c8 alfiere del nero · d8 donna del nero · e8 re del nero · h8 torre del nero · a7 pedone del nero · b7 pedone del nero · c7 pedone del nero · e7 pedone del nero · f7 pedone del nero · g7 alfiere del nero · h7 pedone del nero · f6 cavallo del nero · g6 pedone del nero · d5 pedone del nero · c4 pedone del bianco · d4 pedone del bianco · f4 alfiere del bianco · c3 cavallo del bianco · e3 pedone del bianco · a2 pedone del bianco · b2 pedone del bianco · f2 pedone del bianco · g2 pedone del bianco · h2 pedone del bianco · a1 torre del bianco · d1 donna del bianco · e1 re del bianco · f1 alfiere del bianco · g1 cavallo del bianco · h1 torre del bianco | a8 torre del nero · b8 cavallo del nero · c8 alfiere del nero · d8 donna del nero · e8 re del nero · h8 torre del nero · a7 pedone del nero · b7 pedone del nero · c7 pedone del nero · e7 pedone del nero · f7 pedone del nero · g7 alfiere del nero · h7 pedone del nero · f6 cavallo del nero · g6 pedone del nero · d5 pedone del nero · c4 pedone del bianco · d4 pedone del bianco · f4 alfiere del bianco · c3 cavallo del bianco · e3 pedone del bianco · a2 pedone del bianco · b2 pedone del bianco · f2 pedone del bianco · g2 pedone del bianco · h2 pedone del bianco · a1 torre del bianco · d1 donna del bianco · e1 re del bianco · f1 alfiere del bianco · g1 cavallo del bianco · h1 torre del bianco | a8 torre del nero · b8 cavallo del nero · c8 alfiere del nero · d8 donna del nero · e8 re del nero · h8 torre del nero · a7 pedone del nero · b7 pedone del nero · c7 pedone del nero · e7 pedone del nero · f7 pedone del nero · g7 alfiere del nero · h7 pedone del nero · f6 cavallo del nero · g6 pedone del nero · d5 pedone del nero · c4 pedone del bianco · d4 pedone del bianco · f4 alfiere del bianco · c3 cavallo del bianco · e3 pedone del bianco · a2 pedone del bianco · b2 pedone del bianco · f2 pedone del bianco · g2 pedone del bianco · h2 pedone del bianco · a1 torre del bianco · d1 donna del bianco · e1 re del bianco · f1 alfiere del bianco · g1 cavallo del bianco · h1 torre del bianco | 5 |
| 4 | a8 torre del nero · b8 cavallo del nero · c8 alfiere del nero · d8 donna del nero · e8 re del nero · h8 torre del nero · a7 pedone del nero · b7 pedone del nero · c7 pedone del nero · e7 pedone del nero · f7 pedone del nero · g7 alfiere del nero · h7 pedone del nero · f6 cavallo del nero · g6 pedone del nero · d5 pedone del nero · c4 pedone del bianco · d4 pedone del bianco · f4 alfiere del bianco · c3 cavallo del bianco · e3 pedone del bianco · a2 pedone del bianco · b2 pedone del bianco · f2 pedone del bianco · g2 pedone del bianco · h2 pedone del bianco · a1 torre del bianco · d1 donna del bianco · e1 re del bianco · f1 alfiere del bianco · g1 cavallo del bianco · h1 torre del bianco | a8 torre del nero · b8 cavallo del nero · c8 alfiere del nero · d8 donna del nero · e8 re del nero · h8 torre del nero · a7 pedone del nero · b7 pedone del nero · c7 pedone del nero · e7 pedone del nero · f7 pedone del nero · g7 alfiere del nero · h7 pedone del nero · f6 cavallo del nero · g6 pedone del nero · d5 pedone del nero · c4 pedone del bianco · d4 pedone del bianco · f4 alfiere del bianco · c3 cavallo del bianco · e3 pedone del bianco · a2 pedone del bianco · b2 pedone del bianco · f2 pedone del bianco · g2 pedone del bianco · h2 pedone del bianco · a1 torre del bianco · d1 donna del bianco · e1 re del bianco · f1 alfiere del bianco · g1 cavallo del bianco · h1 torre del bianco | a8 torre del nero · b8 cavallo del nero · c8 alfiere del nero · d8 donna del nero · e8 re del nero · h8 torre del nero · a7 pedone del nero · b7 pedone del nero · c7 pedone del nero · e7 pedone del nero · f7 pedone del nero · g7 alfiere del nero · h7 pedone del nero · f6 cavallo del nero · g6 pedone del nero · d5 pedone del nero · c4 pedone del bianco · d4 pedone del bianco · f4 alfiere del bianco · c3 cavallo del bianco · e3 pedone del bianco · a2 pedone del bianco · b2 pedone del bianco · f2 pedone del bianco · g2 pedone del bianco · h2 pedone del bianco · a1 torre del bianco · d1 donna del bianco · e1 re del bianco · f1 alfiere del bianco · g1 cavallo del bianco · h1 torre del bianco | a8 torre del nero · b8 cavallo del nero · c8 alfiere del nero · d8 donna del nero · e8 re del nero · h8 torre del nero · a7 pedone del nero · b7 pedone del nero · c7 pedone del nero · e7 pedone del nero · f7 pedone del nero · g7 alfiere del nero · h7 pedone del nero · f6 cavallo del nero · g6 pedone del nero · d5 pedone del nero · c4 pedone del bianco · d4 pedone del bianco · f4 alfiere del bianco · c3 cavallo del bianco · e3 pedone del bianco · a2 pedone del bianco · b2 pedone del bianco · f2 pedone del bianco · g2 pedone del bianco · h2 pedone del bianco · a1 torre del bianco · d1 donna del bianco · e1 re del bianco · f1 alfiere del bianco · g1 cavallo del bianco · h1 torre del bianco | a8 torre del nero · b8 cavallo del nero · c8 alfiere del nero · d8 donna del nero · e8 re del nero · h8 torre del nero · a7 pedone del nero · b7 pedone del nero · c7 pedone del nero · e7 pedone del nero · f7 pedone del nero · g7 alfiere del nero · h7 pedone del nero · f6 cavallo del nero · g6 pedone del nero · d5 pedone del nero · c4 pedone del bianco · d4 pedone del bianco · f4 alfiere del bianco · c3 cavallo del bianco · e3 pedone del bianco · a2 pedone del bianco · b2 pedone del bianco · f2 pedone del bianco · g2 pedone del bianco · h2 pedone del bianco · a1 torre del bianco · d1 donna del bianco · e1 re del bianco · f1 alfiere del bianco · g1 cavallo del bianco · h1 torre del bianco | a8 torre del nero · b8 cavallo del nero · c8 alfiere del nero · d8 donna del nero · e8 re del nero · h8 torre del nero · a7 pedone del nero · b7 pedone del nero · c7 pedone del nero · e7 pedone del nero · f7 pedone del nero · g7 alfiere del nero · h7 pedone del nero · f6 cavallo del nero · g6 pedone del nero · d5 pedone del nero · c4 pedone del bianco · d4 pedone del bianco · f4 alfiere del bianco · c3 cavallo del bianco · e3 pedone del bianco · a2 pedone del bianco · b2 pedone del bianco · f2 pedone del bianco · g2 pedone del bianco · h2 pedone del bianco · a1 torre del bianco · d1 donna del bianco · e1 re del bianco · f1 alfiere del bianco · g1 cavallo del bianco · h1 torre del bianco | a8 torre del nero · b8 cavallo del nero · c8 alfiere del nero · d8 donna del nero · e8 re del nero · h8 torre del nero · a7 pedone del nero · b7 pedone del nero · c7 pedone del nero · e7 pedone del nero · f7 pedone del nero · g7 alfiere del nero · h7 pedone del nero · f6 cavallo del nero · g6 pedone del nero · d5 pedone del nero · c4 pedone del bianco · d4 pedone del bianco · f4 alfiere del bianco · c3 cavallo del bianco · e3 pedone del bianco · a2 pedone del bianco · b2 pedone del bianco · f2 pedone del bianco · g2 pedone del bianco · h2 pedone del bianco · a1 torre del bianco · d1 donna del bianco · e1 re del bianco · f1 alfiere del bianco · g1 cavallo del bianco · h1 torre del bianco | a8 torre del nero · b8 cavallo del nero · c8 alfiere del nero · d8 donna del nero · e8 re del nero · h8 torre del nero · a7 pedone del nero · b7 pedone del nero · c7 pedone del nero · e7 pedone del nero · f7 pedone del nero · g7 alfiere del nero · h7 pedone del nero · f6 cavallo del nero · g6 pedone del nero · d5 pedone del nero · c4 pedone del bianco · d4 pedone del bianco · f4 alfiere del bianco · c3 cavallo del bianco · e3 pedone del bianco · a2 pedone del bianco · b2 pedone del bianco · f2 pedone del bianco · g2 pedone del bianco · h2 pedone del bianco · a1 torre del bianco · d1 donna del bianco · e1 re del bianco · f1 alfiere del bianco · g1 cavallo del bianco · h1 torre del bianco | 4 |
| 3 | a8 torre del nero · b8 cavallo del nero · c8 alfiere del nero · d8 donna del nero · e8 re del nero · h8 torre del nero · a7 pedone del nero · b7 pedone del nero · c7 pedone del nero · e7 pedone del nero · f7 pedone del nero · g7 alfiere del nero · h7 pedone del nero · f6 cavallo del nero · g6 pedone del nero · d5 pedone del nero · c4 pedone del bianco · d4 pedone del bianco · f4 alfiere del bianco · c3 cavallo del bianco · e3 pedone del bianco · a2 pedone del bianco · b2 pedone del bianco · f2 pedone del bianco · g2 pedone del bianco · h2 pedone del bianco · a1 torre del bianco · d1 donna del bianco · e1 re del bianco · f1 alfiere del bianco · g1 cavallo del bianco · h1 torre del bianco | a8 torre del nero · b8 cavallo del nero · c8 alfiere del nero · d8 donna del nero · e8 re del nero · h8 torre del nero · a7 pedone del nero · b7 pedone del nero · c7 pedone del nero · e7 pedone del nero · f7 pedone del nero · g7 alfiere del nero · h7 pedone del nero · f6 cavallo del nero · g6 pedone del nero · d5 pedone del nero · c4 pedone del bianco · d4 pedone del bianco · f4 alfiere del bianco · c3 cavallo del bianco · e3 pedone del bianco · a2 pedone del bianco · b2 pedone del bianco · f2 pedone del bianco · g2 pedone del bianco · h2 pedone del bianco · a1 torre del bianco · d1 donna del bianco · e1 re del bianco · f1 alfiere del bianco · g1 cavallo del bianco · h1 torre del bianco | a8 torre del nero · b8 cavallo del nero · c8 alfiere del nero · d8 donna del nero · e8 re del nero · h8 torre del nero · a7 pedone del nero · b7 pedone del nero · c7 pedone del nero · e7 pedone del nero · f7 pedone del nero · g7 alfiere del nero · h7 pedone del nero · f6 cavallo del nero · g6 pedone del nero · d5 pedone del nero · c4 pedone del bianco · d4 pedone del bianco · f4 alfiere del bianco · c3 cavallo del bianco · e3 pedone del bianco · a2 pedone del bianco · b2 pedone del bianco · f2 pedone del bianco · g2 pedone del bianco · h2 pedone del bianco · a1 torre del bianco · d1 donna del bianco · e1 re del bianco · f1 alfiere del bianco · g1 cavallo del bianco · h1 torre del bianco | a8 torre del nero · b8 cavallo del nero · c8 alfiere del nero · d8 donna del nero · e8 re del nero · h8 torre del nero · a7 pedone del nero · b7 pedone del nero · c7 pedone del nero · e7 pedone del nero · f7 pedone del nero · g7 alfiere del nero · h7 pedone del nero · f6 cavallo del nero · g6 pedone del nero · d5 pedone del nero · c4 pedone del bianco · d4 pedone del bianco · f4 alfiere del bianco · c3 cavallo del bianco · e3 pedone del bianco · a2 pedone del bianco · b2 pedone del bianco · f2 pedone del bianco · g2 pedone del bianco · h2 pedone del bianco · a1 torre del bianco · d1 donna del bianco · e1 re del bianco · f1 alfiere del bianco · g1 cavallo del bianco · h1 torre del bianco | a8 torre del nero · b8 cavallo del nero · c8 alfiere del nero · d8 donna del nero · e8 re del nero · h8 torre del nero · a7 pedone del nero · b7 pedone del nero · c7 pedone del nero · e7 pedone del nero · f7 pedone del nero · g7 alfiere del nero · h7 pedone del nero · f6 cavallo del nero · g6 pedone del nero · d5 pedone del nero · c4 pedone del bianco · d4 pedone del bianco · f4 alfiere del bianco · c3 cavallo del bianco · e3 pedone del bianco · a2 pedone del bianco · b2 pedone del bianco · f2 pedone del bianco · g2 pedone del bianco · h2 pedone del bianco · a1 torre del bianco · d1 donna del bianco · e1 re del bianco · f1 alfiere del bianco · g1 cavallo del bianco · h1 torre del bianco | a8 torre del nero · b8 cavallo del nero · c8 alfiere del nero · d8 donna del nero · e8 re del nero · h8 torre del nero · a7 pedone del nero · b7 pedone del nero · c7 pedone del nero · e7 pedone del nero · f7 pedone del nero · g7 alfiere del nero · h7 pedone del nero · f6 cavallo del nero · g6 pedone del nero · d5 pedone del nero · c4 pedone del bianco · d4 pedone del bianco · f4 alfiere del bianco · c3 cavallo del bianco · e3 pedone del bianco · a2 pedone del bianco · b2 pedone del bianco · f2 pedone del bianco · g2 pedone del bianco · h2 pedone del bianco · a1 torre del bianco · d1 donna del bianco · e1 re del bianco · f1 alfiere del bianco · g1 cavallo del bianco · h1 torre del bianco | a8 torre del nero · b8 cavallo del nero · c8 alfiere del nero · d8 donna del nero · e8 re del nero · h8 torre del nero · a7 pedone del nero · b7 pedone del nero · c7 pedone del nero · e7 pedone del nero · f7 pedone del nero · g7 alfiere del nero · h7 pedone del nero · f6 cavallo del nero · g6 pedone del nero · d5 pedone del nero · c4 pedone del bianco · d4 pedone del bianco · f4 alfiere del bianco · c3 cavallo del bianco · e3 pedone del bianco · a2 pedone del bianco · b2 pedone del bianco · f2 pedone del bianco · g2 pedone del bianco · h2 pedone del bianco · a1 torre del bianco · d1 donna del bianco · e1 re del bianco · f1 alfiere del bianco · g1 cavallo del bianco · h1 torre del bianco | a8 torre del nero · b8 cavallo del nero · c8 alfiere del nero · d8 donna del nero · e8 re del nero · h8 torre del nero · a7 pedone del nero · b7 pedone del nero · c7 pedone del nero · e7 pedone del nero · f7 pedone del nero · g7 alfiere del nero · h7 pedone del nero · f6 cavallo del nero · g6 pedone del nero · d5 pedone del nero · c4 pedone del bianco · d4 pedone del bianco · f4 alfiere del bianco · c3 cavallo del bianco · e3 pedone del bianco · a2 pedone del bianco · b2 pedone del bianco · f2 pedone del bianco · g2 pedone del bianco · h2 pedone del bianco · a1 torre del bianco · d1 donna del bianco · e1 re del bianco · f1 alfiere del bianco · g1 cavallo del bianco · h1 torre del bianco | 3 |
| 2 | a8 torre del nero · b8 cavallo del nero · c8 alfiere del nero · d8 donna del nero · e8 re del nero · h8 torre del nero · a7 pedone del nero · b7 pedone del nero · c7 pedone del nero · e7 pedone del nero · f7 pedone del nero · g7 alfiere del nero · h7 pedone del nero · f6 cavallo del nero · g6 pedone del nero · d5 pedone del nero · c4 pedone del bianco · d4 pedone del bianco · f4 alfiere del bianco · c3 cavallo del bianco · e3 pedone del bianco · a2 pedone del bianco · b2 pedone del bianco · f2 pedone del bianco · g2 pedone del bianco · h2 pedone del bianco · a1 torre del bianco · d1 donna del bianco · e1 re del bianco · f1 alfiere del bianco · g1 cavallo del bianco · h1 torre del bianco | a8 torre del nero · b8 cavallo del nero · c8 alfiere del nero · d8 donna del nero · e8 re del nero · h8 torre del nero · a7 pedone del nero · b7 pedone del nero · c7 pedone del nero · e7 pedone del nero · f7 pedone del nero · g7 alfiere del nero · h7 pedone del nero · f6 cavallo del nero · g6 pedone del nero · d5 pedone del nero · c4 pedone del bianco · d4 pedone del bianco · f4 alfiere del bianco · c3 cavallo del bianco · e3 pedone del bianco · a2 pedone del bianco · b2 pedone del bianco · f2 pedone del bianco · g2 pedone del bianco · h2 pedone del bianco · a1 torre del bianco · d1 donna del bianco · e1 re del bianco · f1 alfiere del bianco · g1 cavallo del bianco · h1 torre del bianco | a8 torre del nero · b8 cavallo del nero · c8 alfiere del nero · d8 donna del nero · e8 re del nero · h8 torre del nero · a7 pedone del nero · b7 pedone del nero · c7 pedone del nero · e7 pedone del nero · f7 pedone del nero · g7 alfiere del nero · h7 pedone del nero · f6 cavallo del nero · g6 pedone del nero · d5 pedone del nero · c4 pedone del bianco · d4 pedone del bianco · f4 alfiere del bianco · c3 cavallo del bianco · e3 pedone del bianco · a2 pedone del bianco · b2 pedone del bianco · f2 pedone del bianco · g2 pedone del bianco · h2 pedone del bianco · a1 torre del bianco · d1 donna del bianco · e1 re del bianco · f1 alfiere del bianco · g1 cavallo del bianco · h1 torre del bianco | a8 torre del nero · b8 cavallo del nero · c8 alfiere del nero · d8 donna del nero · e8 re del nero · h8 torre del nero · a7 pedone del nero · b7 pedone del nero · c7 pedone del nero · e7 pedone del nero · f7 pedone del nero · g7 alfiere del nero · h7 pedone del nero · f6 cavallo del nero · g6 pedone del nero · d5 pedone del nero · c4 pedone del bianco · d4 pedone del bianco · f4 alfiere del bianco · c3 cavallo del bianco · e3 pedone del bianco · a2 pedone del bianco · b2 pedone del bianco · f2 pedone del bianco · g2 pedone del bianco · h2 pedone del bianco · a1 torre del bianco · d1 donna del bianco · e1 re del bianco · f1 alfiere del bianco · g1 cavallo del bianco · h1 torre del bianco | a8 torre del nero · b8 cavallo del nero · c8 alfiere del nero · d8 donna del nero · e8 re del nero · h8 torre del nero · a7 pedone del nero · b7 pedone del nero · c7 pedone del nero · e7 pedone del nero · f7 pedone del nero · g7 alfiere del nero · h7 pedone del nero · f6 cavallo del nero · g6 pedone del nero · d5 pedone del nero · c4 pedone del bianco · d4 pedone del bianco · f4 alfiere del bianco · c3 cavallo del bianco · e3 pedone del bianco · a2 pedone del bianco · b2 pedone del bianco · f2 pedone del bianco · g2 pedone del bianco · h2 pedone del bianco · a1 torre del bianco · d1 donna del bianco · e1 re del bianco · f1 alfiere del bianco · g1 cavallo del bianco · h1 torre del bianco | a8 torre del nero · b8 cavallo del nero · c8 alfiere del nero · d8 donna del nero · e8 re del nero · h8 torre del nero · a7 pedone del nero · b7 pedone del nero · c7 pedone del nero · e7 pedone del nero · f7 pedone del nero · g7 alfiere del nero · h7 pedone del nero · f6 cavallo del nero · g6 pedone del nero · d5 pedone del nero · c4 pedone del bianco · d4 pedone del bianco · f4 alfiere del bianco · c3 cavallo del bianco · e3 pedone del bianco · a2 pedone del bianco · b2 pedone del bianco · f2 pedone del bianco · g2 pedone del bianco · h2 pedone del bianco · a1 torre del bianco · d1 donna del bianco · e1 re del bianco · f1 alfiere del bianco · g1 cavallo del bianco · h1 torre del bianco | a8 torre del nero · b8 cavallo del nero · c8 alfiere del nero · d8 donna del nero · e8 re del nero · h8 torre del nero · a7 pedone del nero · b7 pedone del nero · c7 pedone del nero · e7 pedone del nero · f7 pedone del nero · g7 alfiere del nero · h7 pedone del nero · f6 cavallo del nero · g6 pedone del nero · d5 pedone del nero · c4 pedone del bianco · d4 pedone del bianco · f4 alfiere del bianco · c3 cavallo del bianco · e3 pedone del bianco · a2 pedone del bianco · b2 pedone del bianco · f2 pedone del bianco · g2 pedone del bianco · h2 pedone del bianco · a1 torre del bianco · d1 donna del bianco · e1 re del bianco · f1 alfiere del bianco · g1 cavallo del bianco · h1 torre del bianco | a8 torre del nero · b8 cavallo del nero · c8 alfiere del nero · d8 donna del nero · e8 re del nero · h8 torre del nero · a7 pedone del nero · b7 pedone del nero · c7 pedone del nero · e7 pedone del nero · f7 pedone del nero · g7 alfiere del nero · h7 pedone del nero · f6 cavallo del nero · g6 pedone del nero · d5 pedone del nero · c4 pedone del bianco · d4 pedone del bianco · f4 alfiere del bianco · c3 cavallo del bianco · e3 pedone del bianco · a2 pedone del bianco · b2 pedone del bianco · f2 pedone del bianco · g2 pedone del bianco · h2 pedone del bianco · a1 torre del bianco · d1 donna del bianco · e1 re del bianco · f1 alfiere del bianco · g1 cavallo del bianco · h1 torre del bianco | 2 |
| 1 | a8 torre del nero · b8 cavallo del nero · c8 alfiere del nero · d8 donna del nero · e8 re del nero · h8 torre del nero · a7 pedone del nero · b7 pedone del nero · c7 pedone del nero · e7 pedone del nero · f7 pedone del nero · g7 alfiere del nero · h7 pedone del nero · f6 cavallo del nero · g6 pedone del nero · d5 pedone del nero · c4 pedone del bianco · d4 pedone del bianco · f4 alfiere del bianco · c3 cavallo del bianco · e3 pedone del bianco · a2 pedone del bianco · b2 pedone del bianco · f2 pedone del bianco · g2 pedone del bianco · h2 pedone del bianco · a1 torre del bianco · d1 donna del bianco · e1 re del bianco · f1 alfiere del bianco · g1 cavallo del bianco · h1 torre del bianco | a8 torre del nero · b8 cavallo del nero · c8 alfiere del nero · d8 donna del nero · e8 re del nero · h8 torre del nero · a7 pedone del nero · b7 pedone del nero · c7 pedone del nero · e7 pedone del nero · f7 pedone del nero · g7 alfiere del nero · h7 pedone del nero · f6 cavallo del nero · g6 pedone del nero · d5 pedone del nero · c4 pedone del bianco · d4 pedone del bianco · f4 alfiere del bianco · c3 cavallo del bianco · e3 pedone del bianco · a2 pedone del bianco · b2 pedone del bianco · f2 pedone del bianco · g2 pedone del bianco · h2 pedone del bianco · a1 torre del bianco · d1 donna del bianco · e1 re del bianco · f1 alfiere del bianco · g1 cavallo del bianco · h1 torre del bianco | a8 torre del nero · b8 cavallo del nero · c8 alfiere del nero · d8 donna del nero · e8 re del nero · h8 torre del nero · a7 pedone del nero · b7 pedone del nero · c7 pedone del nero · e7 pedone del nero · f7 pedone del nero · g7 alfiere del nero · h7 pedone del nero · f6 cavallo del nero · g6 pedone del nero · d5 pedone del nero · c4 pedone del bianco · d4 pedone del bianco · f4 alfiere del bianco · c3 cavallo del bianco · e3 pedone del bianco · a2 pedone del bianco · b2 pedone del bianco · f2 pedone del bianco · g2 pedone del bianco · h2 pedone del bianco · a1 torre del bianco · d1 donna del bianco · e1 re del bianco · f1 alfiere del bianco · g1 cavallo del bianco · h1 torre del bianco | a8 torre del nero · b8 cavallo del nero · c8 alfiere del nero · d8 donna del nero · e8 re del nero · h8 torre del nero · a7 pedone del nero · b7 pedone del nero · c7 pedone del nero · e7 pedone del nero · f7 pedone del nero · g7 alfiere del nero · h7 pedone del nero · f6 cavallo del nero · g6 pedone del nero · d5 pedone del nero · c4 pedone del bianco · d4 pedone del bianco · f4 alfiere del bianco · c3 cavallo del bianco · e3 pedone del bianco · a2 pedone del bianco · b2 pedone del bianco · f2 pedone del bianco · g2 pedone del bianco · h2 pedone del bianco · a1 torre del bianco · d1 donna del bianco · e1 re del bianco · f1 alfiere del bianco · g1 cavallo del bianco · h1 torre del bianco | a8 torre del nero · b8 cavallo del nero · c8 alfiere del nero · d8 donna del nero · e8 re del nero · h8 torre del nero · a7 pedone del nero · b7 pedone del nero · c7 pedone del nero · e7 pedone del nero · f7 pedone del nero · g7 alfiere del nero · h7 pedone del nero · f6 cavallo del nero · g6 pedone del nero · d5 pedone del nero · c4 pedone del bianco · d4 pedone del bianco · f4 alfiere del bianco · c3 cavallo del bianco · e3 pedone del bianco · a2 pedone del bianco · b2 pedone del bianco · f2 pedone del bianco · g2 pedone del bianco · h2 pedone del bianco · a1 torre del bianco · d1 donna del bianco · e1 re del bianco · f1 alfiere del bianco · g1 cavallo del bianco · h1 torre del bianco | a8 torre del nero · b8 cavallo del nero · c8 alfiere del nero · d8 donna del nero · e8 re del nero · h8 torre del nero · a7 pedone del nero · b7 pedone del nero · c7 pedone del nero · e7 pedone del nero · f7 pedone del nero · g7 alfiere del nero · h7 pedone del nero · f6 cavallo del nero · g6 pedone del nero · d5 pedone del nero · c4 pedone del bianco · d4 pedone del bianco · f4 alfiere del bianco · c3 cavallo del bianco · e3 pedone del bianco · a2 pedone del bianco · b2 pedone del bianco · f2 pedone del bianco · g2 pedone del bianco · h2 pedone del bianco · a1 torre del bianco · d1 donna del bianco · e1 re del bianco · f1 alfiere del bianco · g1 cavallo del bianco · h1 torre del bianco | a8 torre del nero · b8 cavallo del nero · c8 alfiere del nero · d8 donna del nero · e8 re del nero · h8 torre del nero · a7 pedone del nero · b7 pedone del nero · c7 pedone del nero · e7 pedone del nero · f7 pedone del nero · g7 alfiere del nero · h7 pedone del nero · f6 cavallo del nero · g6 pedone del nero · d5 pedone del nero · c4 pedone del bianco · d4 pedone del bianco · f4 alfiere del bianco · c3 cavallo del bianco · e3 pedone del bianco · a2 pedone del bianco · b2 pedone del bianco · f2 pedone del bianco · g2 pedone del bianco · h2 pedone del bianco · a1 torre del bianco · d1 donna del bianco · e1 re del bianco · f1 alfiere del bianco · g1 cavallo del bianco · h1 torre del bianco | a8 torre del nero · b8 cavallo del nero · c8 alfiere del nero · d8 donna del nero · e8 re del nero · h8 torre del nero · a7 pedone del nero · b7 pedone del nero · c7 pedone del nero · e7 pedone del nero · f7 pedone del nero · g7 alfiere del nero · h7 pedone del nero · f6 cavallo del nero · g6 pedone del nero · d5 pedone del nero · c4 pedone del bianco · d4 pedone del bianco · f4 alfiere del bianco · c3 cavallo del bianco · e3 pedone del bianco · a2 pedone del bianco · b2 pedone del bianco · f2 pedone del bianco · g2 pedone del bianco · h2 pedone del bianco · a1 torre del bianco · d1 donna del bianco · e1 re del bianco · f1 alfiere del bianco · g1 cavallo del bianco · h1 torre del bianco | 1 |
|   | a | b | c | d | e | f | g | h |   |

Il Nero opta per il fianchetto, mossa naturale nella Difesa Grünfeld per via di 2...g6.

### La variante 4.g3 (sistema moderno)
|   | a | b | c | d | e | f | g | h |   |
| 8 | a8 torre del nero · b8 cavallo del nero · c8 alfiere del nero · d8 donna del nero · e8 re del nero · f8 alfiere del nero · h8 torre del nero · a7 pedone del nero · b7 pedone del nero · c7 pedone del nero · e7 pedone del nero · f7 pedone del nero · h7 pedone del nero · f6 cavallo del nero · g6 pedone del nero · d5 pedone del nero · c4 pedone del bianco · d4 pedone del bianco · c3 cavallo del bianco · g3 pedone del bianco · a2 pedone del bianco · b2 pedone del bianco · e2 pedone del bianco · f2 pedone del bianco · h2 pedone del bianco · a1 torre del bianco · c1 alfiere del bianco · d1 donna del bianco · e1 re del bianco · f1 alfiere del bianco · g1 cavallo del bianco · h1 torre del bianco | a8 torre del nero · b8 cavallo del nero · c8 alfiere del nero · d8 donna del nero · e8 re del nero · f8 alfiere del nero · h8 torre del nero · a7 pedone del nero · b7 pedone del nero · c7 pedone del nero · e7 pedone del nero · f7 pedone del nero · h7 pedone del nero · f6 cavallo del nero · g6 pedone del nero · d5 pedone del nero · c4 pedone del bianco · d4 pedone del bianco · c3 cavallo del bianco · g3 pedone del bianco · a2 pedone del bianco · b2 pedone del bianco · e2 pedone del bianco · f2 pedone del bianco · h2 pedone del bianco · a1 torre del bianco · c1 alfiere del bianco · d1 donna del bianco · e1 re del bianco · f1 alfiere del bianco · g1 cavallo del bianco · h1 torre del bianco | a8 torre del nero · b8 cavallo del nero · c8 alfiere del nero · d8 donna del nero · e8 re del nero · f8 alfiere del nero · h8 torre del nero · a7 pedone del nero · b7 pedone del nero · c7 pedone del nero · e7 pedone del nero · f7 pedone del nero · h7 pedone del nero · f6 cavallo del nero · g6 pedone del nero · d5 pedone del nero · c4 pedone del bianco · d4 pedone del bianco · c3 cavallo del bianco · g3 pedone del bianco · a2 pedone del bianco · b2 pedone del bianco · e2 pedone del bianco · f2 pedone del bianco · h2 pedone del bianco · a1 torre del bianco · c1 alfiere del bianco · d1 donna del bianco · e1 re del bianco · f1 alfiere del bianco · g1 cavallo del bianco · h1 torre del bianco | a8 torre del nero · b8 cavallo del nero · c8 alfiere del nero · d8 donna del nero · e8 re del nero · f8 alfiere del nero · h8 torre del nero · a7 pedone del nero · b7 pedone del nero · c7 pedone del nero · e7 pedone del nero · f7 pedone del nero · h7 pedone del nero · f6 cavallo del nero · g6 pedone del nero · d5 pedone del nero · c4 pedone del bianco · d4 pedone del bianco · c3 cavallo del bianco · g3 pedone del bianco · a2 pedone del bianco · b2 pedone del bianco · e2 pedone del bianco · f2 pedone del bianco · h2 pedone del bianco · a1 torre del bianco · c1 alfiere del bianco · d1 donna del bianco · e1 re del bianco · f1 alfiere del bianco · g1 cavallo del bianco · h1 torre del bianco | a8 torre del nero · b8 cavallo del nero · c8 alfiere del nero · d8 donna del nero · e8 re del nero · f8 alfiere del nero · h8 torre del nero · a7 pedone del nero · b7 pedone del nero · c7 pedone del nero · e7 pedone del nero · f7 pedone del nero · h7 pedone del nero · f6 cavallo del nero · g6 pedone del nero · d5 pedone del nero · c4 pedone del bianco · d4 pedone del bianco · c3 cavallo del bianco · g3 pedone del bianco · a2 pedone del bianco · b2 pedone del bianco · e2 pedone del bianco · f2 pedone del bianco · h2 pedone del bianco · a1 torre del bianco · c1 alfiere del bianco · d1 donna del bianco · e1 re del bianco · f1 alfiere del bianco · g1 cavallo del bianco · h1 torre del bianco | a8 torre del nero · b8 cavallo del nero · c8 alfiere del nero · d8 donna del nero · e8 re del nero · f8 alfiere del nero · h8 torre del nero · a7 pedone del nero · b7 pedone del nero · c7 pedone del nero · e7 pedone del nero · f7 pedone del nero · h7 pedone del nero · f6 cavallo del nero · g6 pedone del nero · d5 pedone del nero · c4 pedone del bianco · d4 pedone del bianco · c3 cavallo del bianco · g3 pedone del bianco · a2 pedone del bianco · b2 pedone del bianco · e2 pedone del bianco · f2 pedone del bianco · h2 pedone del bianco · a1 torre del bianco · c1 alfiere del bianco · d1 donna del bianco · e1 re del bianco · f1 alfiere del bianco · g1 cavallo del bianco · h1 torre del bianco | a8 torre del nero · b8 cavallo del nero · c8 alfiere del nero · d8 donna del nero · e8 re del nero · f8 alfiere del nero · h8 torre del nero · a7 pedone del nero · b7 pedone del nero · c7 pedone del nero · e7 pedone del nero · f7 pedone del nero · h7 pedone del nero · f6 cavallo del nero · g6 pedone del nero · d5 pedone del nero · c4 pedone del bianco · d4 pedone del bianco · c3 cavallo del bianco · g3 pedone del bianco · a2 pedone del bianco · b2 pedone del bianco · e2 pedone del bianco · f2 pedone del bianco · h2 pedone del bianco · a1 torre del bianco · c1 alfiere del bianco · d1 donna del bianco · e1 re del bianco · f1 alfiere del bianco · g1 cavallo del bianco · h1 torre del bianco | a8 torre del nero · b8 cavallo del nero · c8 alfiere del nero · d8 donna del nero · e8 re del nero · f8 alfiere del nero · h8 torre del nero · a7 pedone del nero · b7 pedone del nero · c7 pedone del nero · e7 pedone del nero · f7 pedone del nero · h7 pedone del nero · f6 cavallo del nero · g6 pedone del nero · d5 pedone del nero · c4 pedone del bianco · d4 pedone del bianco · c3 cavallo del bianco · g3 pedone del bianco · a2 pedone del bianco · b2 pedone del bianco · e2 pedone del bianco · f2 pedone del bianco · h2 pedone del bianco · a1 torre del bianco · c1 alfiere del bianco · d1 donna del bianco · e1 re del bianco · f1 alfiere del bianco · g1 cavallo del bianco · h1 torre del bianco | 8 |
| 7 | a8 torre del nero · b8 cavallo del nero · c8 alfiere del nero · d8 donna del nero · e8 re del nero · f8 alfiere del nero · h8 torre del nero · a7 pedone del nero · b7 pedone del nero · c7 pedone del nero · e7 pedone del nero · f7 pedone del nero · h7 pedone del nero · f6 cavallo del nero · g6 pedone del nero · d5 pedone del nero · c4 pedone del bianco · d4 pedone del bianco · c3 cavallo del bianco · g3 pedone del bianco · a2 pedone del bianco · b2 pedone del bianco · e2 pedone del bianco · f2 pedone del bianco · h2 pedone del bianco · a1 torre del bianco · c1 alfiere del bianco · d1 donna del bianco · e1 re del bianco · f1 alfiere del bianco · g1 cavallo del bianco · h1 torre del bianco | a8 torre del nero · b8 cavallo del nero · c8 alfiere del nero · d8 donna del nero · e8 re del nero · f8 alfiere del nero · h8 torre del nero · a7 pedone del nero · b7 pedone del nero · c7 pedone del nero · e7 pedone del nero · f7 pedone del nero · h7 pedone del nero · f6 cavallo del nero · g6 pedone del nero · d5 pedone del nero · c4 pedone del bianco · d4 pedone del bianco · c3 cavallo del bianco · g3 pedone del bianco · a2 pedone del bianco · b2 pedone del bianco · e2 pedone del bianco · f2 pedone del bianco · h2 pedone del bianco · a1 torre del bianco · c1 alfiere del bianco · d1 donna del bianco · e1 re del bianco · f1 alfiere del bianco · g1 cavallo del bianco · h1 torre del bianco | a8 torre del nero · b8 cavallo del nero · c8 alfiere del nero · d8 donna del nero · e8 re del nero · f8 alfiere del nero · h8 torre del nero · a7 pedone del nero · b7 pedone del nero · c7 pedone del nero · e7 pedone del nero · f7 pedone del nero · h7 pedone del nero · f6 cavallo del nero · g6 pedone del nero · d5 pedone del nero · c4 pedone del bianco · d4 pedone del bianco · c3 cavallo del bianco · g3 pedone del bianco · a2 pedone del bianco · b2 pedone del bianco · e2 pedone del bianco · f2 pedone del bianco · h2 pedone del bianco · a1 torre del bianco · c1 alfiere del bianco · d1 donna del bianco · e1 re del bianco · f1 alfiere del bianco · g1 cavallo del bianco · h1 torre del bianco | a8 torre del nero · b8 cavallo del nero · c8 alfiere del nero · d8 donna del nero · e8 re del nero · f8 alfiere del nero · h8 torre del nero · a7 pedone del nero · b7 pedone del nero · c7 pedone del nero · e7 pedone del nero · f7 pedone del nero · h7 pedone del nero · f6 cavallo del nero · g6 pedone del nero · d5 pedone del nero · c4 pedone del bianco · d4 pedone del bianco · c3 cavallo del bianco · g3 pedone del bianco · a2 pedone del bianco · b2 pedone del bianco · e2 pedone del bianco · f2 pedone del bianco · h2 pedone del bianco · a1 torre del bianco · c1 alfiere del bianco · d1 donna del bianco · e1 re del bianco · f1 alfiere del bianco · g1 cavallo del bianco · h1 torre del bianco | a8 torre del nero · b8 cavallo del nero · c8 alfiere del nero · d8 donna del nero · e8 re del nero · f8 alfiere del nero · h8 torre del nero · a7 pedone del nero · b7 pedone del nero · c7 pedone del nero · e7 pedone del nero · f7 pedone del nero · h7 pedone del nero · f6 cavallo del nero · g6 pedone del nero · d5 pedone del nero · c4 pedone del bianco · d4 pedone del bianco · c3 cavallo del bianco · g3 pedone del bianco · a2 pedone del bianco · b2 pedone del bianco · e2 pedone del bianco · f2 pedone del bianco · h2 pedone del bianco · a1 torre del bianco · c1 alfiere del bianco · d1 donna del bianco · e1 re del bianco · f1 alfiere del bianco · g1 cavallo del bianco · h1 torre del bianco | a8 torre del nero · b8 cavallo del nero · c8 alfiere del nero · d8 donna del nero · e8 re del nero · f8 alfiere del nero · h8 torre del nero · a7 pedone del nero · b7 pedone del nero · c7 pedone del nero · e7 pedone del nero · f7 pedone del nero · h7 pedone del nero · f6 cavallo del nero · g6 pedone del nero · d5 pedone del nero · c4 pedone del bianco · d4 pedone del bianco · c3 cavallo del bianco · g3 pedone del bianco · a2 pedone del bianco · b2 pedone del bianco · e2 pedone del bianco · f2 pedone del bianco · h2 pedone del bianco · a1 torre del bianco · c1 alfiere del bianco · d1 donna del bianco · e1 re del bianco · f1 alfiere del bianco · g1 cavallo del bianco · h1 torre del bianco | a8 torre del nero · b8 cavallo del nero · c8 alfiere del nero · d8 donna del nero · e8 re del nero · f8 alfiere del nero · h8 torre del nero · a7 pedone del nero · b7 pedone del nero · c7 pedone del nero · e7 pedone del nero · f7 pedone del nero · h7 pedone del nero · f6 cavallo del nero · g6 pedone del nero · d5 pedone del nero · c4 pedone del bianco · d4 pedone del bianco · c3 cavallo del bianco · g3 pedone del bianco · a2 pedone del bianco · b2 pedone del bianco · e2 pedone del bianco · f2 pedone del bianco · h2 pedone del bianco · a1 torre del bianco · c1 alfiere del bianco · d1 donna del bianco · e1 re del bianco · f1 alfiere del bianco · g1 cavallo del bianco · h1 torre del bianco | a8 torre del nero · b8 cavallo del nero · c8 alfiere del nero · d8 donna del nero · e8 re del nero · f8 alfiere del nero · h8 torre del nero · a7 pedone del nero · b7 pedone del nero · c7 pedone del nero · e7 pedone del nero · f7 pedone del nero · h7 pedone del nero · f6 cavallo del nero · g6 pedone del nero · d5 pedone del nero · c4 pedone del bianco · d4 pedone del bianco · c3 cavallo del bianco · g3 pedone del bianco · a2 pedone del bianco · b2 pedone del bianco · e2 pedone del bianco · f2 pedone del bianco · h2 pedone del bianco · a1 torre del bianco · c1 alfiere del bianco · d1 donna del bianco · e1 re del bianco · f1 alfiere del bianco · g1 cavallo del bianco · h1 torre del bianco | 7 |
| 6 | a8 torre del nero · b8 cavallo del nero · c8 alfiere del nero · d8 donna del nero · e8 re del nero · f8 alfiere del nero · h8 torre del nero · a7 pedone del nero · b7 pedone del nero · c7 pedone del nero · e7 pedone del nero · f7 pedone del nero · h7 pedone del nero · f6 cavallo del nero · g6 pedone del nero · d5 pedone del nero · c4 pedone del bianco · d4 pedone del bianco · c3 cavallo del bianco · g3 pedone del bianco · a2 pedone del bianco · b2 pedone del bianco · e2 pedone del bianco · f2 pedone del bianco · h2 pedone del bianco · a1 torre del bianco · c1 alfiere del bianco · d1 donna del bianco · e1 re del bianco · f1 alfiere del bianco · g1 cavallo del bianco · h1 torre del bianco | a8 torre del nero · b8 cavallo del nero · c8 alfiere del nero · d8 donna del nero · e8 re del nero · f8 alfiere del nero · h8 torre del nero · a7 pedone del nero · b7 pedone del nero · c7 pedone del nero · e7 pedone del nero · f7 pedone del nero · h7 pedone del nero · f6 cavallo del nero · g6 pedone del nero · d5 pedone del nero · c4 pedone del bianco · d4 pedone del bianco · c3 cavallo del bianco · g3 pedone del bianco · a2 pedone del bianco · b2 pedone del bianco · e2 pedone del bianco · f2 pedone del bianco · h2 pedone del bianco · a1 torre del bianco · c1 alfiere del bianco · d1 donna del bianco · e1 re del bianco · f1 alfiere del bianco · g1 cavallo del bianco · h1 torre del bianco | a8 torre del nero · b8 cavallo del nero · c8 alfiere del nero · d8 donna del nero · e8 re del nero · f8 alfiere del nero · h8 torre del nero · a7 pedone del nero · b7 pedone del nero · c7 pedone del nero · e7 pedone del nero · f7 pedone del nero · h7 pedone del nero · f6 cavallo del nero · g6 pedone del nero · d5 pedone del nero · c4 pedone del bianco · d4 pedone del bianco · c3 cavallo del bianco · g3 pedone del bianco · a2 pedone del bianco · b2 pedone del bianco · e2 pedone del bianco · f2 pedone del bianco · h2 pedone del bianco · a1 torre del bianco · c1 alfiere del bianco · d1 donna del bianco · e1 re del bianco · f1 alfiere del bianco · g1 cavallo del bianco · h1 torre del bianco | a8 torre del nero · b8 cavallo del nero · c8 alfiere del nero · d8 donna del nero · e8 re del nero · f8 alfiere del nero · h8 torre del nero · a7 pedone del nero · b7 pedone del nero · c7 pedone del nero · e7 pedone del nero · f7 pedone del nero · h7 pedone del nero · f6 cavallo del nero · g6 pedone del nero · d5 pedone del nero · c4 pedone del bianco · d4 pedone del bianco · c3 cavallo del bianco · g3 pedone del bianco · a2 pedone del bianco · b2 pedone del bianco · e2 pedone del bianco · f2 pedone del bianco · h2 pedone del bianco · a1 torre del bianco · c1 alfiere del bianco · d1 donna del bianco · e1 re del bianco · f1 alfiere del bianco · g1 cavallo del bianco · h1 torre del bianco | a8 torre del nero · b8 cavallo del nero · c8 alfiere del nero · d8 donna del nero · e8 re del nero · f8 alfiere del nero · h8 torre del nero · a7 pedone del nero · b7 pedone del nero · c7 pedone del nero · e7 pedone del nero · f7 pedone del nero · h7 pedone del nero · f6 cavallo del nero · g6 pedone del nero · d5 pedone del nero · c4 pedone del bianco · d4 pedone del bianco · c3 cavallo del bianco · g3 pedone del bianco · a2 pedone del bianco · b2 pedone del bianco · e2 pedone del bianco · f2 pedone del bianco · h2 pedone del bianco · a1 torre del bianco · c1 alfiere del bianco · d1 donna del bianco · e1 re del bianco · f1 alfiere del bianco · g1 cavallo del bianco · h1 torre del bianco | a8 torre del nero · b8 cavallo del nero · c8 alfiere del nero · d8 donna del nero · e8 re del nero · f8 alfiere del nero · h8 torre del nero · a7 pedone del nero · b7 pedone del nero · c7 pedone del nero · e7 pedone del nero · f7 pedone del nero · h7 pedone del nero · f6 cavallo del nero · g6 pedone del nero · d5 pedone del nero · c4 pedone del bianco · d4 pedone del bianco · c3 cavallo del bianco · g3 pedone del bianco · a2 pedone del bianco · b2 pedone del bianco · e2 pedone del bianco · f2 pedone del bianco · h2 pedone del bianco · a1 torre del bianco · c1 alfiere del bianco · d1 donna del bianco · e1 re del bianco · f1 alfiere del bianco · g1 cavallo del bianco · h1 torre del bianco | a8 torre del nero · b8 cavallo del nero · c8 alfiere del nero · d8 donna del nero · e8 re del nero · f8 alfiere del nero · h8 torre del nero · a7 pedone del nero · b7 pedone del nero · c7 pedone del nero · e7 pedone del nero · f7 pedone del nero · h7 pedone del nero · f6 cavallo del nero · g6 pedone del nero · d5 pedone del nero · c4 pedone del bianco · d4 pedone del bianco · c3 cavallo del bianco · g3 pedone del bianco · a2 pedone del bianco · b2 pedone del bianco · e2 pedone del bianco · f2 pedone del bianco · h2 pedone del bianco · a1 torre del bianco · c1 alfiere del bianco · d1 donna del bianco · e1 re del bianco · f1 alfiere del bianco · g1 cavallo del bianco · h1 torre del bianco | a8 torre del nero · b8 cavallo del nero · c8 alfiere del nero · d8 donna del nero · e8 re del nero · f8 alfiere del nero · h8 torre del nero · a7 pedone del nero · b7 pedone del nero · c7 pedone del nero · e7 pedone del nero · f7 pedone del nero · h7 pedone del nero · f6 cavallo del nero · g6 pedone del nero · d5 pedone del nero · c4 pedone del bianco · d4 pedone del bianco · c3 cavallo del bianco · g3 pedone del bianco · a2 pedone del bianco · b2 pedone del bianco · e2 pedone del bianco · f2 pedone del bianco · h2 pedone del bianco · a1 torre del bianco · c1 alfiere del bianco · d1 donna del bianco · e1 re del bianco · f1 alfiere del bianco · g1 cavallo del bianco · h1 torre del bianco | 6 |
| 5 | a8 torre del nero · b8 cavallo del nero · c8 alfiere del nero · d8 donna del nero · e8 re del nero · f8 alfiere del nero · h8 torre del nero · a7 pedone del nero · b7 pedone del nero · c7 pedone del nero · e7 pedone del nero · f7 pedone del nero · h7 pedone del nero · f6 cavallo del nero · g6 pedone del nero · d5 pedone del nero · c4 pedone del bianco · d4 pedone del bianco · c3 cavallo del bianco · g3 pedone del bianco · a2 pedone del bianco · b2 pedone del bianco · e2 pedone del bianco · f2 pedone del bianco · h2 pedone del bianco · a1 torre del bianco · c1 alfiere del bianco · d1 donna del bianco · e1 re del bianco · f1 alfiere del bianco · g1 cavallo del bianco · h1 torre del bianco | a8 torre del nero · b8 cavallo del nero · c8 alfiere del nero · d8 donna del nero · e8 re del nero · f8 alfiere del nero · h8 torre del nero · a7 pedone del nero · b7 pedone del nero · c7 pedone del nero · e7 pedone del nero · f7 pedone del nero · h7 pedone del nero · f6 cavallo del nero · g6 pedone del nero · d5 pedone del nero · c4 pedone del bianco · d4 pedone del bianco · c3 cavallo del bianco · g3 pedone del bianco · a2 pedone del bianco · b2 pedone del bianco · e2 pedone del bianco · f2 pedone del bianco · h2 pedone del bianco · a1 torre del bianco · c1 alfiere del bianco · d1 donna del bianco · e1 re del bianco · f1 alfiere del bianco · g1 cavallo del bianco · h1 torre del bianco | a8 torre del nero · b8 cavallo del nero · c8 alfiere del nero · d8 donna del nero · e8 re del nero · f8 alfiere del nero · h8 torre del nero · a7 pedone del nero · b7 pedone del nero · c7 pedone del nero · e7 pedone del nero · f7 pedone del nero · h7 pedone del nero · f6 cavallo del nero · g6 pedone del nero · d5 pedone del nero · c4 pedone del bianco · d4 pedone del bianco · c3 cavallo del bianco · g3 pedone del bianco · a2 pedone del bianco · b2 pedone del bianco · e2 pedone del bianco · f2 pedone del bianco · h2 pedone del bianco · a1 torre del bianco · c1 alfiere del bianco · d1 donna del bianco · e1 re del bianco · f1 alfiere del bianco · g1 cavallo del bianco · h1 torre del bianco | a8 torre del nero · b8 cavallo del nero · c8 alfiere del nero · d8 donna del nero · e8 re del nero · f8 alfiere del nero · h8 torre del nero · a7 pedone del nero · b7 pedone del nero · c7 pedone del nero · e7 pedone del nero · f7 pedone del nero · h7 pedone del nero · f6 cavallo del nero · g6 pedone del nero · d5 pedone del nero · c4 pedone del bianco · d4 pedone del bianco · c3 cavallo del bianco · g3 pedone del bianco · a2 pedone del bianco · b2 pedone del bianco · e2 pedone del bianco · f2 pedone del bianco · h2 pedone del bianco · a1 torre del bianco · c1 alfiere del bianco · d1 donna del bianco · e1 re del bianco · f1 alfiere del bianco · g1 cavallo del bianco · h1 torre del bianco | a8 torre del nero · b8 cavallo del nero · c8 alfiere del nero · d8 donna del nero · e8 re del nero · f8 alfiere del nero · h8 torre del nero · a7 pedone del nero · b7 pedone del nero · c7 pedone del nero · e7 pedone del nero · f7 pedone del nero · h7 pedone del nero · f6 cavallo del nero · g6 pedone del nero · d5 pedone del nero · c4 pedone del bianco · d4 pedone del bianco · c3 cavallo del bianco · g3 pedone del bianco · a2 pedone del bianco · b2 pedone del bianco · e2 pedone del bianco · f2 pedone del bianco · h2 pedone del bianco · a1 torre del bianco · c1 alfiere del bianco · d1 donna del bianco · e1 re del bianco · f1 alfiere del bianco · g1 cavallo del bianco · h1 torre del bianco | a8 torre del nero · b8 cavallo del nero · c8 alfiere del nero · d8 donna del nero · e8 re del nero · f8 alfiere del nero · h8 torre del nero · a7 pedone del nero · b7 pedone del nero · c7 pedone del nero · e7 pedone del nero · f7 pedone del nero · h7 pedone del nero · f6 cavallo del nero · g6 pedone del nero · d5 pedone del nero · c4 pedone del bianco · d4 pedone del bianco · c3 cavallo del bianco · g3 pedone del bianco · a2 pedone del bianco · b2 pedone del bianco · e2 pedone del bianco · f2 pedone del bianco · h2 pedone del bianco · a1 torre del bianco · c1 alfiere del bianco · d1 donna del bianco · e1 re del bianco · f1 alfiere del bianco · g1 cavallo del bianco · h1 torre del bianco | a8 torre del nero · b8 cavallo del nero · c8 alfiere del nero · d8 donna del nero · e8 re del nero · f8 alfiere del nero · h8 torre del nero · a7 pedone del nero · b7 pedone del nero · c7 pedone del nero · e7 pedone del nero · f7 pedone del nero · h7 pedone del nero · f6 cavallo del nero · g6 pedone del nero · d5 pedone del nero · c4 pedone del bianco · d4 pedone del bianco · c3 cavallo del bianco · g3 pedone del bianco · a2 pedone del bianco · b2 pedone del bianco · e2 pedone del bianco · f2 pedone del bianco · h2 pedone del bianco · a1 torre del bianco · c1 alfiere del bianco · d1 donna del bianco · e1 re del bianco · f1 alfiere del bianco · g1 cavallo del bianco · h1 torre del bianco | a8 torre del nero · b8 cavallo del nero · c8 alfiere del nero · d8 donna del nero · e8 re del nero · f8 alfiere del nero · h8 torre del nero · a7 pedone del nero · b7 pedone del nero · c7 pedone del nero · e7 pedone del nero · f7 pedone del nero · h7 pedone del nero · f6 cavallo del nero · g6 pedone del nero · d5 pedone del nero · c4 pedone del bianco · d4 pedone del bianco · c3 cavallo del bianco · g3 pedone del bianco · a2 pedone del bianco · b2 pedone del bianco · e2 pedone del bianco · f2 pedone del bianco · h2 pedone del bianco · a1 torre del bianco · c1 alfiere del bianco · d1 donna del bianco · e1 re del bianco · f1 alfiere del bianco · g1 cavallo del bianco · h1 torre del bianco | 5 |
| 4 | a8 torre del nero · b8 cavallo del nero · c8 alfiere del nero · d8 donna del nero · e8 re del nero · f8 alfiere del nero · h8 torre del nero · a7 pedone del nero · b7 pedone del nero · c7 pedone del nero · e7 pedone del nero · f7 pedone del nero · h7 pedone del nero · f6 cavallo del nero · g6 pedone del nero · d5 pedone del nero · c4 pedone del bianco · d4 pedone del bianco · c3 cavallo del bianco · g3 pedone del bianco · a2 pedone del bianco · b2 pedone del bianco · e2 pedone del bianco · f2 pedone del bianco · h2 pedone del bianco · a1 torre del bianco · c1 alfiere del bianco · d1 donna del bianco · e1 re del bianco · f1 alfiere del bianco · g1 cavallo del bianco · h1 torre del bianco | a8 torre del nero · b8 cavallo del nero · c8 alfiere del nero · d8 donna del nero · e8 re del nero · f8 alfiere del nero · h8 torre del nero · a7 pedone del nero · b7 pedone del nero · c7 pedone del nero · e7 pedone del nero · f7 pedone del nero · h7 pedone del nero · f6 cavallo del nero · g6 pedone del nero · d5 pedone del nero · c4 pedone del bianco · d4 pedone del bianco · c3 cavallo del bianco · g3 pedone del bianco · a2 pedone del bianco · b2 pedone del bianco · e2 pedone del bianco · f2 pedone del bianco · h2 pedone del bianco · a1 torre del bianco · c1 alfiere del bianco · d1 donna del bianco · e1 re del bianco · f1 alfiere del bianco · g1 cavallo del bianco · h1 torre del bianco | a8 torre del nero · b8 cavallo del nero · c8 alfiere del nero · d8 donna del nero · e8 re del nero · f8 alfiere del nero · h8 torre del nero · a7 pedone del nero · b7 pedone del nero · c7 pedone del nero · e7 pedone del nero · f7 pedone del nero · h7 pedone del nero · f6 cavallo del nero · g6 pedone del nero · d5 pedone del nero · c4 pedone del bianco · d4 pedone del bianco · c3 cavallo del bianco · g3 pedone del bianco · a2 pedone del bianco · b2 pedone del bianco · e2 pedone del bianco · f2 pedone del bianco · h2 pedone del bianco · a1 torre del bianco · c1 alfiere del bianco · d1 donna del bianco · e1 re del bianco · f1 alfiere del bianco · g1 cavallo del bianco · h1 torre del bianco | a8 torre del nero · b8 cavallo del nero · c8 alfiere del nero · d8 donna del nero · e8 re del nero · f8 alfiere del nero · h8 torre del nero · a7 pedone del nero · b7 pedone del nero · c7 pedone del nero · e7 pedone del nero · f7 pedone del nero · h7 pedone del nero · f6 cavallo del nero · g6 pedone del nero · d5 pedone del nero · c4 pedone del bianco · d4 pedone del bianco · c3 cavallo del bianco · g3 pedone del bianco · a2 pedone del bianco · b2 pedone del bianco · e2 pedone del bianco · f2 pedone del bianco · h2 pedone del bianco · a1 torre del bianco · c1 alfiere del bianco · d1 donna del bianco · e1 re del bianco · f1 alfiere del bianco · g1 cavallo del bianco · h1 torre del bianco | a8 torre del nero · b8 cavallo del nero · c8 alfiere del nero · d8 donna del nero · e8 re del nero · f8 alfiere del nero · h8 torre del nero · a7 pedone del nero · b7 pedone del nero · c7 pedone del nero · e7 pedone del nero · f7 pedone del nero · h7 pedone del nero · f6 cavallo del nero · g6 pedone del nero · d5 pedone del nero · c4 pedone del bianco · d4 pedone del bianco · c3 cavallo del bianco · g3 pedone del bianco · a2 pedone del bianco · b2 pedone del bianco · e2 pedone del bianco · f2 pedone del bianco · h2 pedone del bianco · a1 torre del bianco · c1 alfiere del bianco · d1 donna del bianco · e1 re del bianco · f1 alfiere del bianco · g1 cavallo del bianco · h1 torre del bianco | a8 torre del nero · b8 cavallo del nero · c8 alfiere del nero · d8 donna del nero · e8 re del nero · f8 alfiere del nero · h8 torre del nero · a7 pedone del nero · b7 pedone del nero · c7 pedone del nero · e7 pedone del nero · f7 pedone del nero · h7 pedone del nero · f6 cavallo del nero · g6 pedone del nero · d5 pedone del nero · c4 pedone del bianco · d4 pedone del bianco · c3 cavallo del bianco · g3 pedone del bianco · a2 pedone del bianco · b2 pedone del bianco · e2 pedone del bianco · f2 pedone del bianco · h2 pedone del bianco · a1 torre del bianco · c1 alfiere del bianco · d1 donna del bianco · e1 re del bianco · f1 alfiere del bianco · g1 cavallo del bianco · h1 torre del bianco | a8 torre del nero · b8 cavallo del nero · c8 alfiere del nero · d8 donna del nero · e8 re del nero · f8 alfiere del nero · h8 torre del nero · a7 pedone del nero · b7 pedone del nero · c7 pedone del nero · e7 pedone del nero · f7 pedone del nero · h7 pedone del nero · f6 cavallo del nero · g6 pedone del nero · d5 pedone del nero · c4 pedone del bianco · d4 pedone del bianco · c3 cavallo del bianco · g3 pedone del bianco · a2 pedone del bianco · b2 pedone del bianco · e2 pedone del bianco · f2 pedone del bianco · h2 pedone del bianco · a1 torre del bianco · c1 alfiere del bianco · d1 donna del bianco · e1 re del bianco · f1 alfiere del bianco · g1 cavallo del bianco · h1 torre del bianco | a8 torre del nero · b8 cavallo del nero · c8 alfiere del nero · d8 donna del nero · e8 re del nero · f8 alfiere del nero · h8 torre del nero · a7 pedone del nero · b7 pedone del nero · c7 pedone del nero · e7 pedone del nero · f7 pedone del nero · h7 pedone del nero · f6 cavallo del nero · g6 pedone del nero · d5 pedone del nero · c4 pedone del bianco · d4 pedone del bianco · c3 cavallo del bianco · g3 pedone del bianco · a2 pedone del bianco · b2 pedone del bianco · e2 pedone del bianco · f2 pedone del bianco · h2 pedone del bianco · a1 torre del bianco · c1 alfiere del bianco · d1 donna del bianco · e1 re del bianco · f1 alfiere del bianco · g1 cavallo del bianco · h1 torre del bianco | 4 |
| 3 | a8 torre del nero · b8 cavallo del nero · c8 alfiere del nero · d8 donna del nero · e8 re del nero · f8 alfiere del nero · h8 torre del nero · a7 pedone del nero · b7 pedone del nero · c7 pedone del nero · e7 pedone del nero · f7 pedone del nero · h7 pedone del nero · f6 cavallo del nero · g6 pedone del nero · d5 pedone del nero · c4 pedone del bianco · d4 pedone del bianco · c3 cavallo del bianco · g3 pedone del bianco · a2 pedone del bianco · b2 pedone del bianco · e2 pedone del bianco · f2 pedone del bianco · h2 pedone del bianco · a1 torre del bianco · c1 alfiere del bianco · d1 donna del bianco · e1 re del bianco · f1 alfiere del bianco · g1 cavallo del bianco · h1 torre del bianco | a8 torre del nero · b8 cavallo del nero · c8 alfiere del nero · d8 donna del nero · e8 re del nero · f8 alfiere del nero · h8 torre del nero · a7 pedone del nero · b7 pedone del nero · c7 pedone del nero · e7 pedone del nero · f7 pedone del nero · h7 pedone del nero · f6 cavallo del nero · g6 pedone del nero · d5 pedone del nero · c4 pedone del bianco · d4 pedone del bianco · c3 cavallo del bianco · g3 pedone del bianco · a2 pedone del bianco · b2 pedone del bianco · e2 pedone del bianco · f2 pedone del bianco · h2 pedone del bianco · a1 torre del bianco · c1 alfiere del bianco · d1 donna del bianco · e1 re del bianco · f1 alfiere del bianco · g1 cavallo del bianco · h1 torre del bianco | a8 torre del nero · b8 cavallo del nero · c8 alfiere del nero · d8 donna del nero · e8 re del nero · f8 alfiere del nero · h8 torre del nero · a7 pedone del nero · b7 pedone del nero · c7 pedone del nero · e7 pedone del nero · f7 pedone del nero · h7 pedone del nero · f6 cavallo del nero · g6 pedone del nero · d5 pedone del nero · c4 pedone del bianco · d4 pedone del bianco · c3 cavallo del bianco · g3 pedone del bianco · a2 pedone del bianco · b2 pedone del bianco · e2 pedone del bianco · f2 pedone del bianco · h2 pedone del bianco · a1 torre del bianco · c1 alfiere del bianco · d1 donna del bianco · e1 re del bianco · f1 alfiere del bianco · g1 cavallo del bianco · h1 torre del bianco | a8 torre del nero · b8 cavallo del nero · c8 alfiere del nero · d8 donna del nero · e8 re del nero · f8 alfiere del nero · h8 torre del nero · a7 pedone del nero · b7 pedone del nero · c7 pedone del nero · e7 pedone del nero · f7 pedone del nero · h7 pedone del nero · f6 cavallo del nero · g6 pedone del nero · d5 pedone del nero · c4 pedone del bianco · d4 pedone del bianco · c3 cavallo del bianco · g3 pedone del bianco · a2 pedone del bianco · b2 pedone del bianco · e2 pedone del bianco · f2 pedone del bianco · h2 pedone del bianco · a1 torre del bianco · c1 alfiere del bianco · d1 donna del bianco · e1 re del bianco · f1 alfiere del bianco · g1 cavallo del bianco · h1 torre del bianco | a8 torre del nero · b8 cavallo del nero · c8 alfiere del nero · d8 donna del nero · e8 re del nero · f8 alfiere del nero · h8 torre del nero · a7 pedone del nero · b7 pedone del nero · c7 pedone del nero · e7 pedone del nero · f7 pedone del nero · h7 pedone del nero · f6 cavallo del nero · g6 pedone del nero · d5 pedone del nero · c4 pedone del bianco · d4 pedone del bianco · c3 cavallo del bianco · g3 pedone del bianco · a2 pedone del bianco · b2 pedone del bianco · e2 pedone del bianco · f2 pedone del bianco · h2 pedone del bianco · a1 torre del bianco · c1 alfiere del bianco · d1 donna del bianco · e1 re del bianco · f1 alfiere del bianco · g1 cavallo del bianco · h1 torre del bianco | a8 torre del nero · b8 cavallo del nero · c8 alfiere del nero · d8 donna del nero · e8 re del nero · f8 alfiere del nero · h8 torre del nero · a7 pedone del nero · b7 pedone del nero · c7 pedone del nero · e7 pedone del nero · f7 pedone del nero · h7 pedone del nero · f6 cavallo del nero · g6 pedone del nero · d5 pedone del nero · c4 pedone del bianco · d4 pedone del bianco · c3 cavallo del bianco · g3 pedone del bianco · a2 pedone del bianco · b2 pedone del bianco · e2 pedone del bianco · f2 pedone del bianco · h2 pedone del bianco · a1 torre del bianco · c1 alfiere del bianco · d1 donna del bianco · e1 re del bianco · f1 alfiere del bianco · g1 cavallo del bianco · h1 torre del bianco | a8 torre del nero · b8 cavallo del nero · c8 alfiere del nero · d8 donna del nero · e8 re del nero · f8 alfiere del nero · h8 torre del nero · a7 pedone del nero · b7 pedone del nero · c7 pedone del nero · e7 pedone del nero · f7 pedone del nero · h7 pedone del nero · f6 cavallo del nero · g6 pedone del nero · d5 pedone del nero · c4 pedone del bianco · d4 pedone del bianco · c3 cavallo del bianco · g3 pedone del bianco · a2 pedone del bianco · b2 pedone del bianco · e2 pedone del bianco · f2 pedone del bianco · h2 pedone del bianco · a1 torre del bianco · c1 alfiere del bianco · d1 donna del bianco · e1 re del bianco · f1 alfiere del bianco · g1 cavallo del bianco · h1 torre del bianco | a8 torre del nero · b8 cavallo del nero · c8 alfiere del nero · d8 donna del nero · e8 re del nero · f8 alfiere del nero · h8 torre del nero · a7 pedone del nero · b7 pedone del nero · c7 pedone del nero · e7 pedone del nero · f7 pedone del nero · h7 pedone del nero · f6 cavallo del nero · g6 pedone del nero · d5 pedone del nero · c4 pedone del bianco · d4 pedone del bianco · c3 cavallo del bianco · g3 pedone del bianco · a2 pedone del bianco · b2 pedone del bianco · e2 pedone del bianco · f2 pedone del bianco · h2 pedone del bianco · a1 torre del bianco · c1 alfiere del bianco · d1 donna del bianco · e1 re del bianco · f1 alfiere del bianco · g1 cavallo del bianco · h1 torre del bianco | 3 |
| 2 | a8 torre del nero · b8 cavallo del nero · c8 alfiere del nero · d8 donna del nero · e8 re del nero · f8 alfiere del nero · h8 torre del nero · a7 pedone del nero · b7 pedone del nero · c7 pedone del nero · e7 pedone del nero · f7 pedone del nero · h7 pedone del nero · f6 cavallo del nero · g6 pedone del nero · d5 pedone del nero · c4 pedone del bianco · d4 pedone del bianco · c3 cavallo del bianco · g3 pedone del bianco · a2 pedone del bianco · b2 pedone del bianco · e2 pedone del bianco · f2 pedone del bianco · h2 pedone del bianco · a1 torre del bianco · c1 alfiere del bianco · d1 donna del bianco · e1 re del bianco · f1 alfiere del bianco · g1 cavallo del bianco · h1 torre del bianco | a8 torre del nero · b8 cavallo del nero · c8 alfiere del nero · d8 donna del nero · e8 re del nero · f8 alfiere del nero · h8 torre del nero · a7 pedone del nero · b7 pedone del nero · c7 pedone del nero · e7 pedone del nero · f7 pedone del nero · h7 pedone del nero · f6 cavallo del nero · g6 pedone del nero · d5 pedone del nero · c4 pedone del bianco · d4 pedone del bianco · c3 cavallo del bianco · g3 pedone del bianco · a2 pedone del bianco · b2 pedone del bianco · e2 pedone del bianco · f2 pedone del bianco · h2 pedone del bianco · a1 torre del bianco · c1 alfiere del bianco · d1 donna del bianco · e1 re del bianco · f1 alfiere del bianco · g1 cavallo del bianco · h1 torre del bianco | a8 torre del nero · b8 cavallo del nero · c8 alfiere del nero · d8 donna del nero · e8 re del nero · f8 alfiere del nero · h8 torre del nero · a7 pedone del nero · b7 pedone del nero · c7 pedone del nero · e7 pedone del nero · f7 pedone del nero · h7 pedone del nero · f6 cavallo del nero · g6 pedone del nero · d5 pedone del nero · c4 pedone del bianco · d4 pedone del bianco · c3 cavallo del bianco · g3 pedone del bianco · a2 pedone del bianco · b2 pedone del bianco · e2 pedone del bianco · f2 pedone del bianco · h2 pedone del bianco · a1 torre del bianco · c1 alfiere del bianco · d1 donna del bianco · e1 re del bianco · f1 alfiere del bianco · g1 cavallo del bianco · h1 torre del bianco | a8 torre del nero · b8 cavallo del nero · c8 alfiere del nero · d8 donna del nero · e8 re del nero · f8 alfiere del nero · h8 torre del nero · a7 pedone del nero · b7 pedone del nero · c7 pedone del nero · e7 pedone del nero · f7 pedone del nero · h7 pedone del nero · f6 cavallo del nero · g6 pedone del nero · d5 pedone del nero · c4 pedone del bianco · d4 pedone del bianco · c3 cavallo del bianco · g3 pedone del bianco · a2 pedone del bianco · b2 pedone del bianco · e2 pedone del bianco · f2 pedone del bianco · h2 pedone del bianco · a1 torre del bianco · c1 alfiere del bianco · d1 donna del bianco · e1 re del bianco · f1 alfiere del bianco · g1 cavallo del bianco · h1 torre del bianco | a8 torre del nero · b8 cavallo del nero · c8 alfiere del nero · d8 donna del nero · e8 re del nero · f8 alfiere del nero · h8 torre del nero · a7 pedone del nero · b7 pedone del nero · c7 pedone del nero · e7 pedone del nero · f7 pedone del nero · h7 pedone del nero · f6 cavallo del nero · g6 pedone del nero · d5 pedone del nero · c4 pedone del bianco · d4 pedone del bianco · c3 cavallo del bianco · g3 pedone del bianco · a2 pedone del bianco · b2 pedone del bianco · e2 pedone del bianco · f2 pedone del bianco · h2 pedone del bianco · a1 torre del bianco · c1 alfiere del bianco · d1 donna del bianco · e1 re del bianco · f1 alfiere del bianco · g1 cavallo del bianco · h1 torre del bianco | a8 torre del nero · b8 cavallo del nero · c8 alfiere del nero · d8 donna del nero · e8 re del nero · f8 alfiere del nero · h8 torre del nero · a7 pedone del nero · b7 pedone del nero · c7 pedone del nero · e7 pedone del nero · f7 pedone del nero · h7 pedone del nero · f6 cavallo del nero · g6 pedone del nero · d5 pedone del nero · c4 pedone del bianco · d4 pedone del bianco · c3 cavallo del bianco · g3 pedone del bianco · a2 pedone del bianco · b2 pedone del bianco · e2 pedone del bianco · f2 pedone del bianco · h2 pedone del bianco · a1 torre del bianco · c1 alfiere del bianco · d1 donna del bianco · e1 re del bianco · f1 alfiere del bianco · g1 cavallo del bianco · h1 torre del bianco | a8 torre del nero · b8 cavallo del nero · c8 alfiere del nero · d8 donna del nero · e8 re del nero · f8 alfiere del nero · h8 torre del nero · a7 pedone del nero · b7 pedone del nero · c7 pedone del nero · e7 pedone del nero · f7 pedone del nero · h7 pedone del nero · f6 cavallo del nero · g6 pedone del nero · d5 pedone del nero · c4 pedone del bianco · d4 pedone del bianco · c3 cavallo del bianco · g3 pedone del bianco · a2 pedone del bianco · b2 pedone del bianco · e2 pedone del bianco · f2 pedone del bianco · h2 pedone del bianco · a1 torre del bianco · c1 alfiere del bianco · d1 donna del bianco · e1 re del bianco · f1 alfiere del bianco · g1 cavallo del bianco · h1 torre del bianco | a8 torre del nero · b8 cavallo del nero · c8 alfiere del nero · d8 donna del nero · e8 re del nero · f8 alfiere del nero · h8 torre del nero · a7 pedone del nero · b7 pedone del nero · c7 pedone del nero · e7 pedone del nero · f7 pedone del nero · h7 pedone del nero · f6 cavallo del nero · g6 pedone del nero · d5 pedone del nero · c4 pedone del bianco · d4 pedone del bianco · c3 cavallo del bianco · g3 pedone del bianco · a2 pedone del bianco · b2 pedone del bianco · e2 pedone del bianco · f2 pedone del bianco · h2 pedone del bianco · a1 torre del bianco · c1 alfiere del bianco · d1 donna del bianco · e1 re del bianco · f1 alfiere del bianco · g1 cavallo del bianco · h1 torre del bianco | 2 |
| 1 | a8 torre del nero · b8 cavallo del nero · c8 alfiere del nero · d8 donna del nero · e8 re del nero · f8 alfiere del nero · h8 torre del nero · a7 pedone del nero · b7 pedone del nero · c7 pedone del nero · e7 pedone del nero · f7 pedone del nero · h7 pedone del nero · f6 cavallo del nero · g6 pedone del nero · d5 pedone del nero · c4 pedone del bianco · d4 pedone del bianco · c3 cavallo del bianco · g3 pedone del bianco · a2 pedone del bianco · b2 pedone del bianco · e2 pedone del bianco · f2 pedone del bianco · h2 pedone del bianco · a1 torre del bianco · c1 alfiere del bianco · d1 donna del bianco · e1 re del bianco · f1 alfiere del bianco · g1 cavallo del bianco · h1 torre del bianco | a8 torre del nero · b8 cavallo del nero · c8 alfiere del nero · d8 donna del nero · e8 re del nero · f8 alfiere del nero · h8 torre del nero · a7 pedone del nero · b7 pedone del nero · c7 pedone del nero · e7 pedone del nero · f7 pedone del nero · h7 pedone del nero · f6 cavallo del nero · g6 pedone del nero · d5 pedone del nero · c4 pedone del bianco · d4 pedone del bianco · c3 cavallo del bianco · g3 pedone del bianco · a2 pedone del bianco · b2 pedone del bianco · e2 pedone del bianco · f2 pedone del bianco · h2 pedone del bianco · a1 torre del bianco · c1 alfiere del bianco · d1 donna del bianco · e1 re del bianco · f1 alfiere del bianco · g1 cavallo del bianco · h1 torre del bianco | a8 torre del nero · b8 cavallo del nero · c8 alfiere del nero · d8 donna del nero · e8 re del nero · f8 alfiere del nero · h8 torre del nero · a7 pedone del nero · b7 pedone del nero · c7 pedone del nero · e7 pedone del nero · f7 pedone del nero · h7 pedone del nero · f6 cavallo del nero · g6 pedone del nero · d5 pedone del nero · c4 pedone del bianco · d4 pedone del bianco · c3 cavallo del bianco · g3 pedone del bianco · a2 pedone del bianco · b2 pedone del bianco · e2 pedone del bianco · f2 pedone del bianco · h2 pedone del bianco · a1 torre del bianco · c1 alfiere del bianco · d1 donna del bianco · e1 re del bianco · f1 alfiere del bianco · g1 cavallo del bianco · h1 torre del bianco | a8 torre del nero · b8 cavallo del nero · c8 alfiere del nero · d8 donna del nero · e8 re del nero · f8 alfiere del nero · h8 torre del nero · a7 pedone del nero · b7 pedone del nero · c7 pedone del nero · e7 pedone del nero · f7 pedone del nero · h7 pedone del nero · f6 cavallo del nero · g6 pedone del nero · d5 pedone del nero · c4 pedone del bianco · d4 pedone del bianco · c3 cavallo del bianco · g3 pedone del bianco · a2 pedone del bianco · b2 pedone del bianco · e2 pedone del bianco · f2 pedone del bianco · h2 pedone del bianco · a1 torre del bianco · c1 alfiere del bianco · d1 donna del bianco · e1 re del bianco · f1 alfiere del bianco · g1 cavallo del bianco · h1 torre del bianco | a8 torre del nero · b8 cavallo del nero · c8 alfiere del nero · d8 donna del nero · e8 re del nero · f8 alfiere del nero · h8 torre del nero · a7 pedone del nero · b7 pedone del nero · c7 pedone del nero · e7 pedone del nero · f7 pedone del nero · h7 pedone del nero · f6 cavallo del nero · g6 pedone del nero · d5 pedone del nero · c4 pedone del bianco · d4 pedone del bianco · c3 cavallo del bianco · g3 pedone del bianco · a2 pedone del bianco · b2 pedone del bianco · e2 pedone del bianco · f2 pedone del bianco · h2 pedone del bianco · a1 torre del bianco · c1 alfiere del bianco · d1 donna del bianco · e1 re del bianco · f1 alfiere del bianco · g1 cavallo del bianco · h1 torre del bianco | a8 torre del nero · b8 cavallo del nero · c8 alfiere del nero · d8 donna del nero · e8 re del nero · f8 alfiere del nero · h8 torre del nero · a7 pedone del nero · b7 pedone del nero · c7 pedone del nero · e7 pedone del nero · f7 pedone del nero · h7 pedone del nero · f6 cavallo del nero · g6 pedone del nero · d5 pedone del nero · c4 pedone del bianco · d4 pedone del bianco · c3 cavallo del bianco · g3 pedone del bianco · a2 pedone del bianco · b2 pedone del bianco · e2 pedone del bianco · f2 pedone del bianco · h2 pedone del bianco · a1 torre del bianco · c1 alfiere del bianco · d1 donna del bianco · e1 re del bianco · f1 alfiere del bianco · g1 cavallo del bianco · h1 torre del bianco | a8 torre del nero · b8 cavallo del nero · c8 alfiere del nero · d8 donna del nero · e8 re del nero · f8 alfiere del nero · h8 torre del nero · a7 pedone del nero · b7 pedone del nero · c7 pedone del nero · e7 pedone del nero · f7 pedone del nero · h7 pedone del nero · f6 cavallo del nero · g6 pedone del nero · d5 pedone del nero · c4 pedone del bianco · d4 pedone del bianco · c3 cavallo del bianco · g3 pedone del bianco · a2 pedone del bianco · b2 pedone del bianco · e2 pedone del bianco · f2 pedone del bianco · h2 pedone del bianco · a1 torre del bianco · c1 alfiere del bianco · d1 donna del bianco · e1 re del bianco · f1 alfiere del bianco · g1 cavallo del bianco · h1 torre del bianco | a8 torre del nero · b8 cavallo del nero · c8 alfiere del nero · d8 donna del nero · e8 re del nero · f8 alfiere del nero · h8 torre del nero · a7 pedone del nero · b7 pedone del nero · c7 pedone del nero · e7 pedone del nero · f7 pedone del nero · h7 pedone del nero · f6 cavallo del nero · g6 pedone del nero · d5 pedone del nero · c4 pedone del bianco · d4 pedone del bianco · c3 cavallo del bianco · g3 pedone del bianco · a2 pedone del bianco · b2 pedone del bianco · e2 pedone del bianco · f2 pedone del bianco · h2 pedone del bianco · a1 torre del bianco · c1 alfiere del bianco · d1 donna del bianco · e1 re del bianco · f1 alfiere del bianco · g1 cavallo del bianco · h1 torre del bianco | 1 |
|   | a | b | c | d | e | f | g | h |   |

### La variante di Stoccolma 4.Ag5
|   | a | b | c | d | e | f | g | h |   |
| 8 | a8 torre del nero · b8 cavallo del nero · c8 alfiere del nero · d8 donna del nero · e8 re del nero · f8 alfiere del nero · h8 torre del nero · a7 pedone del nero · b7 pedone del nero · c7 pedone del nero · e7 pedone del nero · f7 pedone del nero · h7 pedone del nero · f6 cavallo del nero · g6 pedone del nero · d5 pedone del nero · g5 alfiere del bianco · c4 pedone del bianco · d4 pedone del bianco · c3 cavallo del bianco · a2 pedone del bianco · b2 pedone del bianco · e2 pedone del bianco · f2 pedone del bianco · g2 pedone del bianco · h2 pedone del bianco · a1 torre del bianco · d1 donna del bianco · e1 re del bianco · f1 alfiere del bianco · g1 cavallo del bianco · h1 torre del bianco | a8 torre del nero · b8 cavallo del nero · c8 alfiere del nero · d8 donna del nero · e8 re del nero · f8 alfiere del nero · h8 torre del nero · a7 pedone del nero · b7 pedone del nero · c7 pedone del nero · e7 pedone del nero · f7 pedone del nero · h7 pedone del nero · f6 cavallo del nero · g6 pedone del nero · d5 pedone del nero · g5 alfiere del bianco · c4 pedone del bianco · d4 pedone del bianco · c3 cavallo del bianco · a2 pedone del bianco · b2 pedone del bianco · e2 pedone del bianco · f2 pedone del bianco · g2 pedone del bianco · h2 pedone del bianco · a1 torre del bianco · d1 donna del bianco · e1 re del bianco · f1 alfiere del bianco · g1 cavallo del bianco · h1 torre del bianco | a8 torre del nero · b8 cavallo del nero · c8 alfiere del nero · d8 donna del nero · e8 re del nero · f8 alfiere del nero · h8 torre del nero · a7 pedone del nero · b7 pedone del nero · c7 pedone del nero · e7 pedone del nero · f7 pedone del nero · h7 pedone del nero · f6 cavallo del nero · g6 pedone del nero · d5 pedone del nero · g5 alfiere del bianco · c4 pedone del bianco · d4 pedone del bianco · c3 cavallo del bianco · a2 pedone del bianco · b2 pedone del bianco · e2 pedone del bianco · f2 pedone del bianco · g2 pedone del bianco · h2 pedone del bianco · a1 torre del bianco · d1 donna del bianco · e1 re del bianco · f1 alfiere del bianco · g1 cavallo del bianco · h1 torre del bianco | a8 torre del nero · b8 cavallo del nero · c8 alfiere del nero · d8 donna del nero · e8 re del nero · f8 alfiere del nero · h8 torre del nero · a7 pedone del nero · b7 pedone del nero · c7 pedone del nero · e7 pedone del nero · f7 pedone del nero · h7 pedone del nero · f6 cavallo del nero · g6 pedone del nero · d5 pedone del nero · g5 alfiere del bianco · c4 pedone del bianco · d4 pedone del bianco · c3 cavallo del bianco · a2 pedone del bianco · b2 pedone del bianco · e2 pedone del bianco · f2 pedone del bianco · g2 pedone del bianco · h2 pedone del bianco · a1 torre del bianco · d1 donna del bianco · e1 re del bianco · f1 alfiere del bianco · g1 cavallo del bianco · h1 torre del bianco | a8 torre del nero · b8 cavallo del nero · c8 alfiere del nero · d8 donna del nero · e8 re del nero · f8 alfiere del nero · h8 torre del nero · a7 pedone del nero · b7 pedone del nero · c7 pedone del nero · e7 pedone del nero · f7 pedone del nero · h7 pedone del nero · f6 cavallo del nero · g6 pedone del nero · d5 pedone del nero · g5 alfiere del bianco · c4 pedone del bianco · d4 pedone del bianco · c3 cavallo del bianco · a2 pedone del bianco · b2 pedone del bianco · e2 pedone del bianco · f2 pedone del bianco · g2 pedone del bianco · h2 pedone del bianco · a1 torre del bianco · d1 donna del bianco · e1 re del bianco · f1 alfiere del bianco · g1 cavallo del bianco · h1 torre del bianco | a8 torre del nero · b8 cavallo del nero · c8 alfiere del nero · d8 donna del nero · e8 re del nero · f8 alfiere del nero · h8 torre del nero · a7 pedone del nero · b7 pedone del nero · c7 pedone del nero · e7 pedone del nero · f7 pedone del nero · h7 pedone del nero · f6 cavallo del nero · g6 pedone del nero · d5 pedone del nero · g5 alfiere del bianco · c4 pedone del bianco · d4 pedone del bianco · c3 cavallo del bianco · a2 pedone del bianco · b2 pedone del bianco · e2 pedone del bianco · f2 pedone del bianco · g2 pedone del bianco · h2 pedone del bianco · a1 torre del bianco · d1 donna del bianco · e1 re del bianco · f1 alfiere del bianco · g1 cavallo del bianco · h1 torre del bianco | a8 torre del nero · b8 cavallo del nero · c8 alfiere del nero · d8 donna del nero · e8 re del nero · f8 alfiere del nero · h8 torre del nero · a7 pedone del nero · b7 pedone del nero · c7 pedone del nero · e7 pedone del nero · f7 pedone del nero · h7 pedone del nero · f6 cavallo del nero · g6 pedone del nero · d5 pedone del nero · g5 alfiere del bianco · c4 pedone del bianco · d4 pedone del bianco · c3 cavallo del bianco · a2 pedone del bianco · b2 pedone del bianco · e2 pedone del bianco · f2 pedone del bianco · g2 pedone del bianco · h2 pedone del bianco · a1 torre del bianco · d1 donna del bianco · e1 re del bianco · f1 alfiere del bianco · g1 cavallo del bianco · h1 torre del bianco | a8 torre del nero · b8 cavallo del nero · c8 alfiere del nero · d8 donna del nero · e8 re del nero · f8 alfiere del nero · h8 torre del nero · a7 pedone del nero · b7 pedone del nero · c7 pedone del nero · e7 pedone del nero · f7 pedone del nero · h7 pedone del nero · f6 cavallo del nero · g6 pedone del nero · d5 pedone del nero · g5 alfiere del bianco · c4 pedone del bianco · d4 pedone del bianco · c3 cavallo del bianco · a2 pedone del bianco · b2 pedone del bianco · e2 pedone del bianco · f2 pedone del bianco · g2 pedone del bianco · h2 pedone del bianco · a1 torre del bianco · d1 donna del bianco · e1 re del bianco · f1 alfiere del bianco · g1 cavallo del bianco · h1 torre del bianco | 8 |
| 7 | a8 torre del nero · b8 cavallo del nero · c8 alfiere del nero · d8 donna del nero · e8 re del nero · f8 alfiere del nero · h8 torre del nero · a7 pedone del nero · b7 pedone del nero · c7 pedone del nero · e7 pedone del nero · f7 pedone del nero · h7 pedone del nero · f6 cavallo del nero · g6 pedone del nero · d5 pedone del nero · g5 alfiere del bianco · c4 pedone del bianco · d4 pedone del bianco · c3 cavallo del bianco · a2 pedone del bianco · b2 pedone del bianco · e2 pedone del bianco · f2 pedone del bianco · g2 pedone del bianco · h2 pedone del bianco · a1 torre del bianco · d1 donna del bianco · e1 re del bianco · f1 alfiere del bianco · g1 cavallo del bianco · h1 torre del bianco | a8 torre del nero · b8 cavallo del nero · c8 alfiere del nero · d8 donna del nero · e8 re del nero · f8 alfiere del nero · h8 torre del nero · a7 pedone del nero · b7 pedone del nero · c7 pedone del nero · e7 pedone del nero · f7 pedone del nero · h7 pedone del nero · f6 cavallo del nero · g6 pedone del nero · d5 pedone del nero · g5 alfiere del bianco · c4 pedone del bianco · d4 pedone del bianco · c3 cavallo del bianco · a2 pedone del bianco · b2 pedone del bianco · e2 pedone del bianco · f2 pedone del bianco · g2 pedone del bianco · h2 pedone del bianco · a1 torre del bianco · d1 donna del bianco · e1 re del bianco · f1 alfiere del bianco · g1 cavallo del bianco · h1 torre del bianco | a8 torre del nero · b8 cavallo del nero · c8 alfiere del nero · d8 donna del nero · e8 re del nero · f8 alfiere del nero · h8 torre del nero · a7 pedone del nero · b7 pedone del nero · c7 pedone del nero · e7 pedone del nero · f7 pedone del nero · h7 pedone del nero · f6 cavallo del nero · g6 pedone del nero · d5 pedone del nero · g5 alfiere del bianco · c4 pedone del bianco · d4 pedone del bianco · c3 cavallo del bianco · a2 pedone del bianco · b2 pedone del bianco · e2 pedone del bianco · f2 pedone del bianco · g2 pedone del bianco · h2 pedone del bianco · a1 torre del bianco · d1 donna del bianco · e1 re del bianco · f1 alfiere del bianco · g1 cavallo del bianco · h1 torre del bianco | a8 torre del nero · b8 cavallo del nero · c8 alfiere del nero · d8 donna del nero · e8 re del nero · f8 alfiere del nero · h8 torre del nero · a7 pedone del nero · b7 pedone del nero · c7 pedone del nero · e7 pedone del nero · f7 pedone del nero · h7 pedone del nero · f6 cavallo del nero · g6 pedone del nero · d5 pedone del nero · g5 alfiere del bianco · c4 pedone del bianco · d4 pedone del bianco · c3 cavallo del bianco · a2 pedone del bianco · b2 pedone del bianco · e2 pedone del bianco · f2 pedone del bianco · g2 pedone del bianco · h2 pedone del bianco · a1 torre del bianco · d1 donna del bianco · e1 re del bianco · f1 alfiere del bianco · g1 cavallo del bianco · h1 torre del bianco | a8 torre del nero · b8 cavallo del nero · c8 alfiere del nero · d8 donna del nero · e8 re del nero · f8 alfiere del nero · h8 torre del nero · a7 pedone del nero · b7 pedone del nero · c7 pedone del nero · e7 pedone del nero · f7 pedone del nero · h7 pedone del nero · f6 cavallo del nero · g6 pedone del nero · d5 pedone del nero · g5 alfiere del bianco · c4 pedone del bianco · d4 pedone del bianco · c3 cavallo del bianco · a2 pedone del bianco · b2 pedone del bianco · e2 pedone del bianco · f2 pedone del bianco · g2 pedone del bianco · h2 pedone del bianco · a1 torre del bianco · d1 donna del bianco · e1 re del bianco · f1 alfiere del bianco · g1 cavallo del bianco · h1 torre del bianco | a8 torre del nero · b8 cavallo del nero · c8 alfiere del nero · d8 donna del nero · e8 re del nero · f8 alfiere del nero · h8 torre del nero · a7 pedone del nero · b7 pedone del nero · c7 pedone del nero · e7 pedone del nero · f7 pedone del nero · h7 pedone del nero · f6 cavallo del nero · g6 pedone del nero · d5 pedone del nero · g5 alfiere del bianco · c4 pedone del bianco · d4 pedone del bianco · c3 cavallo del bianco · a2 pedone del bianco · b2 pedone del bianco · e2 pedone del bianco · f2 pedone del bianco · g2 pedone del bianco · h2 pedone del bianco · a1 torre del bianco · d1 donna del bianco · e1 re del bianco · f1 alfiere del bianco · g1 cavallo del bianco · h1 torre del bianco | a8 torre del nero · b8 cavallo del nero · c8 alfiere del nero · d8 donna del nero · e8 re del nero · f8 alfiere del nero · h8 torre del nero · a7 pedone del nero · b7 pedone del nero · c7 pedone del nero · e7 pedone del nero · f7 pedone del nero · h7 pedone del nero · f6 cavallo del nero · g6 pedone del nero · d5 pedone del nero · g5 alfiere del bianco · c4 pedone del bianco · d4 pedone del bianco · c3 cavallo del bianco · a2 pedone del bianco · b2 pedone del bianco · e2 pedone del bianco · f2 pedone del bianco · g2 pedone del bianco · h2 pedone del bianco · a1 torre del bianco · d1 donna del bianco · e1 re del bianco · f1 alfiere del bianco · g1 cavallo del bianco · h1 torre del bianco | a8 torre del nero · b8 cavallo del nero · c8 alfiere del nero · d8 donna del nero · e8 re del nero · f8 alfiere del nero · h8 torre del nero · a7 pedone del nero · b7 pedone del nero · c7 pedone del nero · e7 pedone del nero · f7 pedone del nero · h7 pedone del nero · f6 cavallo del nero · g6 pedone del nero · d5 pedone del nero · g5 alfiere del bianco · c4 pedone del bianco · d4 pedone del bianco · c3 cavallo del bianco · a2 pedone del bianco · b2 pedone del bianco · e2 pedone del bianco · f2 pedone del bianco · g2 pedone del bianco · h2 pedone del bianco · a1 torre del bianco · d1 donna del bianco · e1 re del bianco · f1 alfiere del bianco · g1 cavallo del bianco · h1 torre del bianco | 7 |
| 6 | a8 torre del nero · b8 cavallo del nero · c8 alfiere del nero · d8 donna del nero · e8 re del nero · f8 alfiere del nero · h8 torre del nero · a7 pedone del nero · b7 pedone del nero · c7 pedone del nero · e7 pedone del nero · f7 pedone del nero · h7 pedone del nero · f6 cavallo del nero · g6 pedone del nero · d5 pedone del nero · g5 alfiere del bianco · c4 pedone del bianco · d4 pedone del bianco · c3 cavallo del bianco · a2 pedone del bianco · b2 pedone del bianco · e2 pedone del bianco · f2 pedone del bianco · g2 pedone del bianco · h2 pedone del bianco · a1 torre del bianco · d1 donna del bianco · e1 re del bianco · f1 alfiere del bianco · g1 cavallo del bianco · h1 torre del bianco | a8 torre del nero · b8 cavallo del nero · c8 alfiere del nero · d8 donna del nero · e8 re del nero · f8 alfiere del nero · h8 torre del nero · a7 pedone del nero · b7 pedone del nero · c7 pedone del nero · e7 pedone del nero · f7 pedone del nero · h7 pedone del nero · f6 cavallo del nero · g6 pedone del nero · d5 pedone del nero · g5 alfiere del bianco · c4 pedone del bianco · d4 pedone del bianco · c3 cavallo del bianco · a2 pedone del bianco · b2 pedone del bianco · e2 pedone del bianco · f2 pedone del bianco · g2 pedone del bianco · h2 pedone del bianco · a1 torre del bianco · d1 donna del bianco · e1 re del bianco · f1 alfiere del bianco · g1 cavallo del bianco · h1 torre del bianco | a8 torre del nero · b8 cavallo del nero · c8 alfiere del nero · d8 donna del nero · e8 re del nero · f8 alfiere del nero · h8 torre del nero · a7 pedone del nero · b7 pedone del nero · c7 pedone del nero · e7 pedone del nero · f7 pedone del nero · h7 pedone del nero · f6 cavallo del nero · g6 pedone del nero · d5 pedone del nero · g5 alfiere del bianco · c4 pedone del bianco · d4 pedone del bianco · c3 cavallo del bianco · a2 pedone del bianco · b2 pedone del bianco · e2 pedone del bianco · f2 pedone del bianco · g2 pedone del bianco · h2 pedone del bianco · a1 torre del bianco · d1 donna del bianco · e1 re del bianco · f1 alfiere del bianco · g1 cavallo del bianco · h1 torre del bianco | a8 torre del nero · b8 cavallo del nero · c8 alfiere del nero · d8 donna del nero · e8 re del nero · f8 alfiere del nero · h8 torre del nero · a7 pedone del nero · b7 pedone del nero · c7 pedone del nero · e7 pedone del nero · f7 pedone del nero · h7 pedone del nero · f6 cavallo del nero · g6 pedone del nero · d5 pedone del nero · g5 alfiere del bianco · c4 pedone del bianco · d4 pedone del bianco · c3 cavallo del bianco · a2 pedone del bianco · b2 pedone del bianco · e2 pedone del bianco · f2 pedone del bianco · g2 pedone del bianco · h2 pedone del bianco · a1 torre del bianco · d1 donna del bianco · e1 re del bianco · f1 alfiere del bianco · g1 cavallo del bianco · h1 torre del bianco | a8 torre del nero · b8 cavallo del nero · c8 alfiere del nero · d8 donna del nero · e8 re del nero · f8 alfiere del nero · h8 torre del nero · a7 pedone del nero · b7 pedone del nero · c7 pedone del nero · e7 pedone del nero · f7 pedone del nero · h7 pedone del nero · f6 cavallo del nero · g6 pedone del nero · d5 pedone del nero · g5 alfiere del bianco · c4 pedone del bianco · d4 pedone del bianco · c3 cavallo del bianco · a2 pedone del bianco · b2 pedone del bianco · e2 pedone del bianco · f2 pedone del bianco · g2 pedone del bianco · h2 pedone del bianco · a1 torre del bianco · d1 donna del bianco · e1 re del bianco · f1 alfiere del bianco · g1 cavallo del bianco · h1 torre del bianco | a8 torre del nero · b8 cavallo del nero · c8 alfiere del nero · d8 donna del nero · e8 re del nero · f8 alfiere del nero · h8 torre del nero · a7 pedone del nero · b7 pedone del nero · c7 pedone del nero · e7 pedone del nero · f7 pedone del nero · h7 pedone del nero · f6 cavallo del nero · g6 pedone del nero · d5 pedone del nero · g5 alfiere del bianco · c4 pedone del bianco · d4 pedone del bianco · c3 cavallo del bianco · a2 pedone del bianco · b2 pedone del bianco · e2 pedone del bianco · f2 pedone del bianco · g2 pedone del bianco · h2 pedone del bianco · a1 torre del bianco · d1 donna del bianco · e1 re del bianco · f1 alfiere del bianco · g1 cavallo del bianco · h1 torre del bianco | a8 torre del nero · b8 cavallo del nero · c8 alfiere del nero · d8 donna del nero · e8 re del nero · f8 alfiere del nero · h8 torre del nero · a7 pedone del nero · b7 pedone del nero · c7 pedone del nero · e7 pedone del nero · f7 pedone del nero · h7 pedone del nero · f6 cavallo del nero · g6 pedone del nero · d5 pedone del nero · g5 alfiere del bianco · c4 pedone del bianco · d4 pedone del bianco · c3 cavallo del bianco · a2 pedone del bianco · b2 pedone del bianco · e2 pedone del bianco · f2 pedone del bianco · g2 pedone del bianco · h2 pedone del bianco · a1 torre del bianco · d1 donna del bianco · e1 re del bianco · f1 alfiere del bianco · g1 cavallo del bianco · h1 torre del bianco | a8 torre del nero · b8 cavallo del nero · c8 alfiere del nero · d8 donna del nero · e8 re del nero · f8 alfiere del nero · h8 torre del nero · a7 pedone del nero · b7 pedone del nero · c7 pedone del nero · e7 pedone del nero · f7 pedone del nero · h7 pedone del nero · f6 cavallo del nero · g6 pedone del nero · d5 pedone del nero · g5 alfiere del bianco · c4 pedone del bianco · d4 pedone del bianco · c3 cavallo del bianco · a2 pedone del bianco · b2 pedone del bianco · e2 pedone del bianco · f2 pedone del bianco · g2 pedone del bianco · h2 pedone del bianco · a1 torre del bianco · d1 donna del bianco · e1 re del bianco · f1 alfiere del bianco · g1 cavallo del bianco · h1 torre del bianco | 6 |
| 5 | a8 torre del nero · b8 cavallo del nero · c8 alfiere del nero · d8 donna del nero · e8 re del nero · f8 alfiere del nero · h8 torre del nero · a7 pedone del nero · b7 pedone del nero · c7 pedone del nero · e7 pedone del nero · f7 pedone del nero · h7 pedone del nero · f6 cavallo del nero · g6 pedone del nero · d5 pedone del nero · g5 alfiere del bianco · c4 pedone del bianco · d4 pedone del bianco · c3 cavallo del bianco · a2 pedone del bianco · b2 pedone del bianco · e2 pedone del bianco · f2 pedone del bianco · g2 pedone del bianco · h2 pedone del bianco · a1 torre del bianco · d1 donna del bianco · e1 re del bianco · f1 alfiere del bianco · g1 cavallo del bianco · h1 torre del bianco | a8 torre del nero · b8 cavallo del nero · c8 alfiere del nero · d8 donna del nero · e8 re del nero · f8 alfiere del nero · h8 torre del nero · a7 pedone del nero · b7 pedone del nero · c7 pedone del nero · e7 pedone del nero · f7 pedone del nero · h7 pedone del nero · f6 cavallo del nero · g6 pedone del nero · d5 pedone del nero · g5 alfiere del bianco · c4 pedone del bianco · d4 pedone del bianco · c3 cavallo del bianco · a2 pedone del bianco · b2 pedone del bianco · e2 pedone del bianco · f2 pedone del bianco · g2 pedone del bianco · h2 pedone del bianco · a1 torre del bianco · d1 donna del bianco · e1 re del bianco · f1 alfiere del bianco · g1 cavallo del bianco · h1 torre del bianco | a8 torre del nero · b8 cavallo del nero · c8 alfiere del nero · d8 donna del nero · e8 re del nero · f8 alfiere del nero · h8 torre del nero · a7 pedone del nero · b7 pedone del nero · c7 pedone del nero · e7 pedone del nero · f7 pedone del nero · h7 pedone del nero · f6 cavallo del nero · g6 pedone del nero · d5 pedone del nero · g5 alfiere del bianco · c4 pedone del bianco · d4 pedone del bianco · c3 cavallo del bianco · a2 pedone del bianco · b2 pedone del bianco · e2 pedone del bianco · f2 pedone del bianco · g2 pedone del bianco · h2 pedone del bianco · a1 torre del bianco · d1 donna del bianco · e1 re del bianco · f1 alfiere del bianco · g1 cavallo del bianco · h1 torre del bianco | a8 torre del nero · b8 cavallo del nero · c8 alfiere del nero · d8 donna del nero · e8 re del nero · f8 alfiere del nero · h8 torre del nero · a7 pedone del nero · b7 pedone del nero · c7 pedone del nero · e7 pedone del nero · f7 pedone del nero · h7 pedone del nero · f6 cavallo del nero · g6 pedone del nero · d5 pedone del nero · g5 alfiere del bianco · c4 pedone del bianco · d4 pedone del bianco · c3 cavallo del bianco · a2 pedone del bianco · b2 pedone del bianco · e2 pedone del bianco · f2 pedone del bianco · g2 pedone del bianco · h2 pedone del bianco · a1 torre del bianco · d1 donna del bianco · e1 re del bianco · f1 alfiere del bianco · g1 cavallo del bianco · h1 torre del bianco | a8 torre del nero · b8 cavallo del nero · c8 alfiere del nero · d8 donna del nero · e8 re del nero · f8 alfiere del nero · h8 torre del nero · a7 pedone del nero · b7 pedone del nero · c7 pedone del nero · e7 pedone del nero · f7 pedone del nero · h7 pedone del nero · f6 cavallo del nero · g6 pedone del nero · d5 pedone del nero · g5 alfiere del bianco · c4 pedone del bianco · d4 pedone del bianco · c3 cavallo del bianco · a2 pedone del bianco · b2 pedone del bianco · e2 pedone del bianco · f2 pedone del bianco · g2 pedone del bianco · h2 pedone del bianco · a1 torre del bianco · d1 donna del bianco · e1 re del bianco · f1 alfiere del bianco · g1 cavallo del bianco · h1 torre del bianco | a8 torre del nero · b8 cavallo del nero · c8 alfiere del nero · d8 donna del nero · e8 re del nero · f8 alfiere del nero · h8 torre del nero · a7 pedone del nero · b7 pedone del nero · c7 pedone del nero · e7 pedone del nero · f7 pedone del nero · h7 pedone del nero · f6 cavallo del nero · g6 pedone del nero · d5 pedone del nero · g5 alfiere del bianco · c4 pedone del bianco · d4 pedone del bianco · c3 cavallo del bianco · a2 pedone del bianco · b2 pedone del bianco · e2 pedone del bianco · f2 pedone del bianco · g2 pedone del bianco · h2 pedone del bianco · a1 torre del bianco · d1 donna del bianco · e1 re del bianco · f1 alfiere del bianco · g1 cavallo del bianco · h1 torre del bianco | a8 torre del nero · b8 cavallo del nero · c8 alfiere del nero · d8 donna del nero · e8 re del nero · f8 alfiere del nero · h8 torre del nero · a7 pedone del nero · b7 pedone del nero · c7 pedone del nero · e7 pedone del nero · f7 pedone del nero · h7 pedone del nero · f6 cavallo del nero · g6 pedone del nero · d5 pedone del nero · g5 alfiere del bianco · c4 pedone del bianco · d4 pedone del bianco · c3 cavallo del bianco · a2 pedone del bianco · b2 pedone del bianco · e2 pedone del bianco · f2 pedone del bianco · g2 pedone del bianco · h2 pedone del bianco · a1 torre del bianco · d1 donna del bianco · e1 re del bianco · f1 alfiere del bianco · g1 cavallo del bianco · h1 torre del bianco | a8 torre del nero · b8 cavallo del nero · c8 alfiere del nero · d8 donna del nero · e8 re del nero · f8 alfiere del nero · h8 torre del nero · a7 pedone del nero · b7 pedone del nero · c7 pedone del nero · e7 pedone del nero · f7 pedone del nero · h7 pedone del nero · f6 cavallo del nero · g6 pedone del nero · d5 pedone del nero · g5 alfiere del bianco · c4 pedone del bianco · d4 pedone del bianco · c3 cavallo del bianco · a2 pedone del bianco · b2 pedone del bianco · e2 pedone del bianco · f2 pedone del bianco · g2 pedone del bianco · h2 pedone del bianco · a1 torre del bianco · d1 donna del bianco · e1 re del bianco · f1 alfiere del bianco · g1 cavallo del bianco · h1 torre del bianco | 5 |
| 4 | a8 torre del nero · b8 cavallo del nero · c8 alfiere del nero · d8 donna del nero · e8 re del nero · f8 alfiere del nero · h8 torre del nero · a7 pedone del nero · b7 pedone del nero · c7 pedone del nero · e7 pedone del nero · f7 pedone del nero · h7 pedone del nero · f6 cavallo del nero · g6 pedone del nero · d5 pedone del nero · g5 alfiere del bianco · c4 pedone del bianco · d4 pedone del bianco · c3 cavallo del bianco · a2 pedone del bianco · b2 pedone del bianco · e2 pedone del bianco · f2 pedone del bianco · g2 pedone del bianco · h2 pedone del bianco · a1 torre del bianco · d1 donna del bianco · e1 re del bianco · f1 alfiere del bianco · g1 cavallo del bianco · h1 torre del bianco | a8 torre del nero · b8 cavallo del nero · c8 alfiere del nero · d8 donna del nero · e8 re del nero · f8 alfiere del nero · h8 torre del nero · a7 pedone del nero · b7 pedone del nero · c7 pedone del nero · e7 pedone del nero · f7 pedone del nero · h7 pedone del nero · f6 cavallo del nero · g6 pedone del nero · d5 pedone del nero · g5 alfiere del bianco · c4 pedone del bianco · d4 pedone del bianco · c3 cavallo del bianco · a2 pedone del bianco · b2 pedone del bianco · e2 pedone del bianco · f2 pedone del bianco · g2 pedone del bianco · h2 pedone del bianco · a1 torre del bianco · d1 donna del bianco · e1 re del bianco · f1 alfiere del bianco · g1 cavallo del bianco · h1 torre del bianco | a8 torre del nero · b8 cavallo del nero · c8 alfiere del nero · d8 donna del nero · e8 re del nero · f8 alfiere del nero · h8 torre del nero · a7 pedone del nero · b7 pedone del nero · c7 pedone del nero · e7 pedone del nero · f7 pedone del nero · h7 pedone del nero · f6 cavallo del nero · g6 pedone del nero · d5 pedone del nero · g5 alfiere del bianco · c4 pedone del bianco · d4 pedone del bianco · c3 cavallo del bianco · a2 pedone del bianco · b2 pedone del bianco · e2 pedone del bianco · f2 pedone del bianco · g2 pedone del bianco · h2 pedone del bianco · a1 torre del bianco · d1 donna del bianco · e1 re del bianco · f1 alfiere del bianco · g1 cavallo del bianco · h1 torre del bianco | a8 torre del nero · b8 cavallo del nero · c8 alfiere del nero · d8 donna del nero · e8 re del nero · f8 alfiere del nero · h8 torre del nero · a7 pedone del nero · b7 pedone del nero · c7 pedone del nero · e7 pedone del nero · f7 pedone del nero · h7 pedone del nero · f6 cavallo del nero · g6 pedone del nero · d5 pedone del nero · g5 alfiere del bianco · c4 pedone del bianco · d4 pedone del bianco · c3 cavallo del bianco · a2 pedone del bianco · b2 pedone del bianco · e2 pedone del bianco · f2 pedone del bianco · g2 pedone del bianco · h2 pedone del bianco · a1 torre del bianco · d1 donna del bianco · e1 re del bianco · f1 alfiere del bianco · g1 cavallo del bianco · h1 torre del bianco | a8 torre del nero · b8 cavallo del nero · c8 alfiere del nero · d8 donna del nero · e8 re del nero · f8 alfiere del nero · h8 torre del nero · a7 pedone del nero · b7 pedone del nero · c7 pedone del nero · e7 pedone del nero · f7 pedone del nero · h7 pedone del nero · f6 cavallo del nero · g6 pedone del nero · d5 pedone del nero · g5 alfiere del bianco · c4 pedone del bianco · d4 pedone del bianco · c3 cavallo del bianco · a2 pedone del bianco · b2 pedone del bianco · e2 pedone del bianco · f2 pedone del bianco · g2 pedone del bianco · h2 pedone del bianco · a1 torre del bianco · d1 donna del bianco · e1 re del bianco · f1 alfiere del bianco · g1 cavallo del bianco · h1 torre del bianco | a8 torre del nero · b8 cavallo del nero · c8 alfiere del nero · d8 donna del nero · e8 re del nero · f8 alfiere del nero · h8 torre del nero · a7 pedone del nero · b7 pedone del nero · c7 pedone del nero · e7 pedone del nero · f7 pedone del nero · h7 pedone del nero · f6 cavallo del nero · g6 pedone del nero · d5 pedone del nero · g5 alfiere del bianco · c4 pedone del bianco · d4 pedone del bianco · c3 cavallo del bianco · a2 pedone del bianco · b2 pedone del bianco · e2 pedone del bianco · f2 pedone del bianco · g2 pedone del bianco · h2 pedone del bianco · a1 torre del bianco · d1 donna del bianco · e1 re del bianco · f1 alfiere del bianco · g1 cavallo del bianco · h1 torre del bianco | a8 torre del nero · b8 cavallo del nero · c8 alfiere del nero · d8 donna del nero · e8 re del nero · f8 alfiere del nero · h8 torre del nero · a7 pedone del nero · b7 pedone del nero · c7 pedone del nero · e7 pedone del nero · f7 pedone del nero · h7 pedone del nero · f6 cavallo del nero · g6 pedone del nero · d5 pedone del nero · g5 alfiere del bianco · c4 pedone del bianco · d4 pedone del bianco · c3 cavallo del bianco · a2 pedone del bianco · b2 pedone del bianco · e2 pedone del bianco · f2 pedone del bianco · g2 pedone del bianco · h2 pedone del bianco · a1 torre del bianco · d1 donna del bianco · e1 re del bianco · f1 alfiere del bianco · g1 cavallo del bianco · h1 torre del bianco | a8 torre del nero · b8 cavallo del nero · c8 alfiere del nero · d8 donna del nero · e8 re del nero · f8 alfiere del nero · h8 torre del nero · a7 pedone del nero · b7 pedone del nero · c7 pedone del nero · e7 pedone del nero · f7 pedone del nero · h7 pedone del nero · f6 cavallo del nero · g6 pedone del nero · d5 pedone del nero · g5 alfiere del bianco · c4 pedone del bianco · d4 pedone del bianco · c3 cavallo del bianco · a2 pedone del bianco · b2 pedone del bianco · e2 pedone del bianco · f2 pedone del bianco · g2 pedone del bianco · h2 pedone del bianco · a1 torre del bianco · d1 donna del bianco · e1 re del bianco · f1 alfiere del bianco · g1 cavallo del bianco · h1 torre del bianco | 4 |
| 3 | a8 torre del nero · b8 cavallo del nero · c8 alfiere del nero · d8 donna del nero · e8 re del nero · f8 alfiere del nero · h8 torre del nero · a7 pedone del nero · b7 pedone del nero · c7 pedone del nero · e7 pedone del nero · f7 pedone del nero · h7 pedone del nero · f6 cavallo del nero · g6 pedone del nero · d5 pedone del nero · g5 alfiere del bianco · c4 pedone del bianco · d4 pedone del bianco · c3 cavallo del bianco · a2 pedone del bianco · b2 pedone del bianco · e2 pedone del bianco · f2 pedone del bianco · g2 pedone del bianco · h2 pedone del bianco · a1 torre del bianco · d1 donna del bianco · e1 re del bianco · f1 alfiere del bianco · g1 cavallo del bianco · h1 torre del bianco | a8 torre del nero · b8 cavallo del nero · c8 alfiere del nero · d8 donna del nero · e8 re del nero · f8 alfiere del nero · h8 torre del nero · a7 pedone del nero · b7 pedone del nero · c7 pedone del nero · e7 pedone del nero · f7 pedone del nero · h7 pedone del nero · f6 cavallo del nero · g6 pedone del nero · d5 pedone del nero · g5 alfiere del bianco · c4 pedone del bianco · d4 pedone del bianco · c3 cavallo del bianco · a2 pedone del bianco · b2 pedone del bianco · e2 pedone del bianco · f2 pedone del bianco · g2 pedone del bianco · h2 pedone del bianco · a1 torre del bianco · d1 donna del bianco · e1 re del bianco · f1 alfiere del bianco · g1 cavallo del bianco · h1 torre del bianco | a8 torre del nero · b8 cavallo del nero · c8 alfiere del nero · d8 donna del nero · e8 re del nero · f8 alfiere del nero · h8 torre del nero · a7 pedone del nero · b7 pedone del nero · c7 pedone del nero · e7 pedone del nero · f7 pedone del nero · h7 pedone del nero · f6 cavallo del nero · g6 pedone del nero · d5 pedone del nero · g5 alfiere del bianco · c4 pedone del bianco · d4 pedone del bianco · c3 cavallo del bianco · a2 pedone del bianco · b2 pedone del bianco · e2 pedone del bianco · f2 pedone del bianco · g2 pedone del bianco · h2 pedone del bianco · a1 torre del bianco · d1 donna del bianco · e1 re del bianco · f1 alfiere del bianco · g1 cavallo del bianco · h1 torre del bianco | a8 torre del nero · b8 cavallo del nero · c8 alfiere del nero · d8 donna del nero · e8 re del nero · f8 alfiere del nero · h8 torre del nero · a7 pedone del nero · b7 pedone del nero · c7 pedone del nero · e7 pedone del nero · f7 pedone del nero · h7 pedone del nero · f6 cavallo del nero · g6 pedone del nero · d5 pedone del nero · g5 alfiere del bianco · c4 pedone del bianco · d4 pedone del bianco · c3 cavallo del bianco · a2 pedone del bianco · b2 pedone del bianco · e2 pedone del bianco · f2 pedone del bianco · g2 pedone del bianco · h2 pedone del bianco · a1 torre del bianco · d1 donna del bianco · e1 re del bianco · f1 alfiere del bianco · g1 cavallo del bianco · h1 torre del bianco | a8 torre del nero · b8 cavallo del nero · c8 alfiere del nero · d8 donna del nero · e8 re del nero · f8 alfiere del nero · h8 torre del nero · a7 pedone del nero · b7 pedone del nero · c7 pedone del nero · e7 pedone del nero · f7 pedone del nero · h7 pedone del nero · f6 cavallo del nero · g6 pedone del nero · d5 pedone del nero · g5 alfiere del bianco · c4 pedone del bianco · d4 pedone del bianco · c3 cavallo del bianco · a2 pedone del bianco · b2 pedone del bianco · e2 pedone del bianco · f2 pedone del bianco · g2 pedone del bianco · h2 pedone del bianco · a1 torre del bianco · d1 donna del bianco · e1 re del bianco · f1 alfiere del bianco · g1 cavallo del bianco · h1 torre del bianco | a8 torre del nero · b8 cavallo del nero · c8 alfiere del nero · d8 donna del nero · e8 re del nero · f8 alfiere del nero · h8 torre del nero · a7 pedone del nero · b7 pedone del nero · c7 pedone del nero · e7 pedone del nero · f7 pedone del nero · h7 pedone del nero · f6 cavallo del nero · g6 pedone del nero · d5 pedone del nero · g5 alfiere del bianco · c4 pedone del bianco · d4 pedone del bianco · c3 cavallo del bianco · a2 pedone del bianco · b2 pedone del bianco · e2 pedone del bianco · f2 pedone del bianco · g2 pedone del bianco · h2 pedone del bianco · a1 torre del bianco · d1 donna del bianco · e1 re del bianco · f1 alfiere del bianco · g1 cavallo del bianco · h1 torre del bianco | a8 torre del nero · b8 cavallo del nero · c8 alfiere del nero · d8 donna del nero · e8 re del nero · f8 alfiere del nero · h8 torre del nero · a7 pedone del nero · b7 pedone del nero · c7 pedone del nero · e7 pedone del nero · f7 pedone del nero · h7 pedone del nero · f6 cavallo del nero · g6 pedone del nero · d5 pedone del nero · g5 alfiere del bianco · c4 pedone del bianco · d4 pedone del bianco · c3 cavallo del bianco · a2 pedone del bianco · b2 pedone del bianco · e2 pedone del bianco · f2 pedone del bianco · g2 pedone del bianco · h2 pedone del bianco · a1 torre del bianco · d1 donna del bianco · e1 re del bianco · f1 alfiere del bianco · g1 cavallo del bianco · h1 torre del bianco | a8 torre del nero · b8 cavallo del nero · c8 alfiere del nero · d8 donna del nero · e8 re del nero · f8 alfiere del nero · h8 torre del nero · a7 pedone del nero · b7 pedone del nero · c7 pedone del nero · e7 pedone del nero · f7 pedone del nero · h7 pedone del nero · f6 cavallo del nero · g6 pedone del nero · d5 pedone del nero · g5 alfiere del bianco · c4 pedone del bianco · d4 pedone del bianco · c3 cavallo del bianco · a2 pedone del bianco · b2 pedone del bianco · e2 pedone del bianco · f2 pedone del bianco · g2 pedone del bianco · h2 pedone del bianco · a1 torre del bianco · d1 donna del bianco · e1 re del bianco · f1 alfiere del bianco · g1 cavallo del bianco · h1 torre del bianco | 3 |
| 2 | a8 torre del nero · b8 cavallo del nero · c8 alfiere del nero · d8 donna del nero · e8 re del nero · f8 alfiere del nero · h8 torre del nero · a7 pedone del nero · b7 pedone del nero · c7 pedone del nero · e7 pedone del nero · f7 pedone del nero · h7 pedone del nero · f6 cavallo del nero · g6 pedone del nero · d5 pedone del nero · g5 alfiere del bianco · c4 pedone del bianco · d4 pedone del bianco · c3 cavallo del bianco · a2 pedone del bianco · b2 pedone del bianco · e2 pedone del bianco · f2 pedone del bianco · g2 pedone del bianco · h2 pedone del bianco · a1 torre del bianco · d1 donna del bianco · e1 re del bianco · f1 alfiere del bianco · g1 cavallo del bianco · h1 torre del bianco | a8 torre del nero · b8 cavallo del nero · c8 alfiere del nero · d8 donna del nero · e8 re del nero · f8 alfiere del nero · h8 torre del nero · a7 pedone del nero · b7 pedone del nero · c7 pedone del nero · e7 pedone del nero · f7 pedone del nero · h7 pedone del nero · f6 cavallo del nero · g6 pedone del nero · d5 pedone del nero · g5 alfiere del bianco · c4 pedone del bianco · d4 pedone del bianco · c3 cavallo del bianco · a2 pedone del bianco · b2 pedone del bianco · e2 pedone del bianco · f2 pedone del bianco · g2 pedone del bianco · h2 pedone del bianco · a1 torre del bianco · d1 donna del bianco · e1 re del bianco · f1 alfiere del bianco · g1 cavallo del bianco · h1 torre del bianco | a8 torre del nero · b8 cavallo del nero · c8 alfiere del nero · d8 donna del nero · e8 re del nero · f8 alfiere del nero · h8 torre del nero · a7 pedone del nero · b7 pedone del nero · c7 pedone del nero · e7 pedone del nero · f7 pedone del nero · h7 pedone del nero · f6 cavallo del nero · g6 pedone del nero · d5 pedone del nero · g5 alfiere del bianco · c4 pedone del bianco · d4 pedone del bianco · c3 cavallo del bianco · a2 pedone del bianco · b2 pedone del bianco · e2 pedone del bianco · f2 pedone del bianco · g2 pedone del bianco · h2 pedone del bianco · a1 torre del bianco · d1 donna del bianco · e1 re del bianco · f1 alfiere del bianco · g1 cavallo del bianco · h1 torre del bianco | a8 torre del nero · b8 cavallo del nero · c8 alfiere del nero · d8 donna del nero · e8 re del nero · f8 alfiere del nero · h8 torre del nero · a7 pedone del nero · b7 pedone del nero · c7 pedone del nero · e7 pedone del nero · f7 pedone del nero · h7 pedone del nero · f6 cavallo del nero · g6 pedone del nero · d5 pedone del nero · g5 alfiere del bianco · c4 pedone del bianco · d4 pedone del bianco · c3 cavallo del bianco · a2 pedone del bianco · b2 pedone del bianco · e2 pedone del bianco · f2 pedone del bianco · g2 pedone del bianco · h2 pedone del bianco · a1 torre del bianco · d1 donna del bianco · e1 re del bianco · f1 alfiere del bianco · g1 cavallo del bianco · h1 torre del bianco | a8 torre del nero · b8 cavallo del nero · c8 alfiere del nero · d8 donna del nero · e8 re del nero · f8 alfiere del nero · h8 torre del nero · a7 pedone del nero · b7 pedone del nero · c7 pedone del nero · e7 pedone del nero · f7 pedone del nero · h7 pedone del nero · f6 cavallo del nero · g6 pedone del nero · d5 pedone del nero · g5 alfiere del bianco · c4 pedone del bianco · d4 pedone del bianco · c3 cavallo del bianco · a2 pedone del bianco · b2 pedone del bianco · e2 pedone del bianco · f2 pedone del bianco · g2 pedone del bianco · h2 pedone del bianco · a1 torre del bianco · d1 donna del bianco · e1 re del bianco · f1 alfiere del bianco · g1 cavallo del bianco · h1 torre del bianco | a8 torre del nero · b8 cavallo del nero · c8 alfiere del nero · d8 donna del nero · e8 re del nero · f8 alfiere del nero · h8 torre del nero · a7 pedone del nero · b7 pedone del nero · c7 pedone del nero · e7 pedone del nero · f7 pedone del nero · h7 pedone del nero · f6 cavallo del nero · g6 pedone del nero · d5 pedone del nero · g5 alfiere del bianco · c4 pedone del bianco · d4 pedone del bianco · c3 cavallo del bianco · a2 pedone del bianco · b2 pedone del bianco · e2 pedone del bianco · f2 pedone del bianco · g2 pedone del bianco · h2 pedone del bianco · a1 torre del bianco · d1 donna del bianco · e1 re del bianco · f1 alfiere del bianco · g1 cavallo del bianco · h1 torre del bianco | a8 torre del nero · b8 cavallo del nero · c8 alfiere del nero · d8 donna del nero · e8 re del nero · f8 alfiere del nero · h8 torre del nero · a7 pedone del nero · b7 pedone del nero · c7 pedone del nero · e7 pedone del nero · f7 pedone del nero · h7 pedone del nero · f6 cavallo del nero · g6 pedone del nero · d5 pedone del nero · g5 alfiere del bianco · c4 pedone del bianco · d4 pedone del bianco · c3 cavallo del bianco · a2 pedone del bianco · b2 pedone del bianco · e2 pedone del bianco · f2 pedone del bianco · g2 pedone del bianco · h2 pedone del bianco · a1 torre del bianco · d1 donna del bianco · e1 re del bianco · f1 alfiere del bianco · g1 cavallo del bianco · h1 torre del bianco | a8 torre del nero · b8 cavallo del nero · c8 alfiere del nero · d8 donna del nero · e8 re del nero · f8 alfiere del nero · h8 torre del nero · a7 pedone del nero · b7 pedone del nero · c7 pedone del nero · e7 pedone del nero · f7 pedone del nero · h7 pedone del nero · f6 cavallo del nero · g6 pedone del nero · d5 pedone del nero · g5 alfiere del bianco · c4 pedone del bianco · d4 pedone del bianco · c3 cavallo del bianco · a2 pedone del bianco · b2 pedone del bianco · e2 pedone del bianco · f2 pedone del bianco · g2 pedone del bianco · h2 pedone del bianco · a1 torre del bianco · d1 donna del bianco · e1 re del bianco · f1 alfiere del bianco · g1 cavallo del bianco · h1 torre del bianco | 2 |
| 1 | a8 torre del nero · b8 cavallo del nero · c8 alfiere del nero · d8 donna del nero · e8 re del nero · f8 alfiere del nero · h8 torre del nero · a7 pedone del nero · b7 pedone del nero · c7 pedone del nero · e7 pedone del nero · f7 pedone del nero · h7 pedone del nero · f6 cavallo del nero · g6 pedone del nero · d5 pedone del nero · g5 alfiere del bianco · c4 pedone del bianco · d4 pedone del bianco · c3 cavallo del bianco · a2 pedone del bianco · b2 pedone del bianco · e2 pedone del bianco · f2 pedone del bianco · g2 pedone del bianco · h2 pedone del bianco · a1 torre del bianco · d1 donna del bianco · e1 re del bianco · f1 alfiere del bianco · g1 cavallo del bianco · h1 torre del bianco | a8 torre del nero · b8 cavallo del nero · c8 alfiere del nero · d8 donna del nero · e8 re del nero · f8 alfiere del nero · h8 torre del nero · a7 pedone del nero · b7 pedone del nero · c7 pedone del nero · e7 pedone del nero · f7 pedone del nero · h7 pedone del nero · f6 cavallo del nero · g6 pedone del nero · d5 pedone del nero · g5 alfiere del bianco · c4 pedone del bianco · d4 pedone del bianco · c3 cavallo del bianco · a2 pedone del bianco · b2 pedone del bianco · e2 pedone del bianco · f2 pedone del bianco · g2 pedone del bianco · h2 pedone del bianco · a1 torre del bianco · d1 donna del bianco · e1 re del bianco · f1 alfiere del bianco · g1 cavallo del bianco · h1 torre del bianco | a8 torre del nero · b8 cavallo del nero · c8 alfiere del nero · d8 donna del nero · e8 re del nero · f8 alfiere del nero · h8 torre del nero · a7 pedone del nero · b7 pedone del nero · c7 pedone del nero · e7 pedone del nero · f7 pedone del nero · h7 pedone del nero · f6 cavallo del nero · g6 pedone del nero · d5 pedone del nero · g5 alfiere del bianco · c4 pedone del bianco · d4 pedone del bianco · c3 cavallo del bianco · a2 pedone del bianco · b2 pedone del bianco · e2 pedone del bianco · f2 pedone del bianco · g2 pedone del bianco · h2 pedone del bianco · a1 torre del bianco · d1 donna del bianco · e1 re del bianco · f1 alfiere del bianco · g1 cavallo del bianco · h1 torre del bianco | a8 torre del nero · b8 cavallo del nero · c8 alfiere del nero · d8 donna del nero · e8 re del nero · f8 alfiere del nero · h8 torre del nero · a7 pedone del nero · b7 pedone del nero · c7 pedone del nero · e7 pedone del nero · f7 pedone del nero · h7 pedone del nero · f6 cavallo del nero · g6 pedone del nero · d5 pedone del nero · g5 alfiere del bianco · c4 pedone del bianco · d4 pedone del bianco · c3 cavallo del bianco · a2 pedone del bianco · b2 pedone del bianco · e2 pedone del bianco · f2 pedone del bianco · g2 pedone del bianco · h2 pedone del bianco · a1 torre del bianco · d1 donna del bianco · e1 re del bianco · f1 alfiere del bianco · g1 cavallo del bianco · h1 torre del bianco | a8 torre del nero · b8 cavallo del nero · c8 alfiere del nero · d8 donna del nero · e8 re del nero · f8 alfiere del nero · h8 torre del nero · a7 pedone del nero · b7 pedone del nero · c7 pedone del nero · e7 pedone del nero · f7 pedone del nero · h7 pedone del nero · f6 cavallo del nero · g6 pedone del nero · d5 pedone del nero · g5 alfiere del bianco · c4 pedone del bianco · d4 pedone del bianco · c3 cavallo del bianco · a2 pedone del bianco · b2 pedone del bianco · e2 pedone del bianco · f2 pedone del bianco · g2 pedone del bianco · h2 pedone del bianco · a1 torre del bianco · d1 donna del bianco · e1 re del bianco · f1 alfiere del bianco · g1 cavallo del bianco · h1 torre del bianco | a8 torre del nero · b8 cavallo del nero · c8 alfiere del nero · d8 donna del nero · e8 re del nero · f8 alfiere del nero · h8 torre del nero · a7 pedone del nero · b7 pedone del nero · c7 pedone del nero · e7 pedone del nero · f7 pedone del nero · h7 pedone del nero · f6 cavallo del nero · g6 pedone del nero · d5 pedone del nero · g5 alfiere del bianco · c4 pedone del bianco · d4 pedone del bianco · c3 cavallo del bianco · a2 pedone del bianco · b2 pedone del bianco · e2 pedone del bianco · f2 pedone del bianco · g2 pedone del bianco · h2 pedone del bianco · a1 torre del bianco · d1 donna del bianco · e1 re del bianco · f1 alfiere del bianco · g1 cavallo del bianco · h1 torre del bianco | a8 torre del nero · b8 cavallo del nero · c8 alfiere del nero · d8 donna del nero · e8 re del nero · f8 alfiere del nero · h8 torre del nero · a7 pedone del nero · b7 pedone del nero · c7 pedone del nero · e7 pedone del nero · f7 pedone del nero · h7 pedone del nero · f6 cavallo del nero · g6 pedone del nero · d5 pedone del nero · g5 alfiere del bianco · c4 pedone del bianco · d4 pedone del bianco · c3 cavallo del bianco · a2 pedone del bianco · b2 pedone del bianco · e2 pedone del bianco · f2 pedone del bianco · g2 pedone del bianco · h2 pedone del bianco · a1 torre del bianco · d1 donna del bianco · e1 re del bianco · f1 alfiere del bianco · g1 cavallo del bianco · h1 torre del bianco | a8 torre del nero · b8 cavallo del nero · c8 alfiere del nero · d8 donna del nero · e8 re del nero · f8 alfiere del nero · h8 torre del nero · a7 pedone del nero · b7 pedone del nero · c7 pedone del nero · e7 pedone del nero · f7 pedone del nero · h7 pedone del nero · f6 cavallo del nero · g6 pedone del nero · d5 pedone del nero · g5 alfiere del bianco · c4 pedone del bianco · d4 pedone del bianco · c3 cavallo del bianco · a2 pedone del bianco · b2 pedone del bianco · e2 pedone del bianco · f2 pedone del bianco · g2 pedone del bianco · h2 pedone del bianco · a1 torre del bianco · d1 donna del bianco · e1 re del bianco · f1 alfiere del bianco · g1 cavallo del bianco · h1 torre del bianco | 1 |
|   | a | b | c | d | e | f | g | h |   |

## Codici ECO
- D80 1.d4 Cf6 2.c4 g6 3.Cc3 d5
  - D81 1.d4 Cf6 2.c4 g6 3.Cc3 d5 4.Db3
    - D82 1.d4 Cf6 2.c4 g6 3.Cc3 d5 4.Af4
      - D83 1.d4 Cf6 2.c4 g6 3.Cc3 d5 4.Af4 Ag7 5.e3 0-0
        - D84 1.d4 Cf6 2.c4 g6 3.Cc3 d5 4.Af4 Ag7 5.e3 0-0 6.cxd5 Cxd5 7.Cxd5 Dxd5 8.Axc7

  - D85 1.d4 Cf6 2.c4 g6 3.Cc3 d5 4.cxd5 Cxd5
    - D86 1.d4 Cf6 2.c4 g6 3.Cc3 d5 4.cxd5 Cxd5 5.e4 Cxc3 6.bxc3 Ag7 7.Ac4 0-0
      - D87 1.d4 Cf6 2.c4 g6 3.Cc3 d5 4.cxd5 Cxd5 5.e4 Cxc3 6.bxc3 Ag7 7.Ac4 0-0 8.Ce2 c5
        - D88 1.d4 Cf6 2.c4 g6 3.Cc3 d5 4.cxd5 Cxd5 5.e4 Cxc3 6.bxc3 Ag7 7.Ac4 0-0 8.Ce2 c5 9.0-0 Cc6 10.Ae3 cxd4 11.cxd4
          -             - D89 1.d4 Cf6 2.c4 g6 3.Cc3 d5 4.cxd5 Cxd5 5.e4 Cxc3 6.bxc3 Ag7 7.Ac4 0-0 8.Ce2 c5 9.0-0 Cc6 10.Ae3 cxd4 11.cxd4 Ag4 12.f3 Ca5 13.Ad3 Ae6

  - D90 1.d4 Cf6 2.c4 g6 3.Cc3 d5 4.Cf3
    - D91 1.d4 Cf6 2.c4 g6 3.Cc3 d5 4.Cf3 Ag7 5.Ag5
    - D92 1.d4 Cf6 2.c4 g6 3.Cc3 d5 4.Cf3 Ag7 5.Af4
      - D93 1.d4 Cf6 2.c4 g6 3.Cc3 d5 4.Cf3 Ag7 5.Af4 0-0 6.e3

    - D94 1.d4 Cf6 2.c4 g6 3.Cc3 d5 4.Cf3 Ag7 5.e3
      - D95 1.d4 Cf6 2.c4 g6 3.Cc3 d5 4.Cf3 Ag7 5.e3 0-0 6.Db3

    - D96 1.d4 Cf6 2.c4 g6 3.Cc3 d5 4.Cf3 Ag7 5.Db3
      - D97 1.d4 Cf6 2.c4 g6 3.Cc3 d5 4.Cf3 Ag7 5.Db3 dxc4 6.Dxc4 0-0 7.e4
        - D98 1.d4 Cf6 2.c4 g6 3.Cc3 d5 4.Cf3 Ag7 5.Db3 dxc4 6.Dxc4 0-0 7.e4 Ag4
          - D99 1.d4 Cf6 2.c4 g6 3.Cc3 d5 4.Cf3 Ag7 5.Db3 dxc4 6.Dxc4 0-0 7.e4 Ag4 8.Ae3 Cfd7 9.Db3